# Lijst van vlaggen van Peruaanse deelgebieden
Dit artikel bevat een lijst van vlaggen van Peruaanse deelgebieden. Peru bestaat uit 25 regio's en de hoofdstad Lima, die zelf de buiten de regionale indeling vallende provincie Lima vormt. In totaal telt het land 196 provincies, die onder de regio's vallen (met uitzondering van Lima). De provincies zijn onderverdeeld in 1874 districten.

## Vlaggen van regio's

Amazonas
Ancash
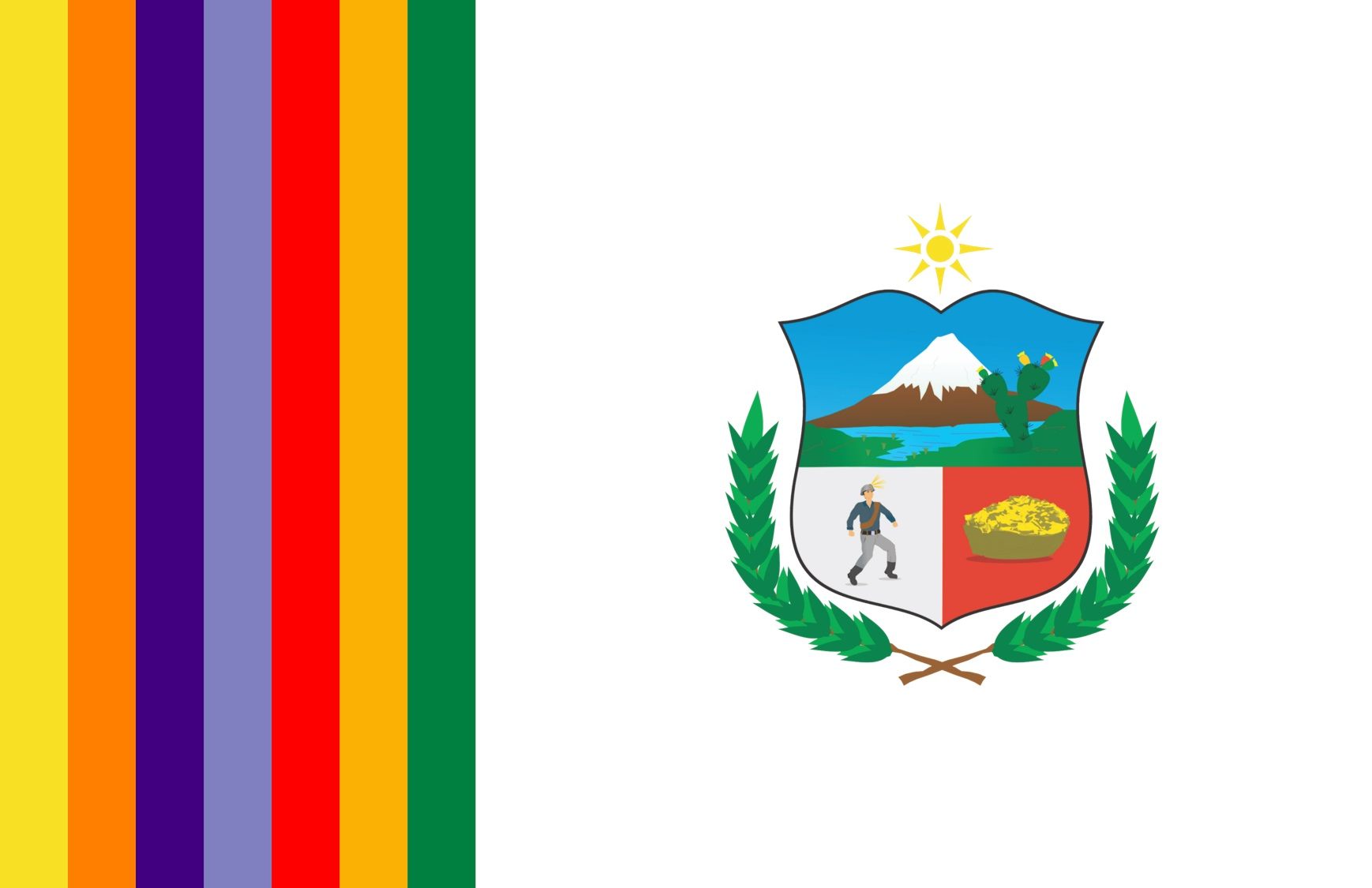
Apurímac
Arequipa
Ayacucho
Cajamarca
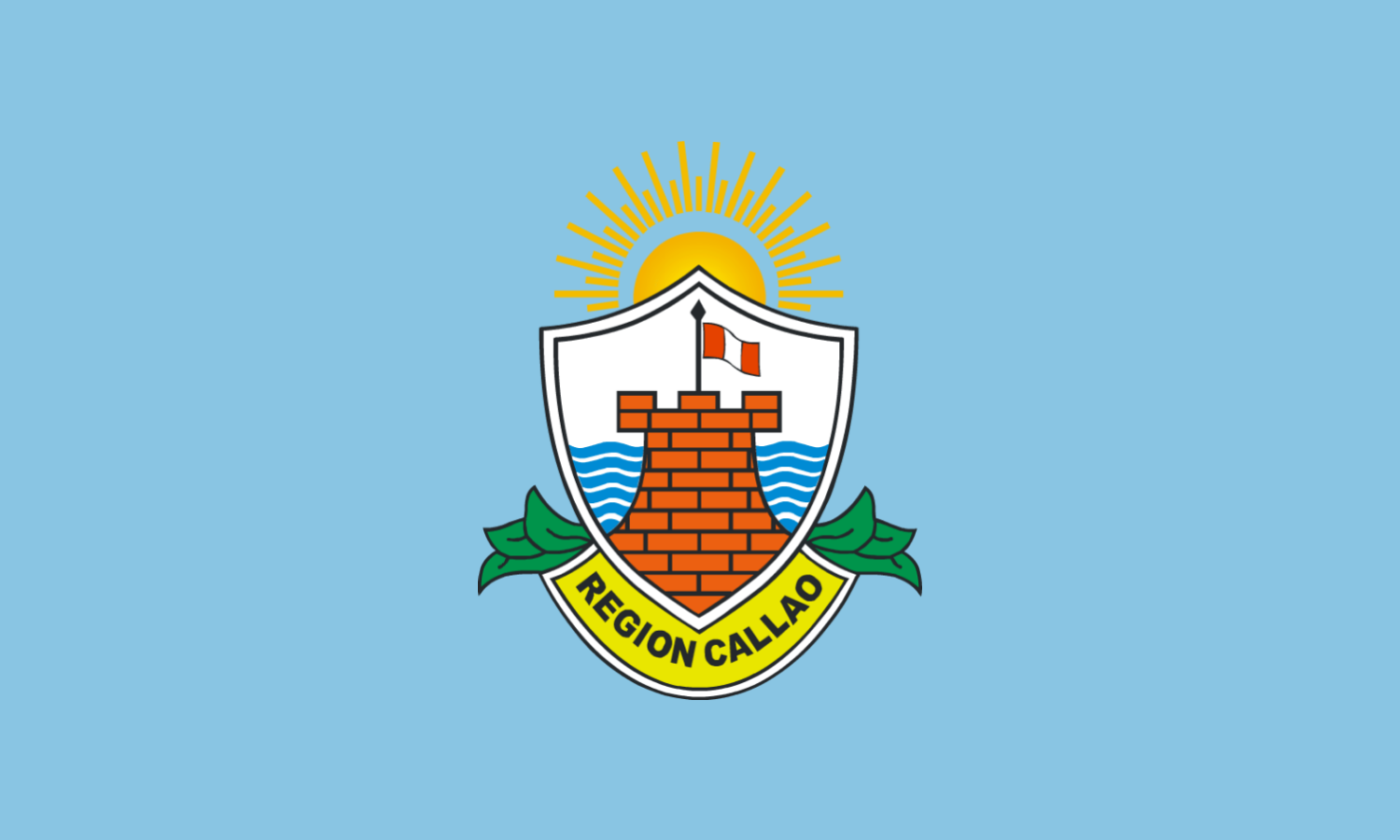
Callao
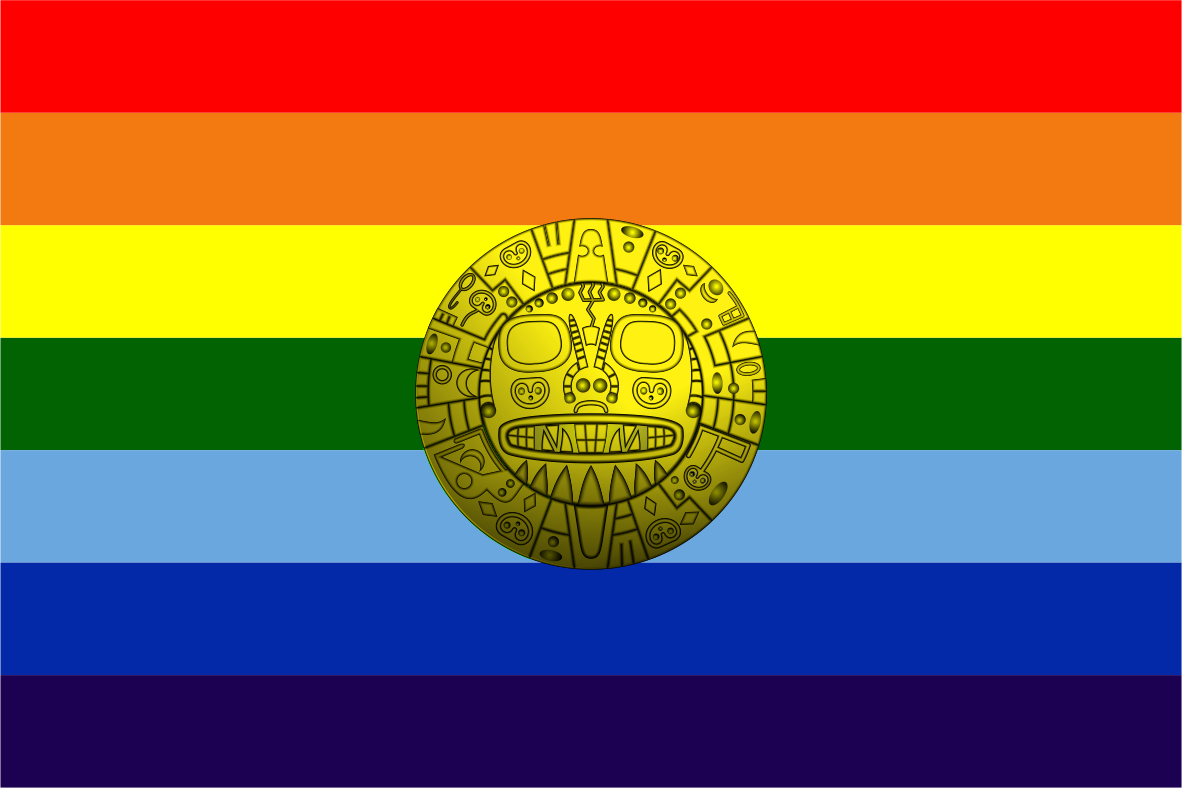
Cuzco
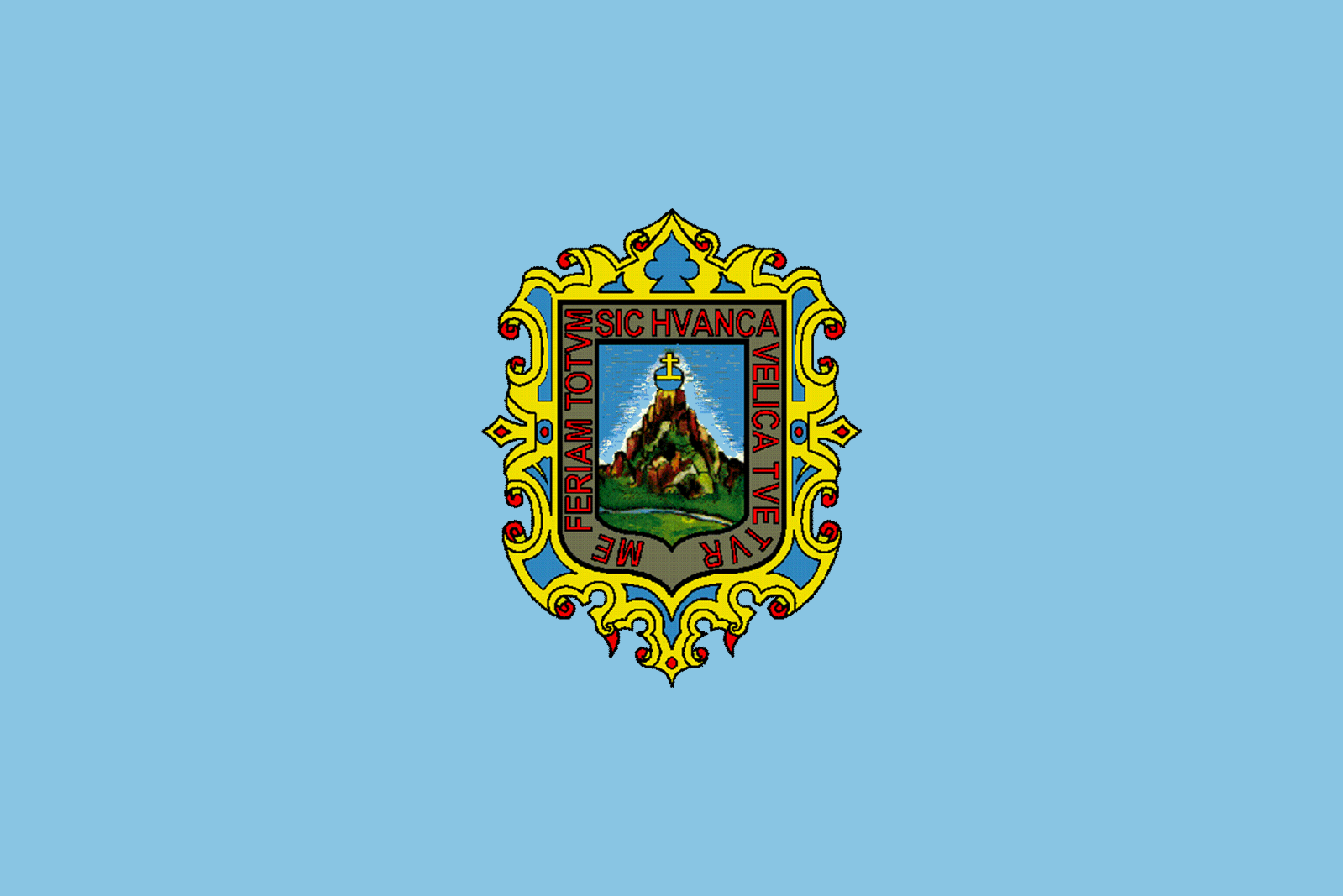
Huancavelica
Huánuco
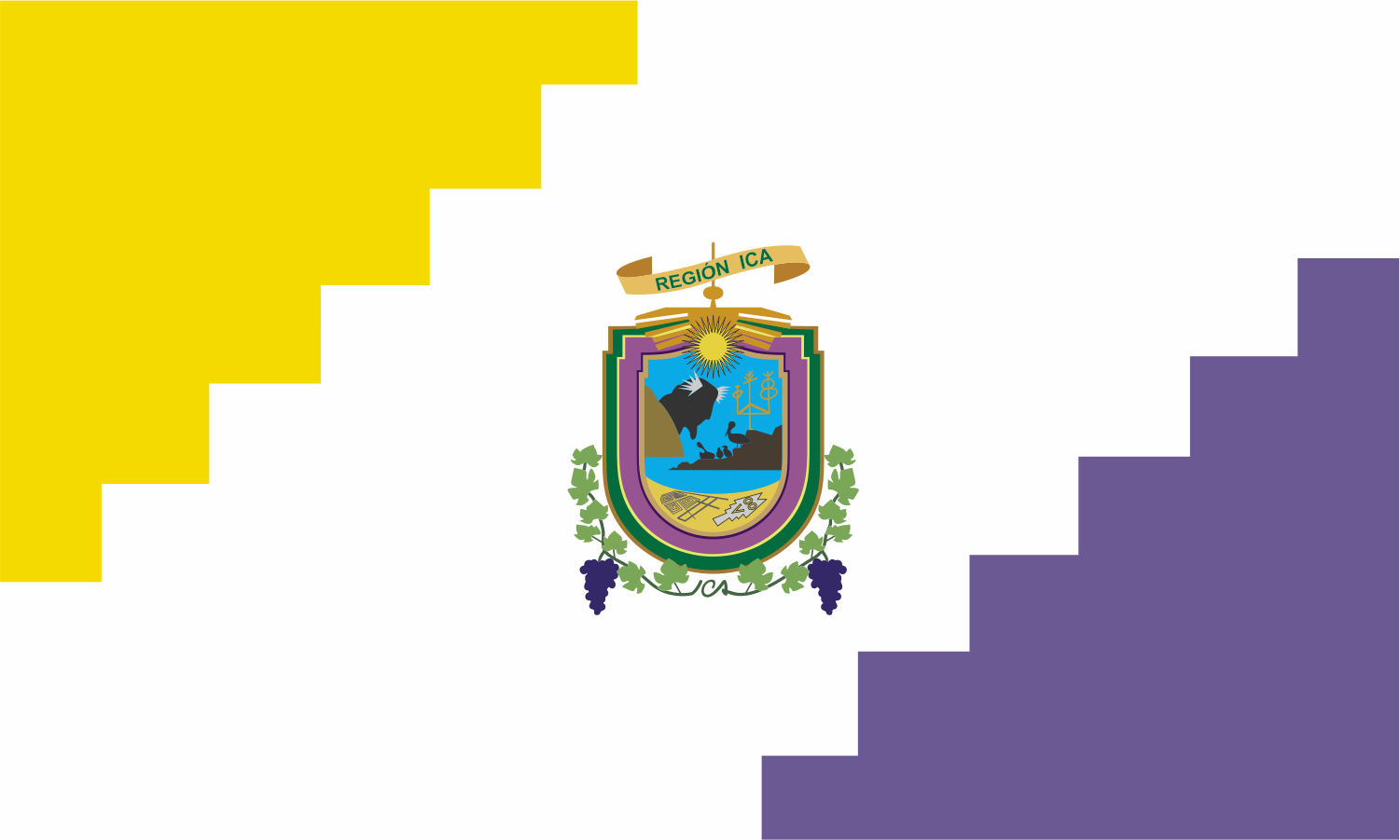
Ica
Junín
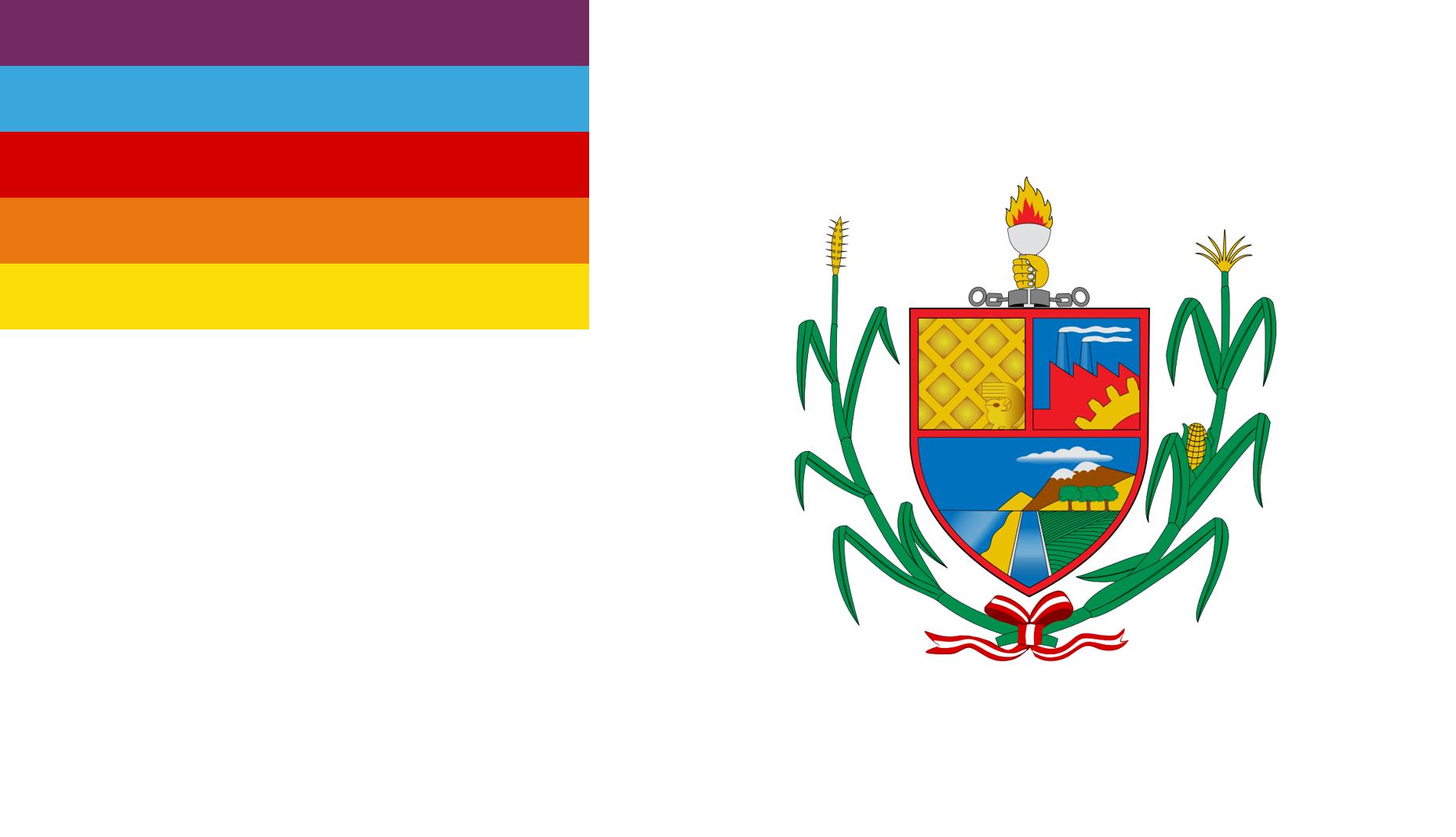
La Libertad
Lambayeque
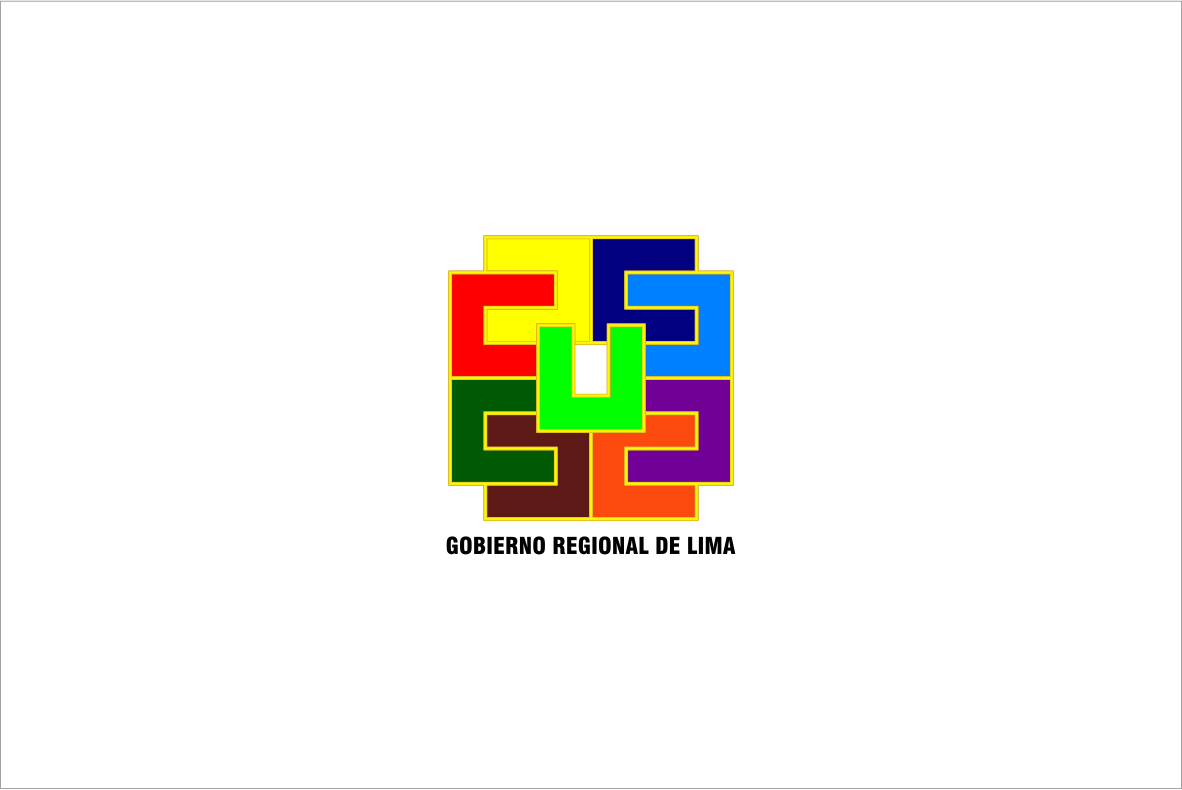
Lima
Loreto
Madre de Dios
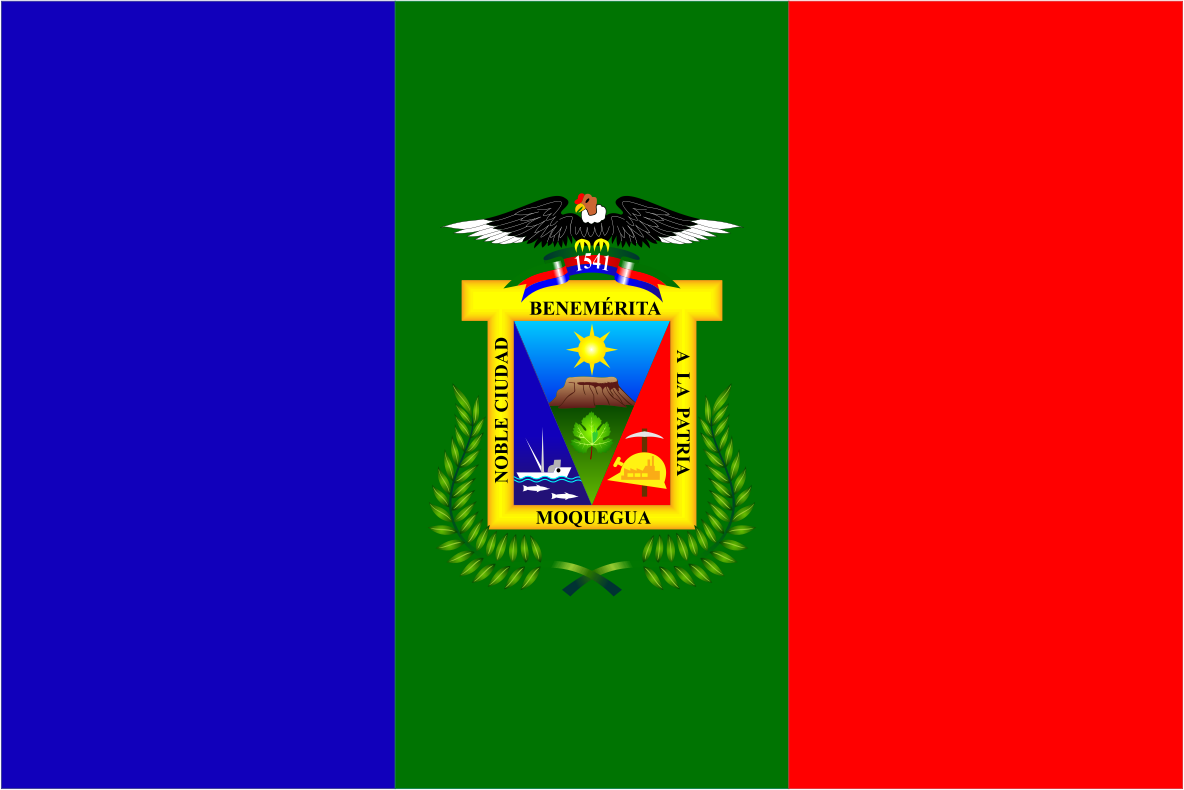
Moquegua
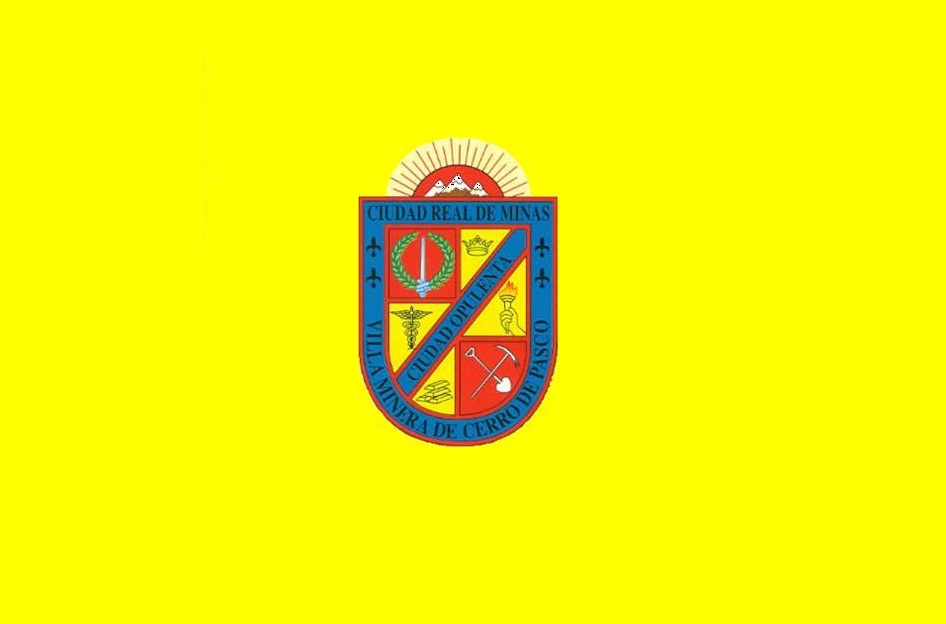
Pasco
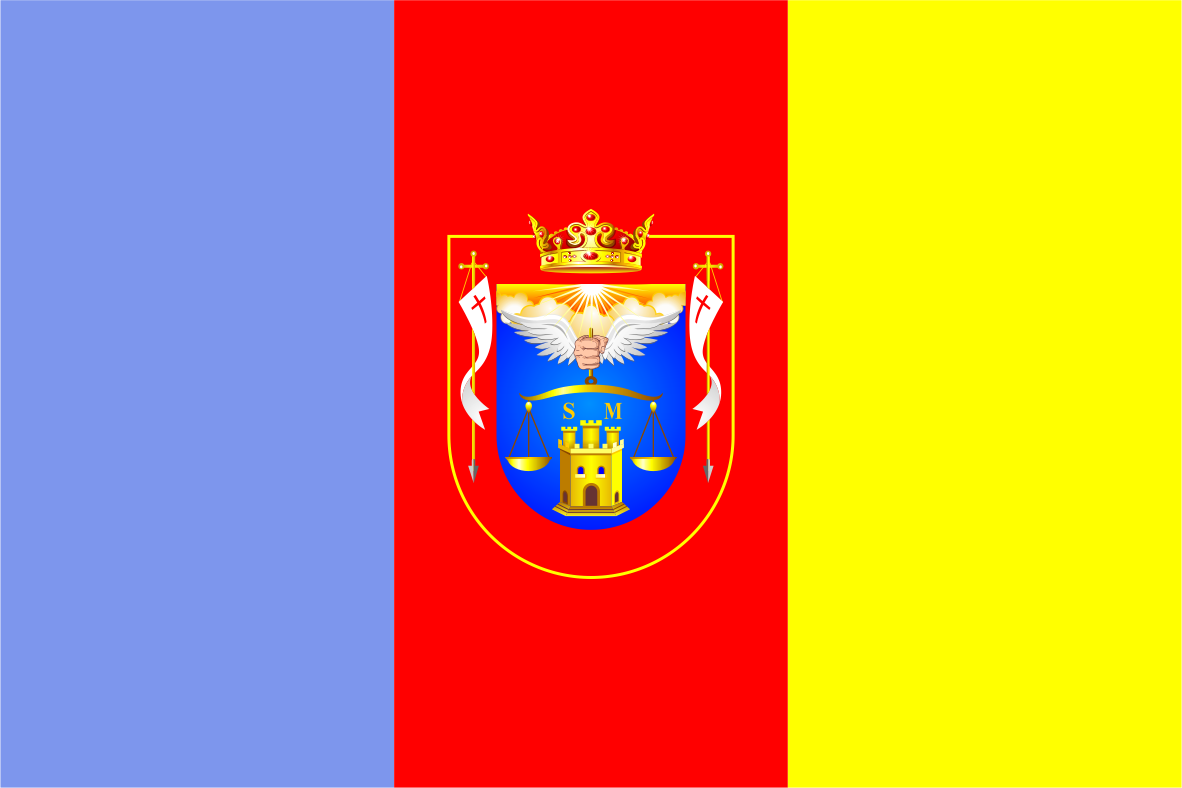
Piura
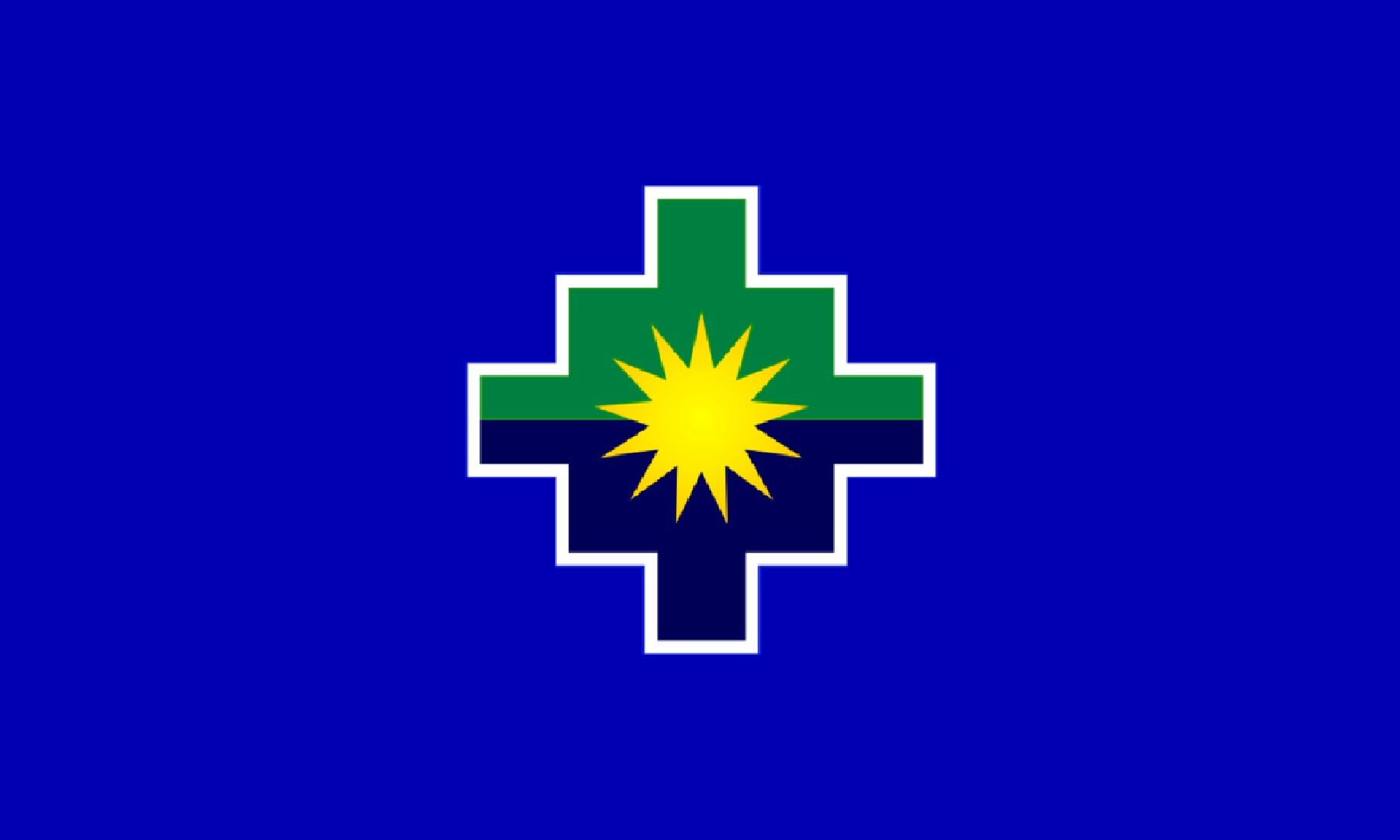
Puno
San Martín
Tacna
Tumbes
Ucayali

## Vlaggen van provincies

### Provincies in Amazonas

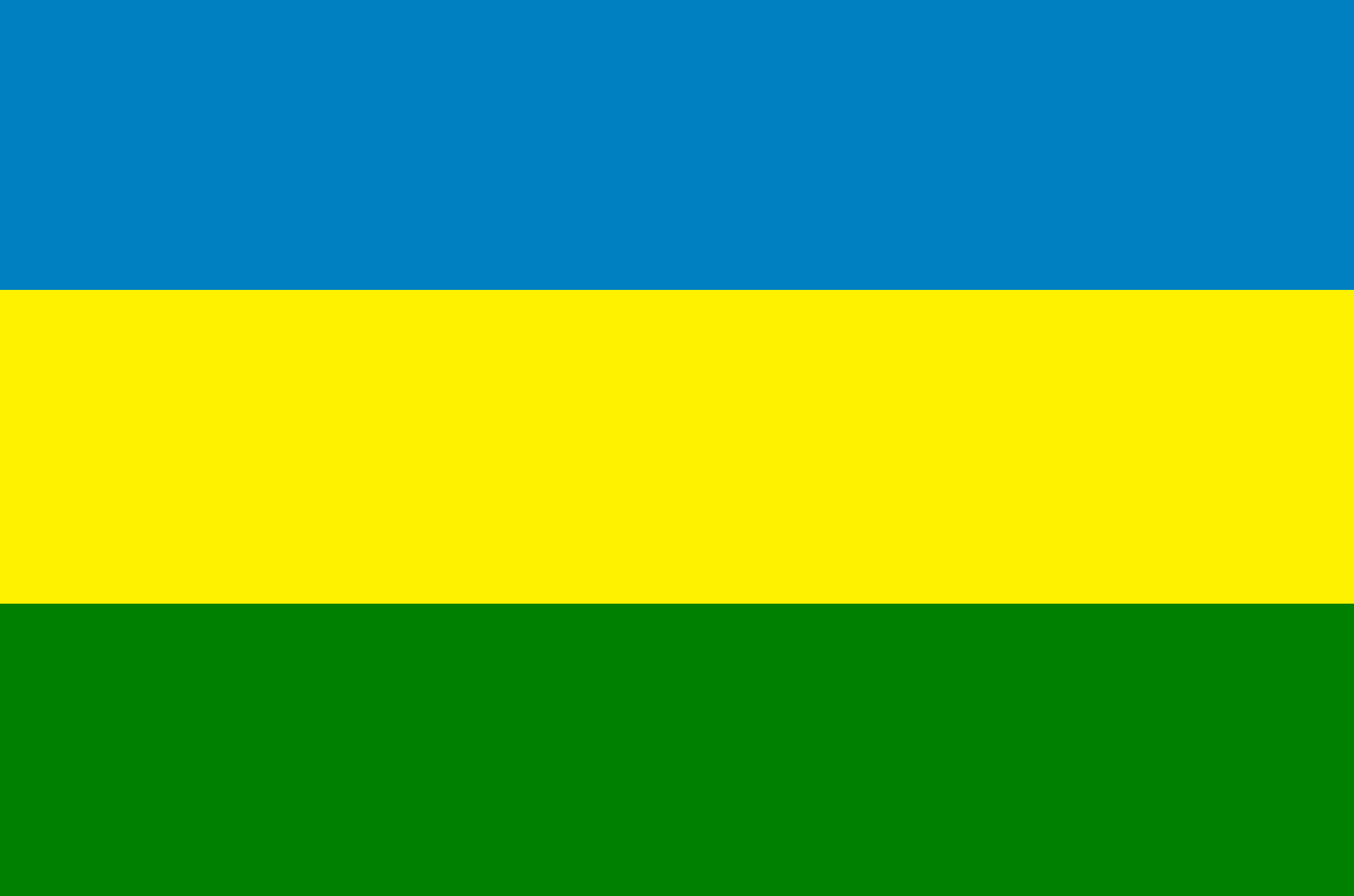
Bagua
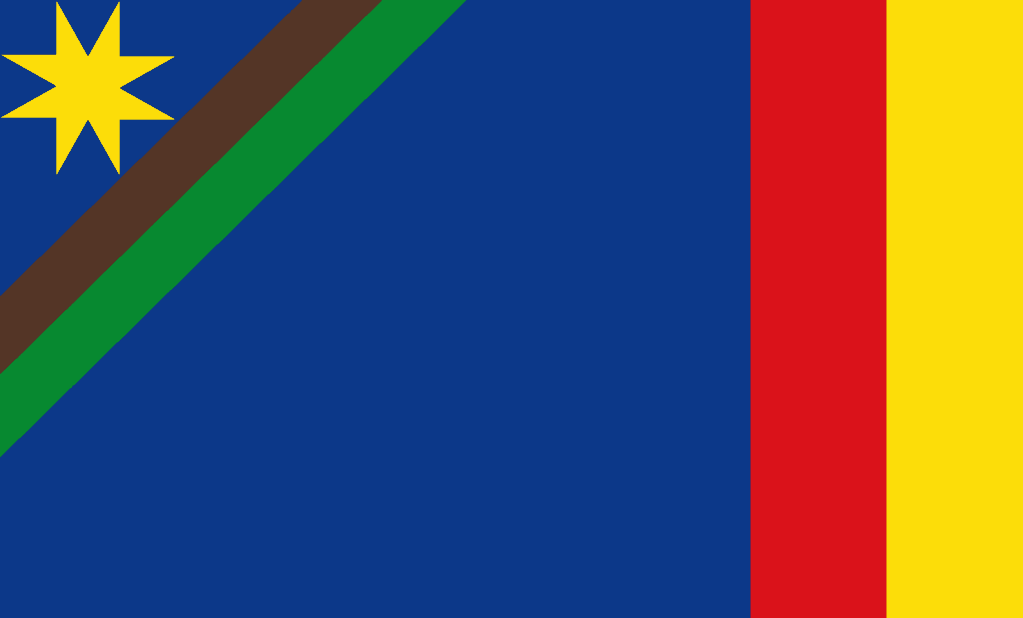
Bongará
Chachapoyas
Condorcanqui
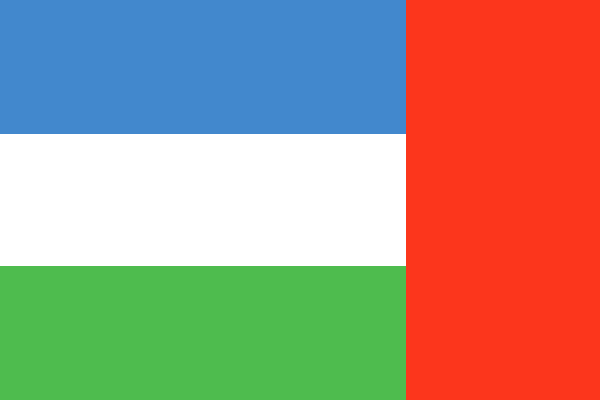
Luya
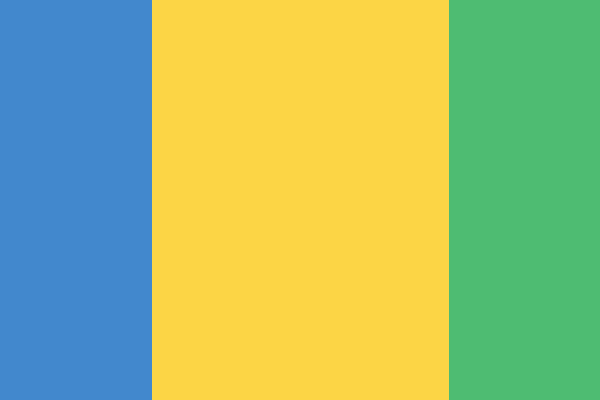
Rodríguez de Mendoza
Utcubamba

### Provincies in Ancash

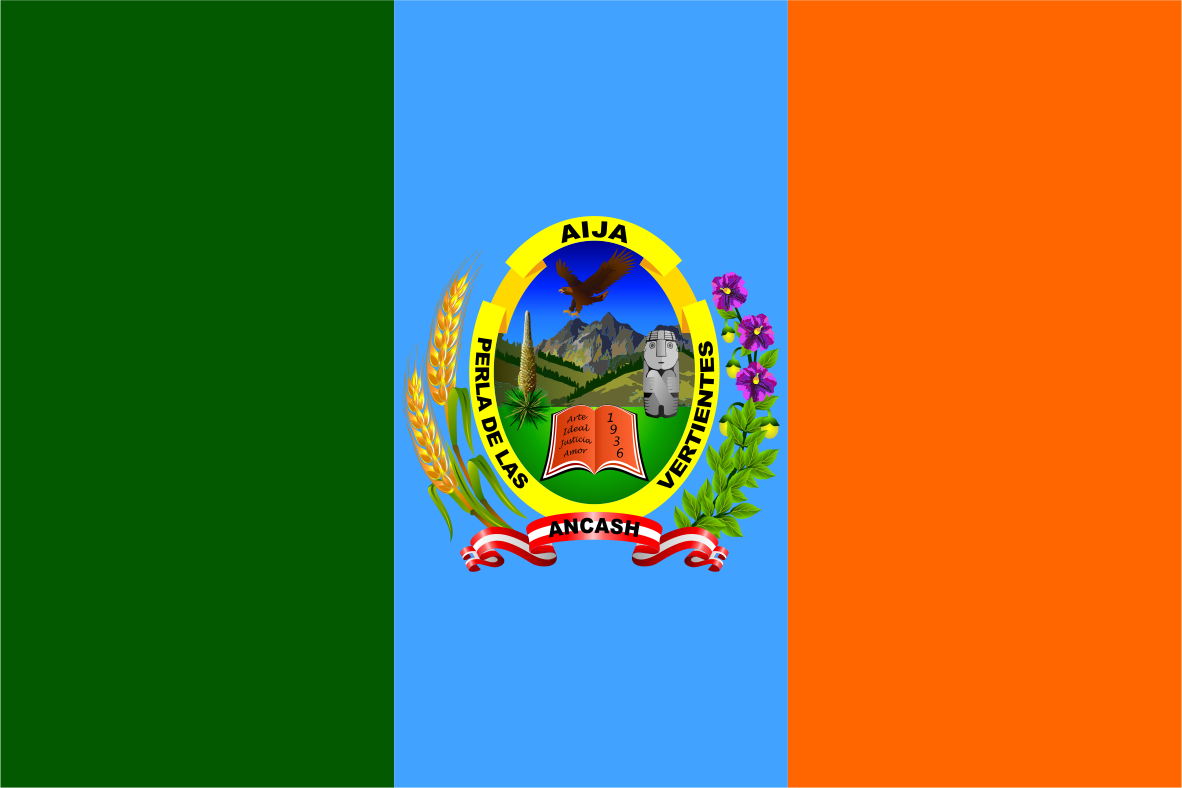
Aija
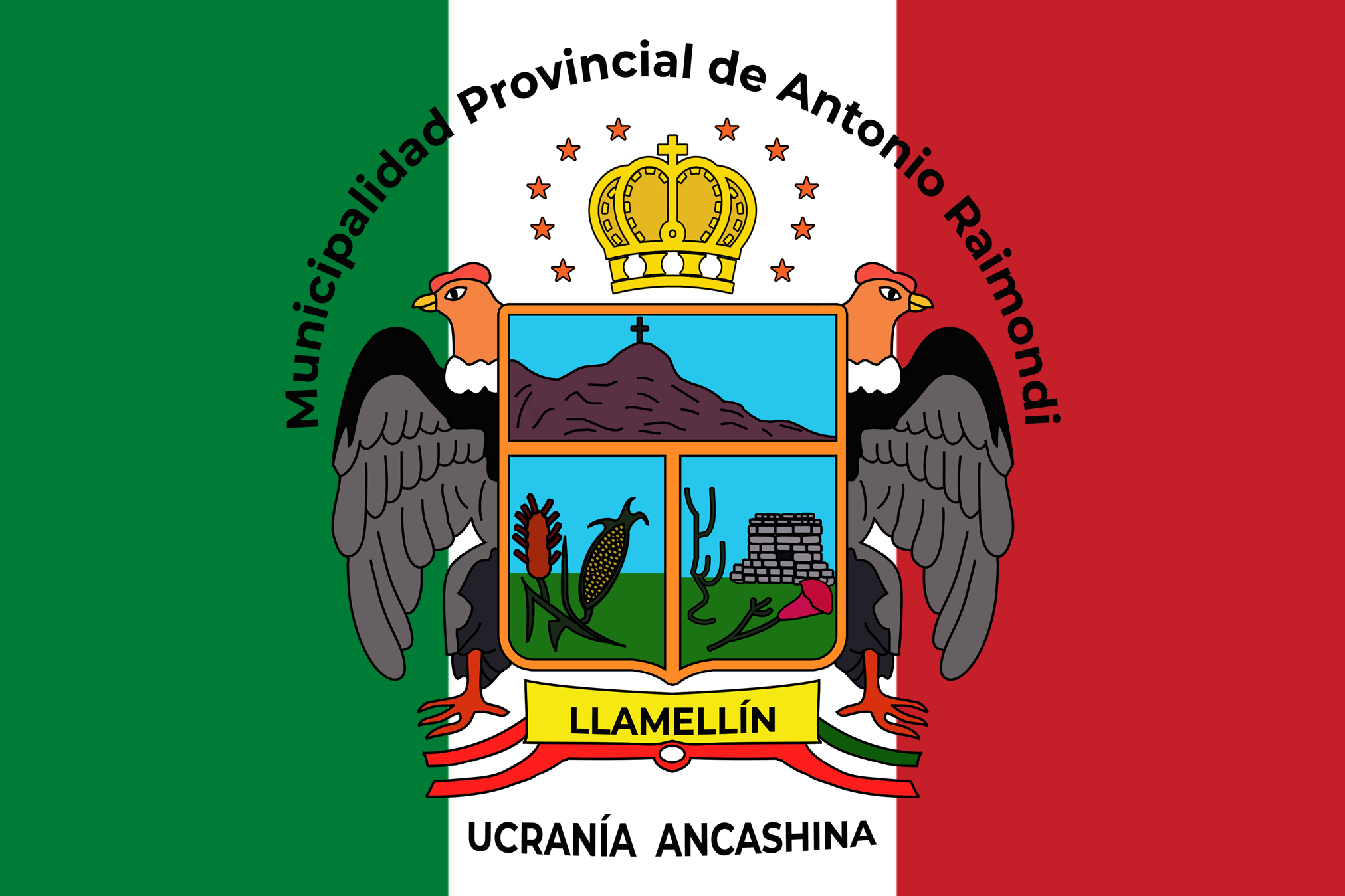
Antonio Raimondi
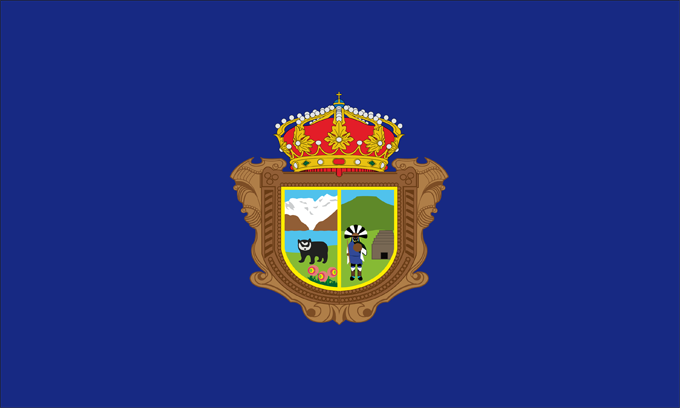
Asunción
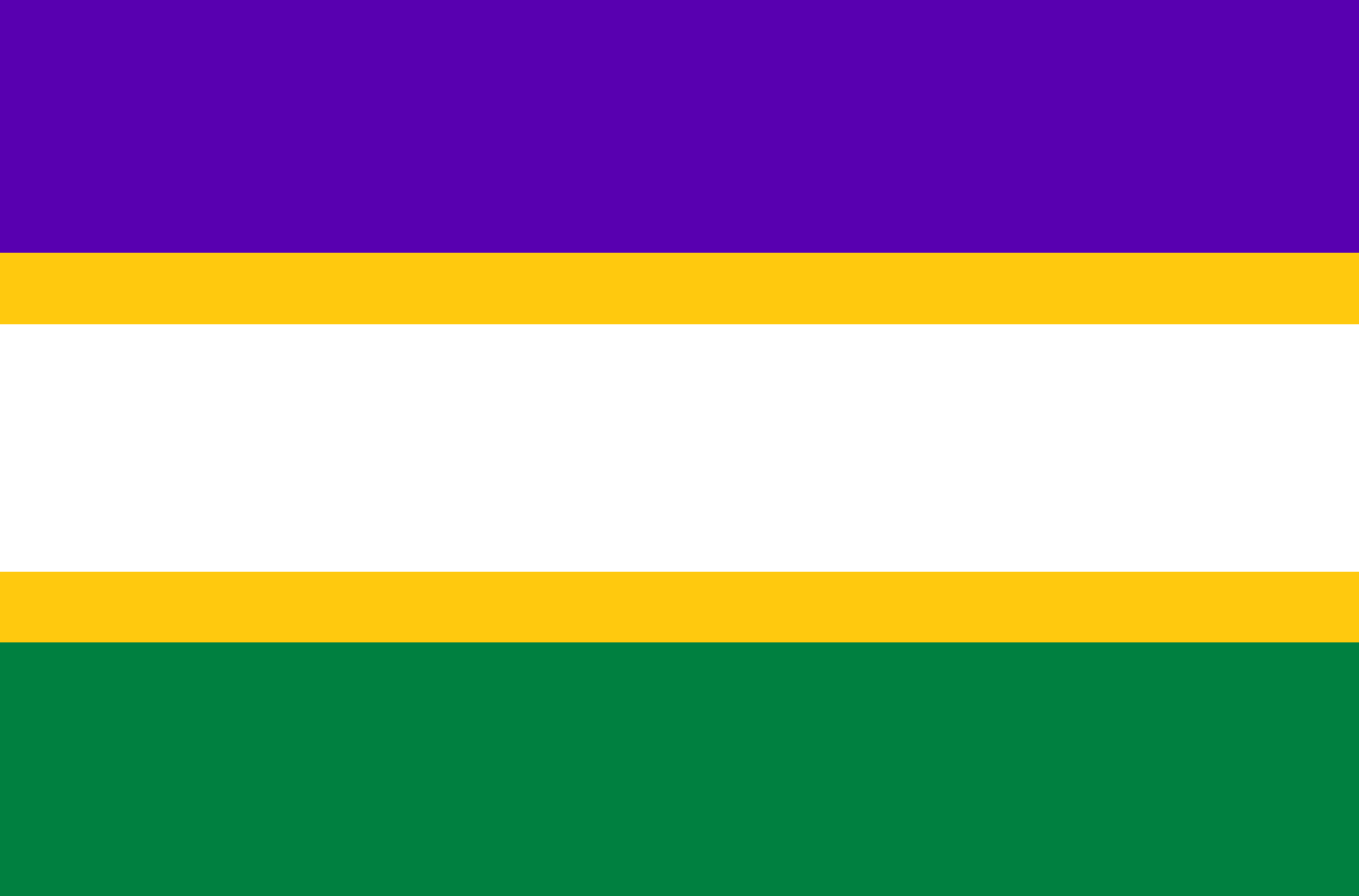
Bolognesi
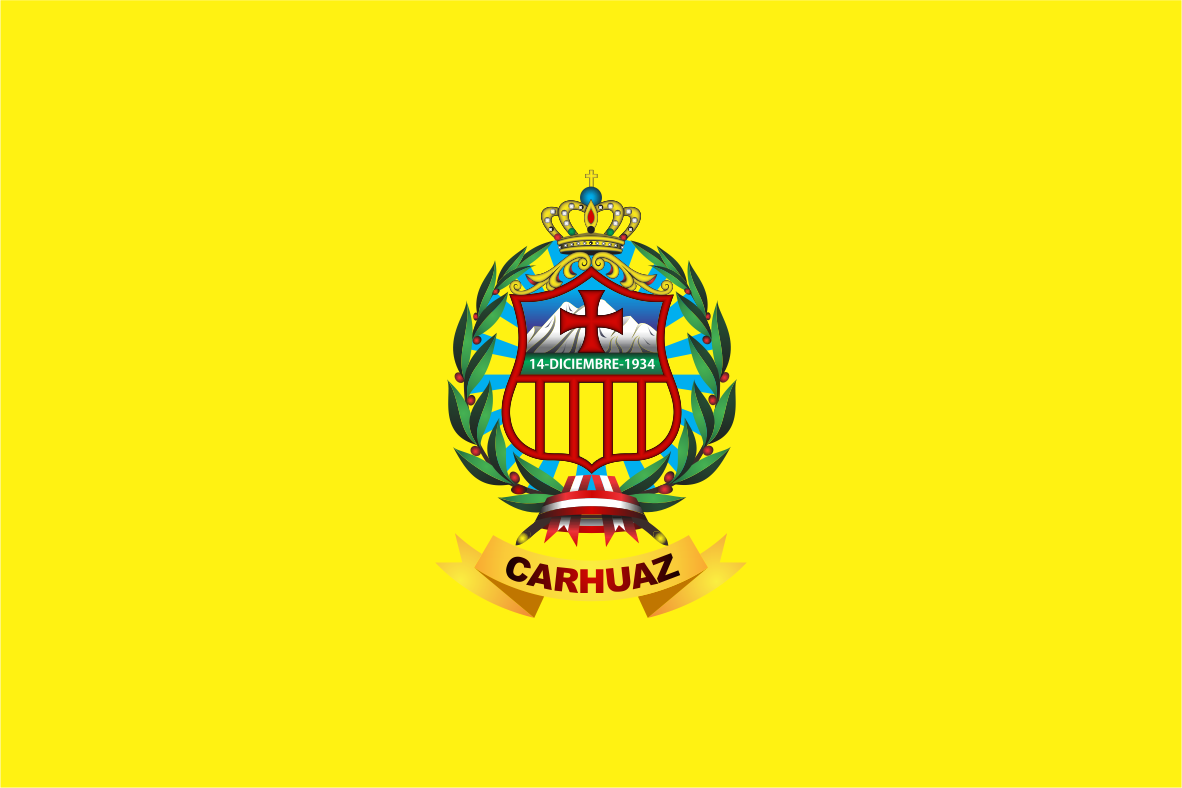
Carhuaz
Carlos Fermín Fitzcarrald
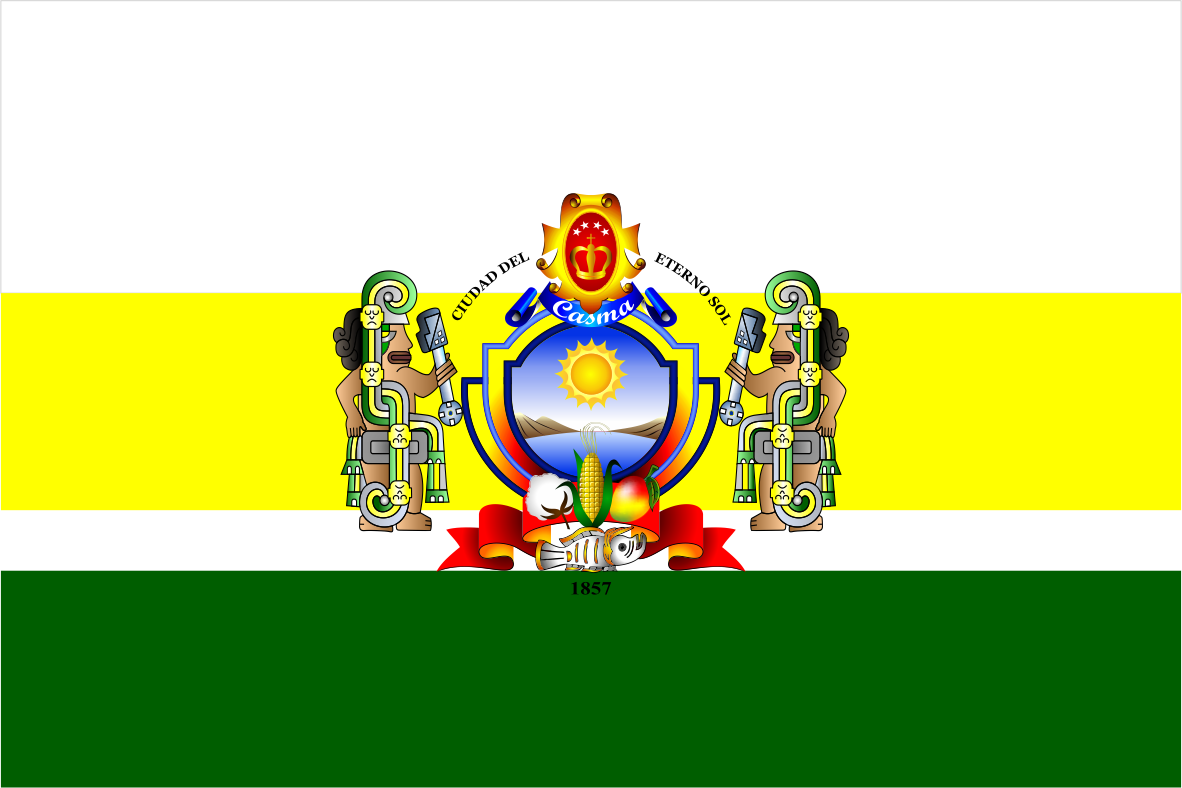
Casma
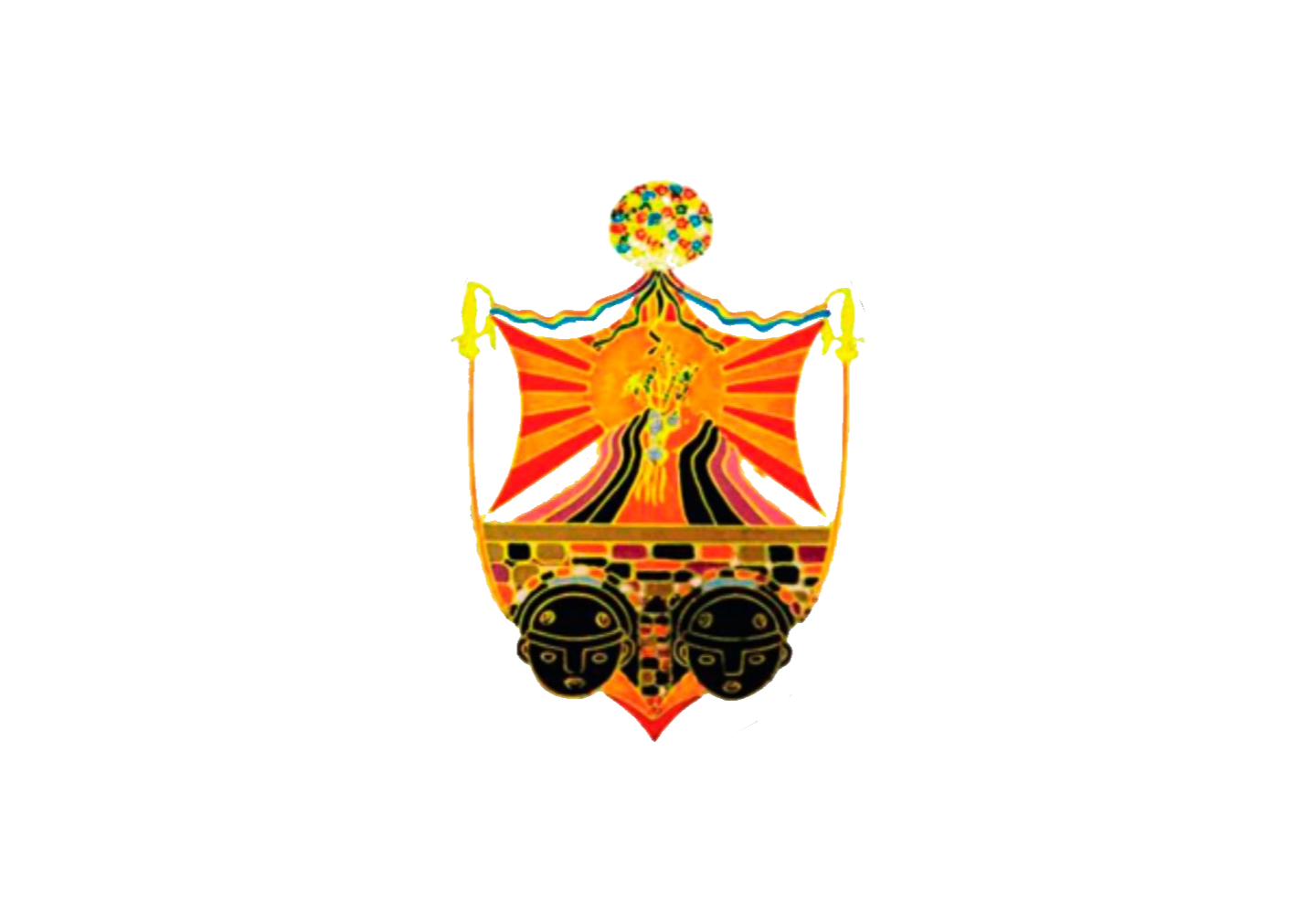
Corongo
Huaraz
Huari
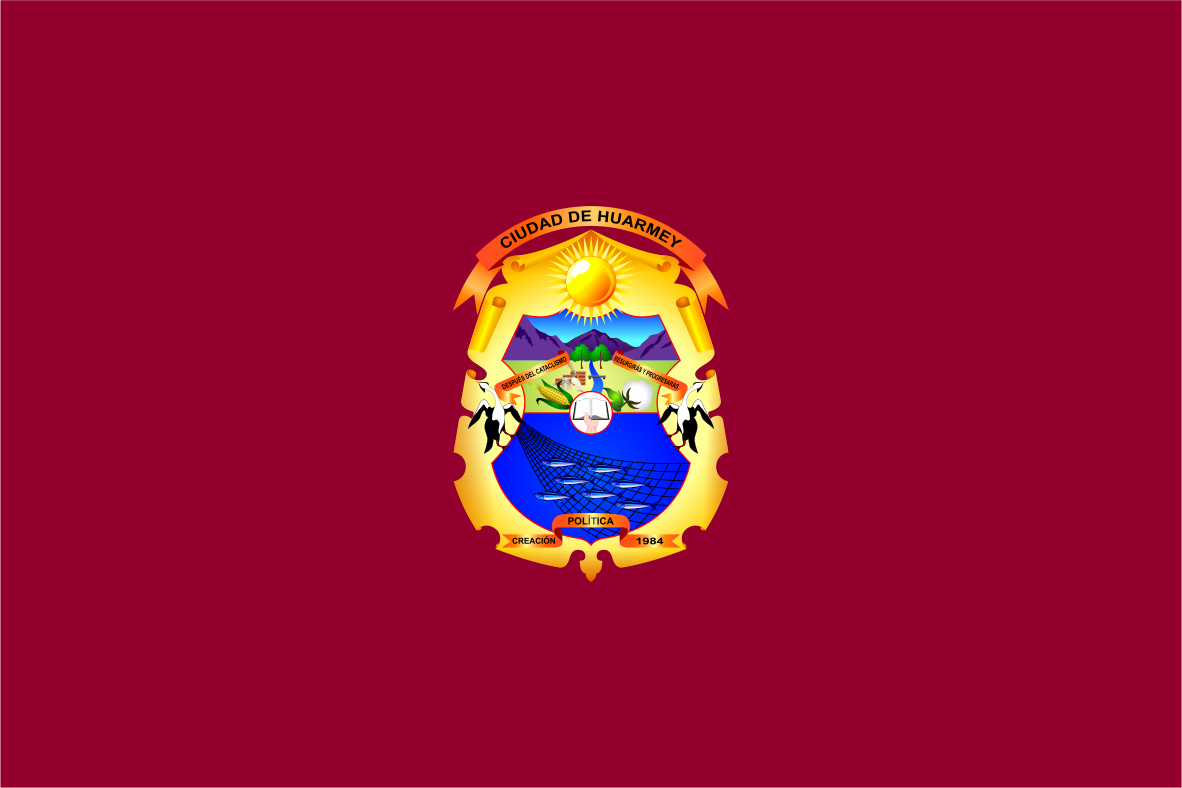
Huarmey
Huaylas
Mariscal Luzuriaga
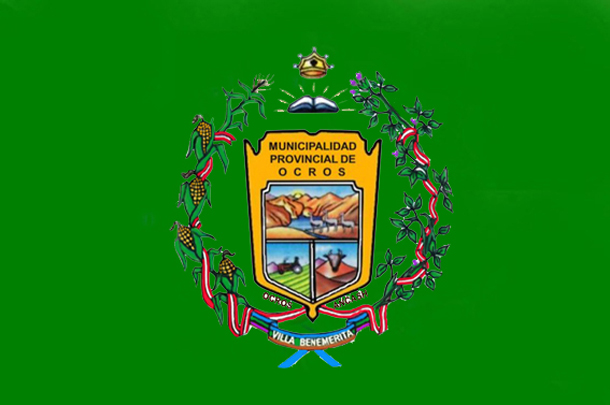
Ocros
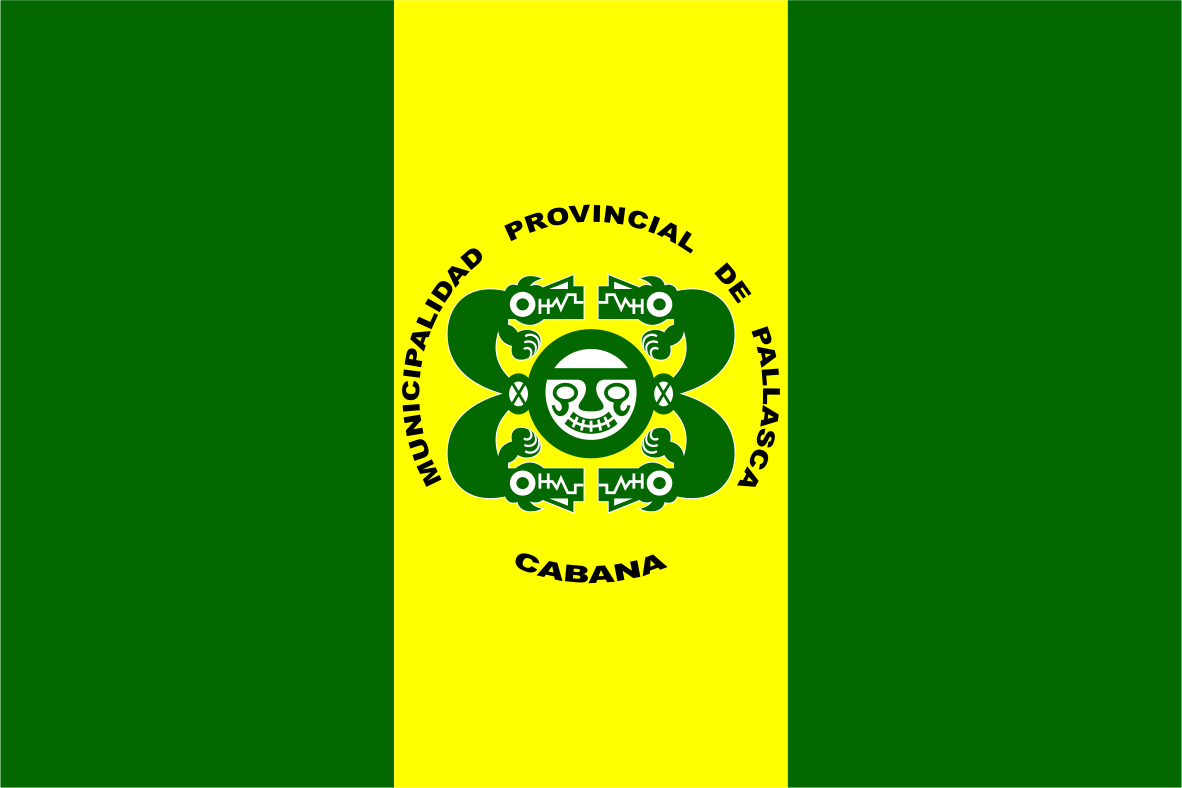
Pallasca
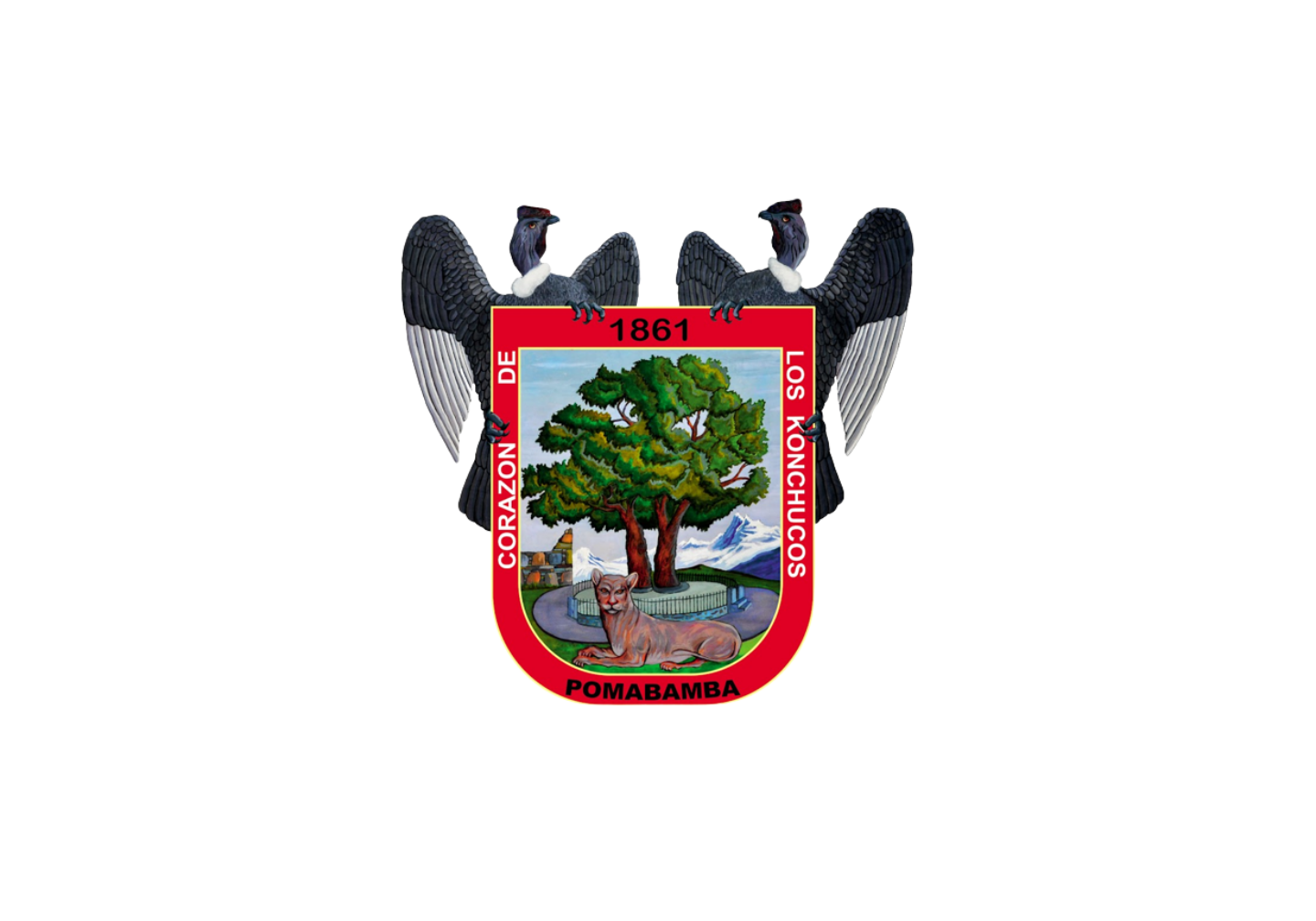
Pomabamba
Recuay
Santa
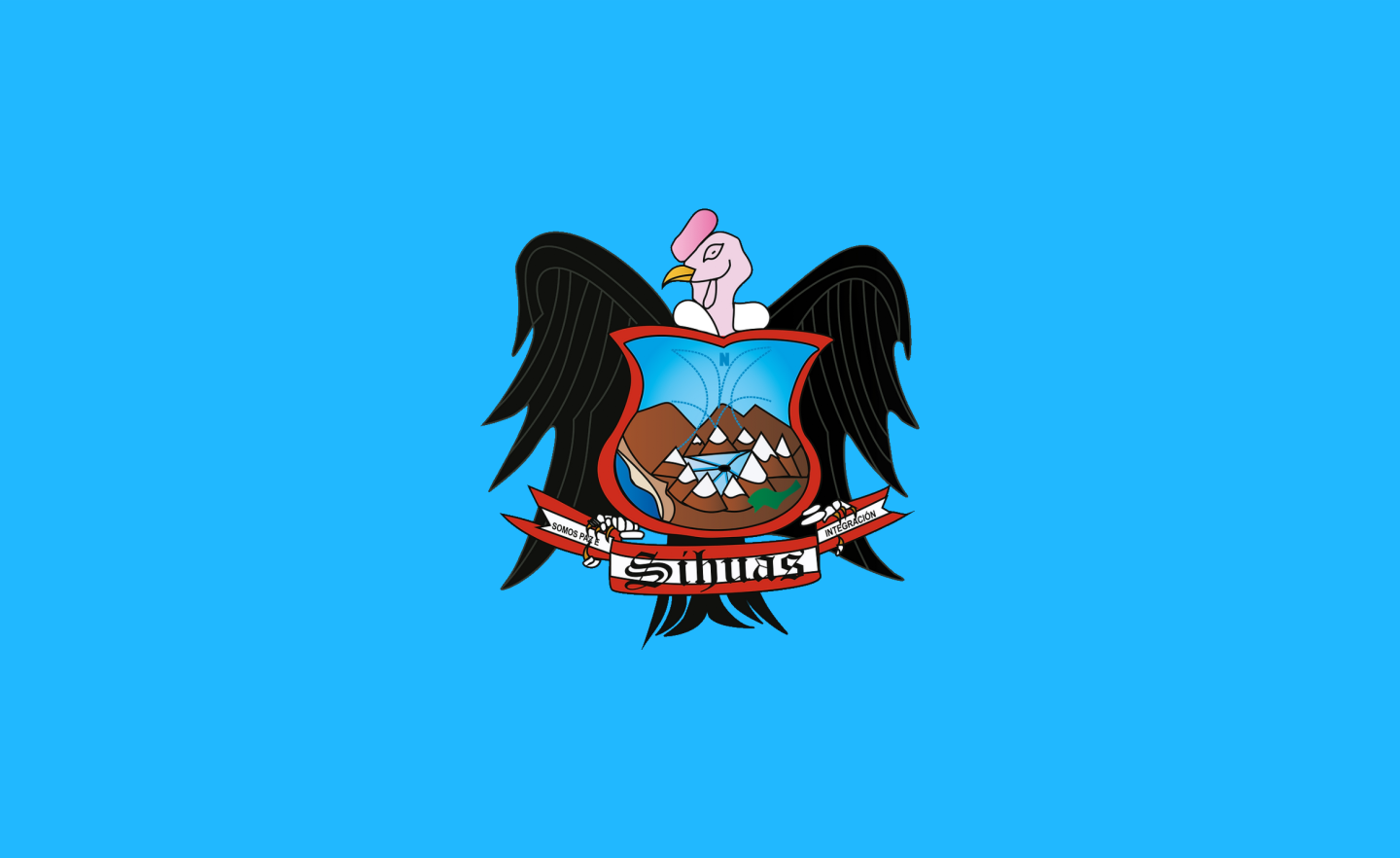
Sihuas
Yungay

### Provincies in Apurímac

Abancay
Andahuaylas
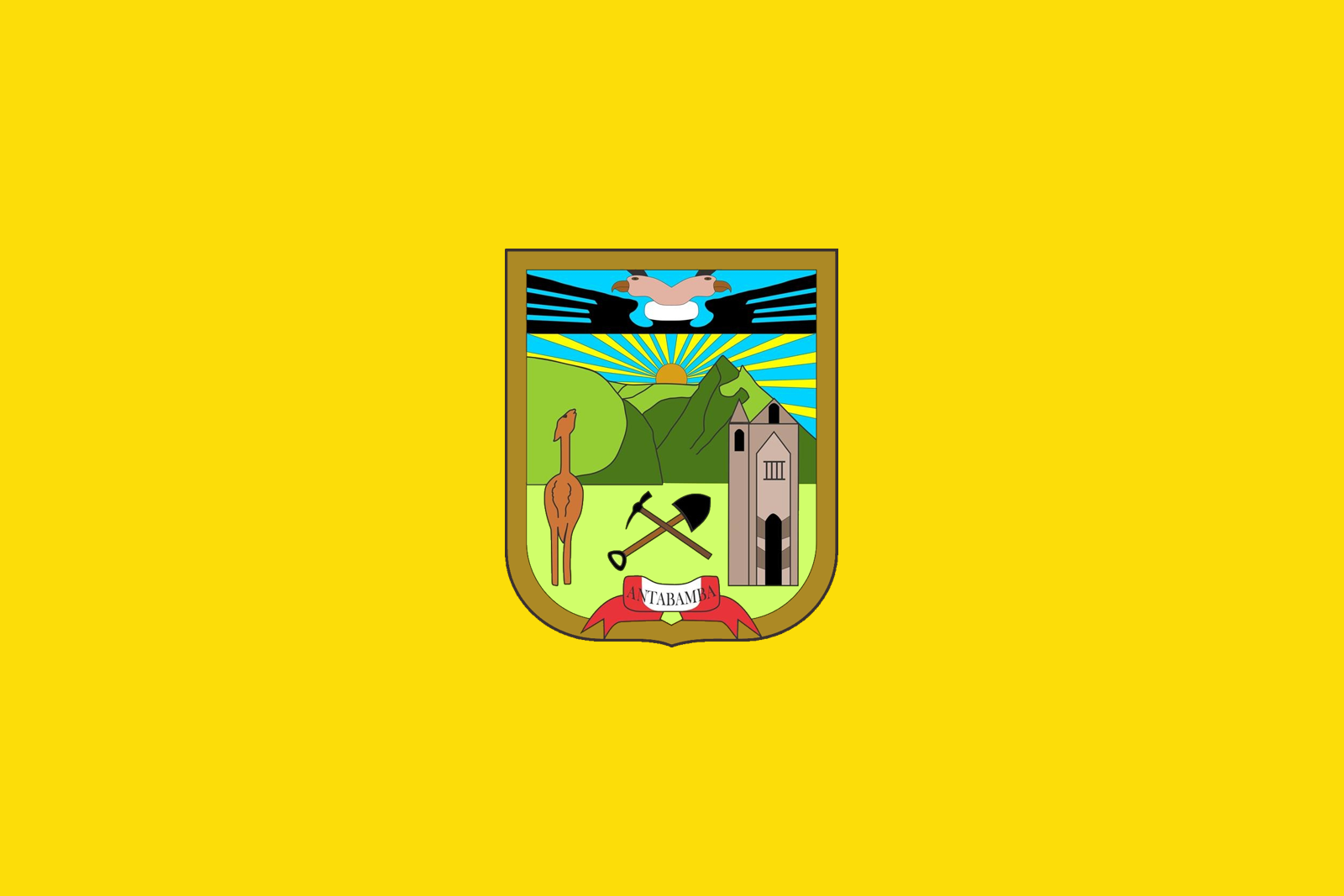
Antabamba
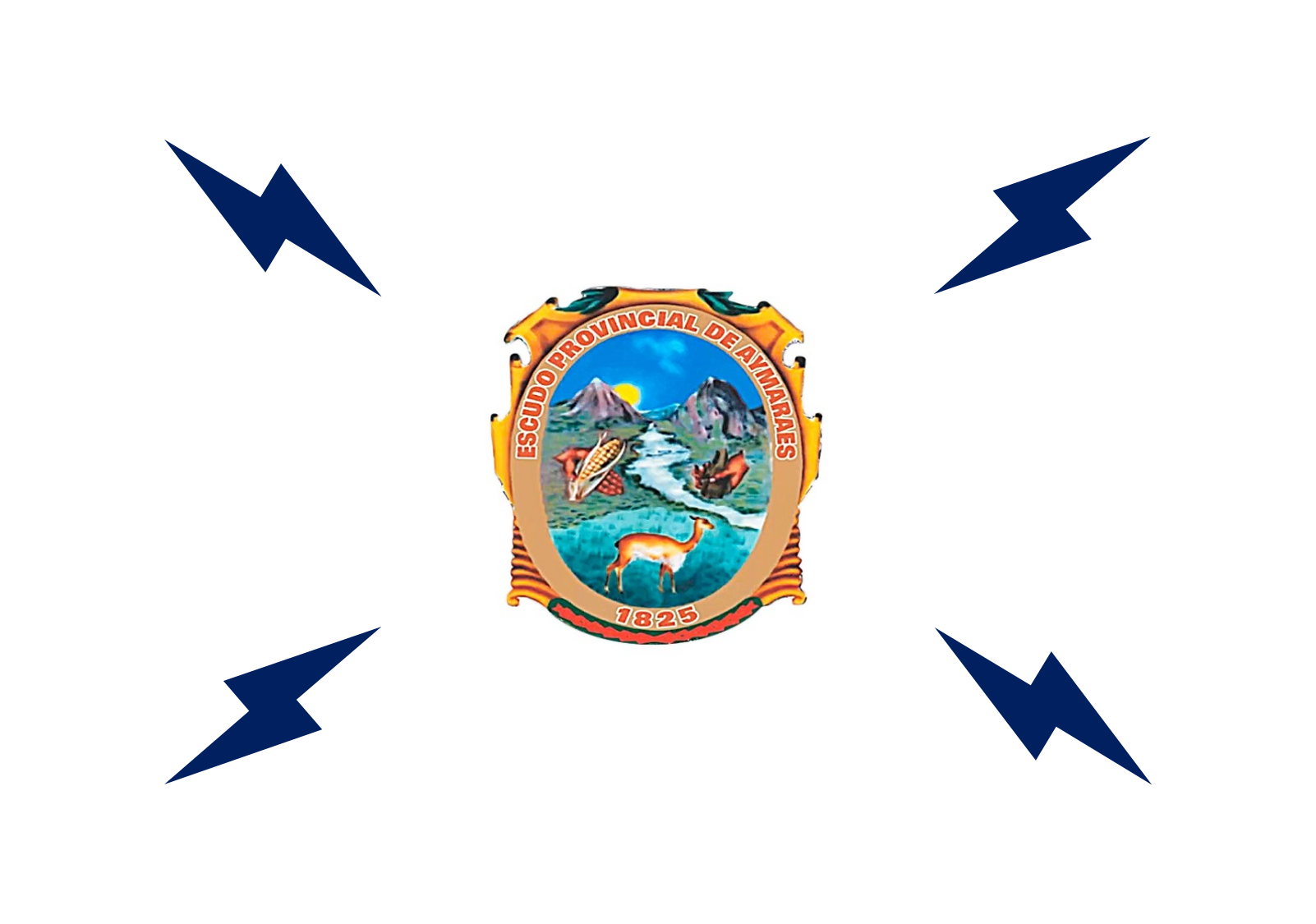
Aymaraes
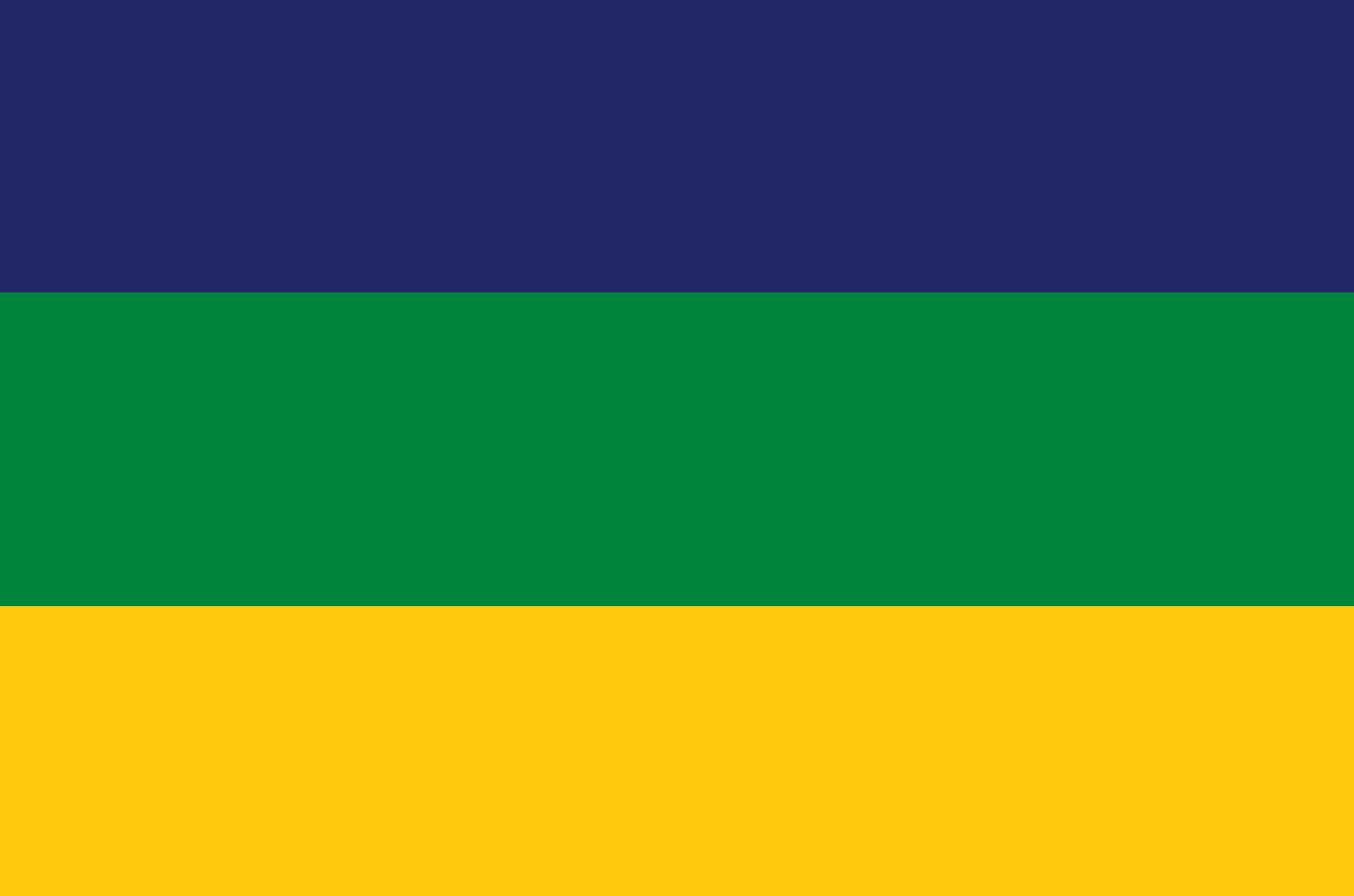
Chincheros
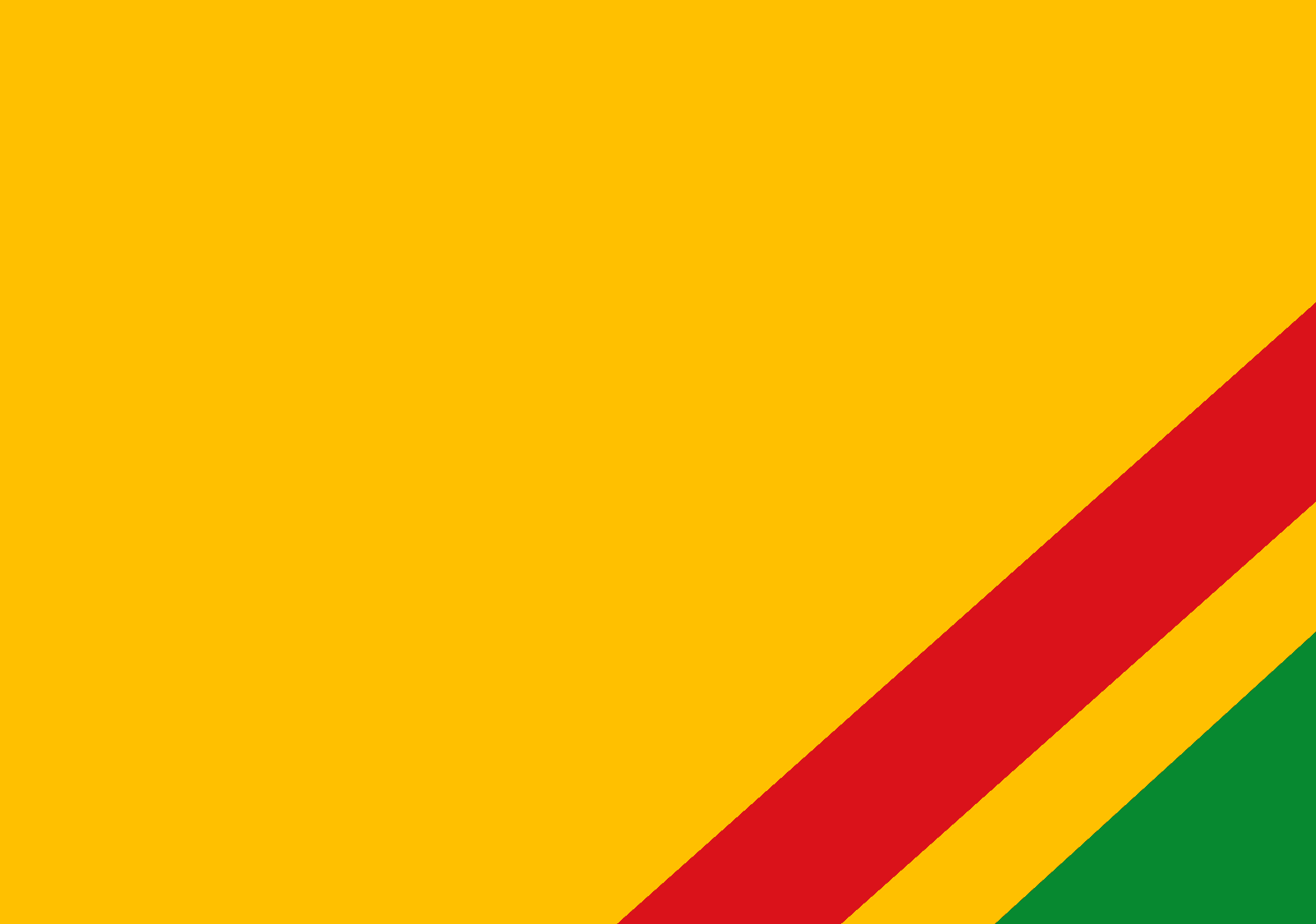
Cotabambas
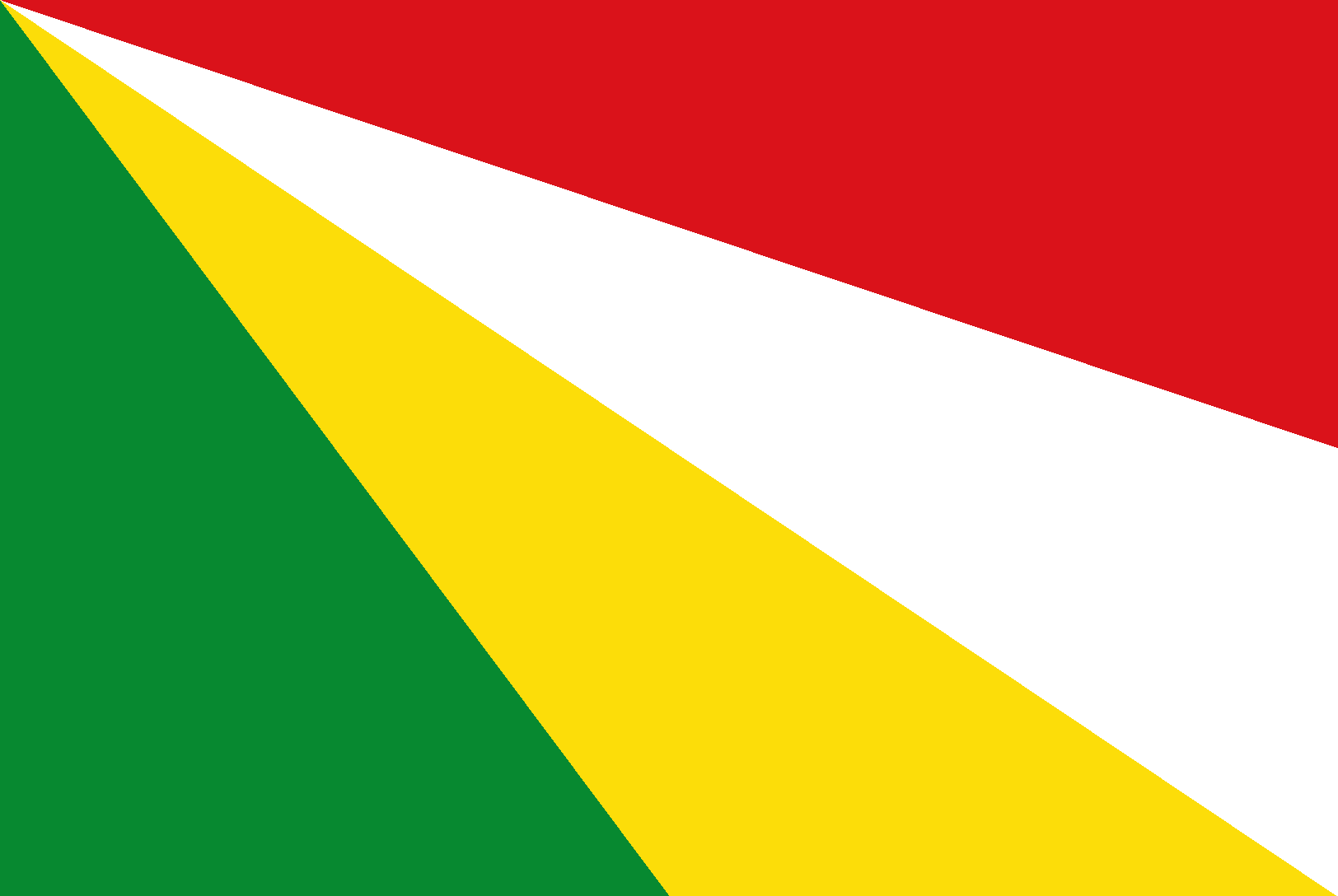
Grau

### Provincies in Arequipa

Arequipa
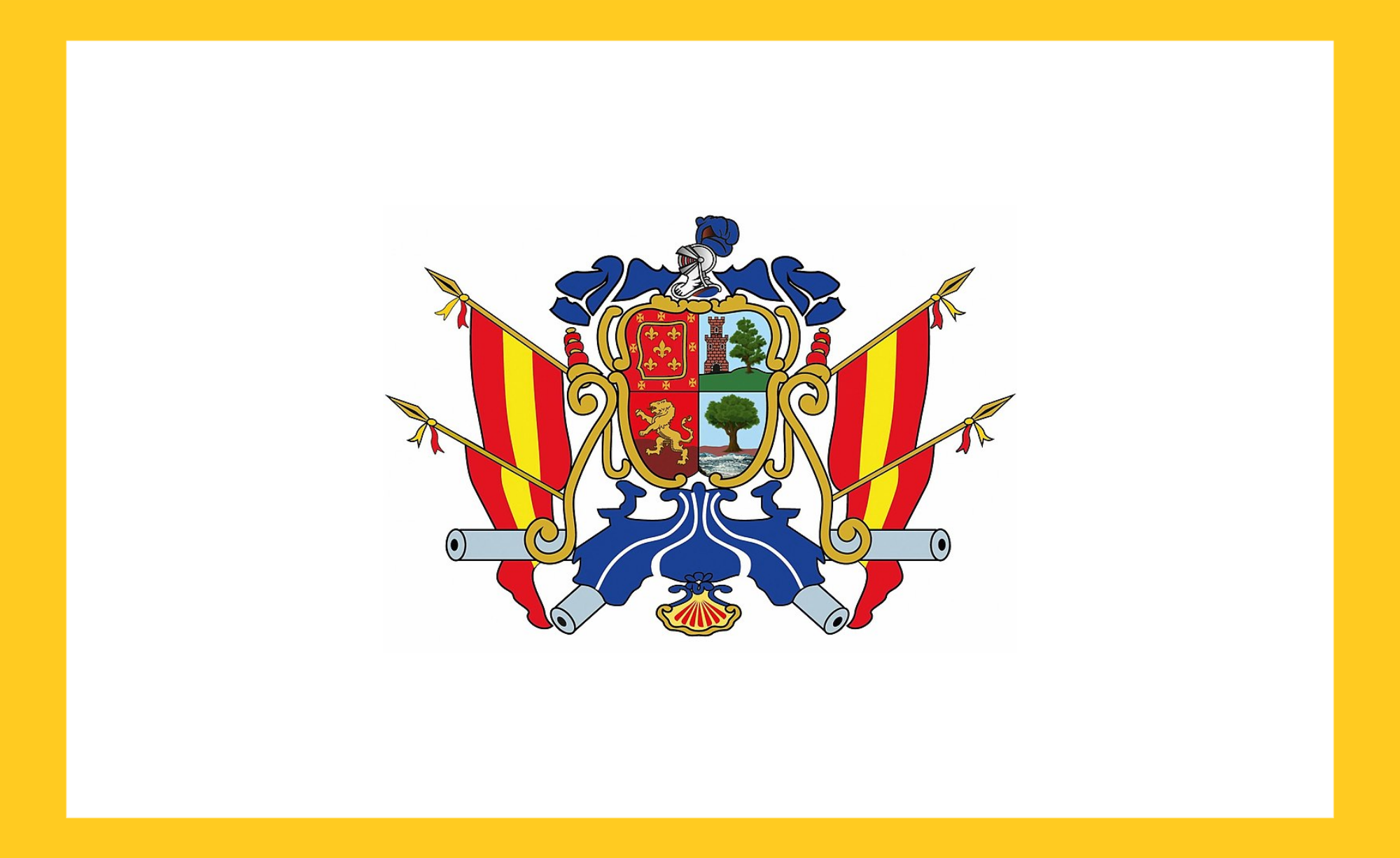
Camaná
Caravelí
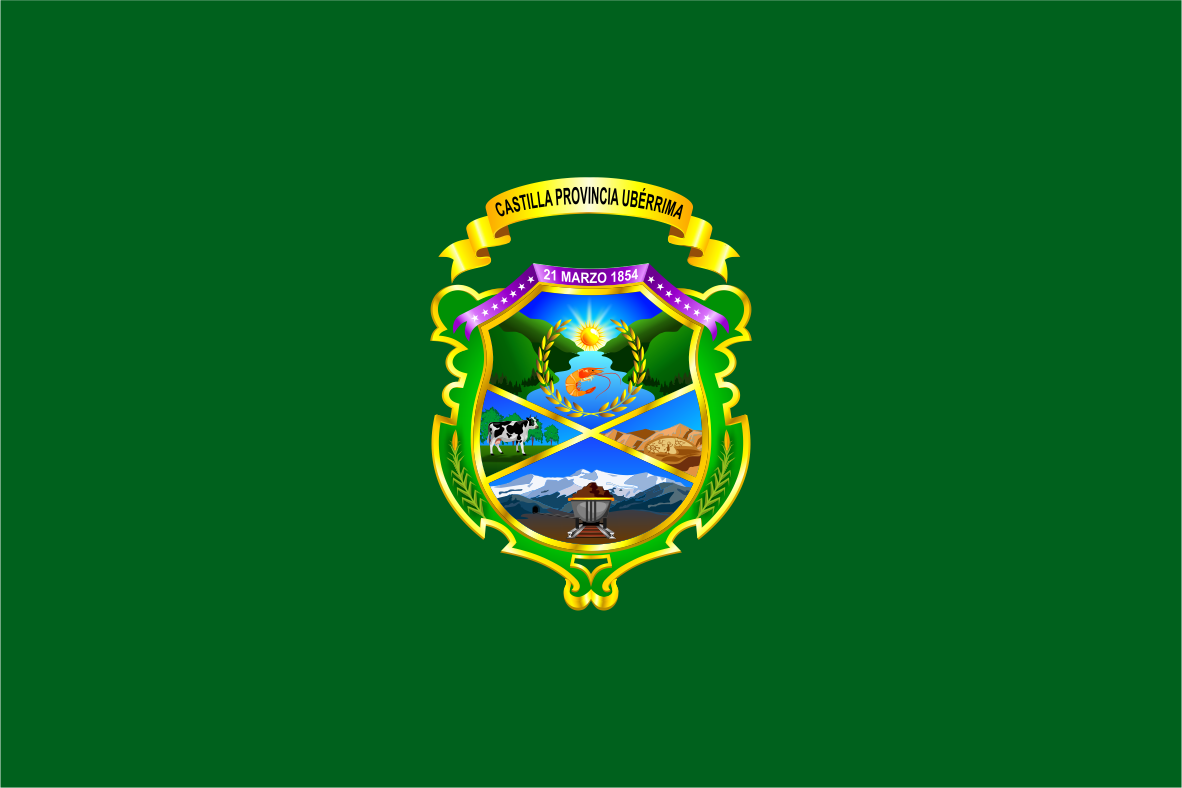
Castilla
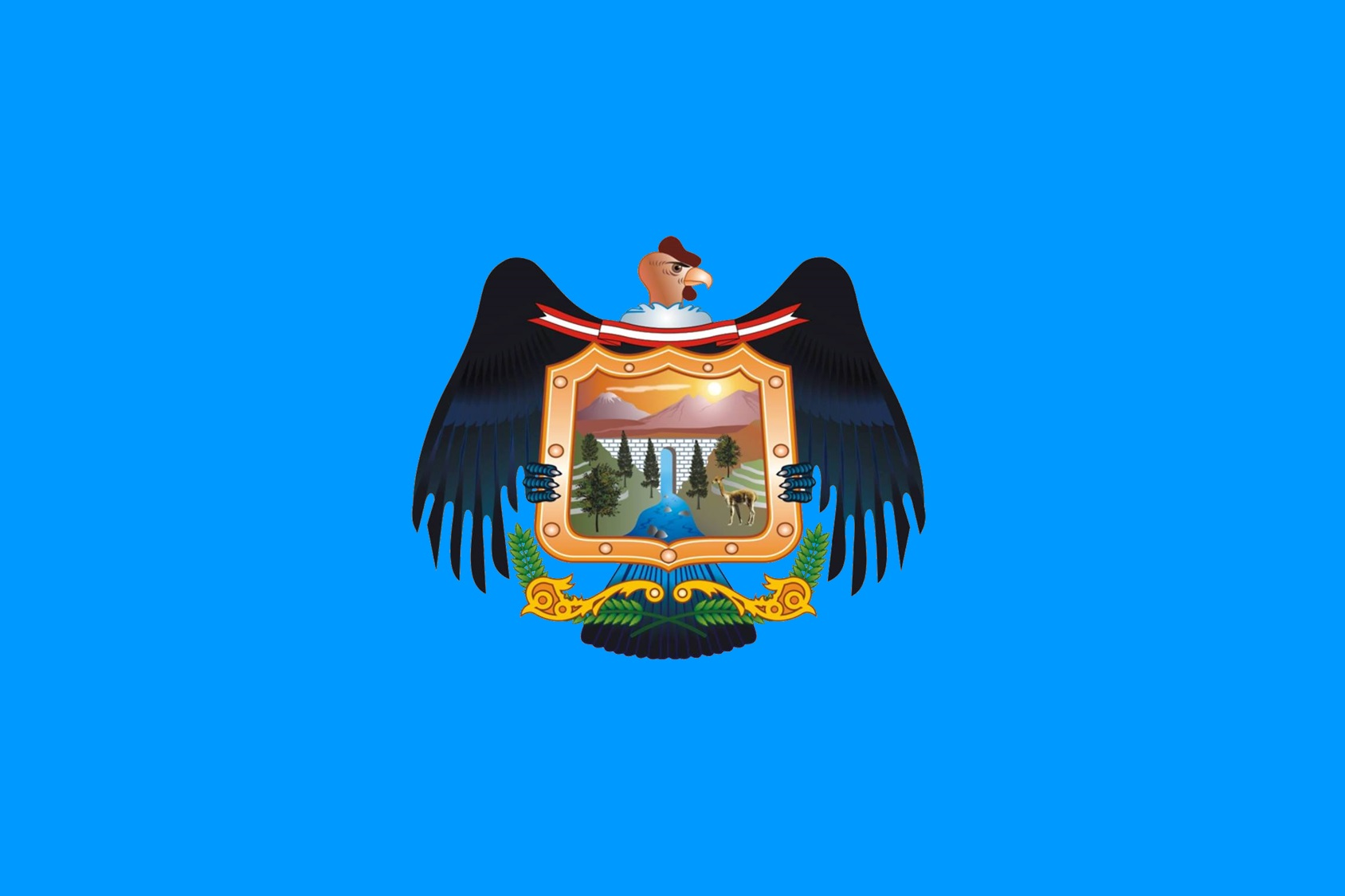
Caylloma
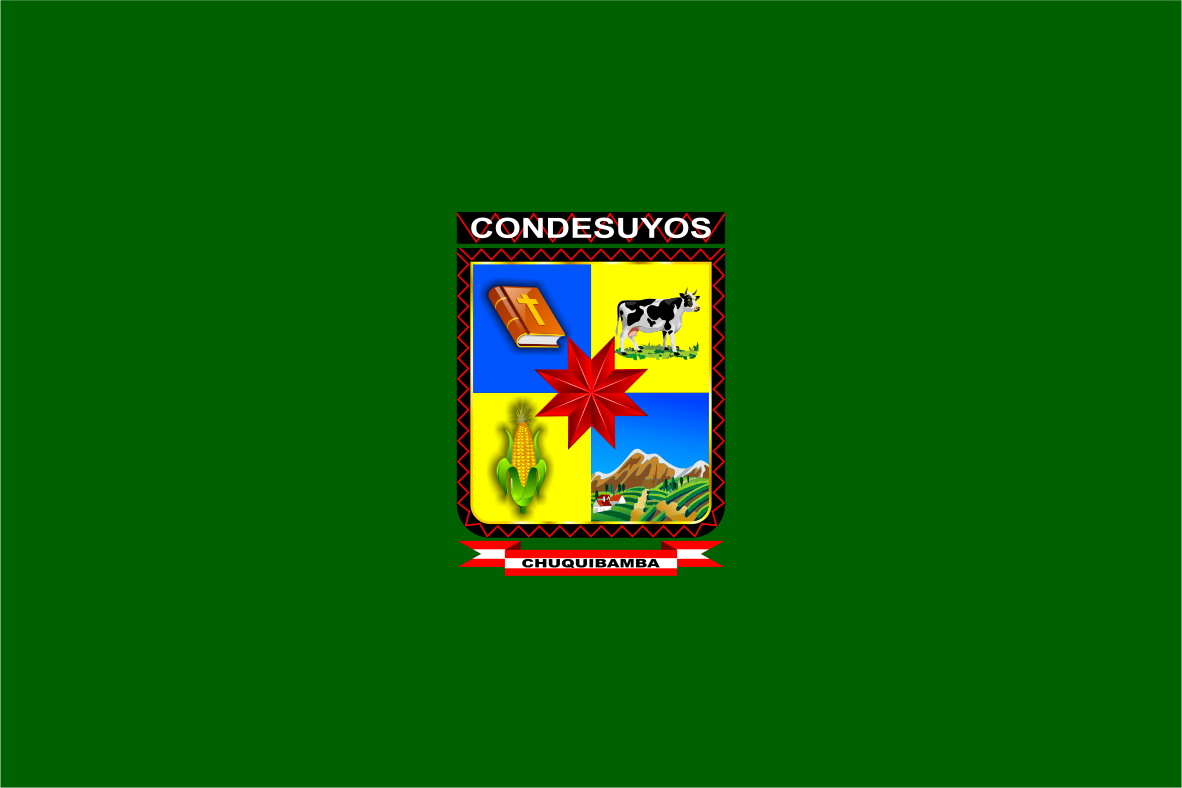
Condesuyos
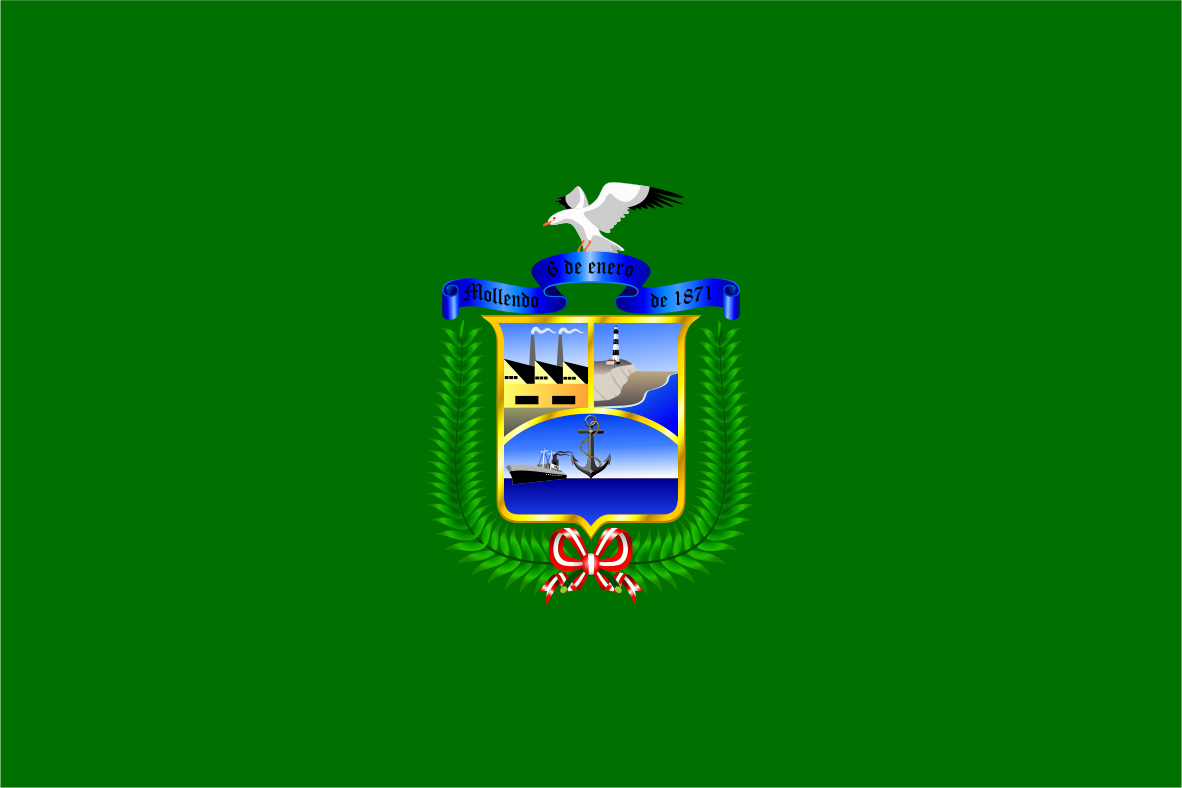
Islay
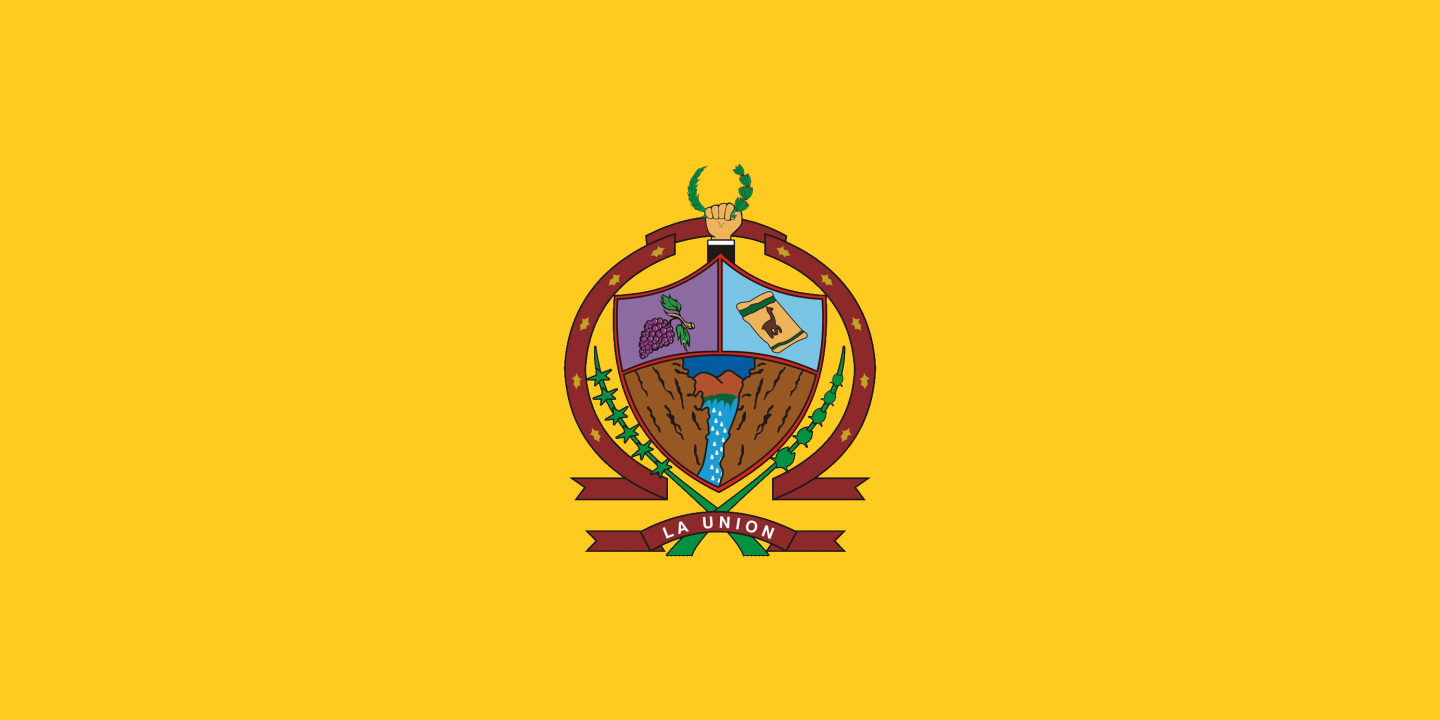
La Unión

### Provincies in Ayacucho

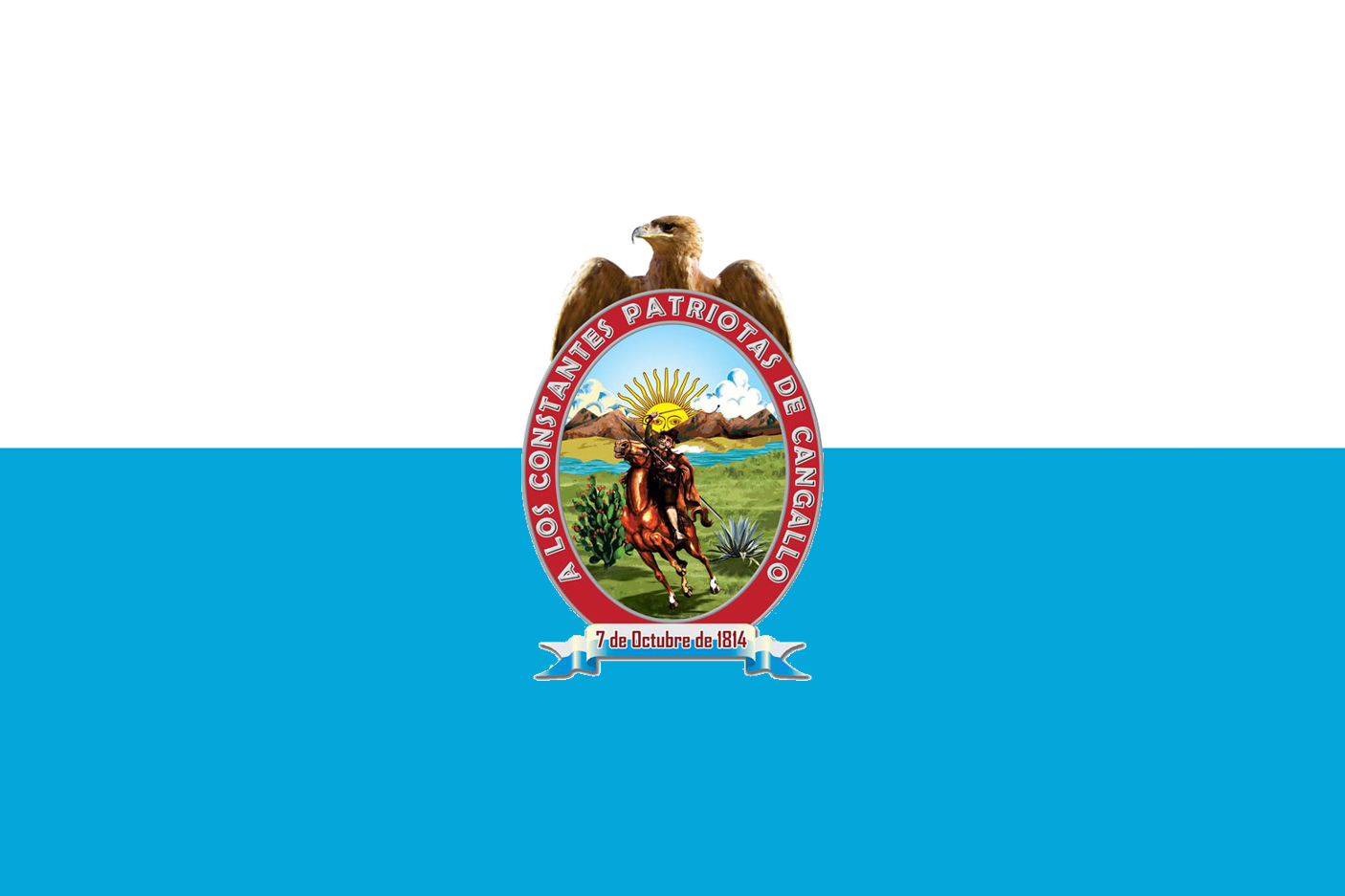
Cangallo
Huamanga
Huanca Sancos
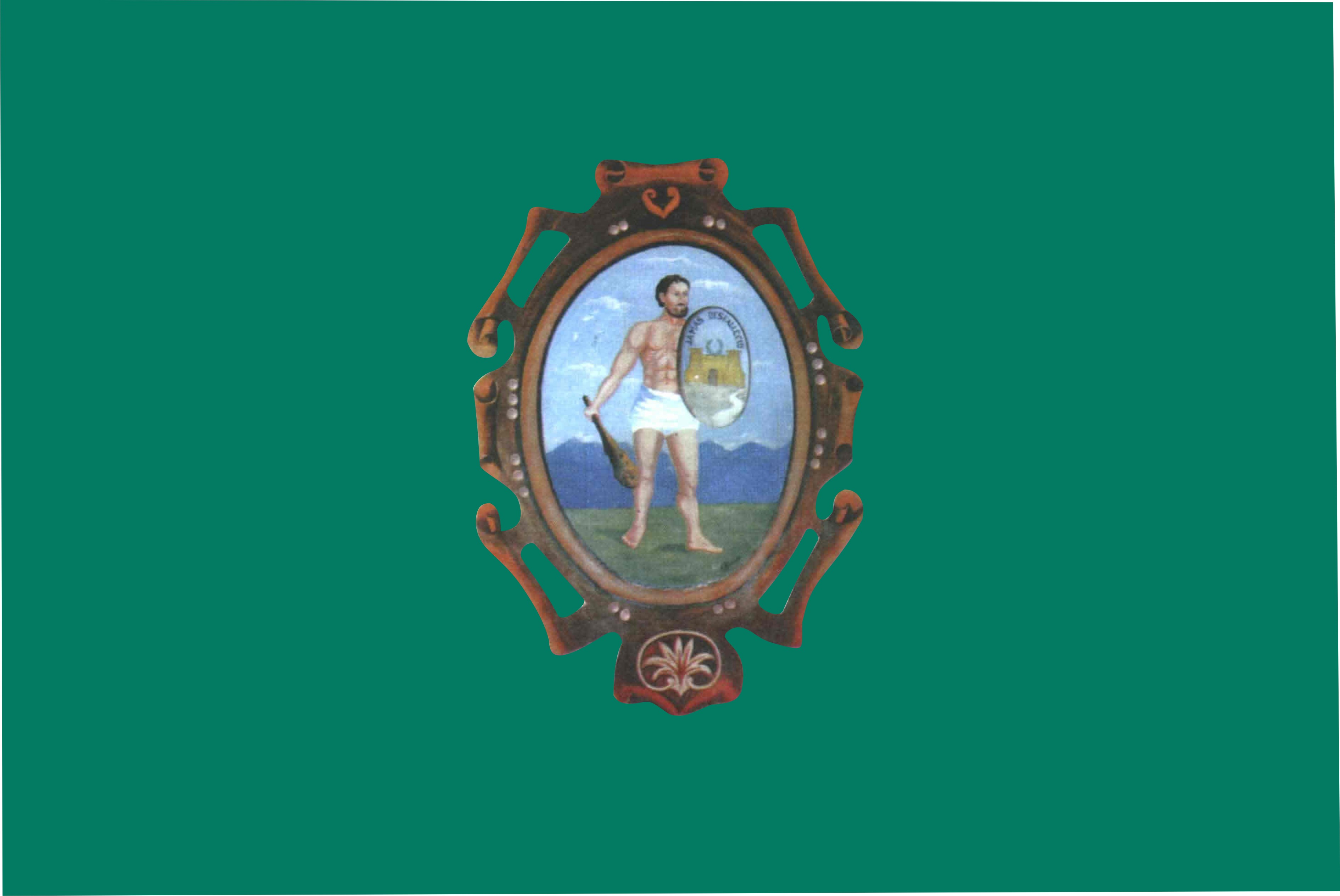
Huanta
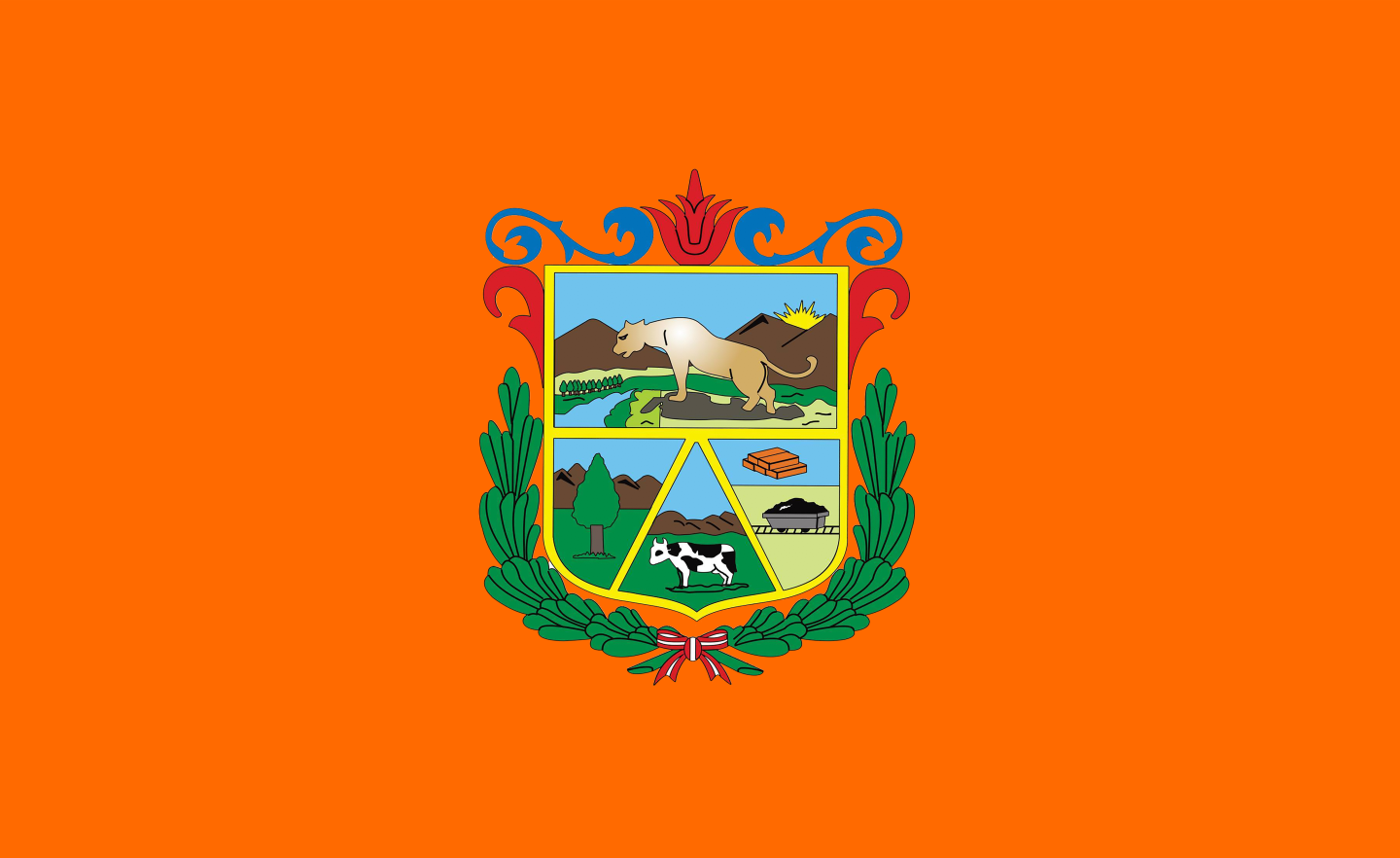
La Mar
Lucanas
Parinacochas
Páucar del Sara Sara
Sucre
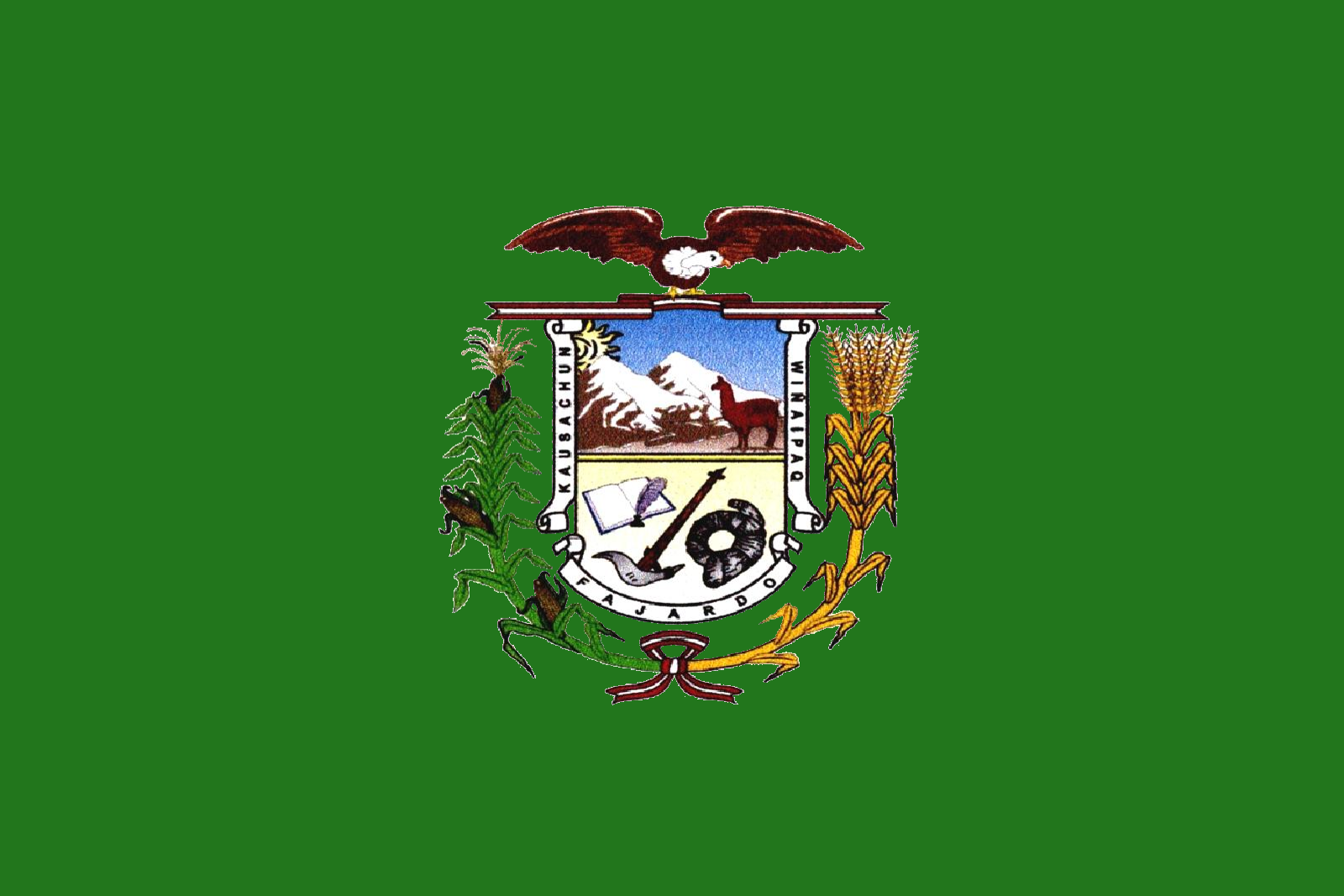
Víctor Fajardo
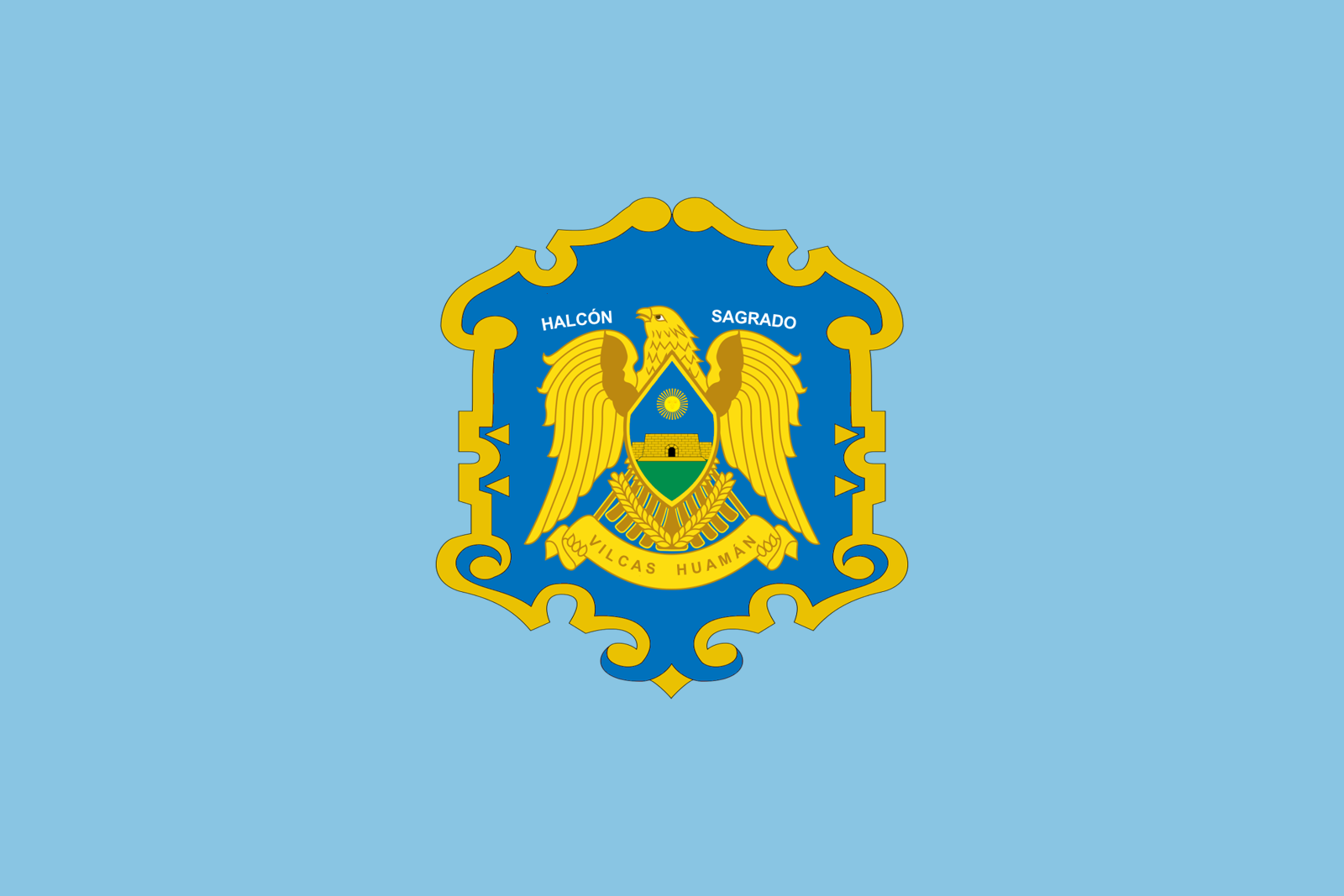
Vilcas Huamán

### Provincies in Cajamarca

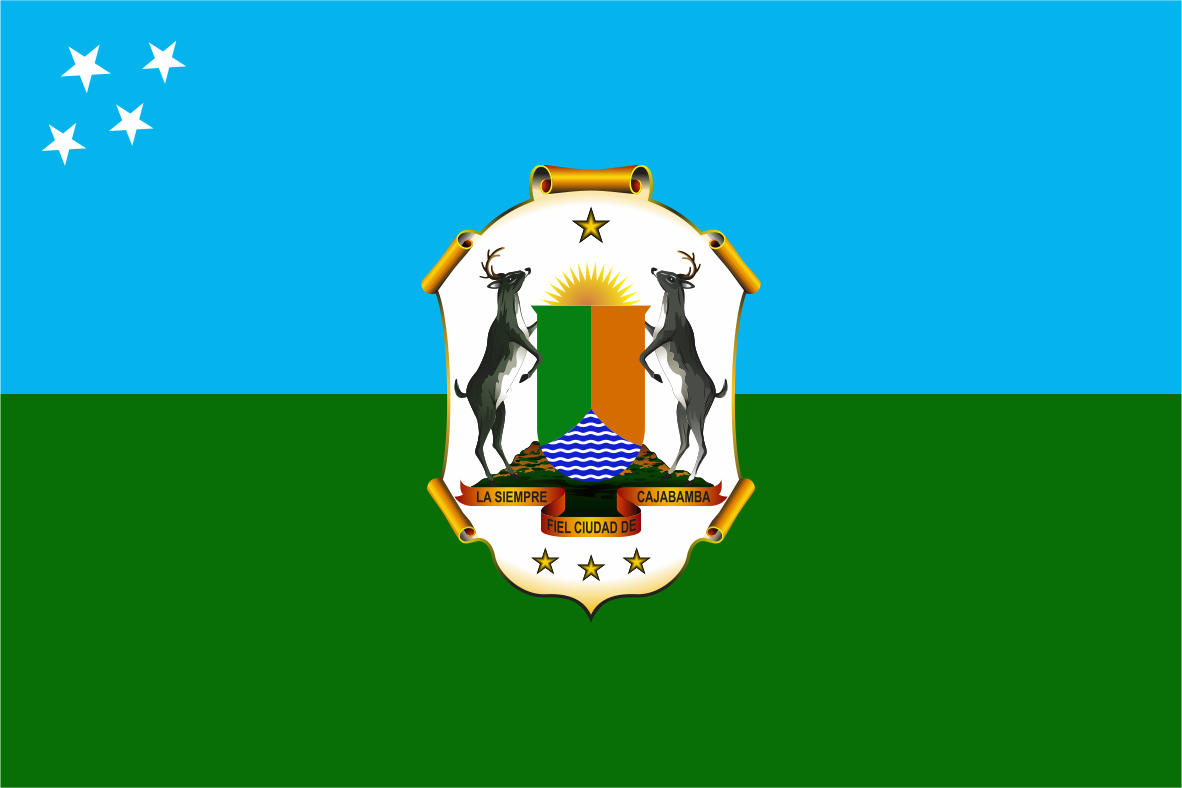
Cajabamba
Cajamarca
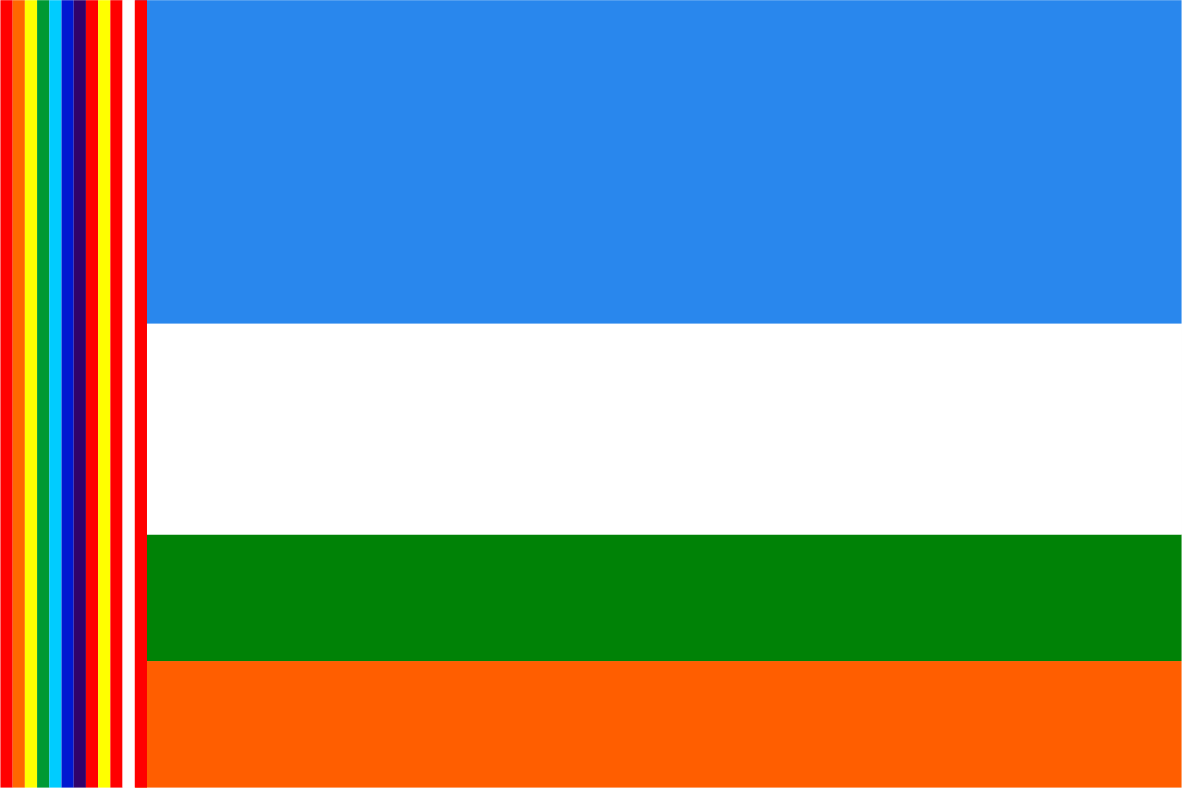
Celendín
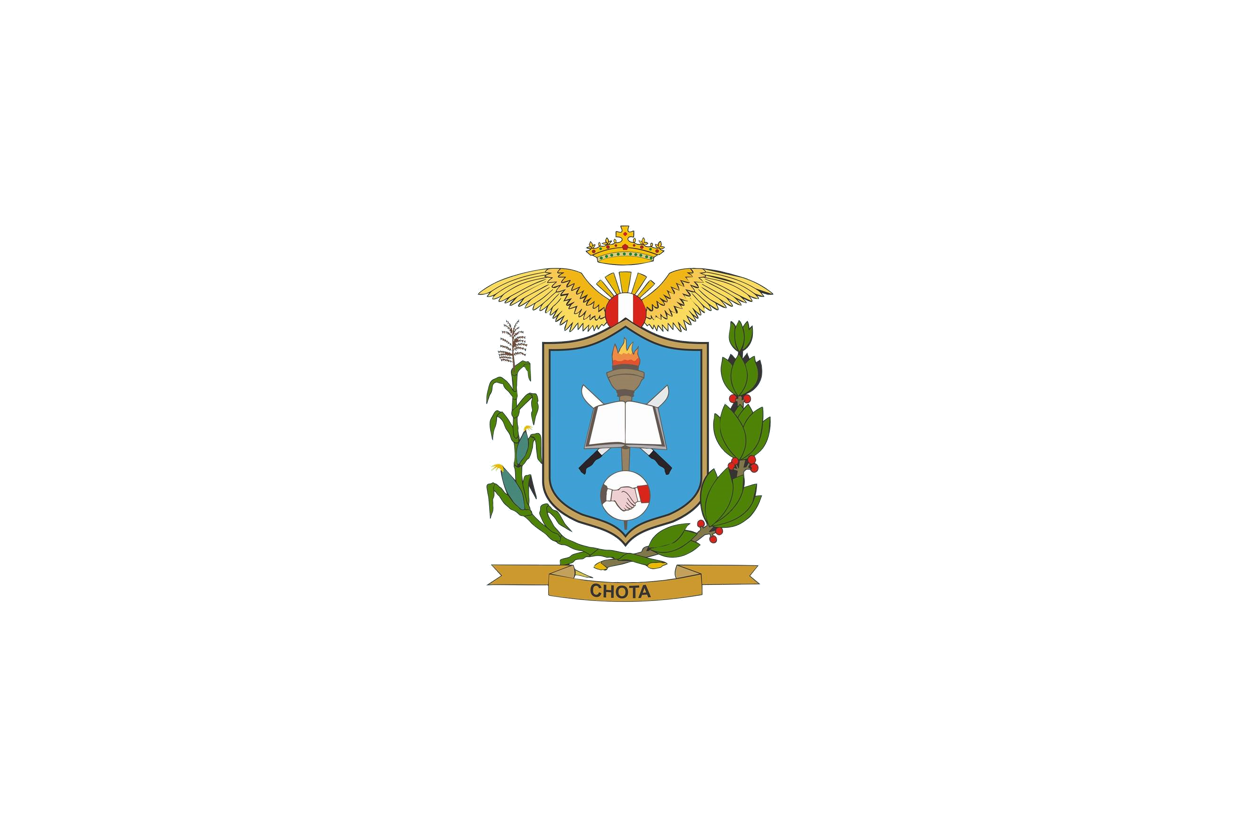
Chota
Contumazá
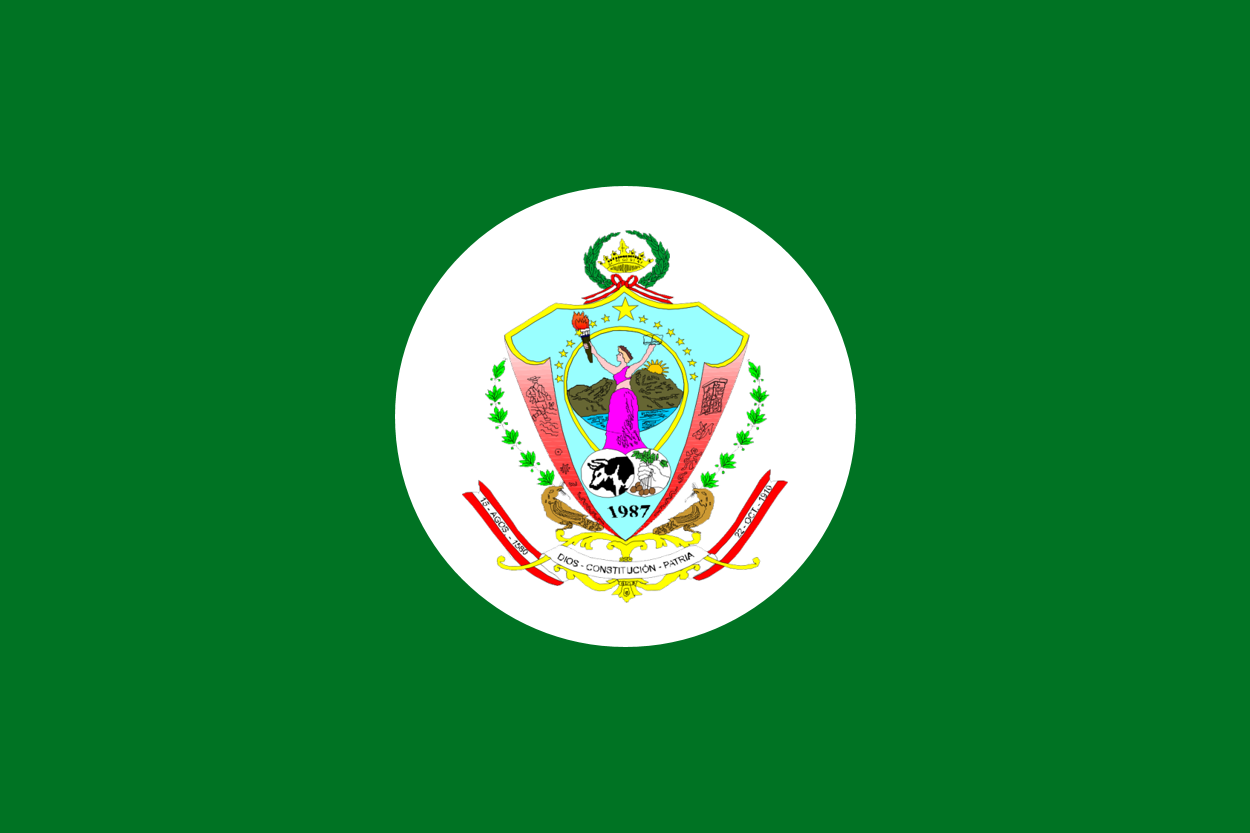
Cutervo
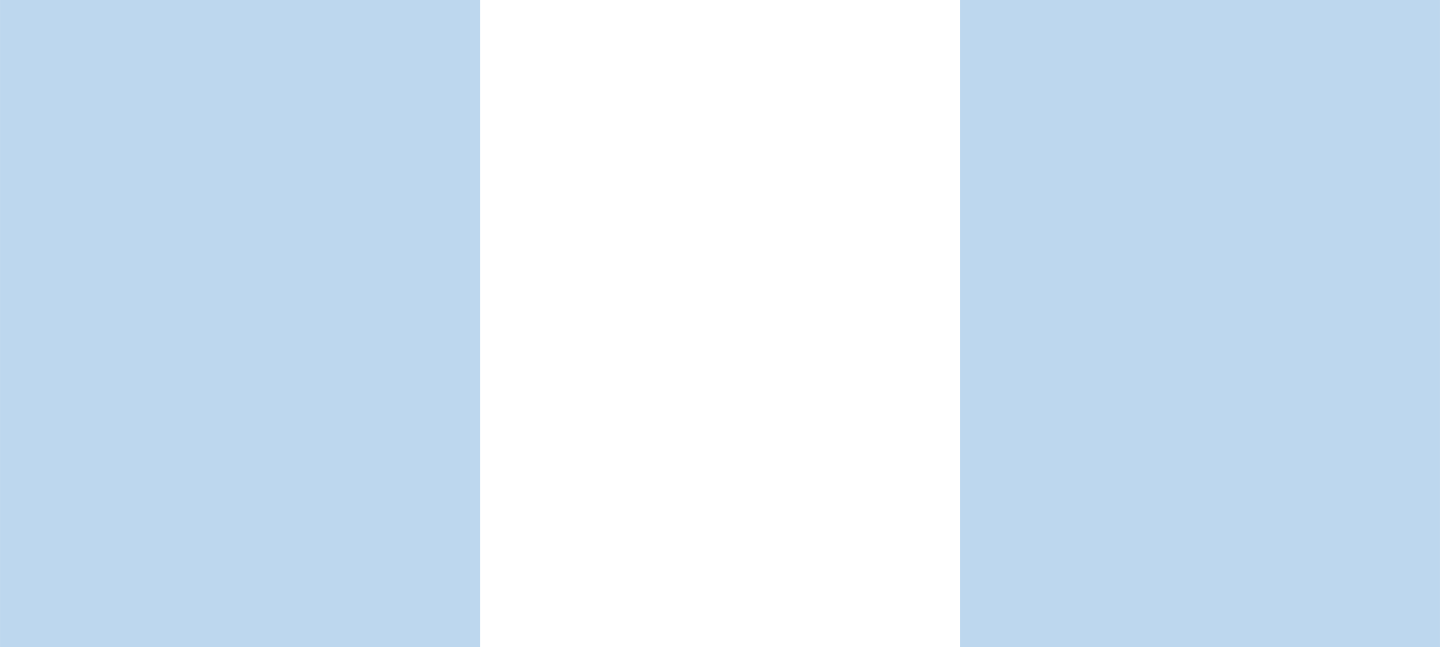
Hualgayoc
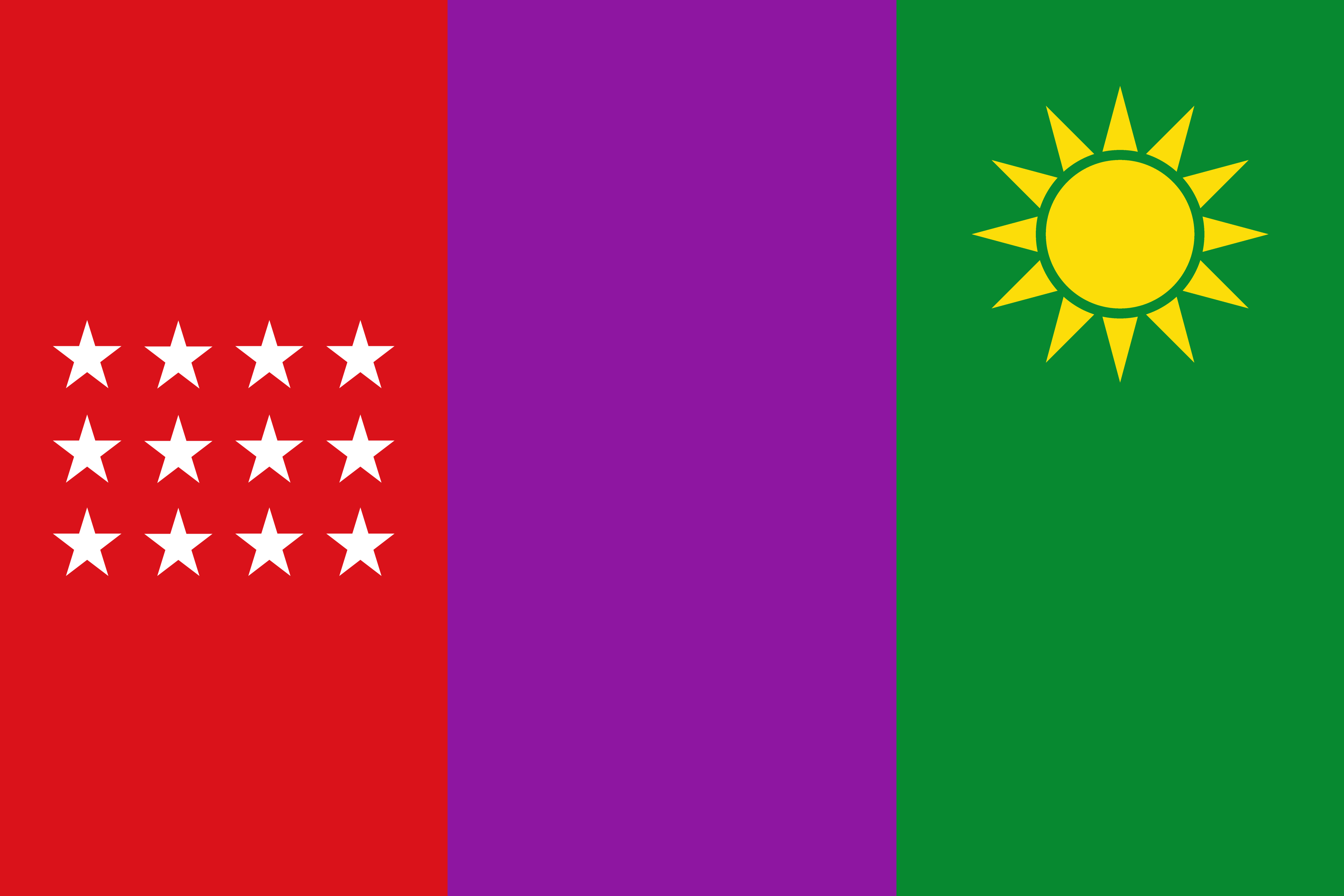
Jaén
San Ignacio
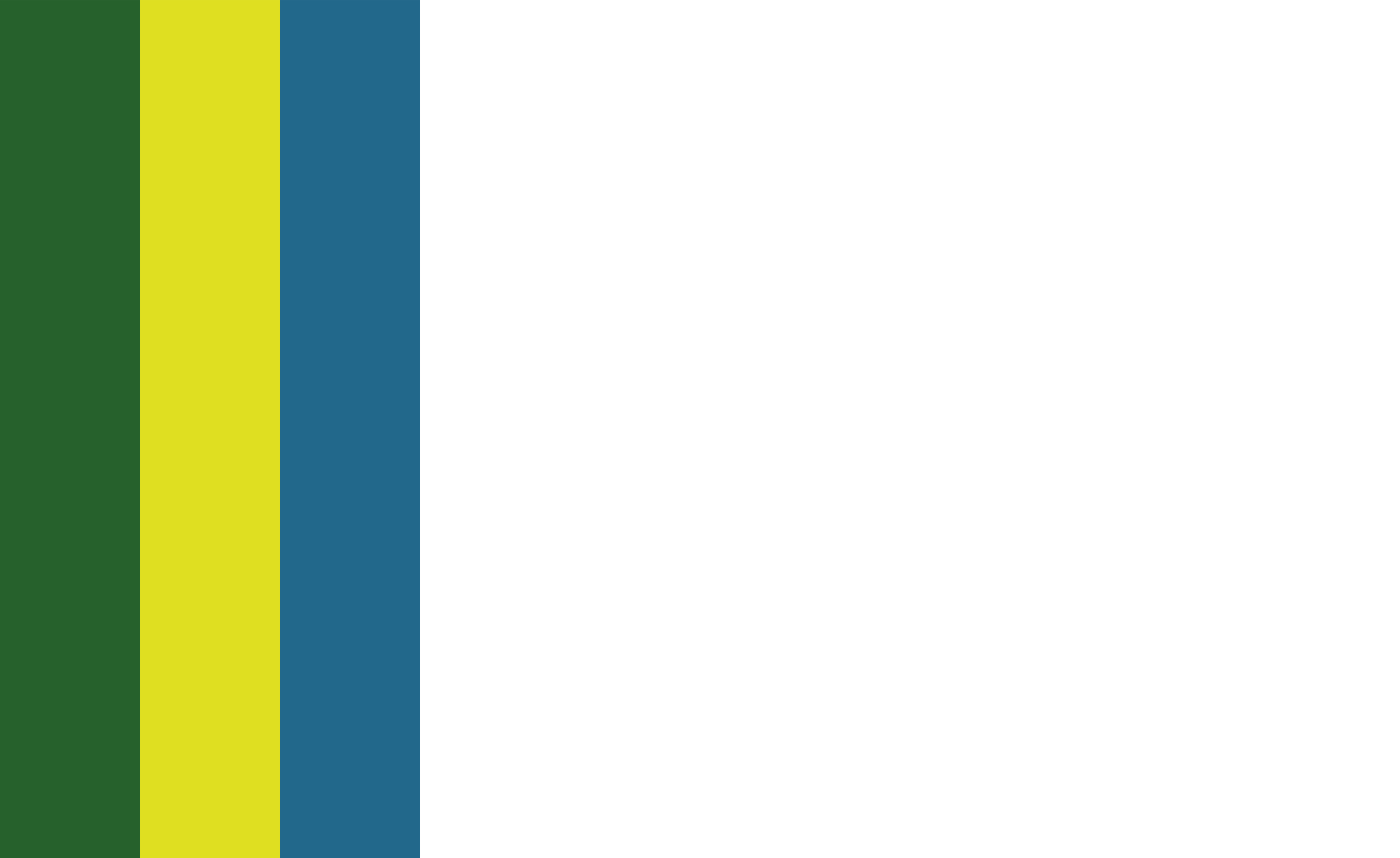
San Marcos
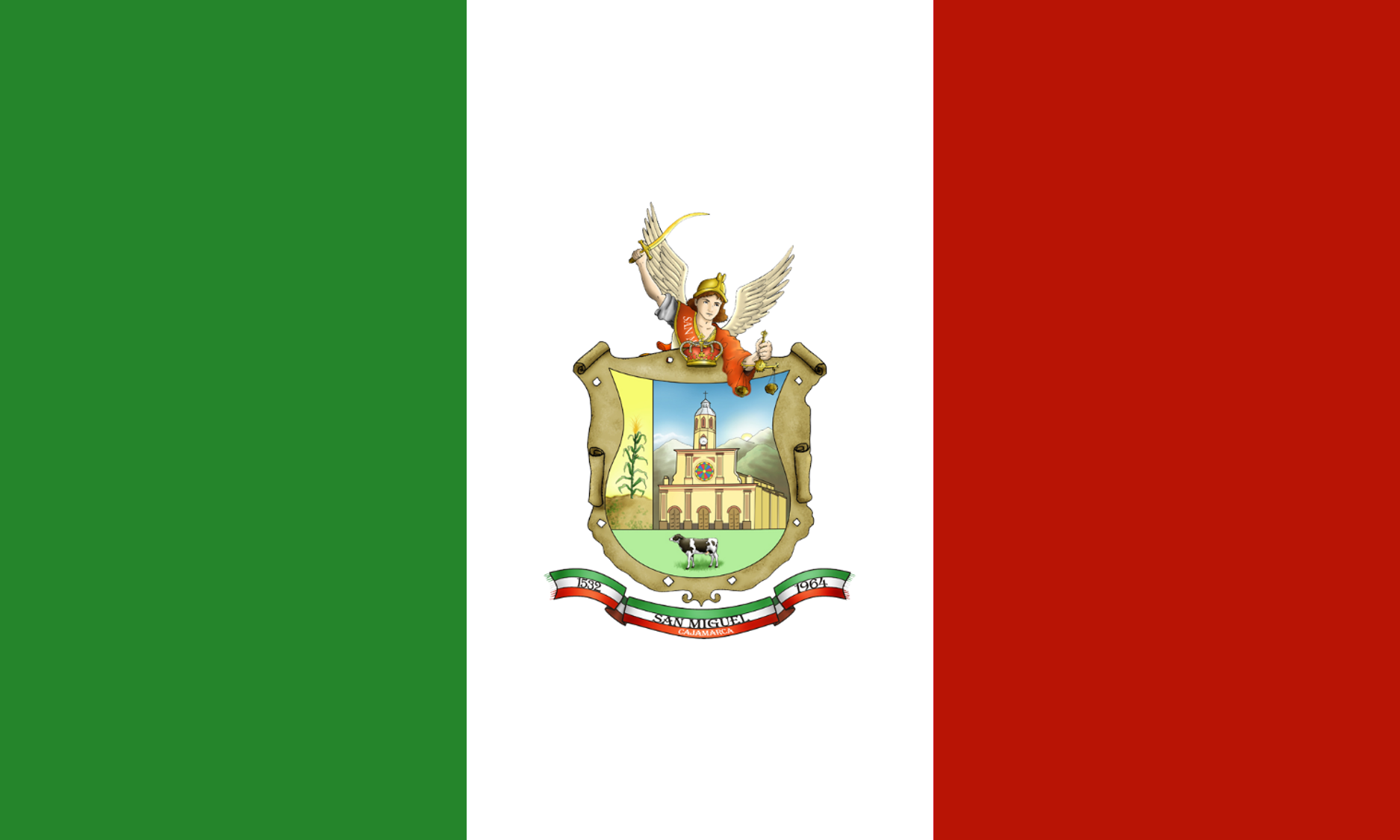
San Miguel
San Pablo
Santa Cruz

### Provincies in Callao

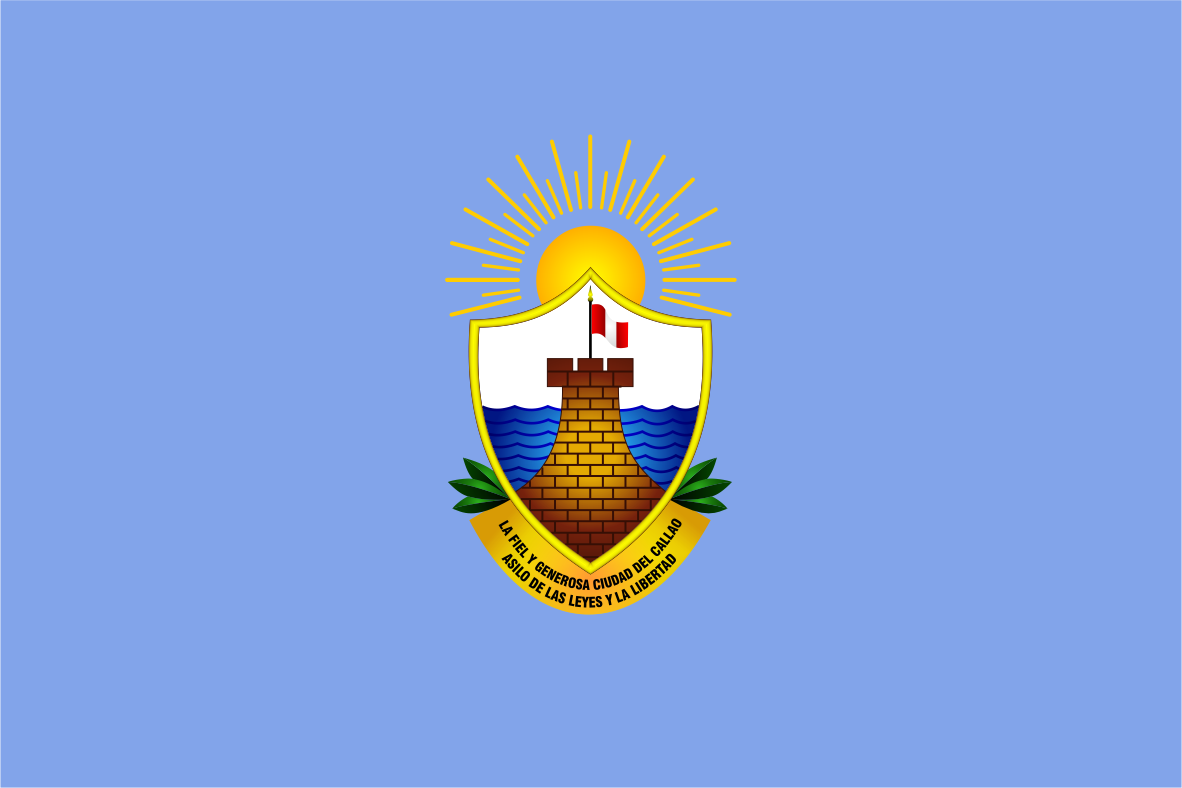
Callao

### Provincies in Cuzco

Acomayo
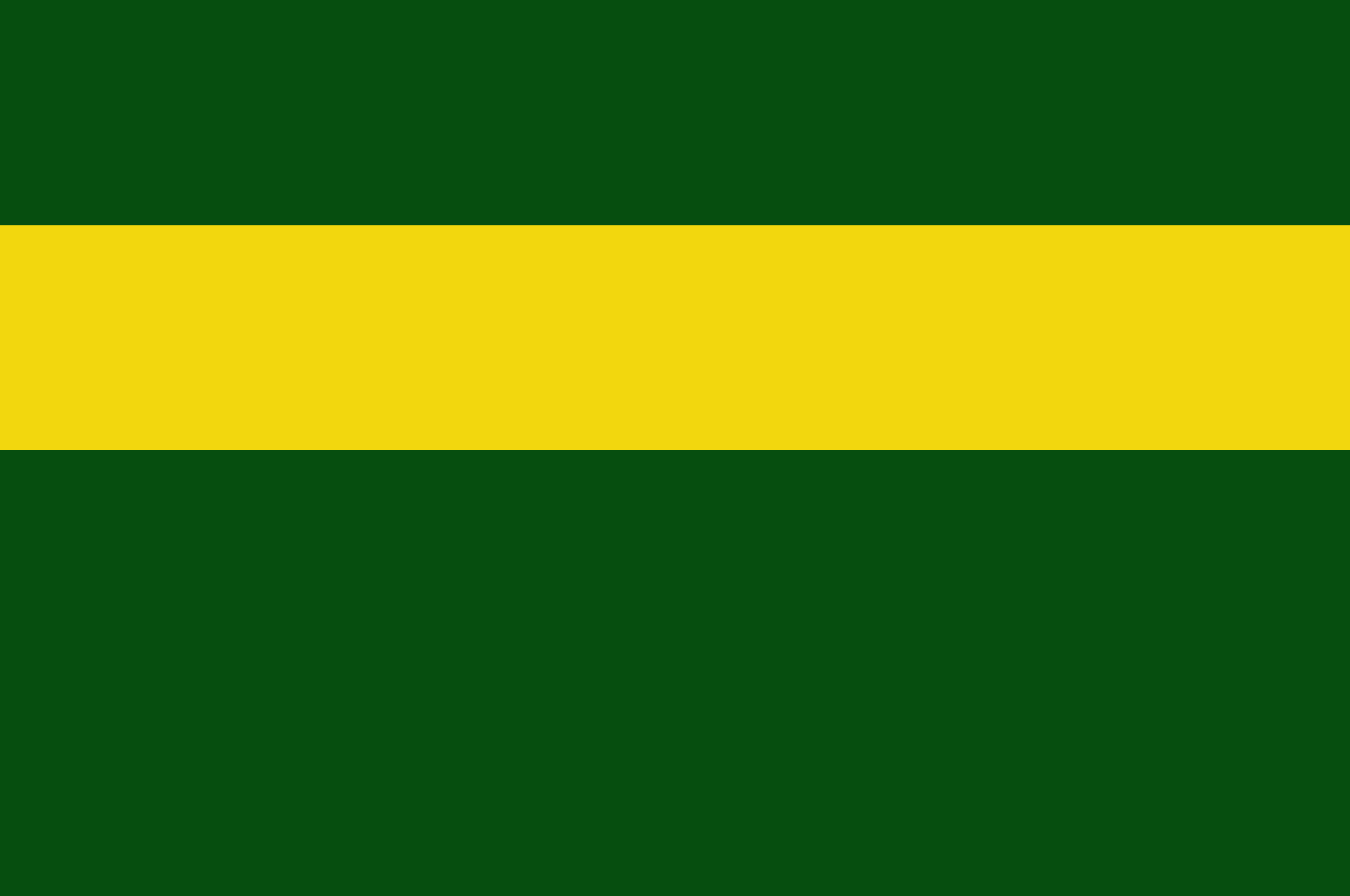
Anta
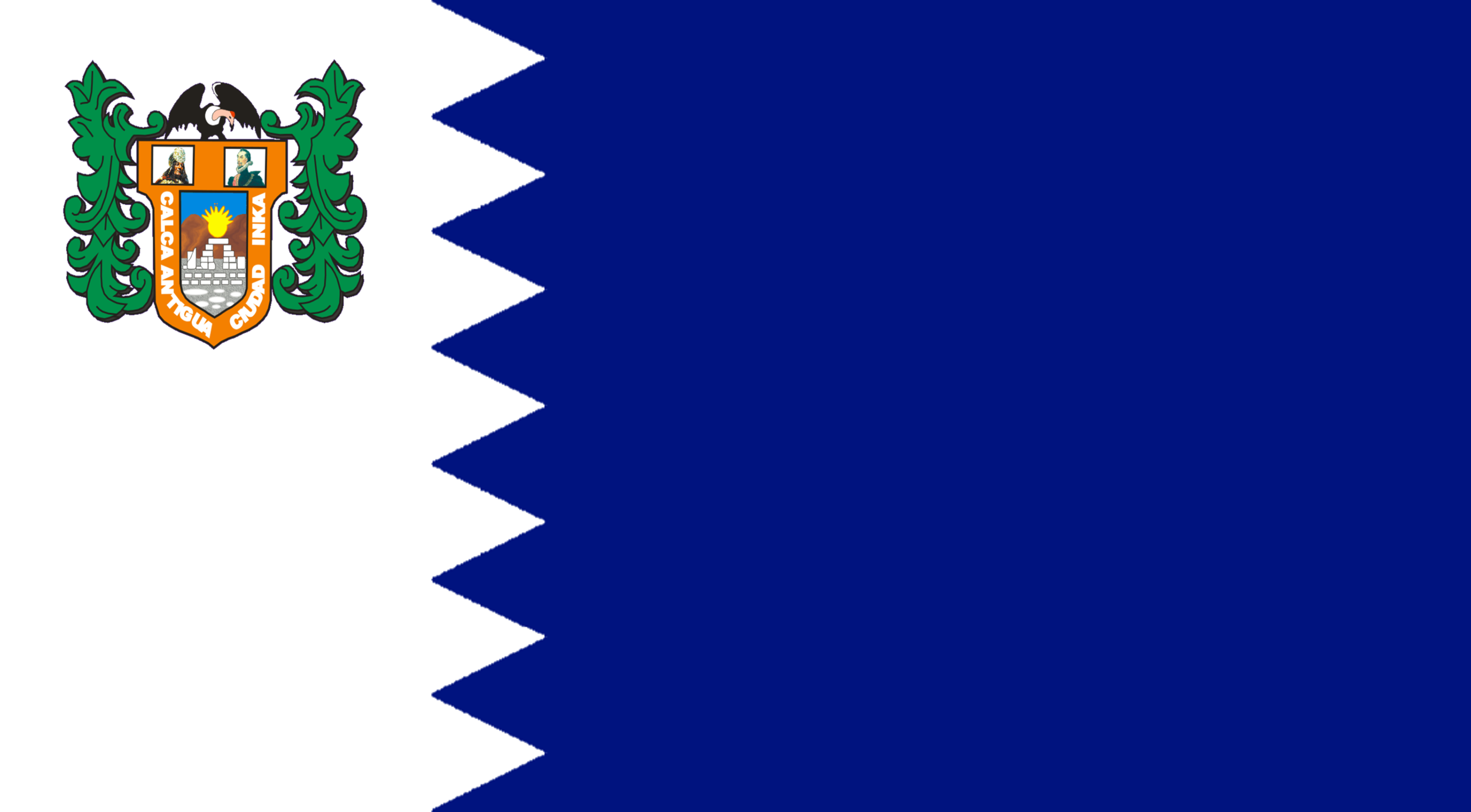
Calca
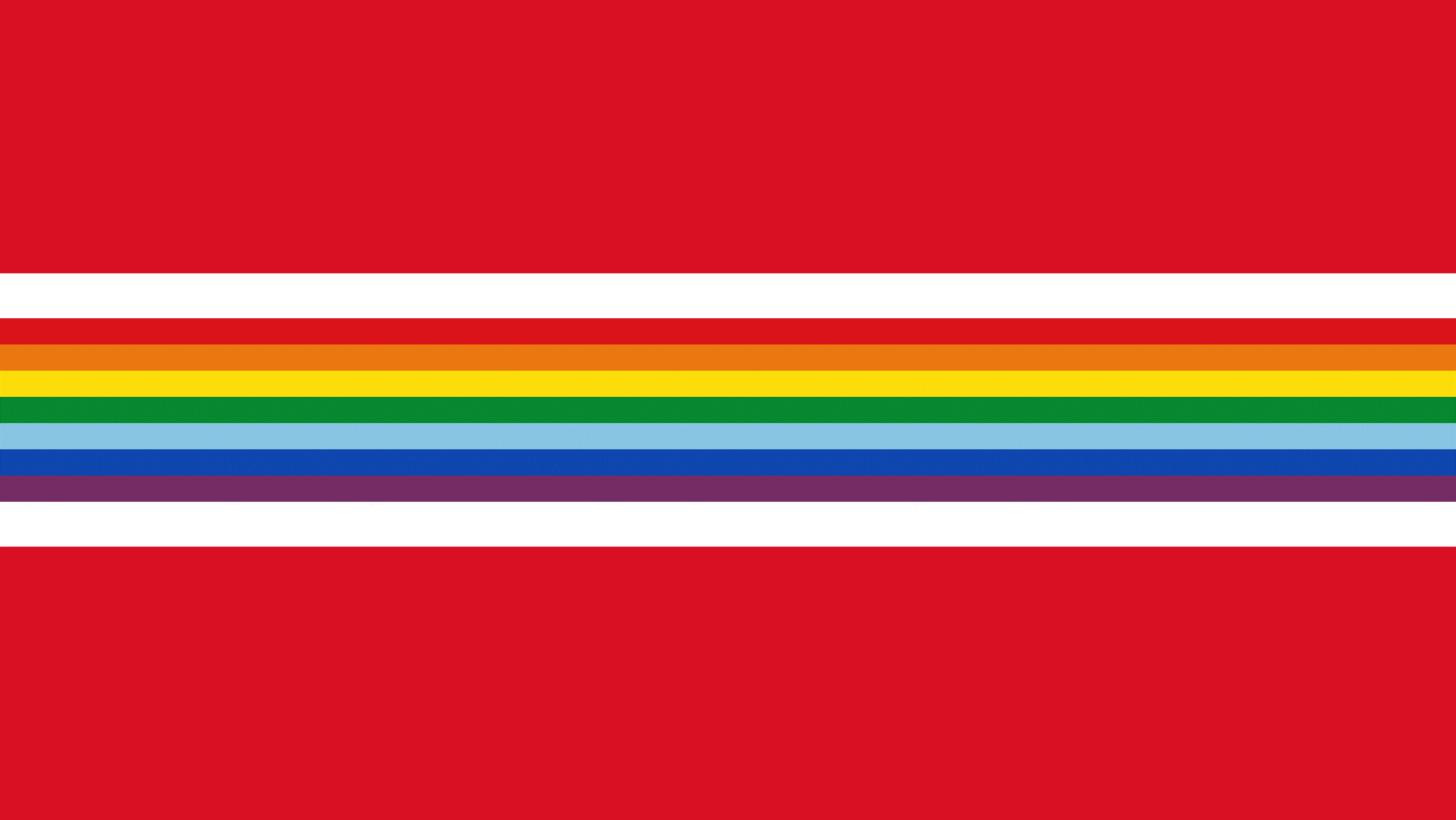
Canas
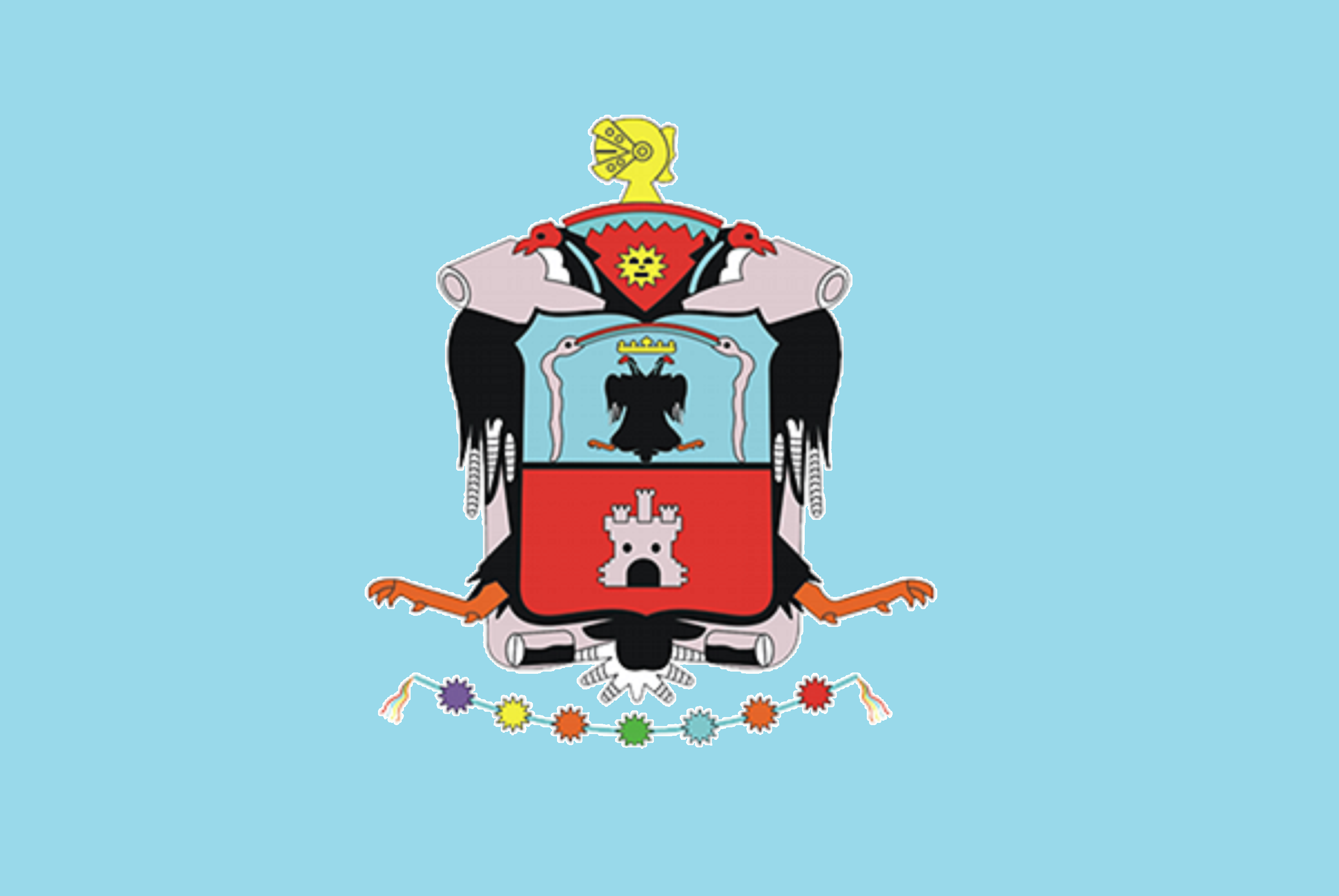
Canchis
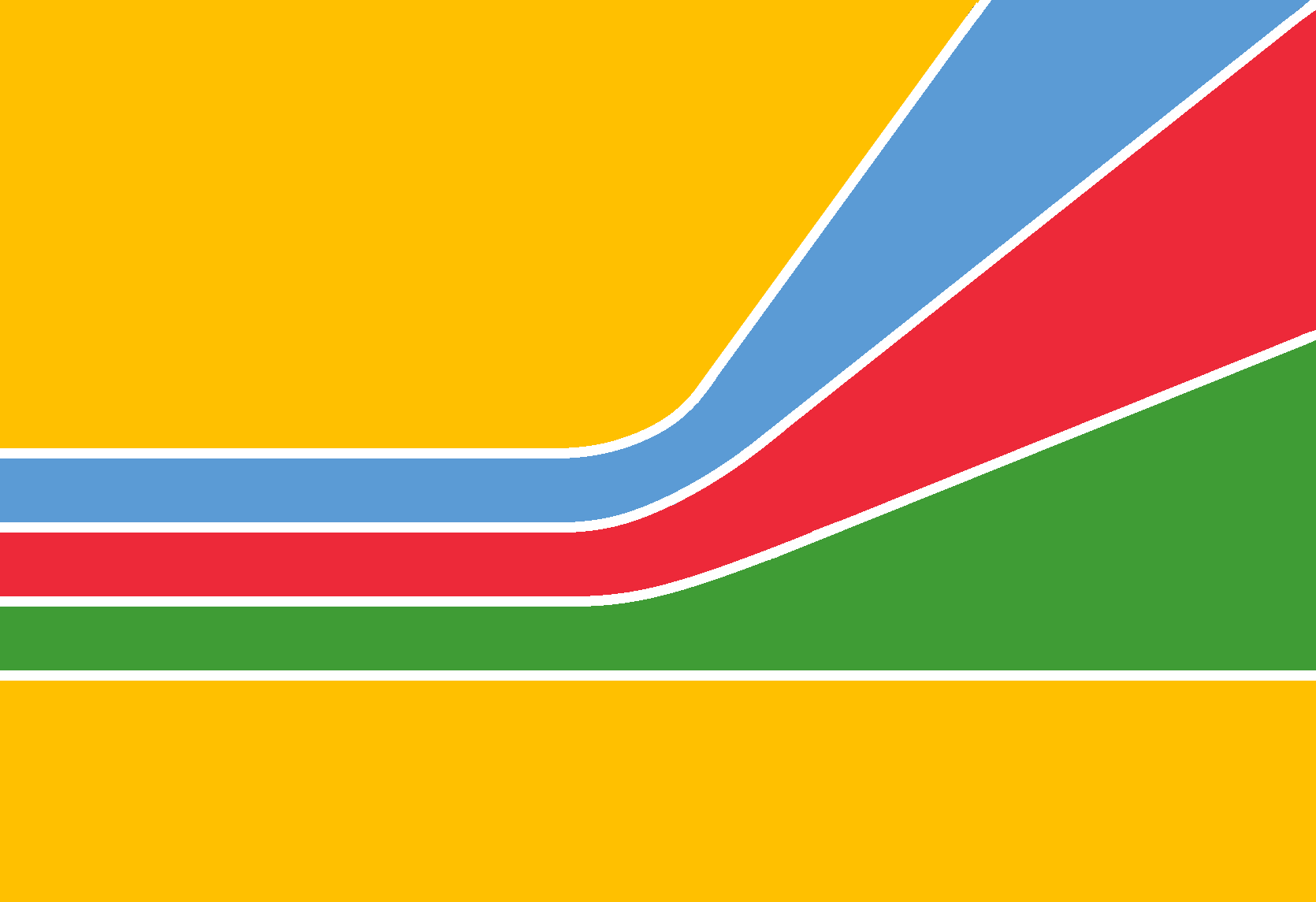
Chumbivilcas
Cuzco
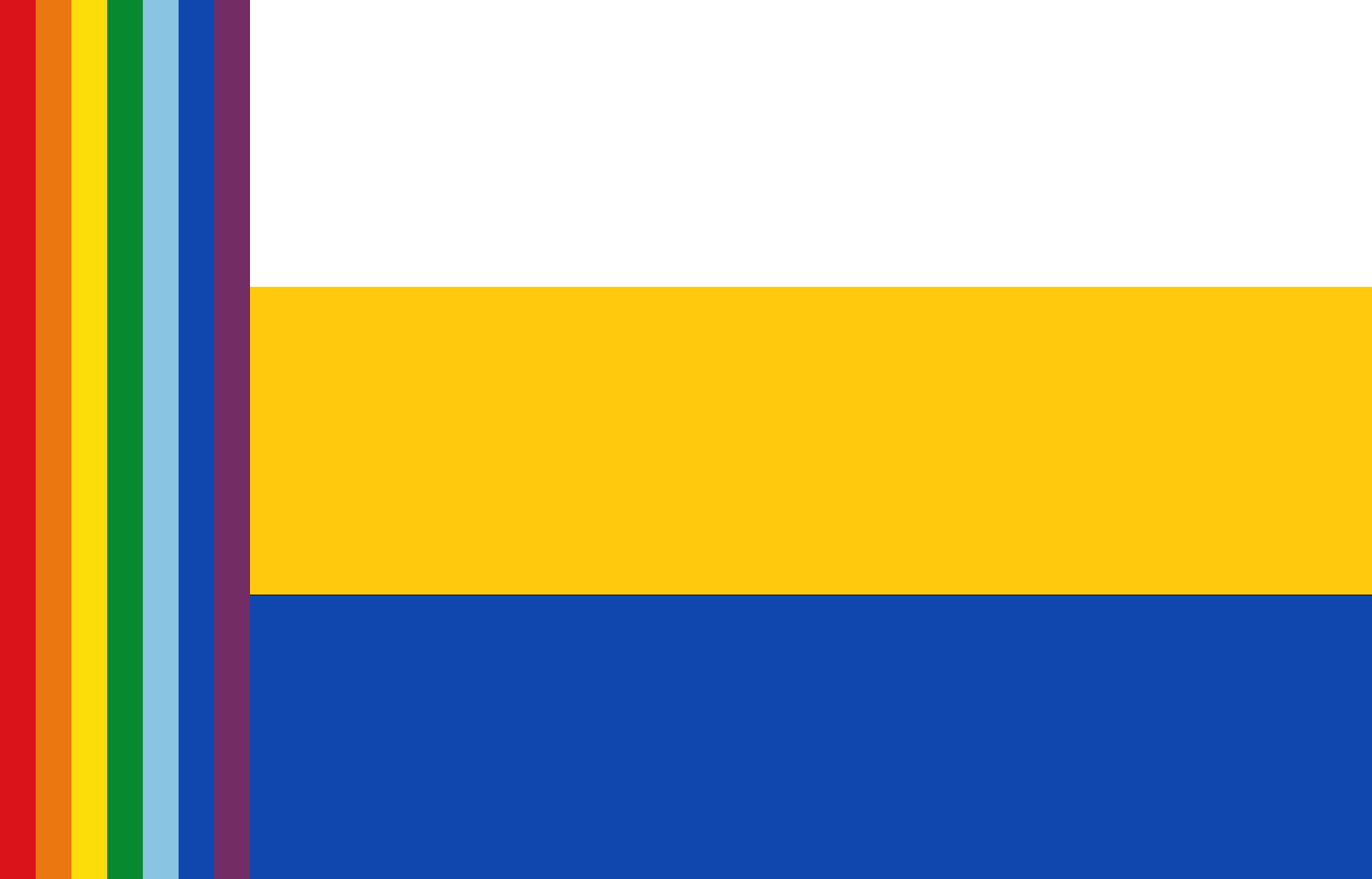
Espinar
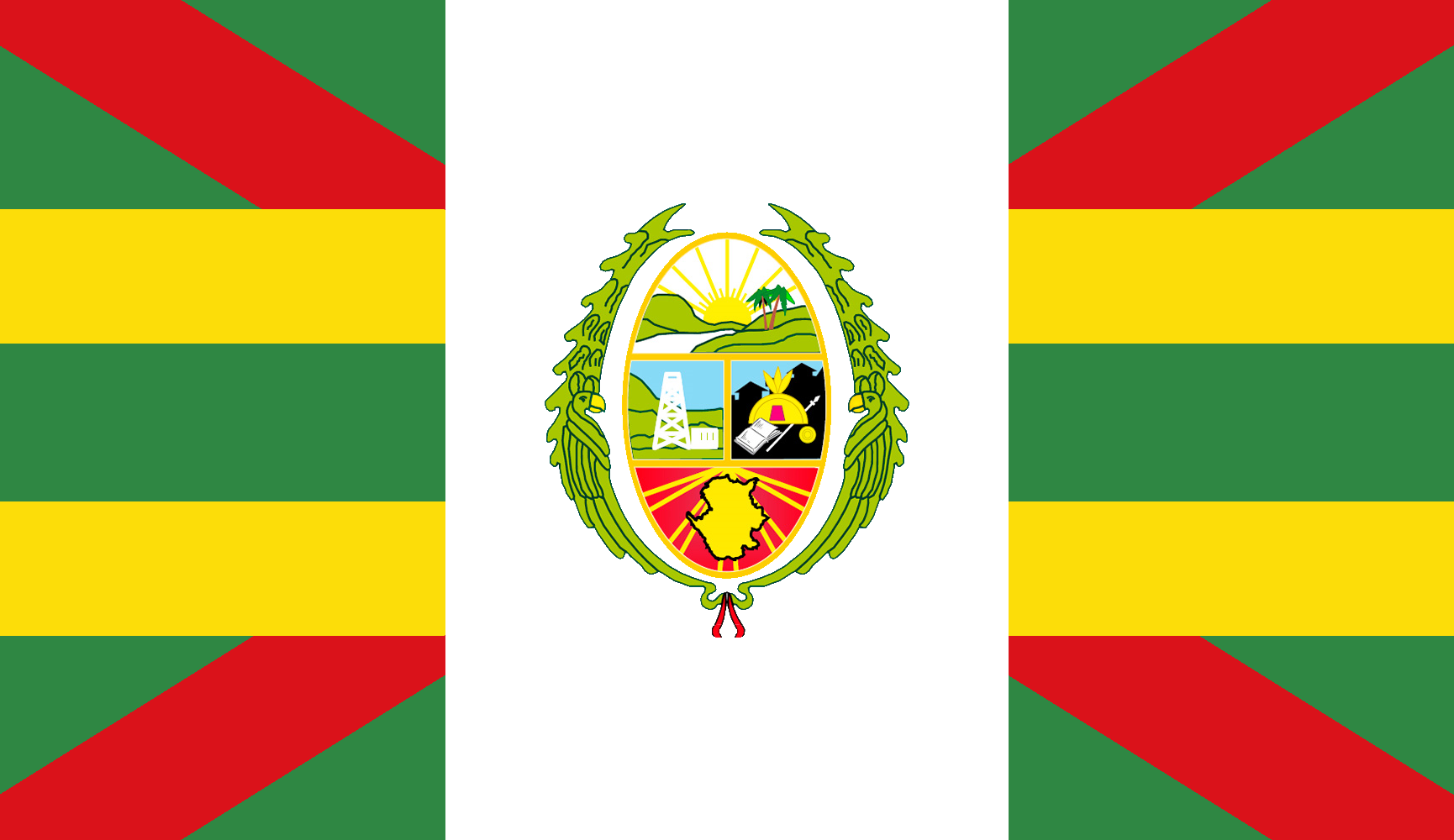
La Convención
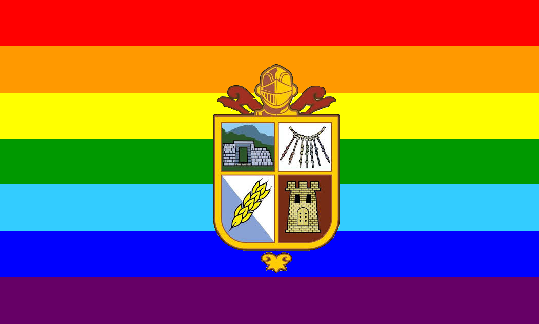
Paruro
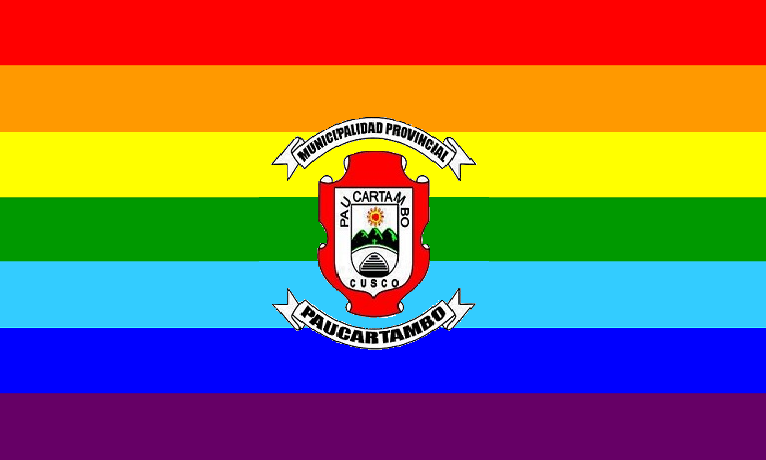
Paucartambo
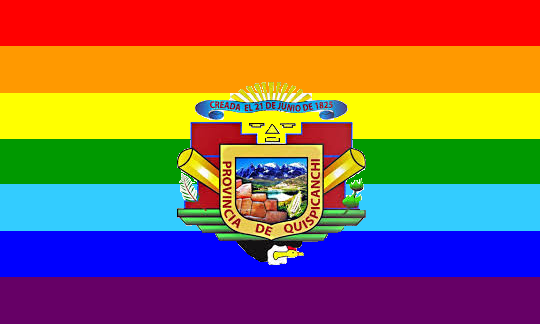
Quispicanchi
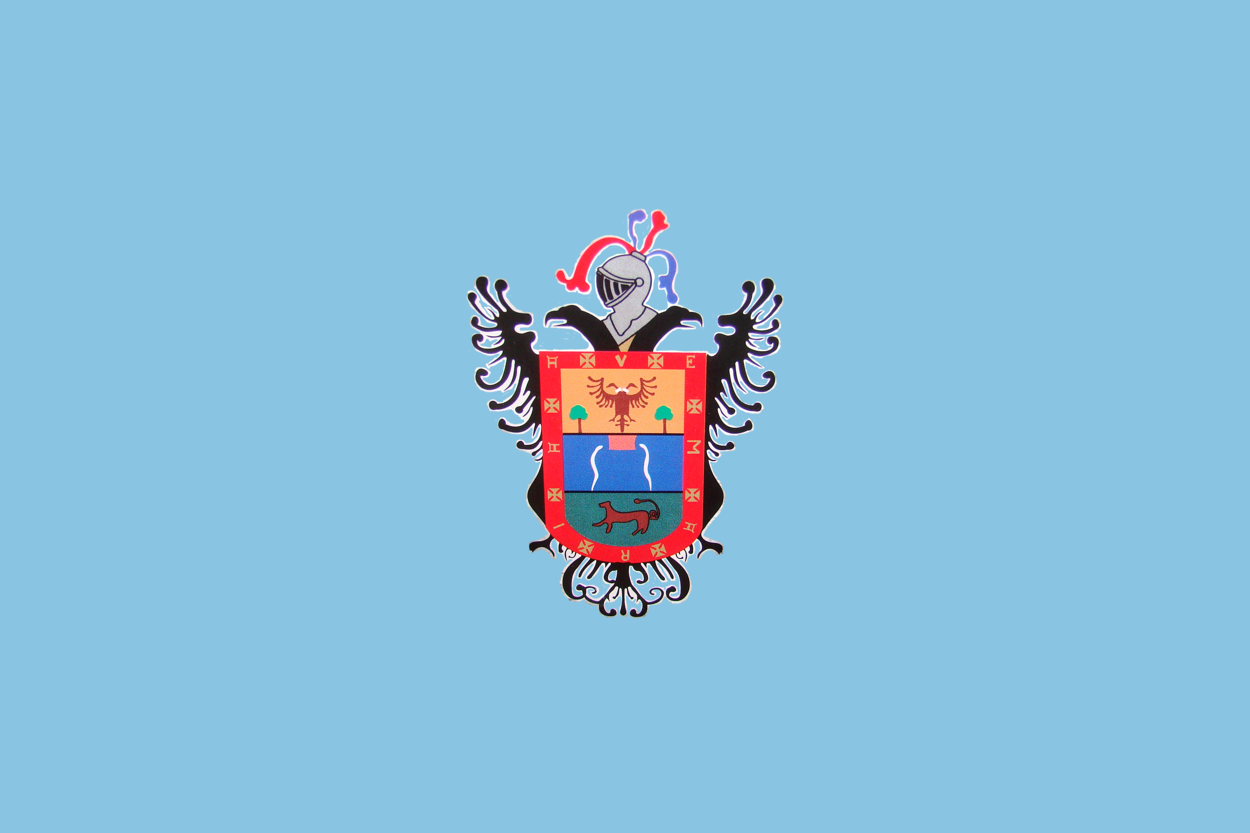
Urubamba

### Provincies in Huancavelica

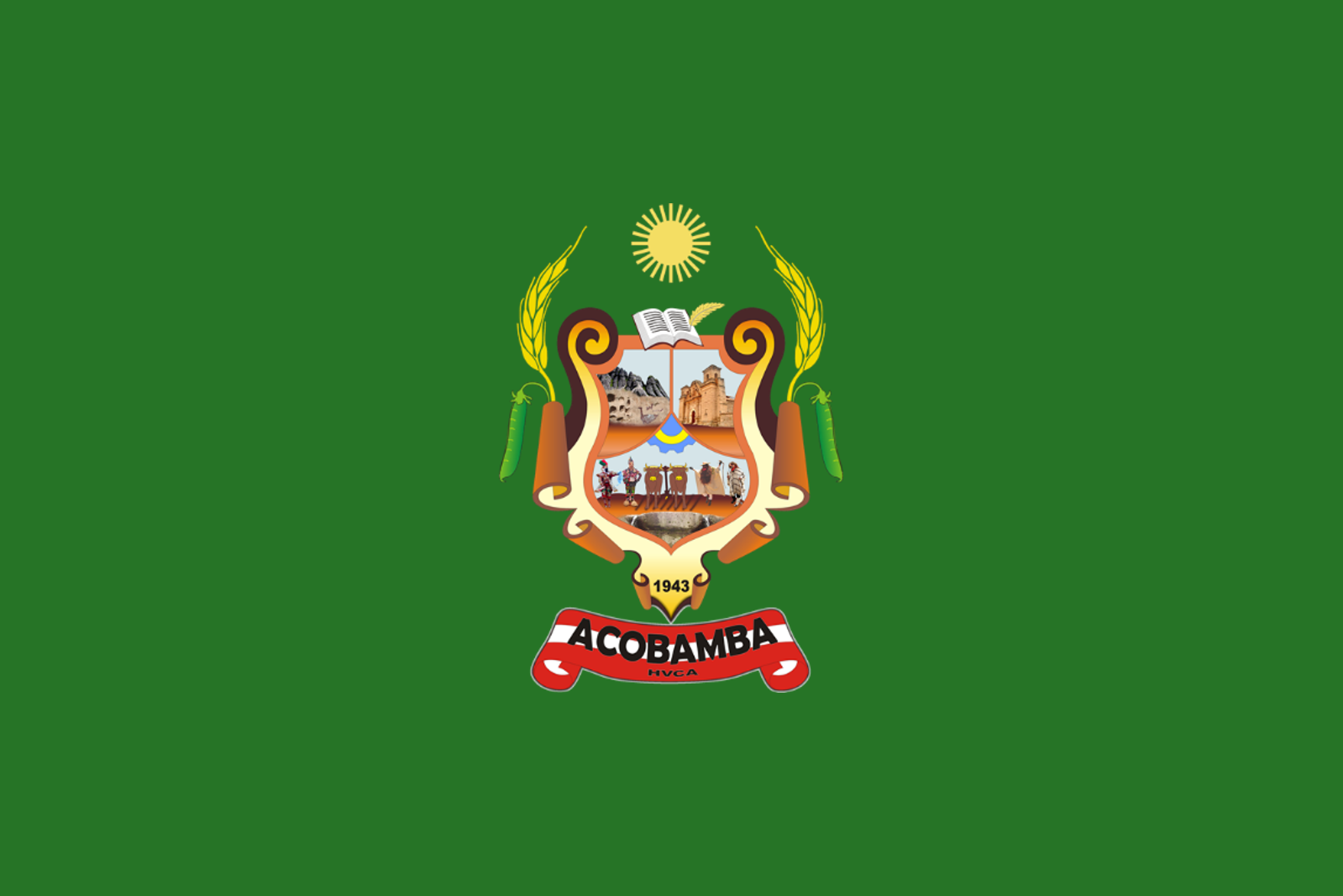
Acobamba
Angaraes
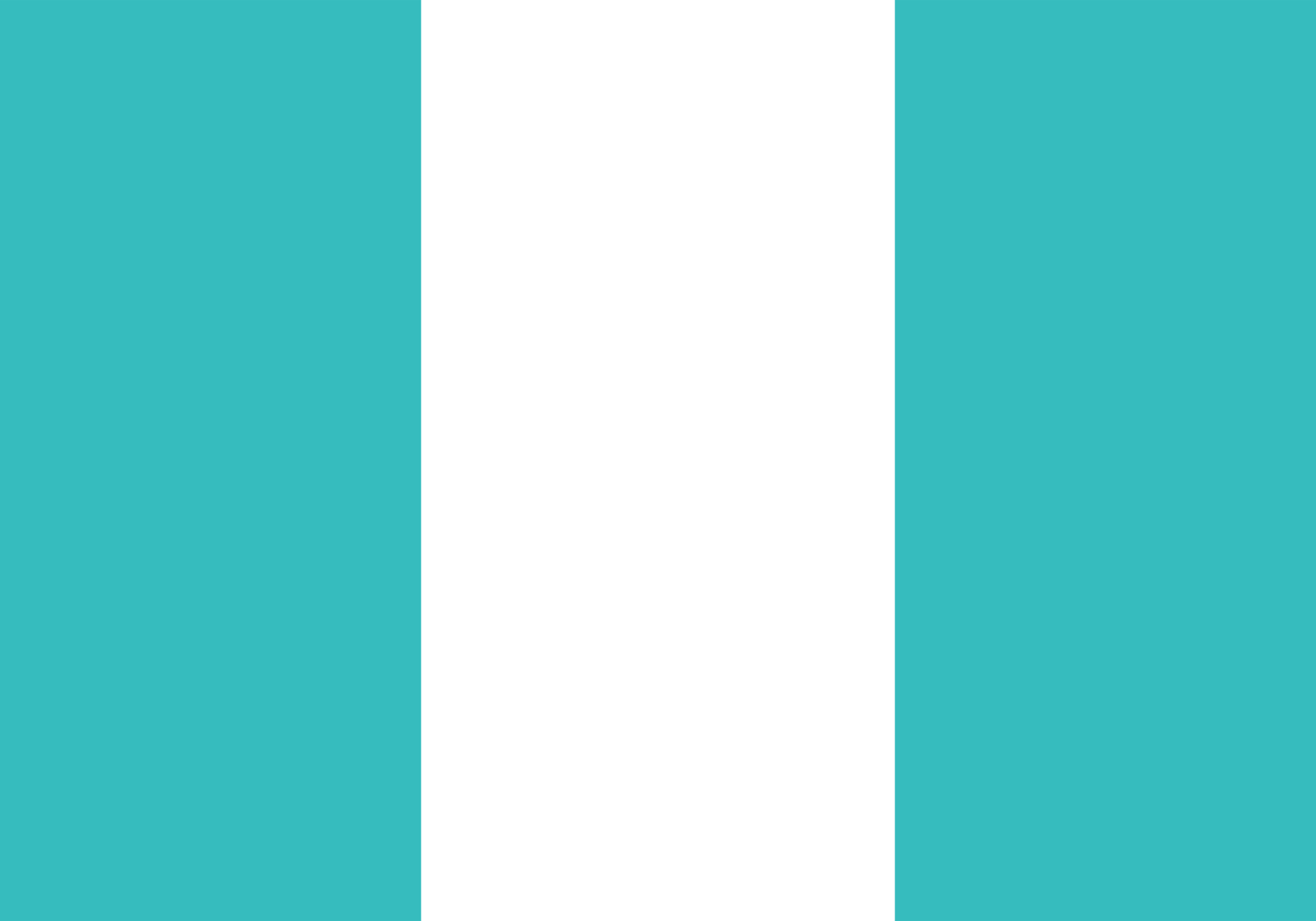
Castrovirreyna
Churcampa
Huancavelica
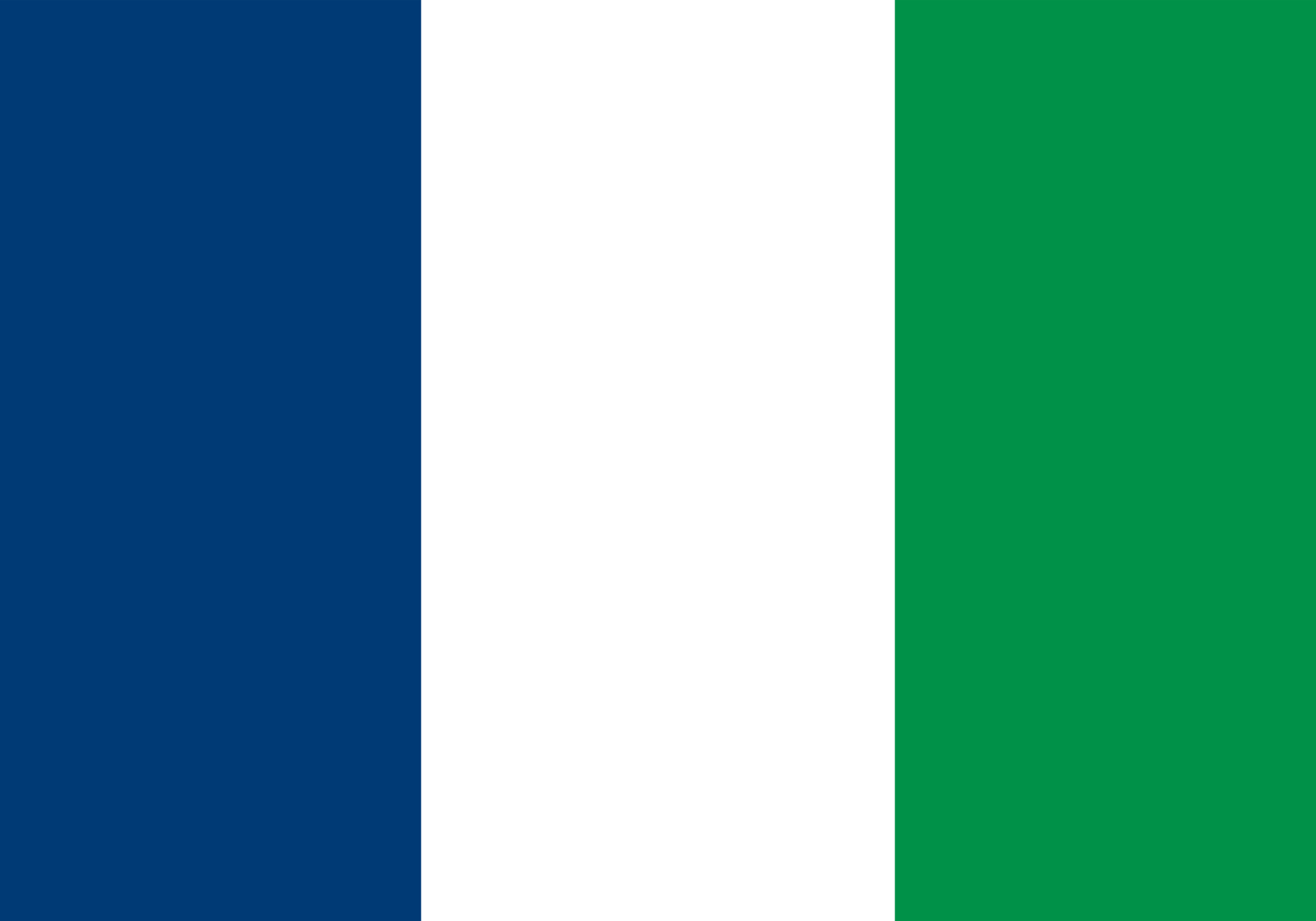
Huaytará
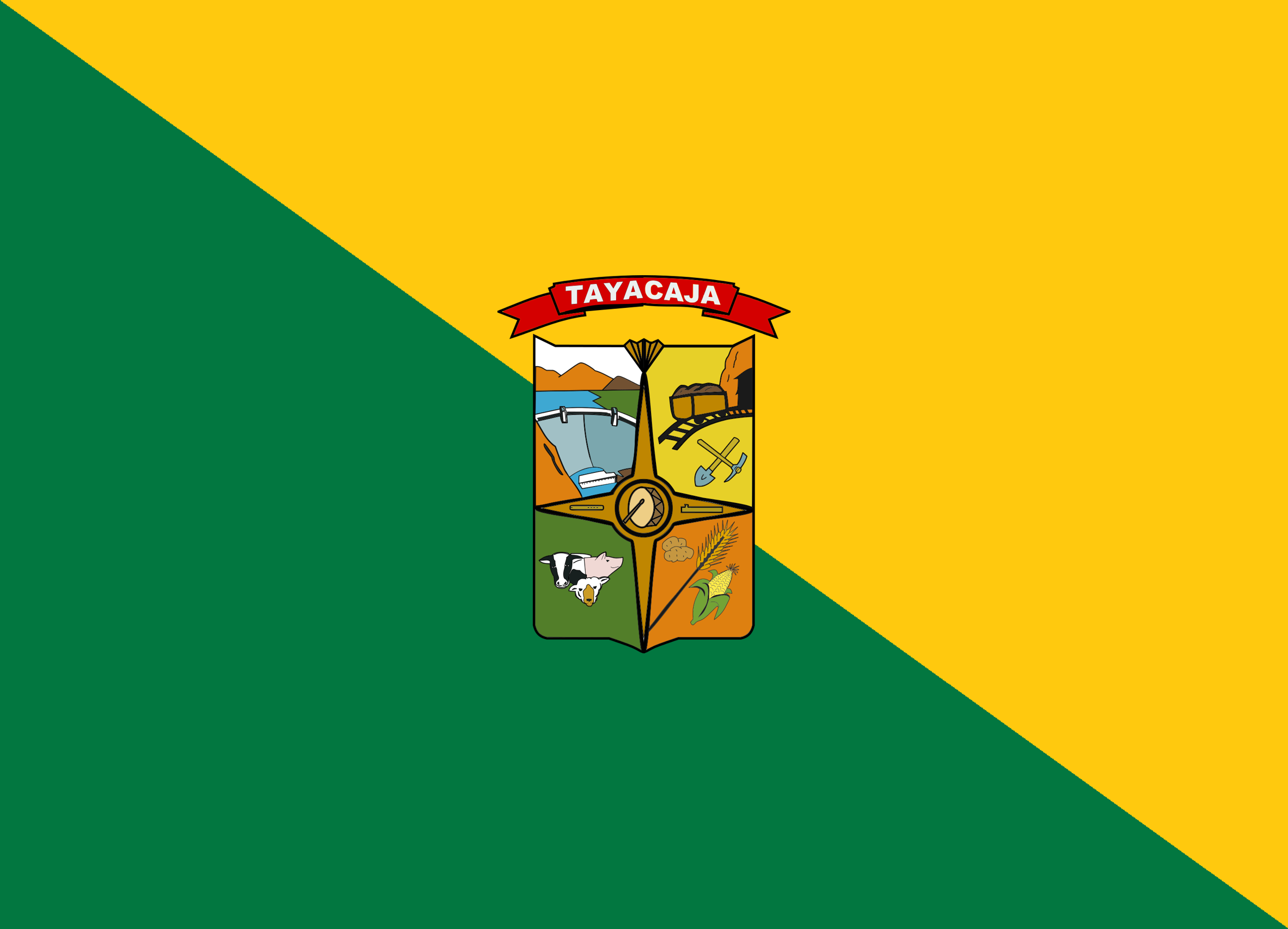
Tayacaja

### Provincies in Huánuco

Ambo
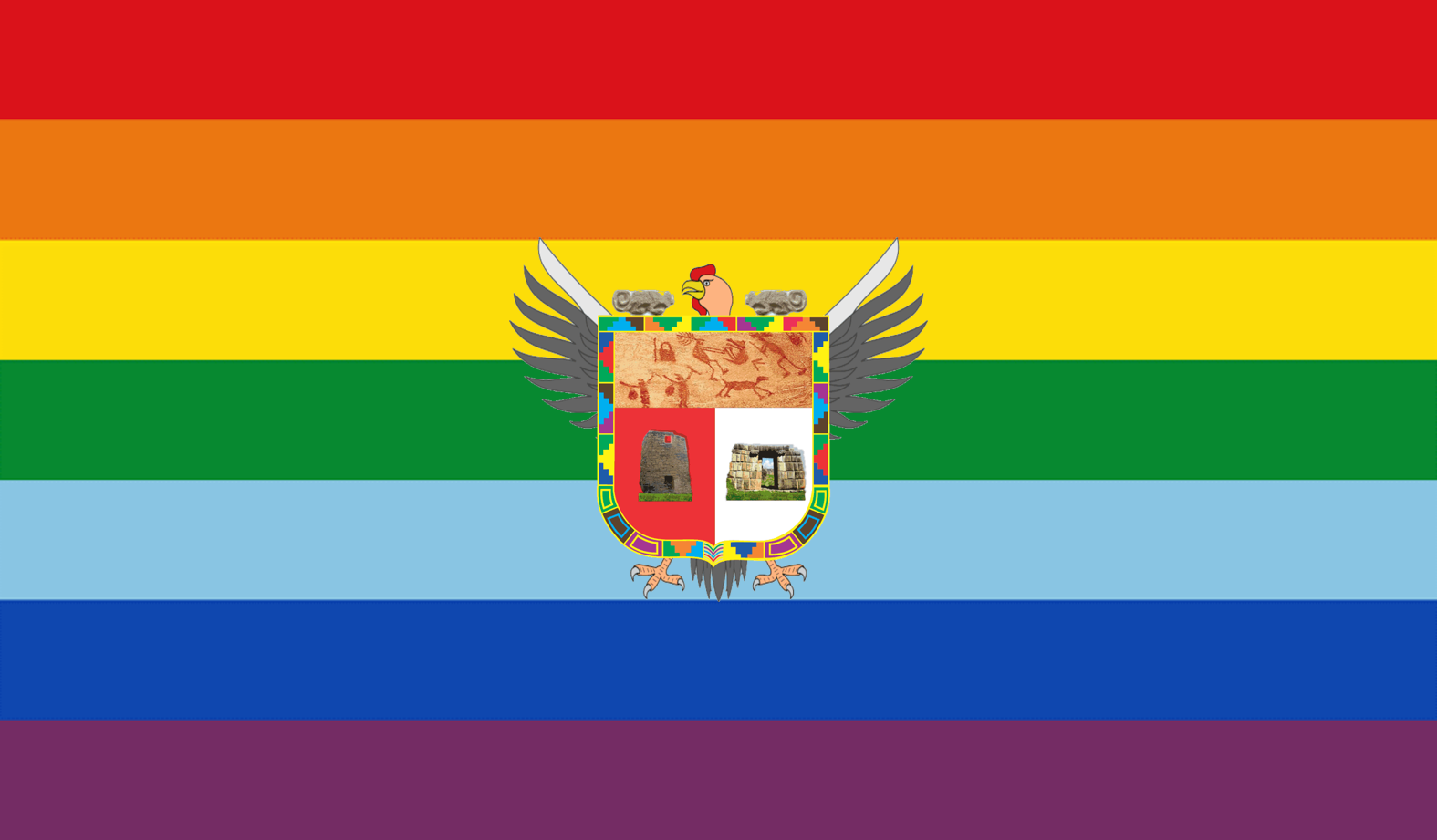
Dos de Mayo
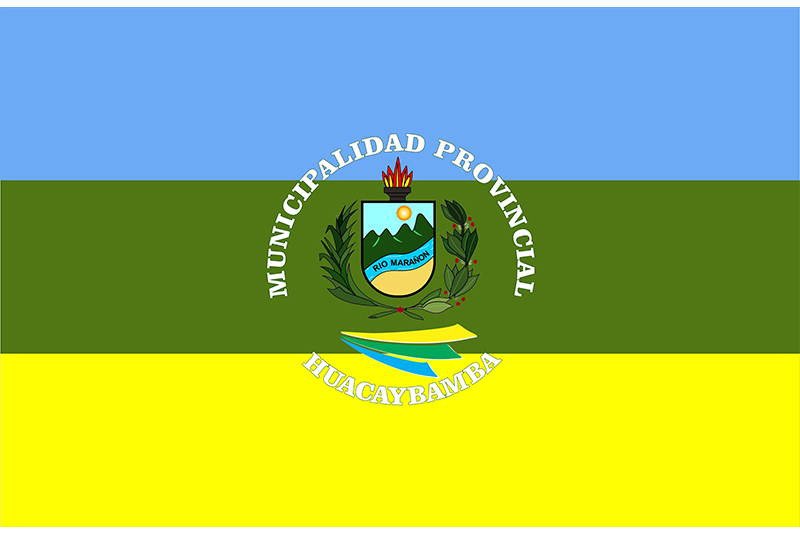
Huacaybamba
Huamalíes
Huánuco
Lauricocha
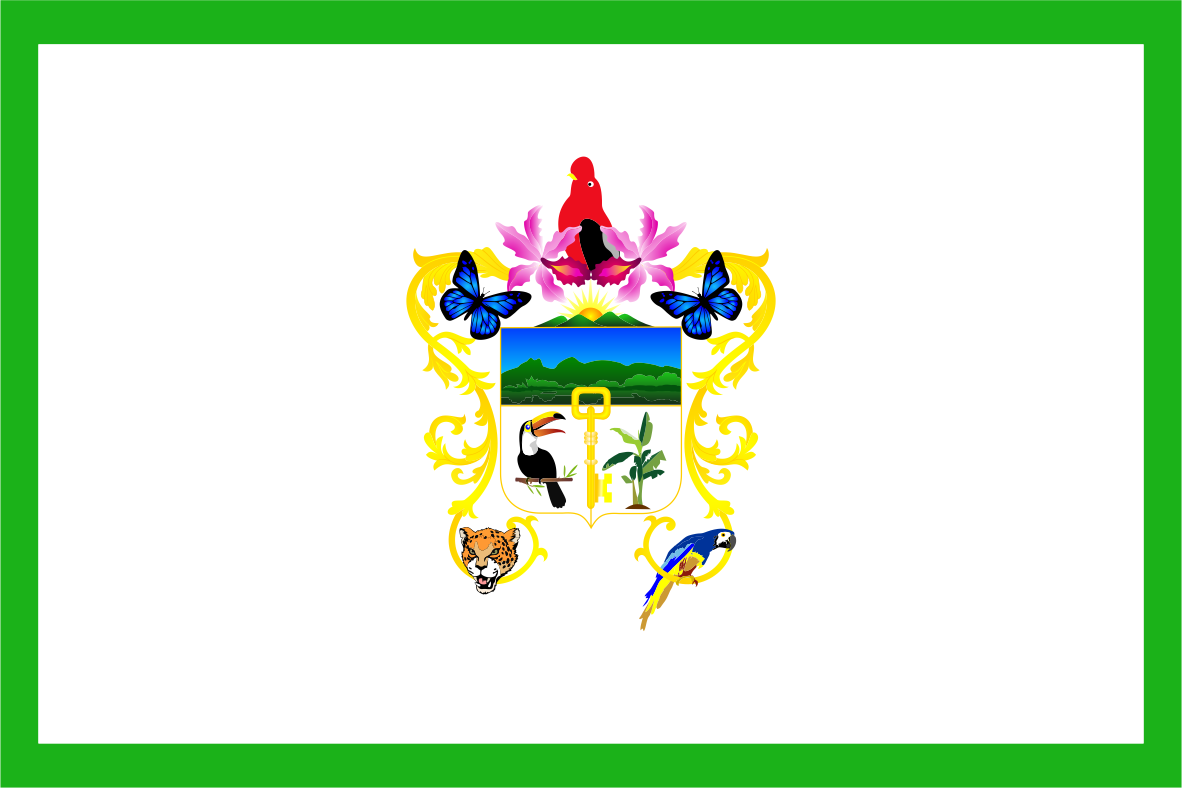
Leoncio Prado
Marañón
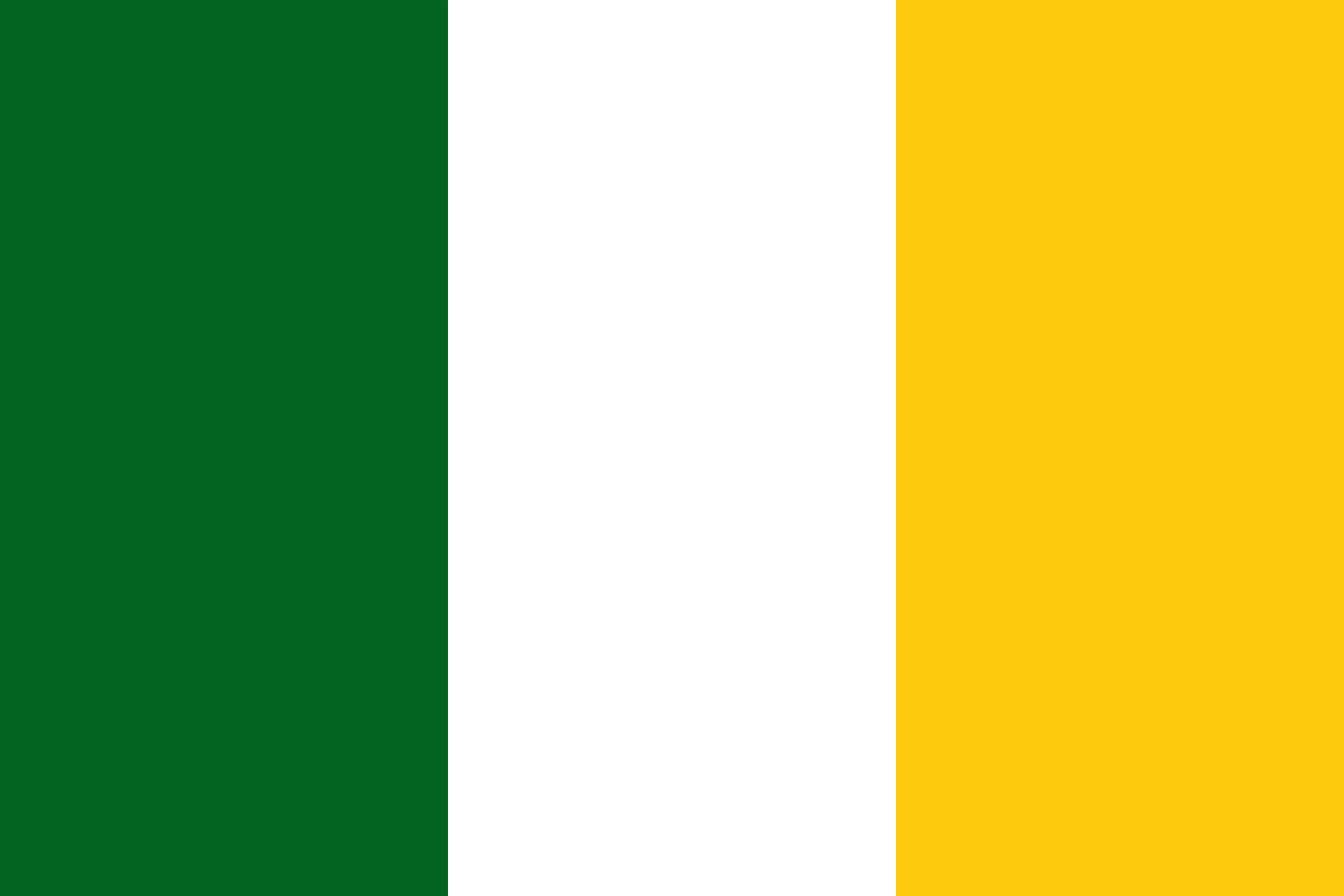
Pachitea
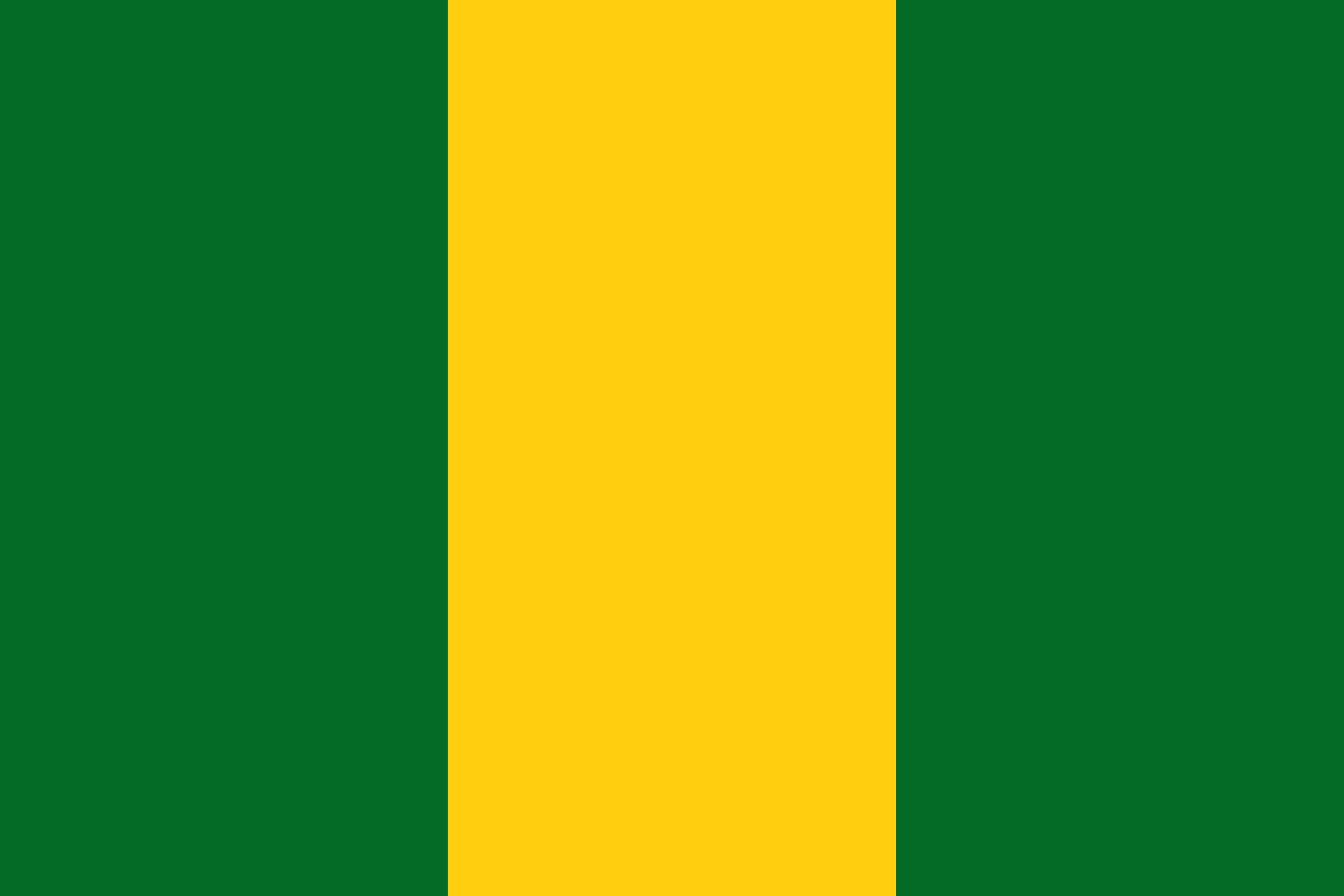
Puerto Inca
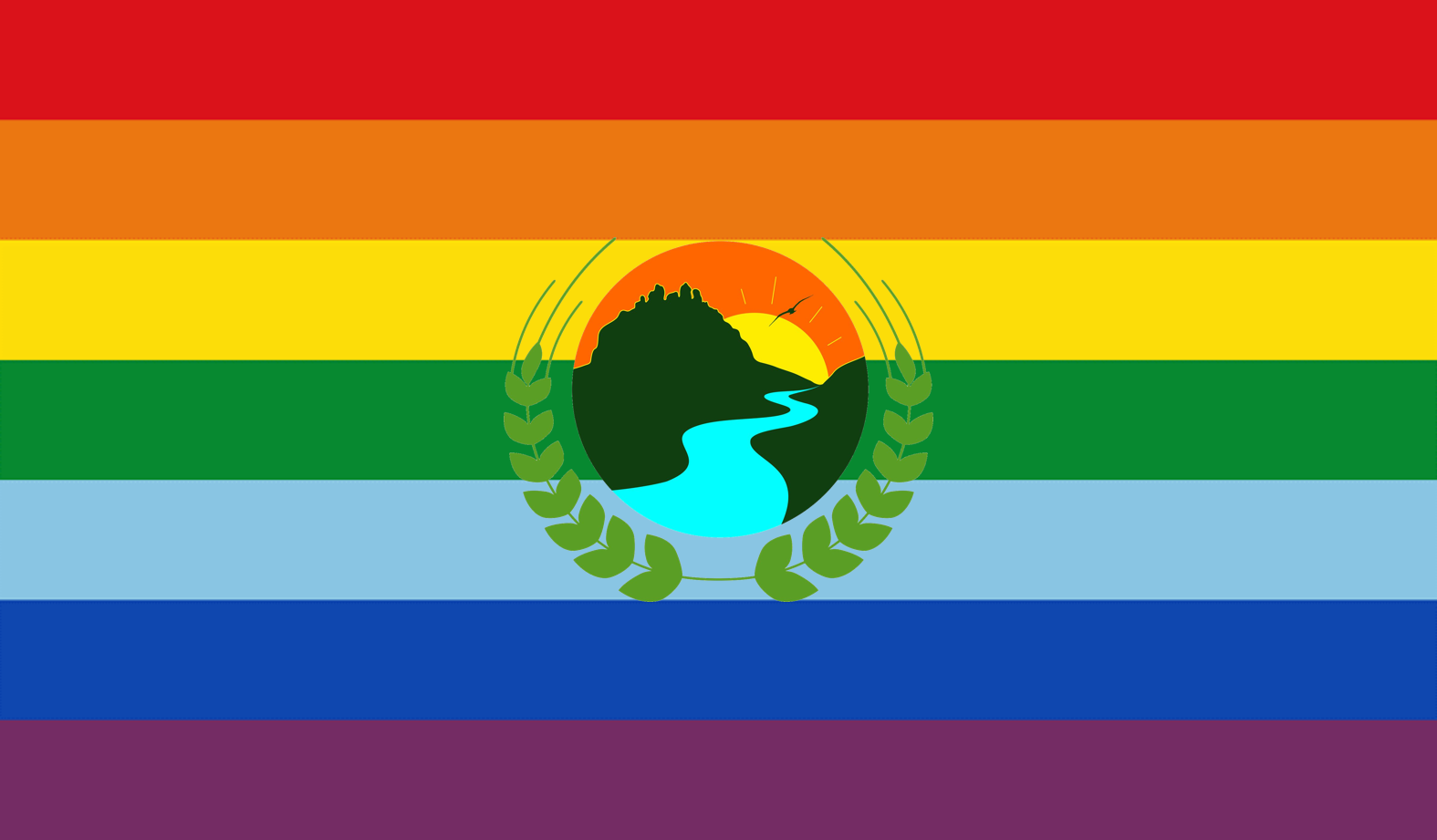
Yarowilca

### Provincies in Ica

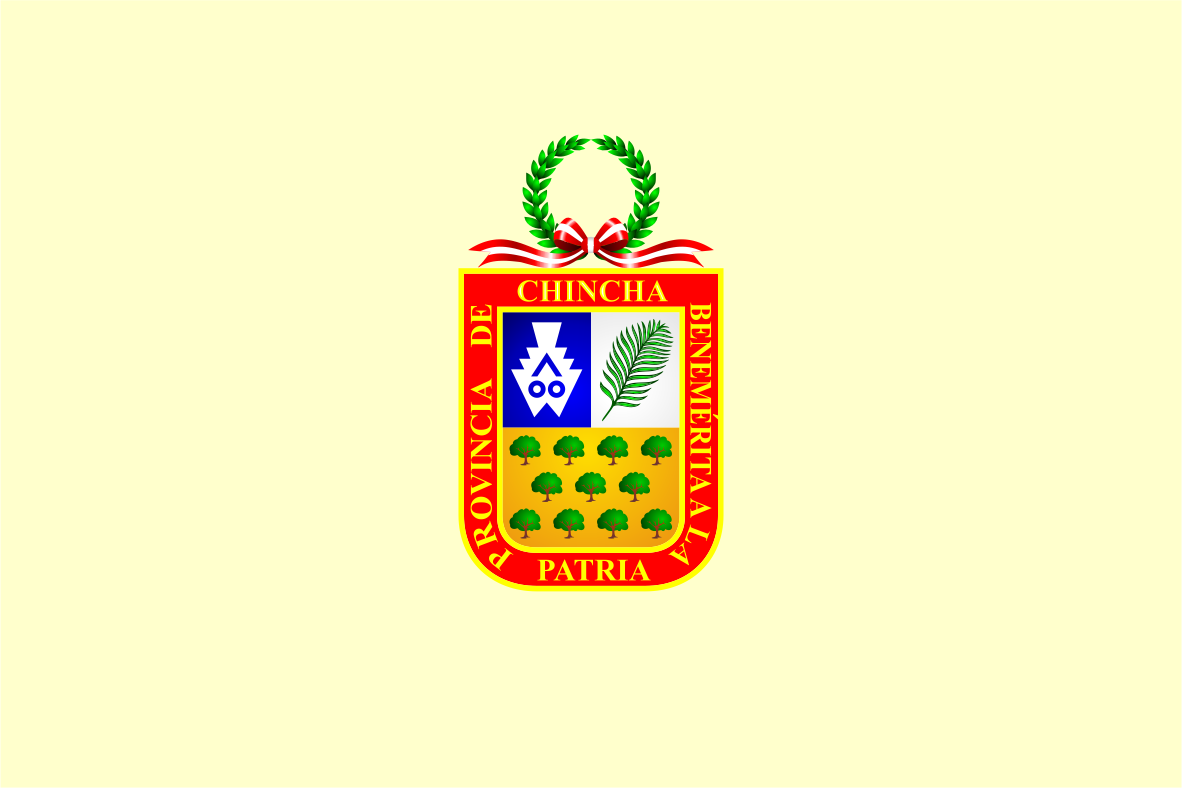
Chincha
Ica
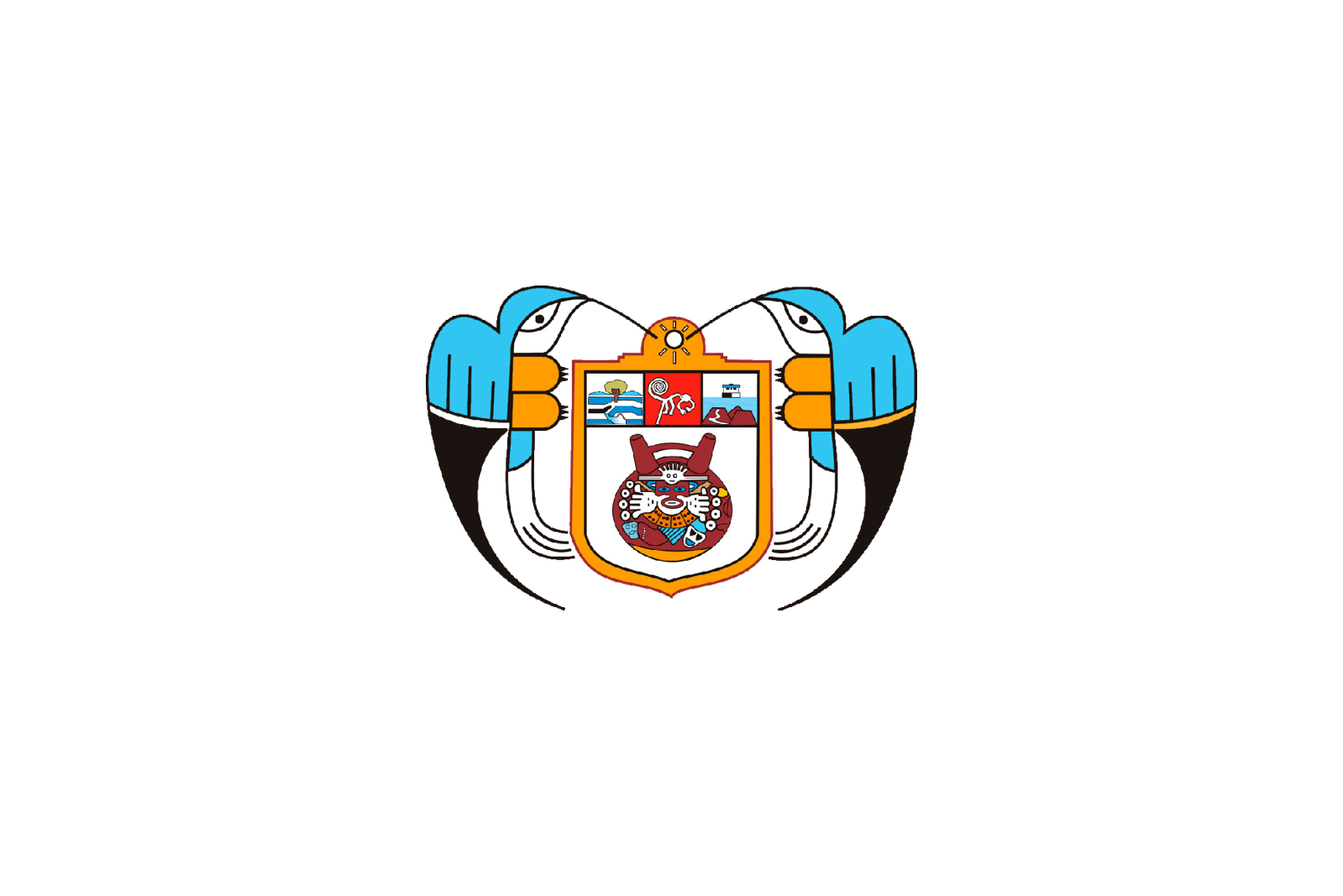
Nazca
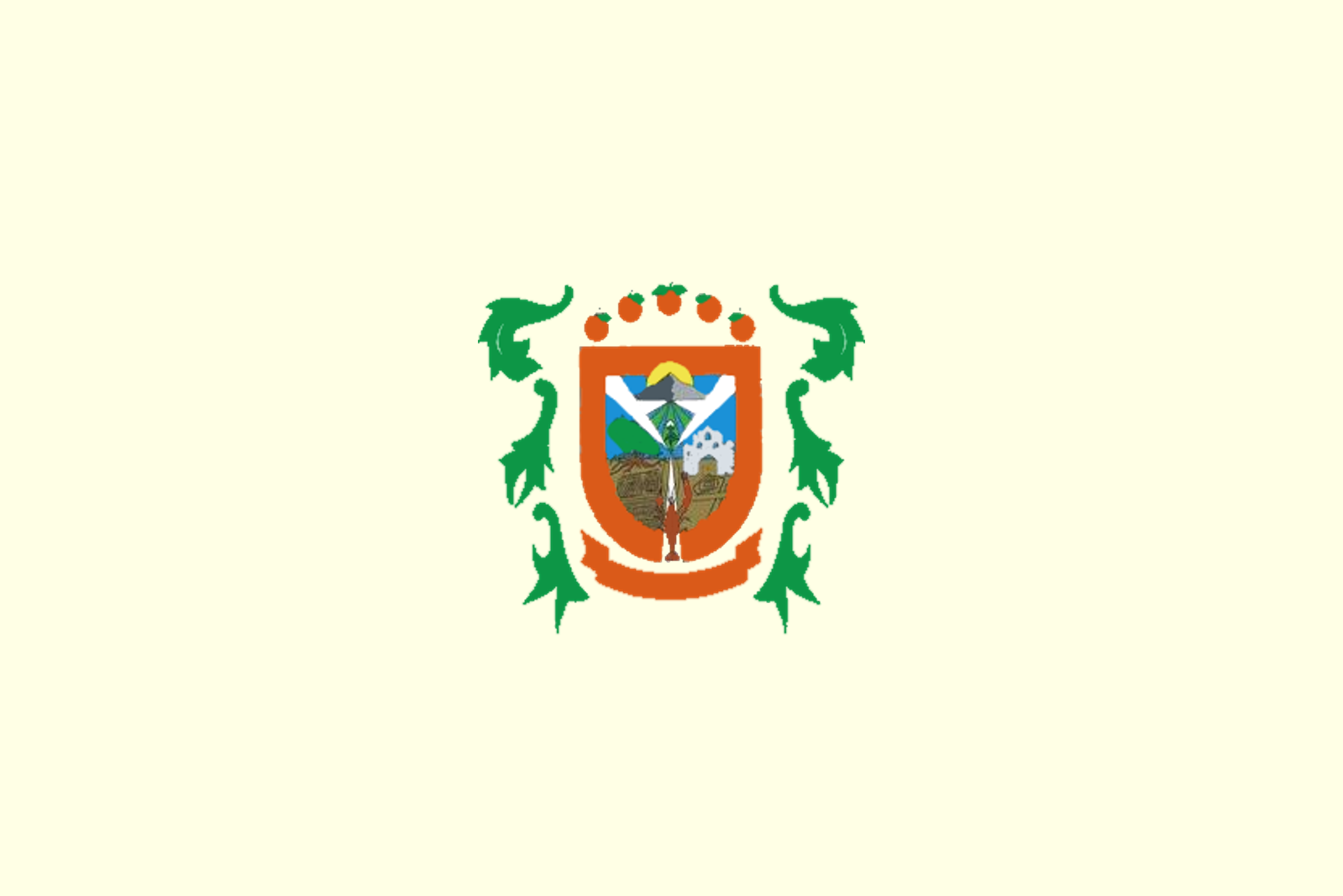
Palpa
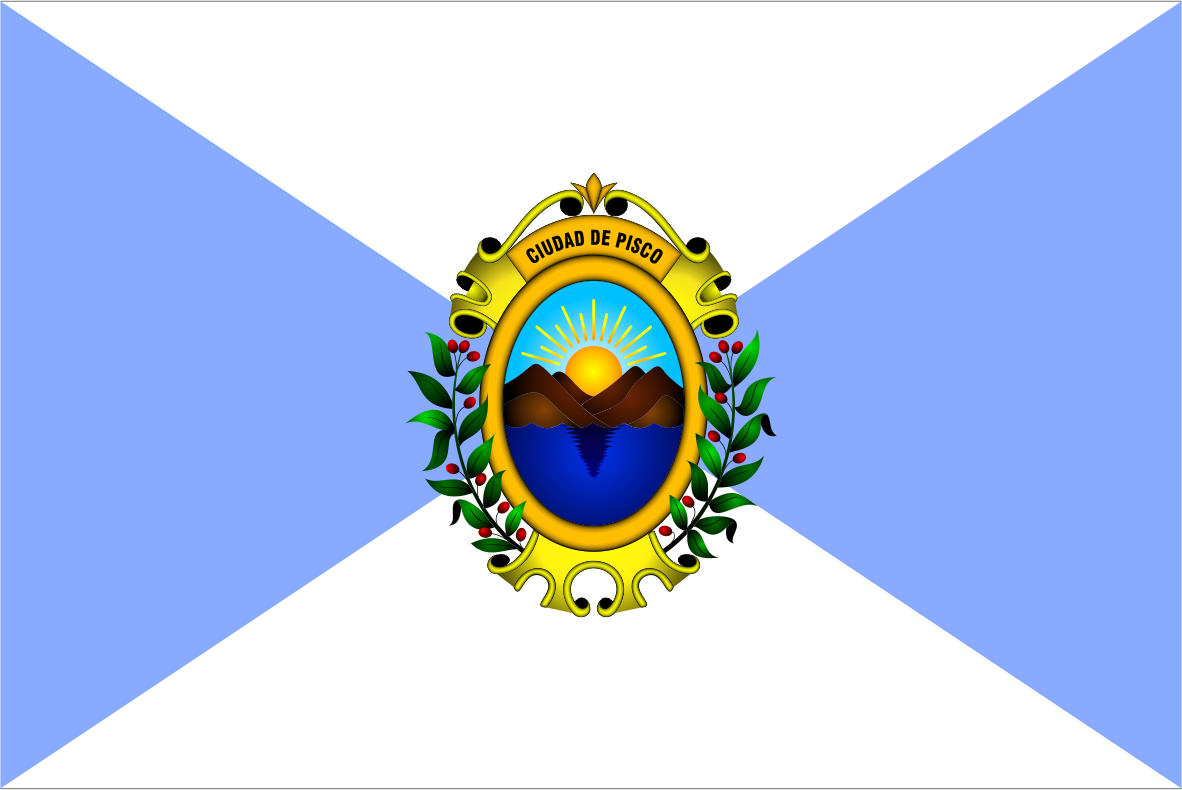
Pisco

### Provincies in Junín

Chanchamayo
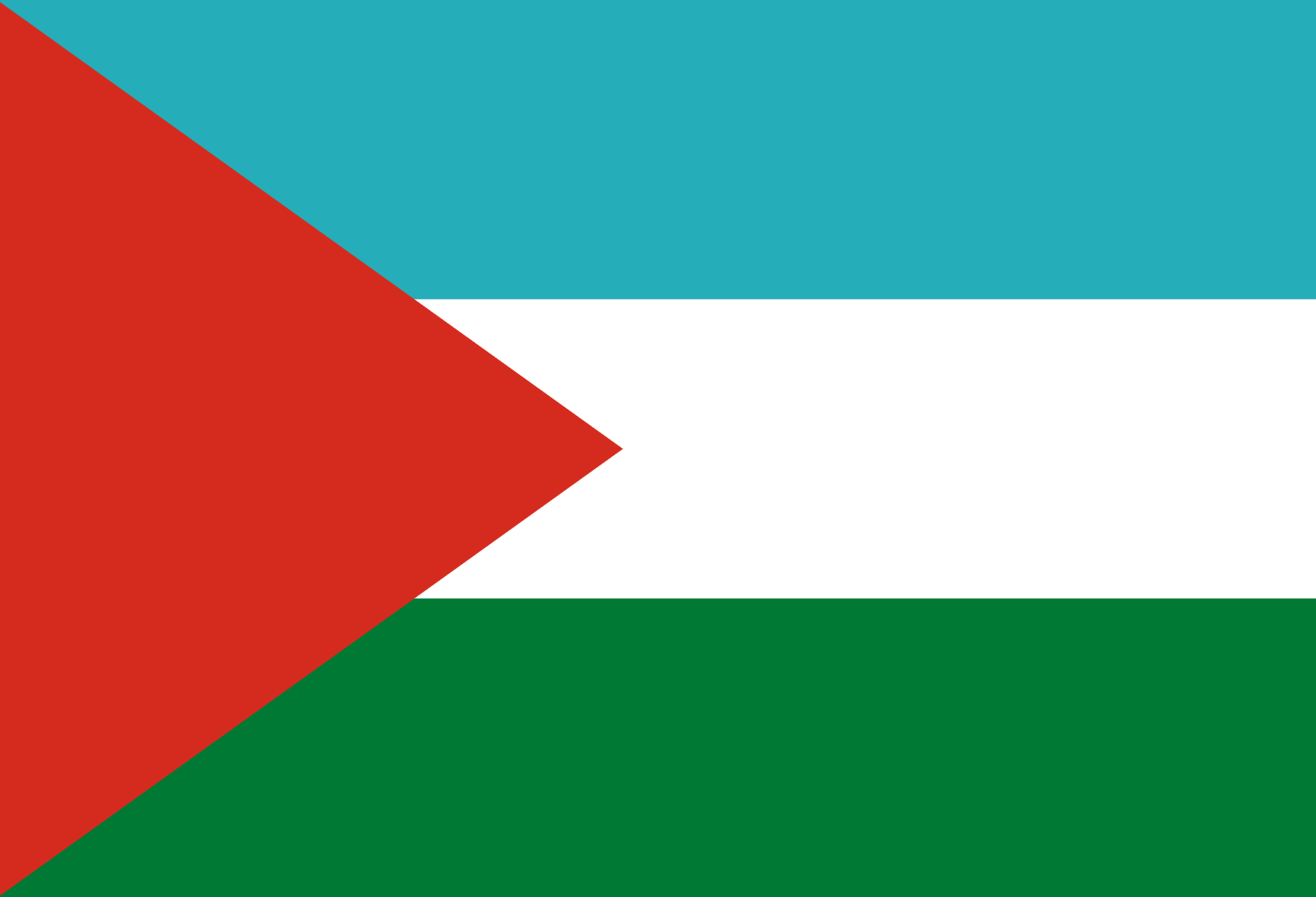
Chupaca
Concepción
Huancayo
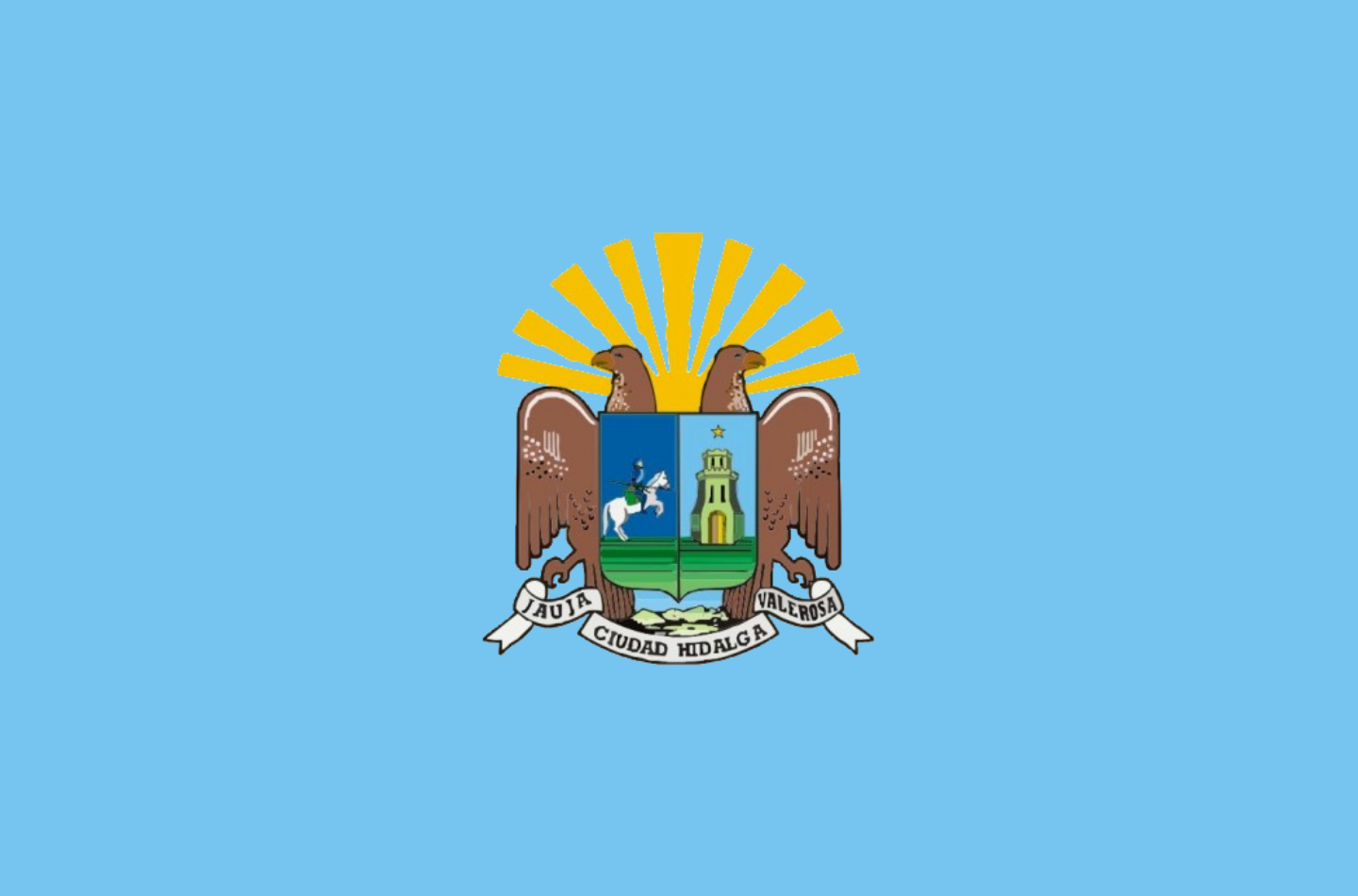
Jauja
Junín
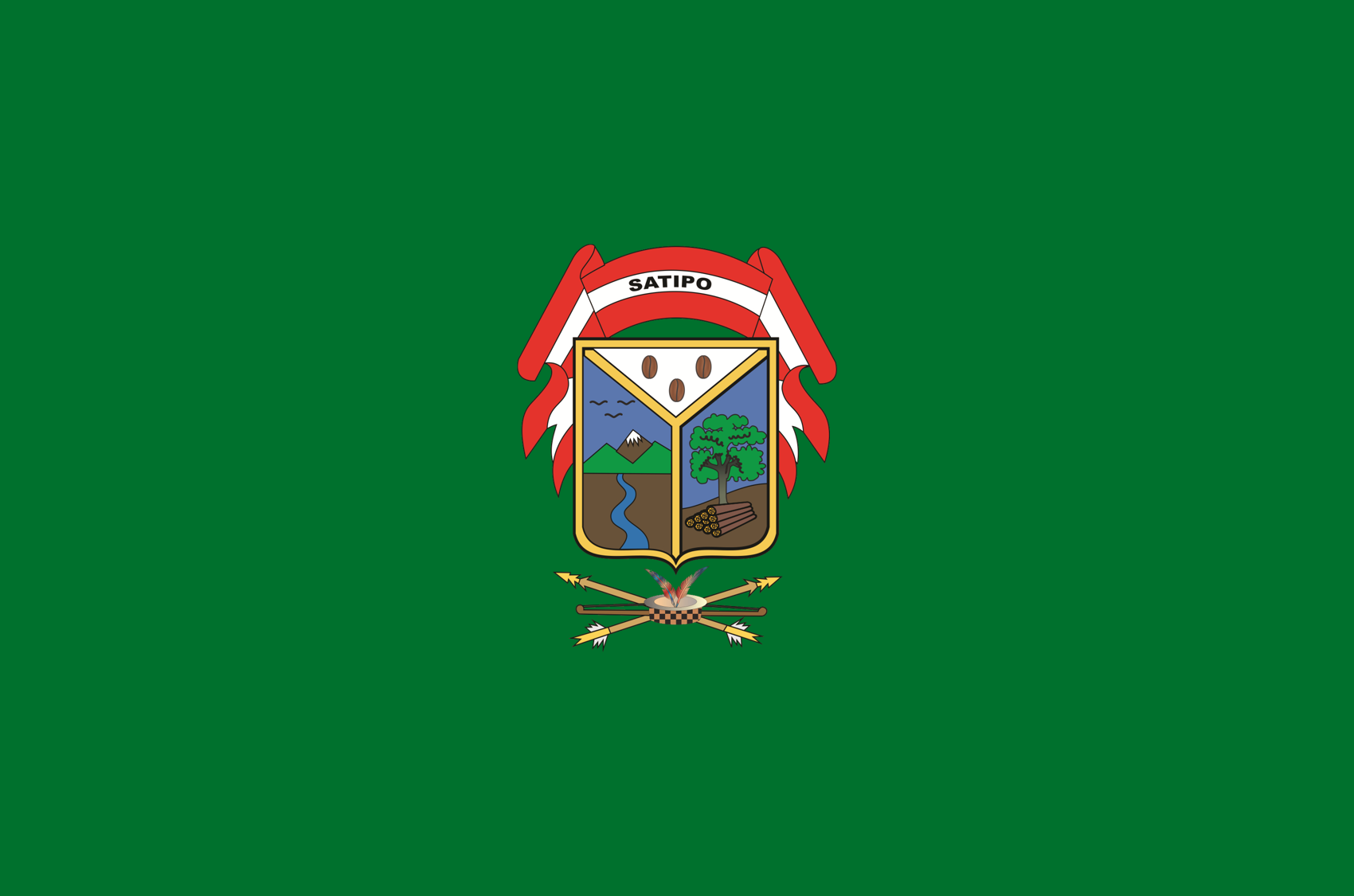
Satipo
Tarma
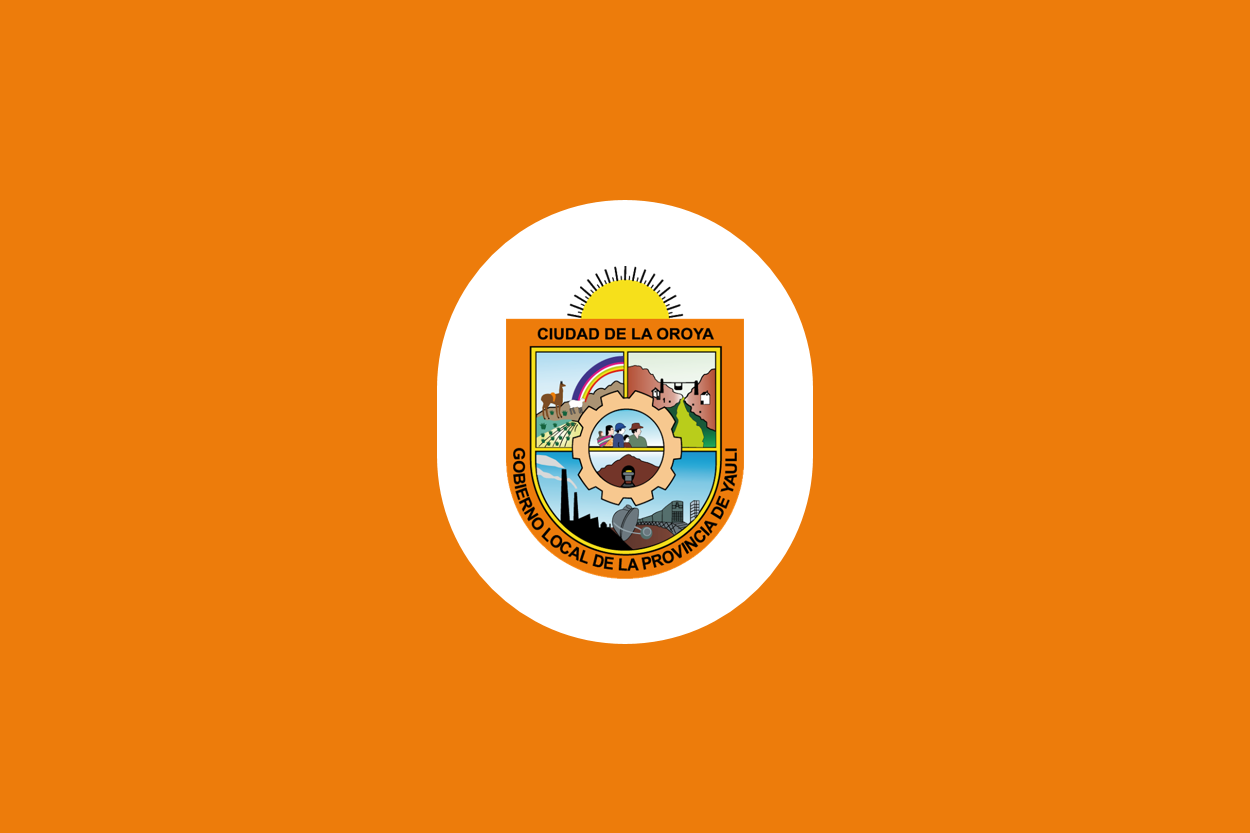
Yauli

### Provincies in La Libertad

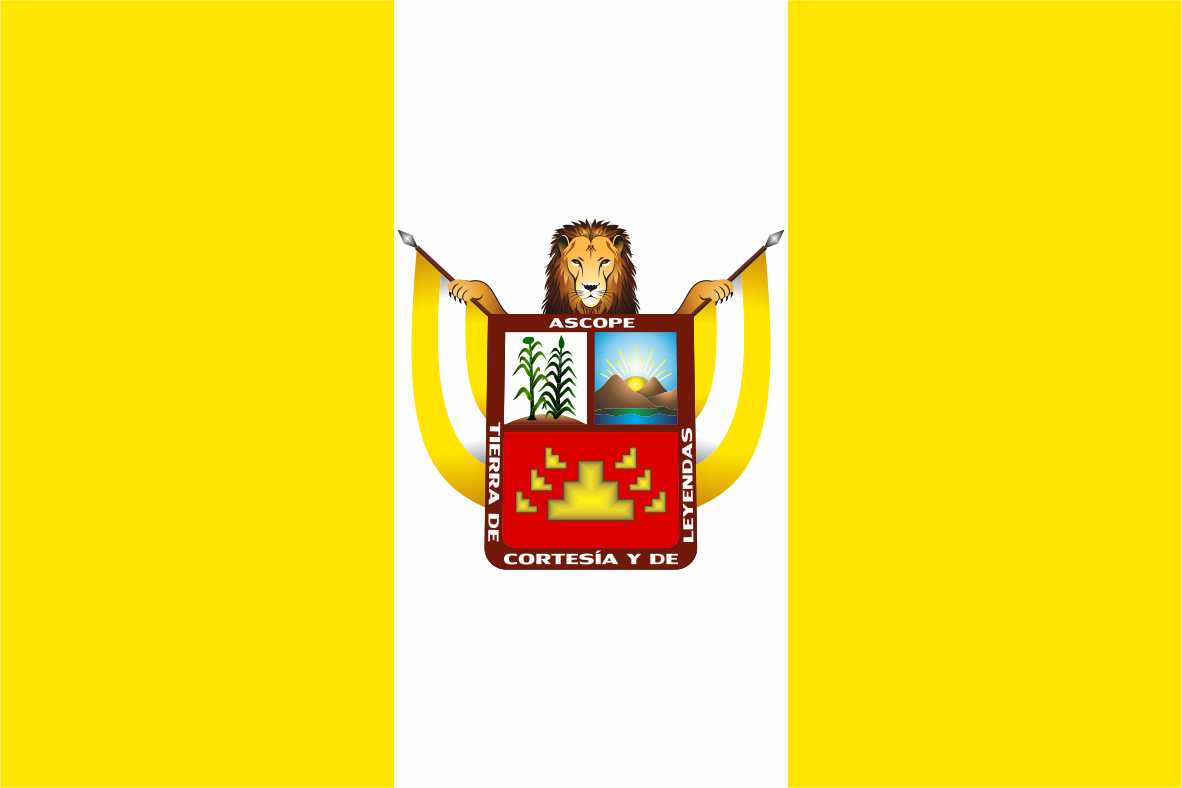
Ascope
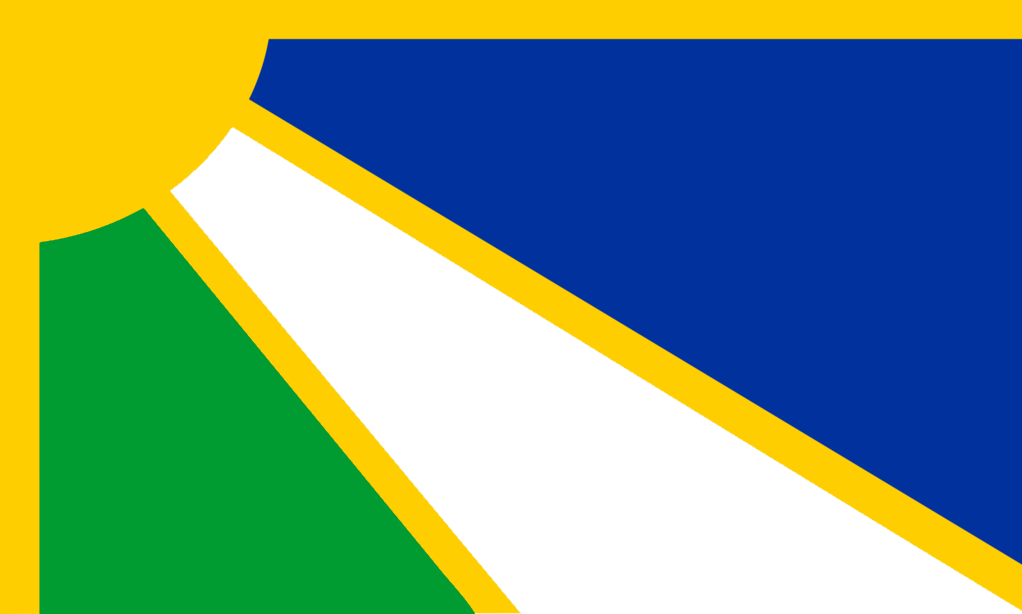
Bolívar
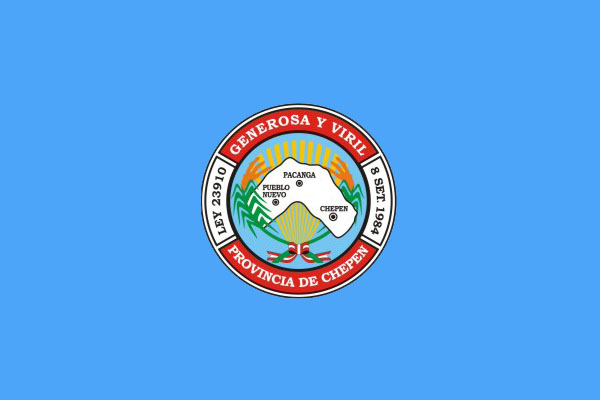
Chepén
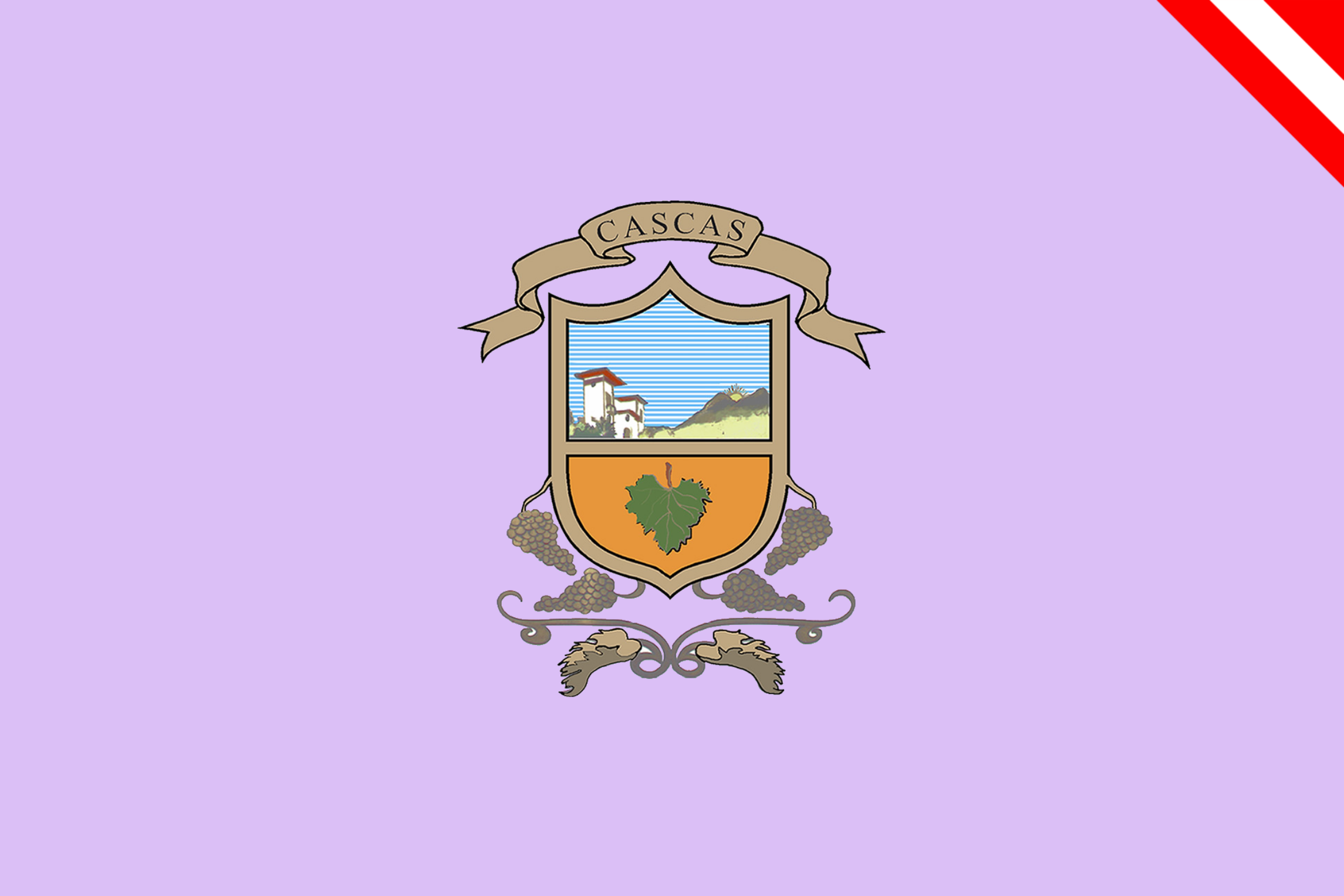
Gran Chimú
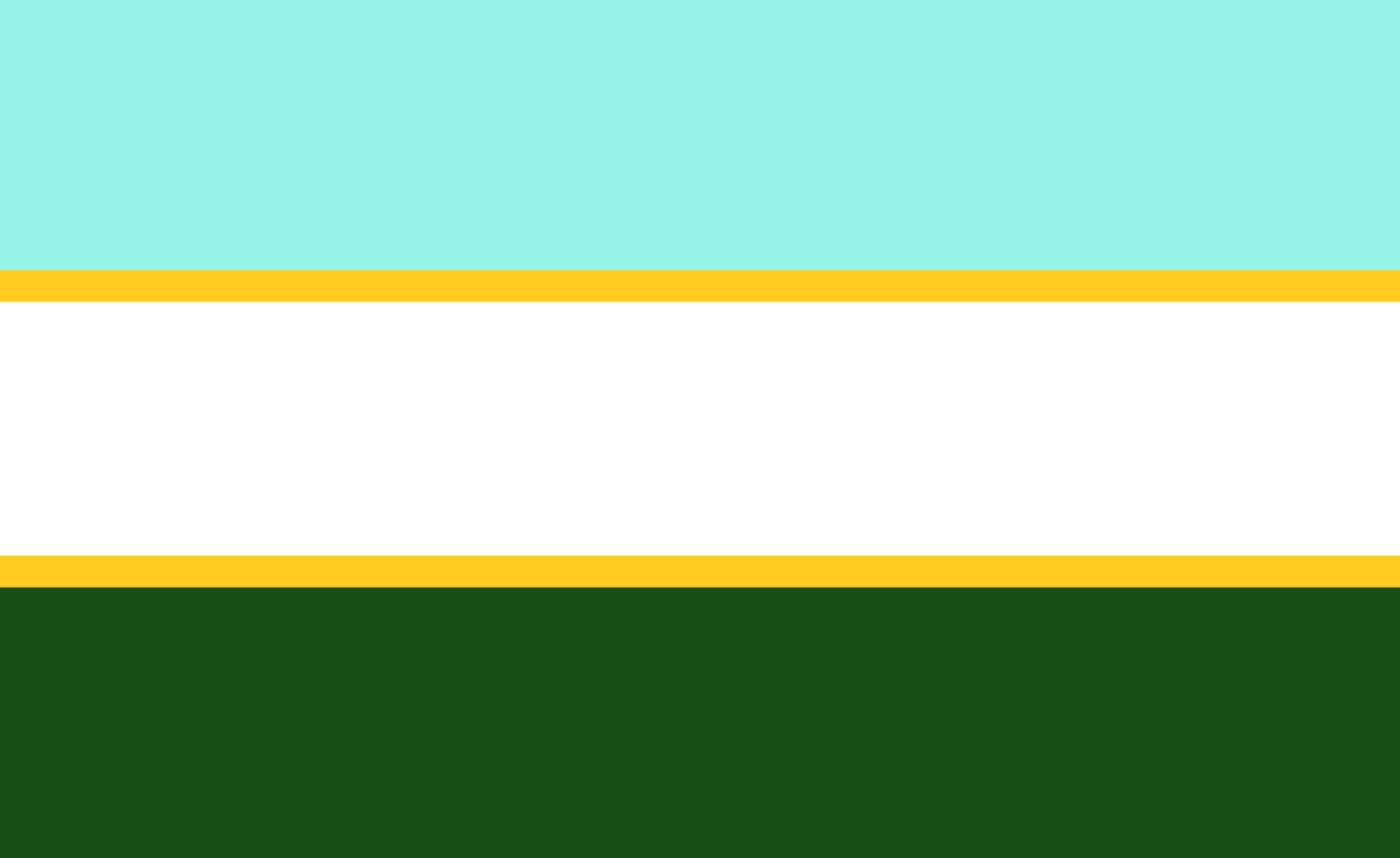
Julcán
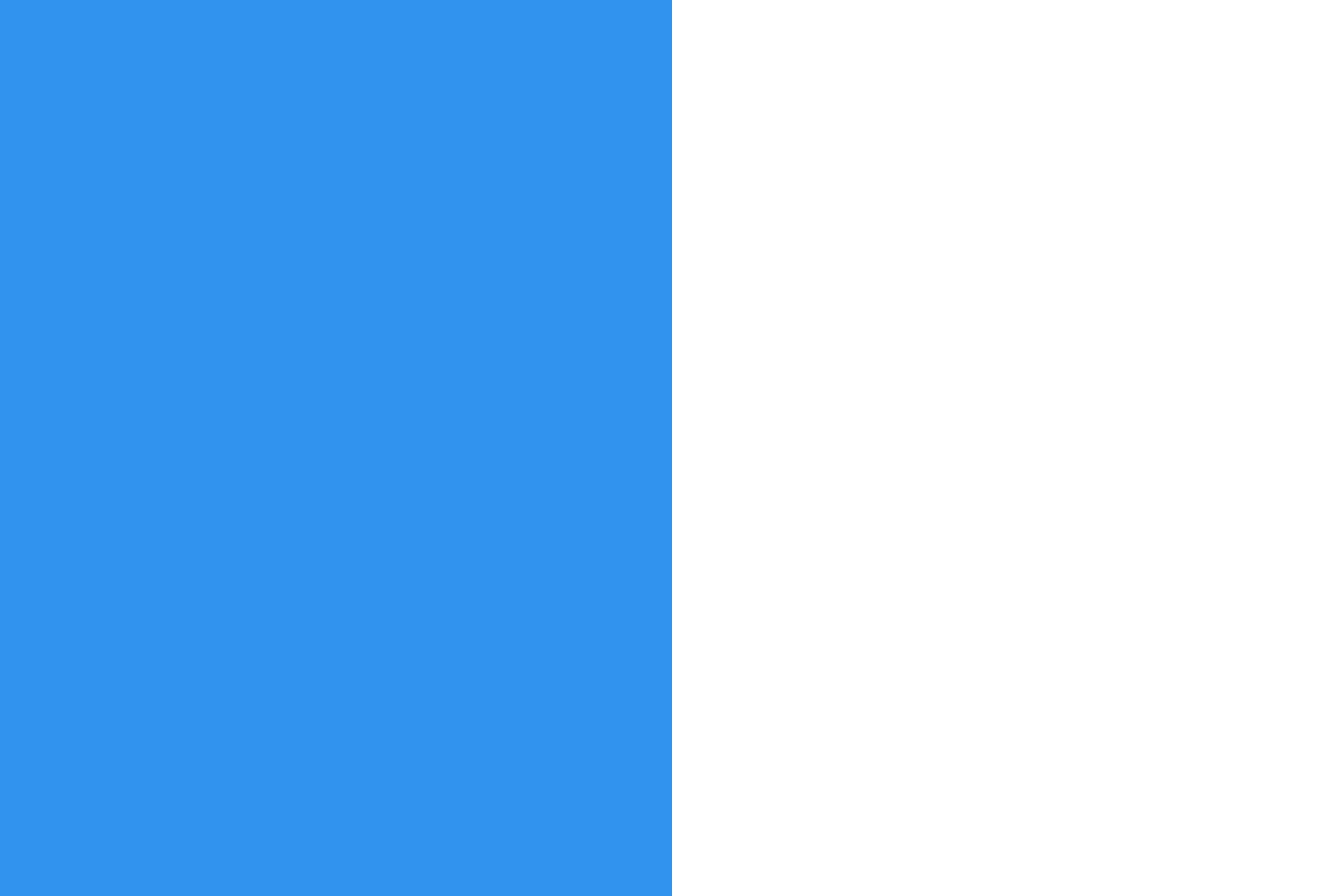
Otuzco
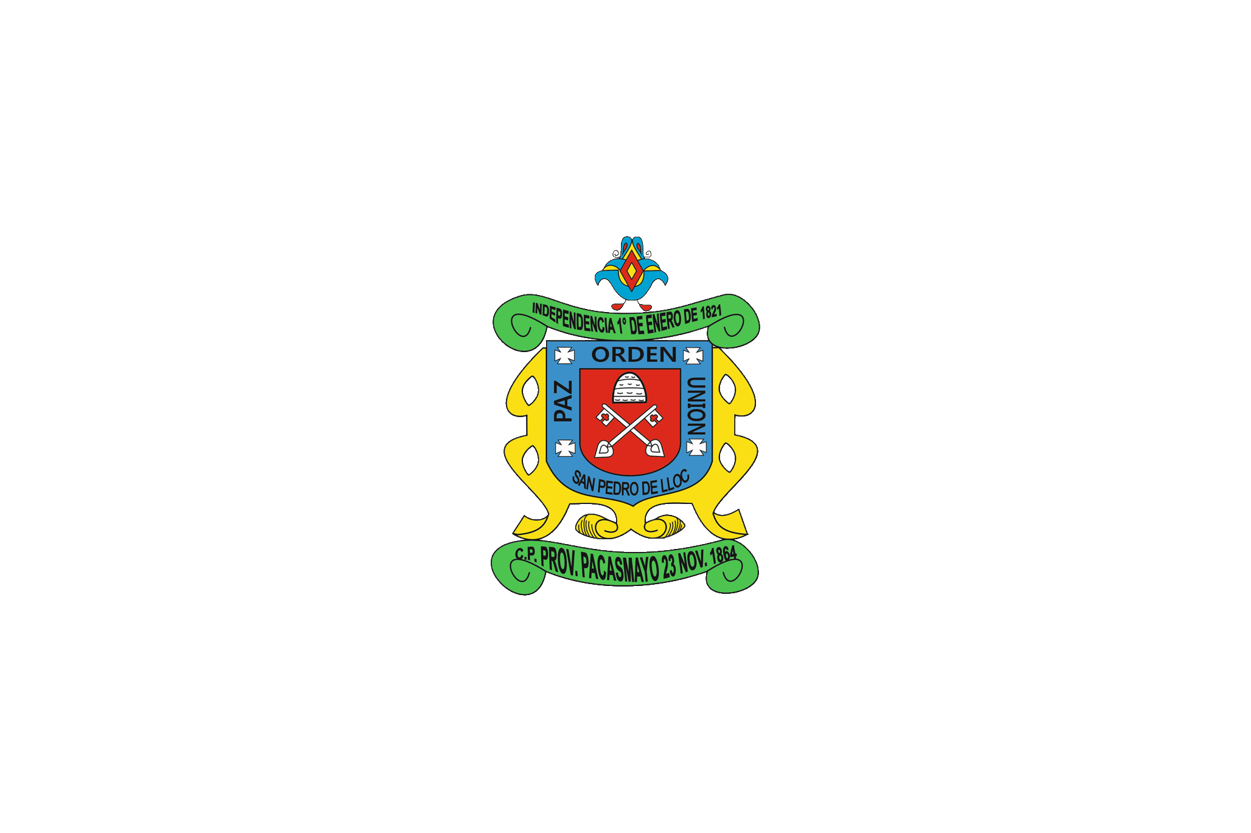
Pacasmayo
Patáz
Sánchez Carrión
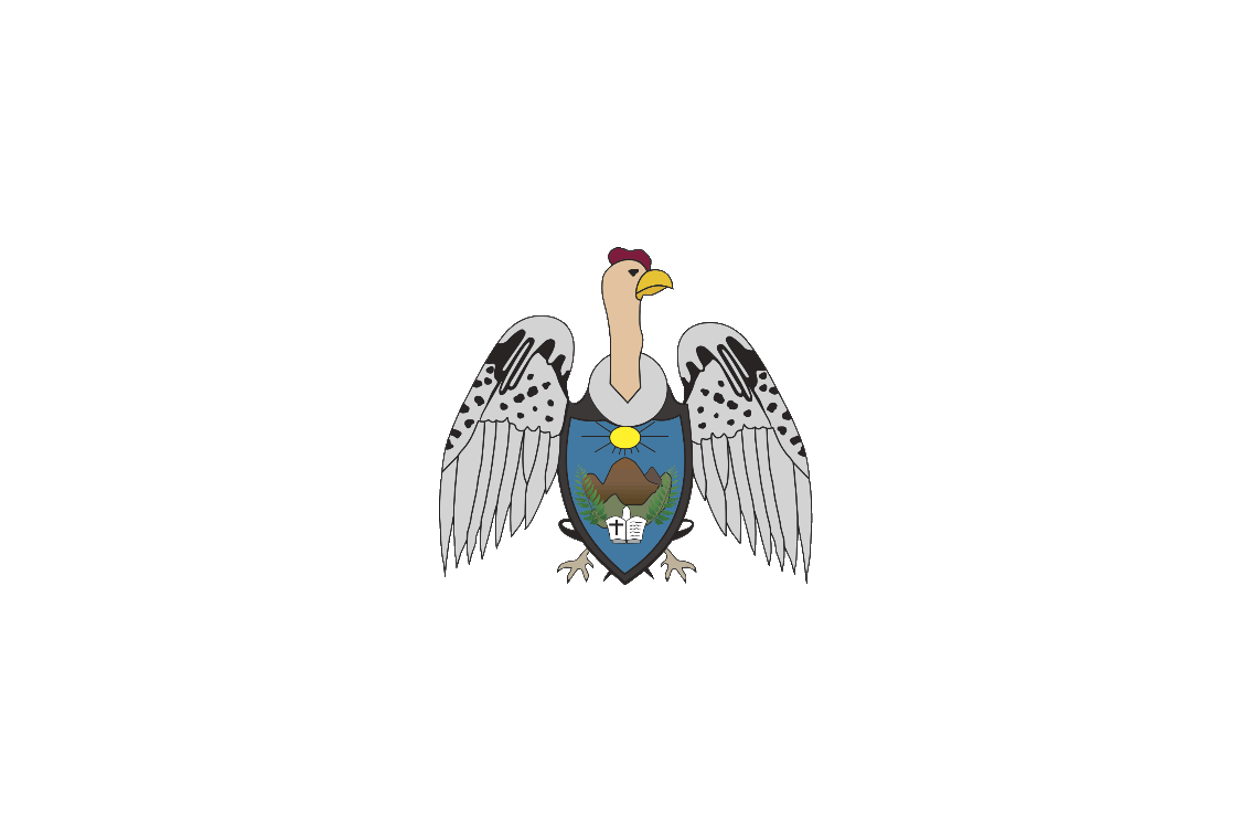
Santiago de Chuco
Trujillo
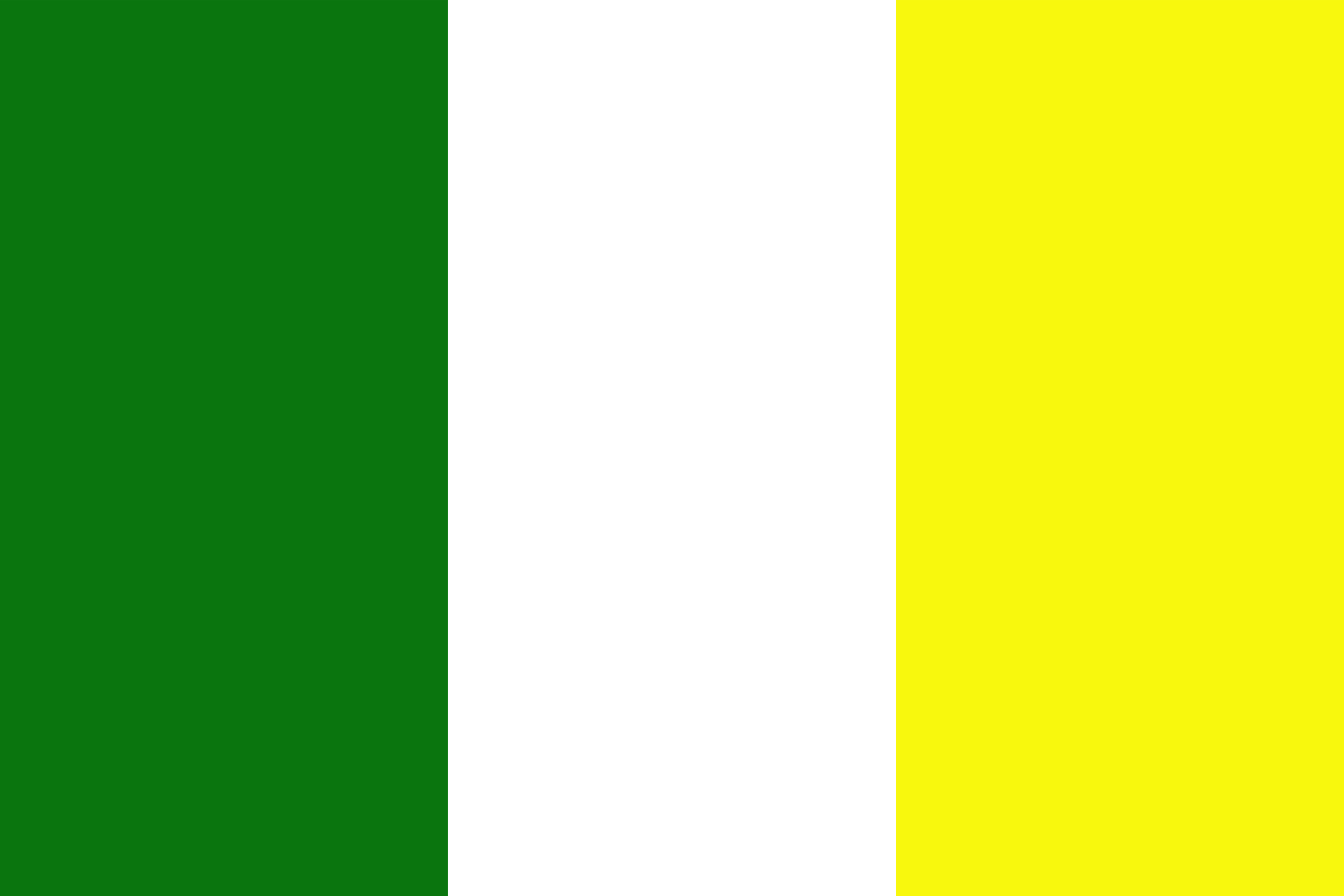
Virú

### Provincies in Lambayeque

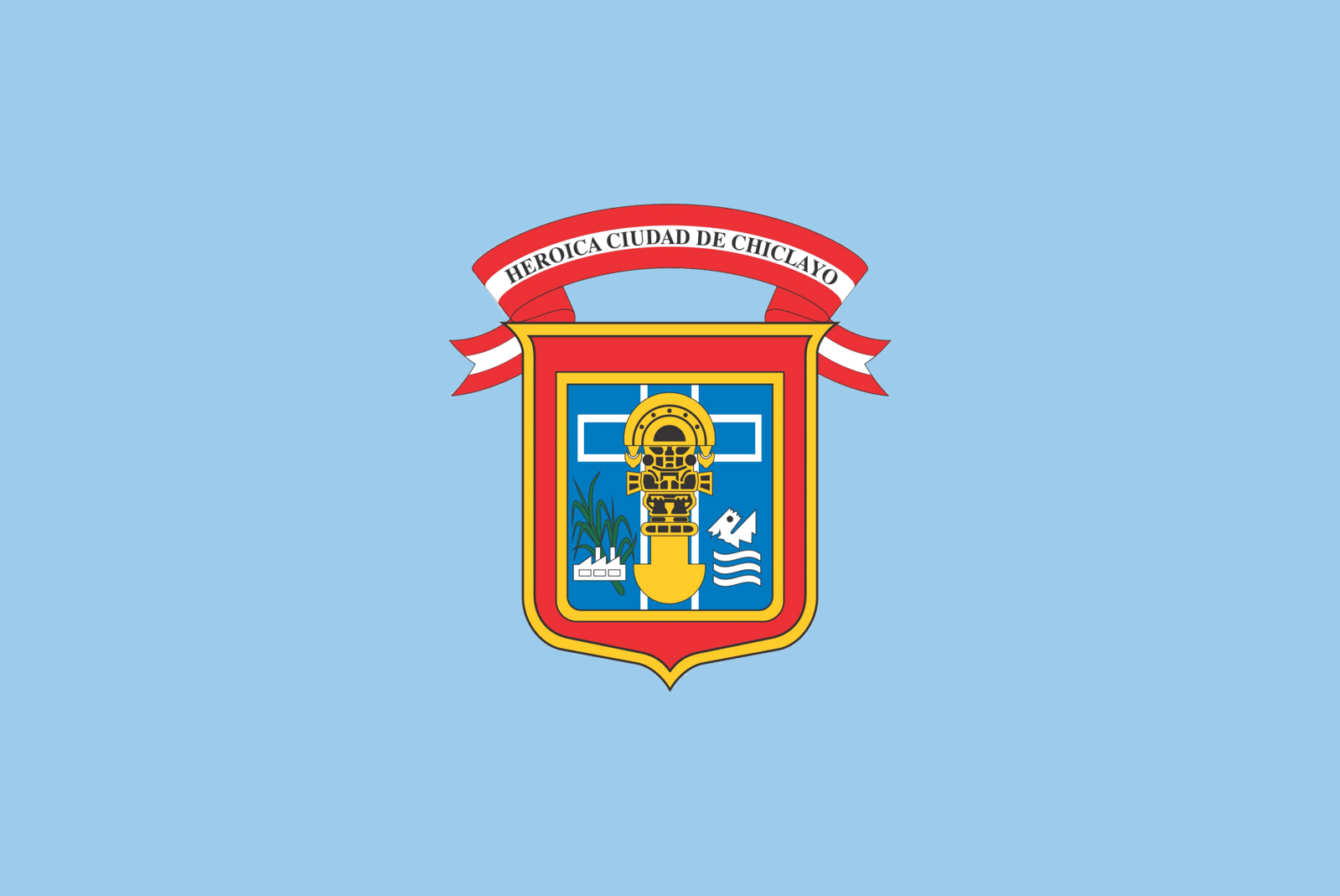
Chiclayo
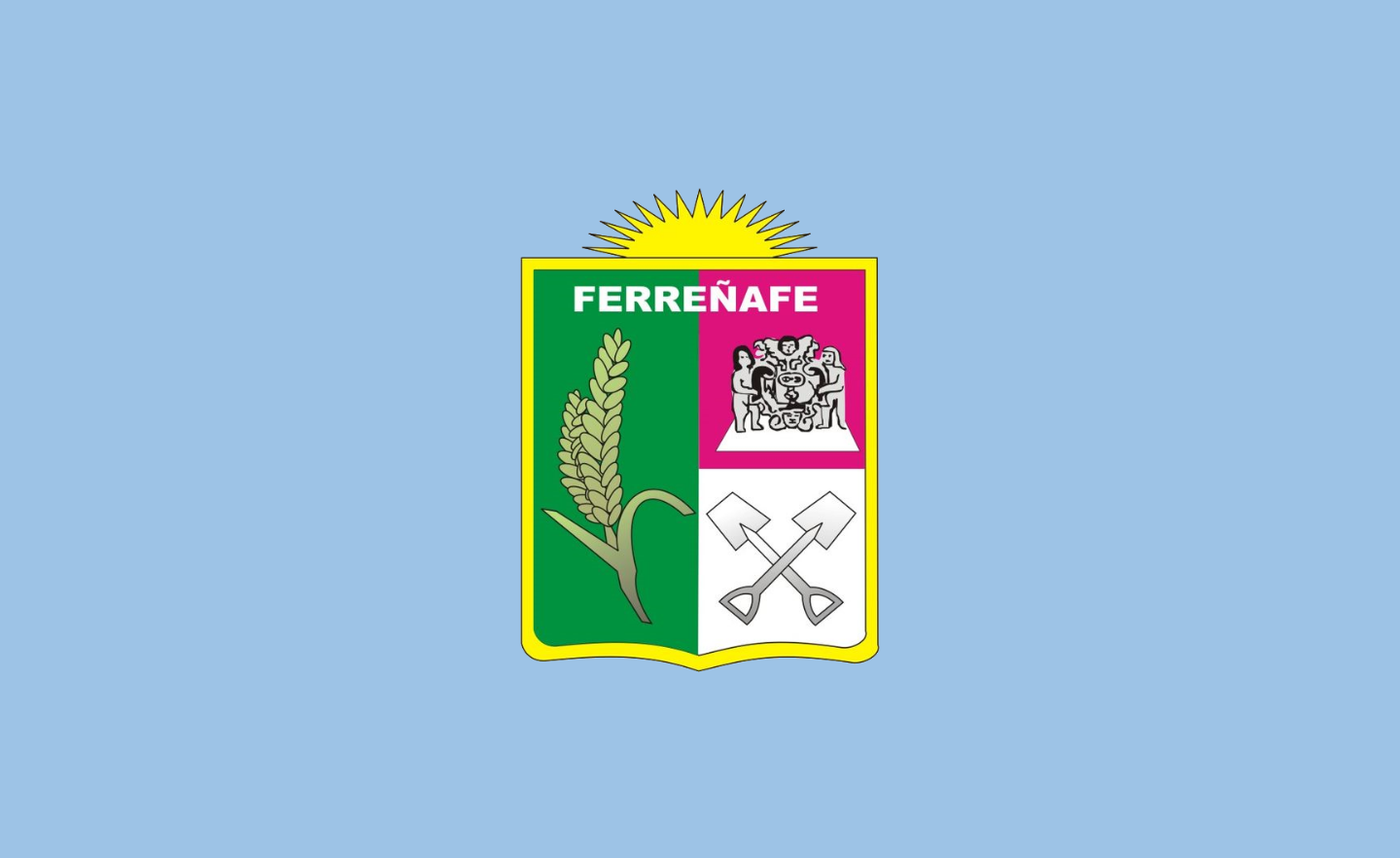
Ferreñafe
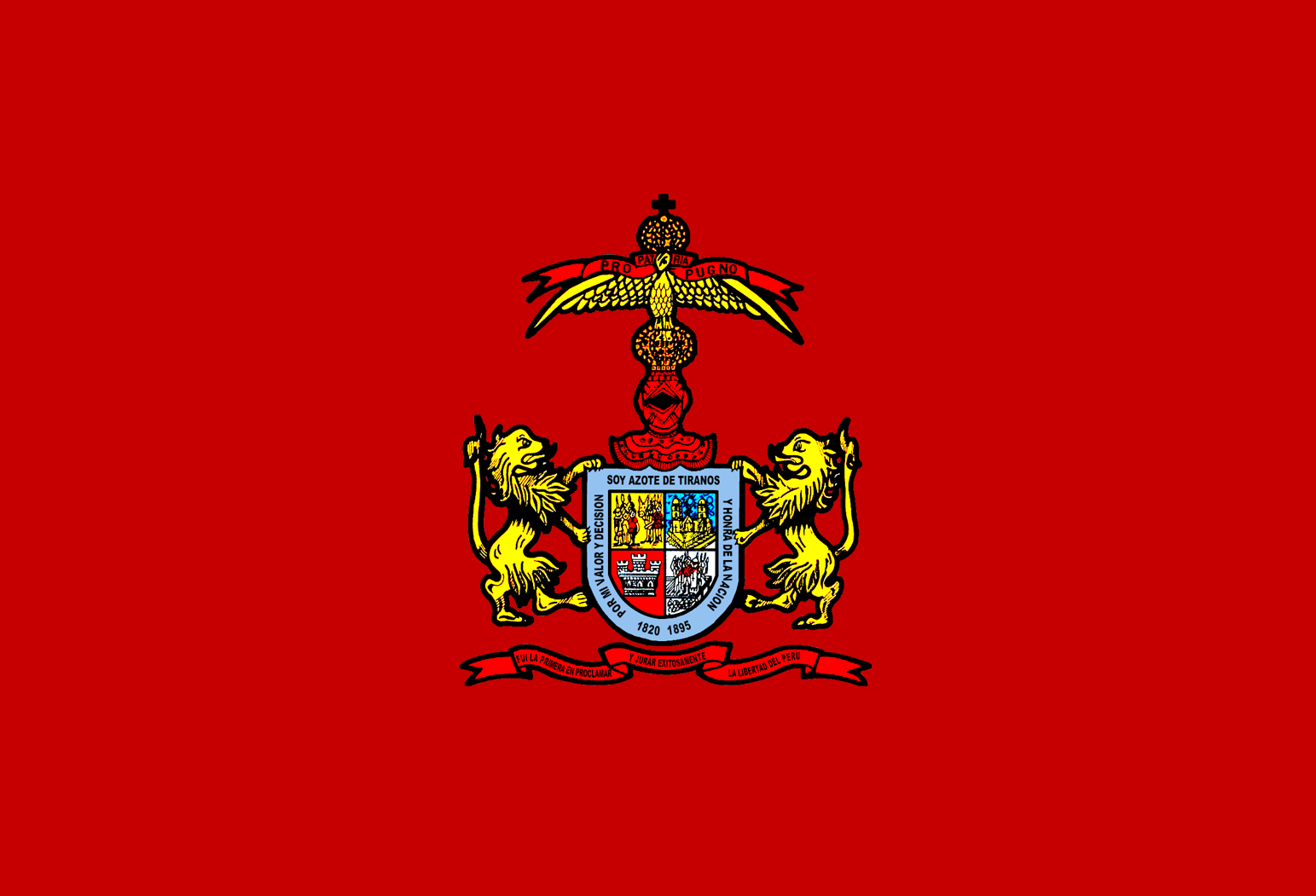
Lambayeque

### Provincies in Lima

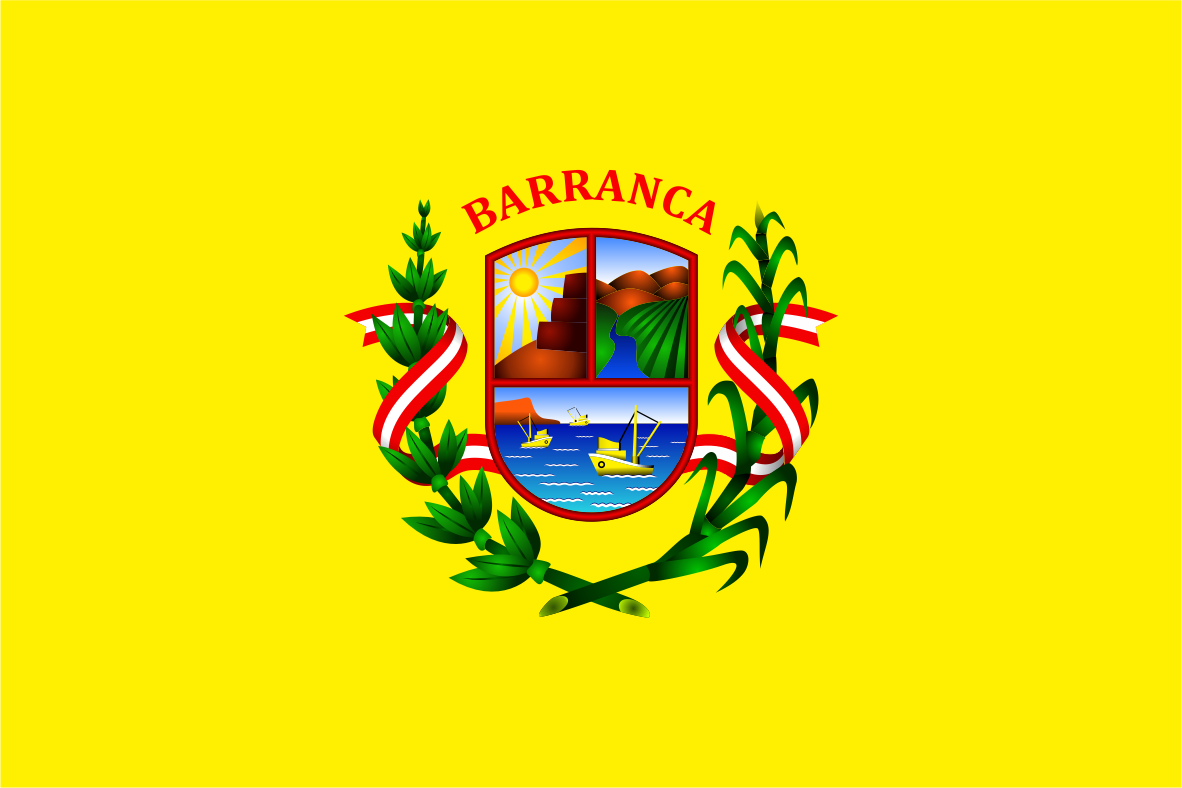
Barranca
Cajatambo
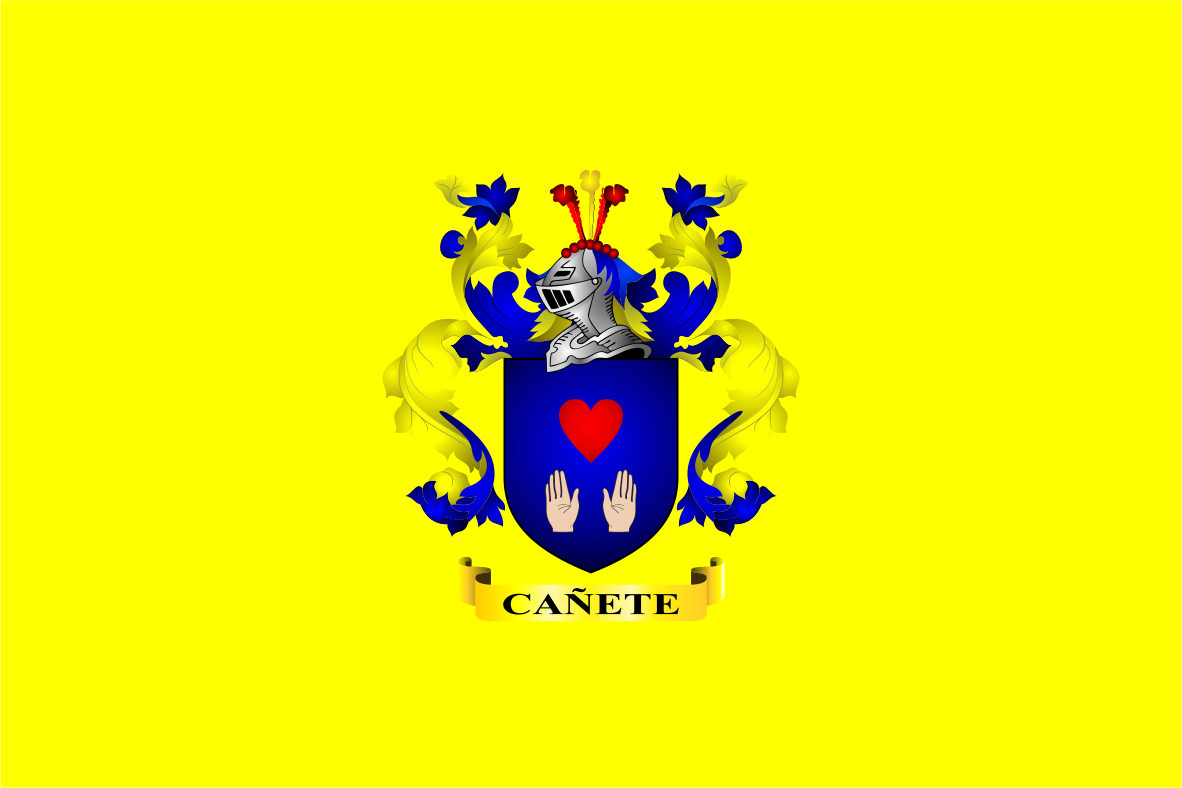
Cañete
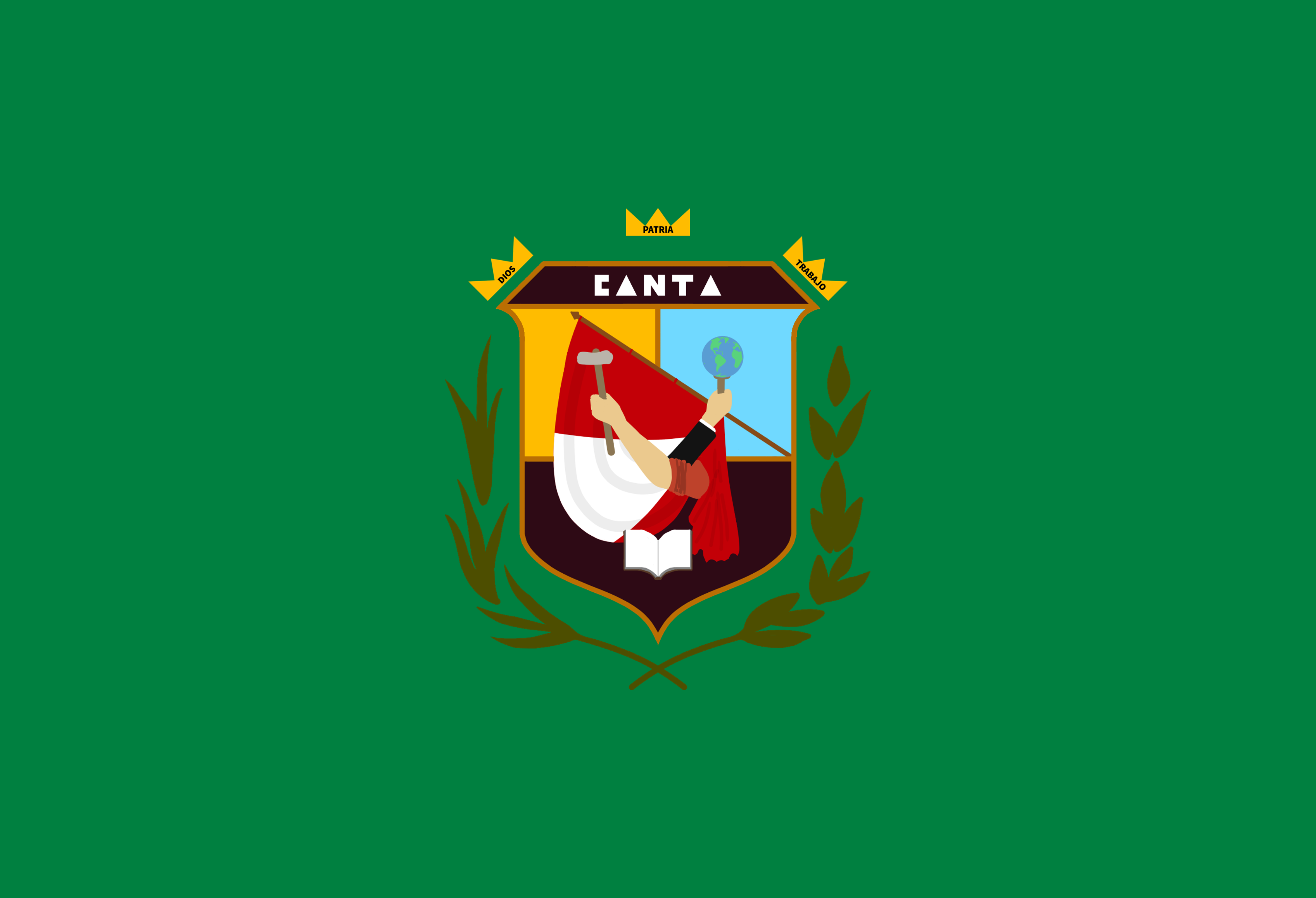
Canta
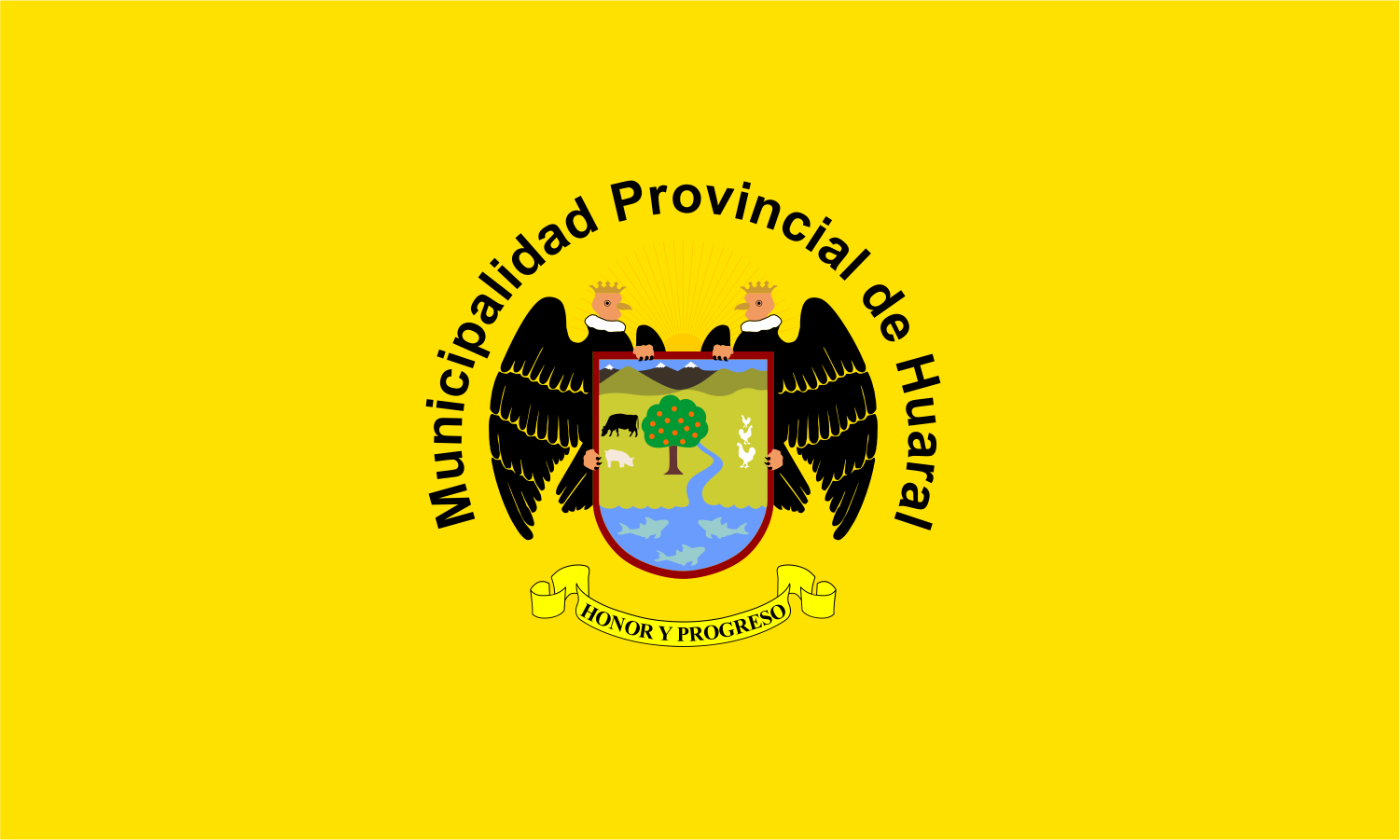
Huaral
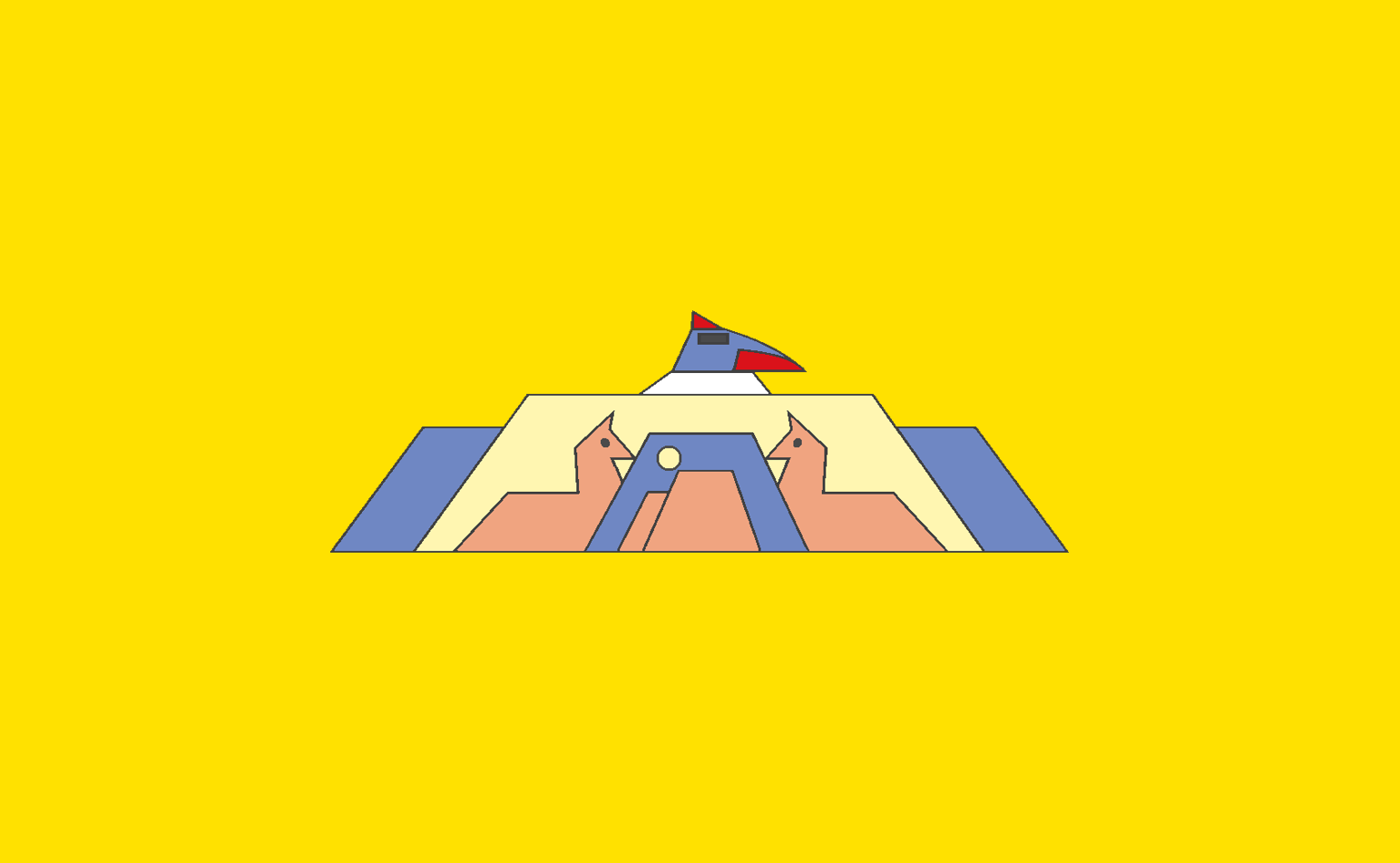
Huarochirí
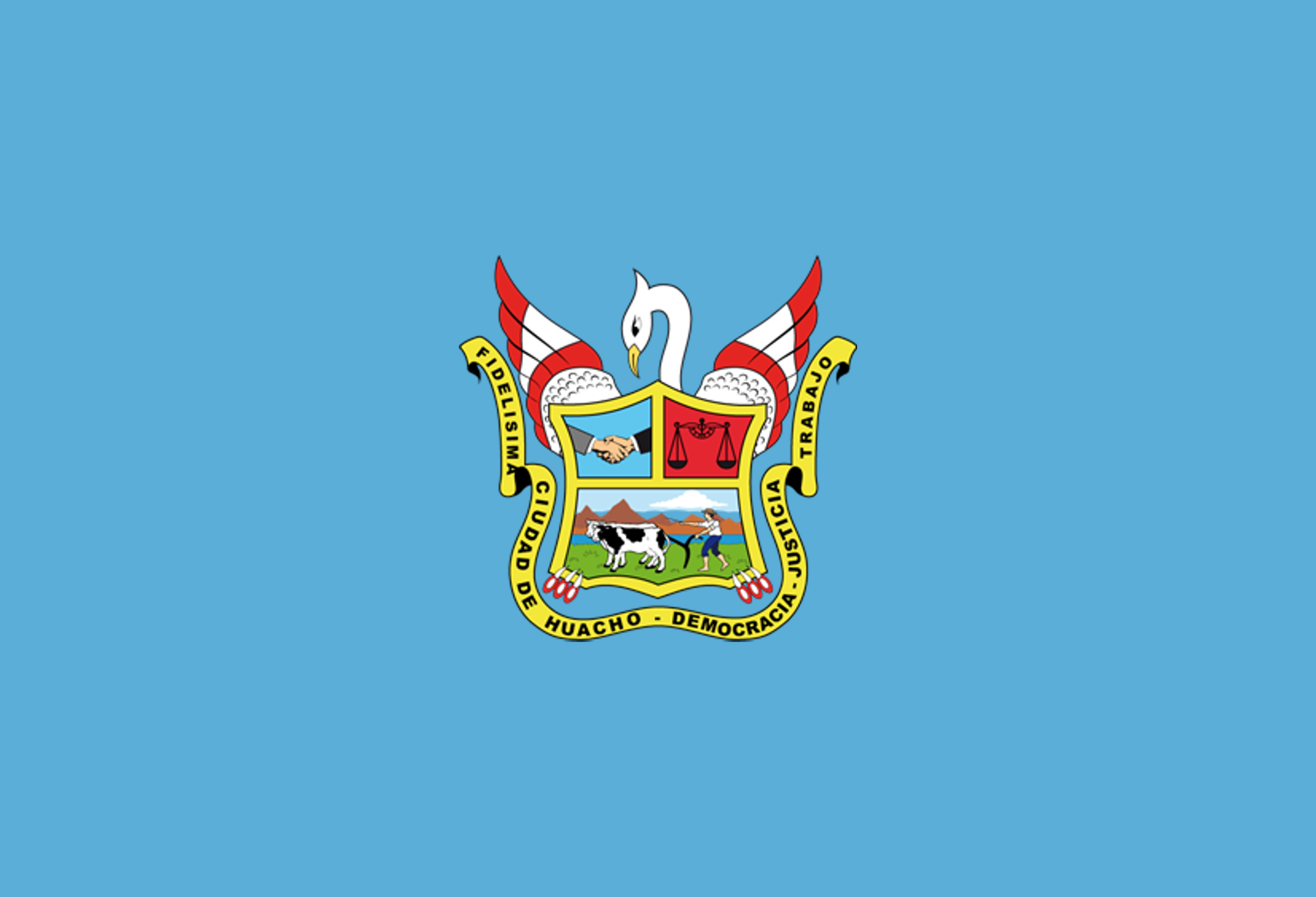
Huaura
Oyón
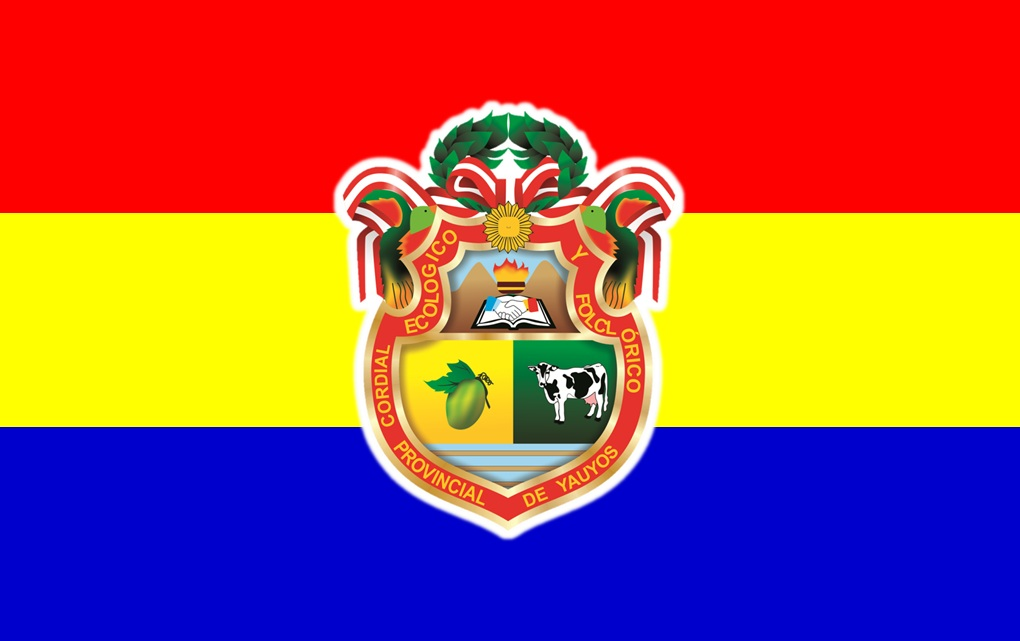
Yauyos

### Provincies in Loreto

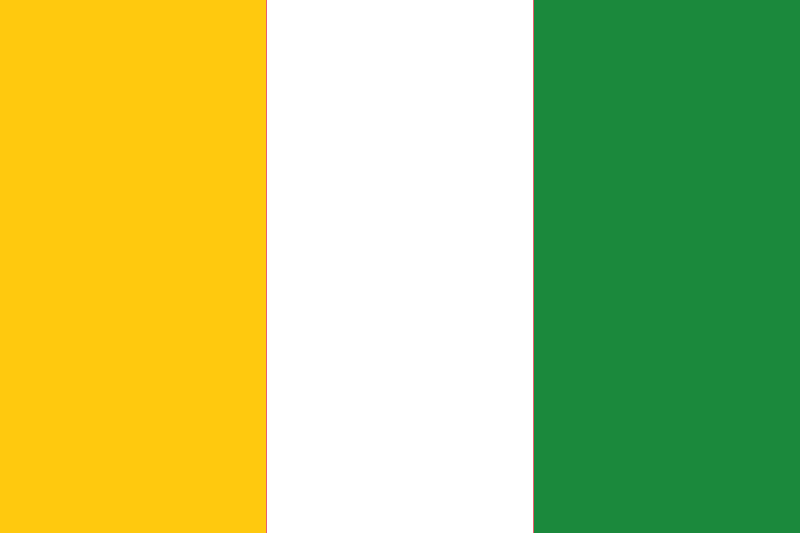
Alto Amazonas
Datem del Marañón
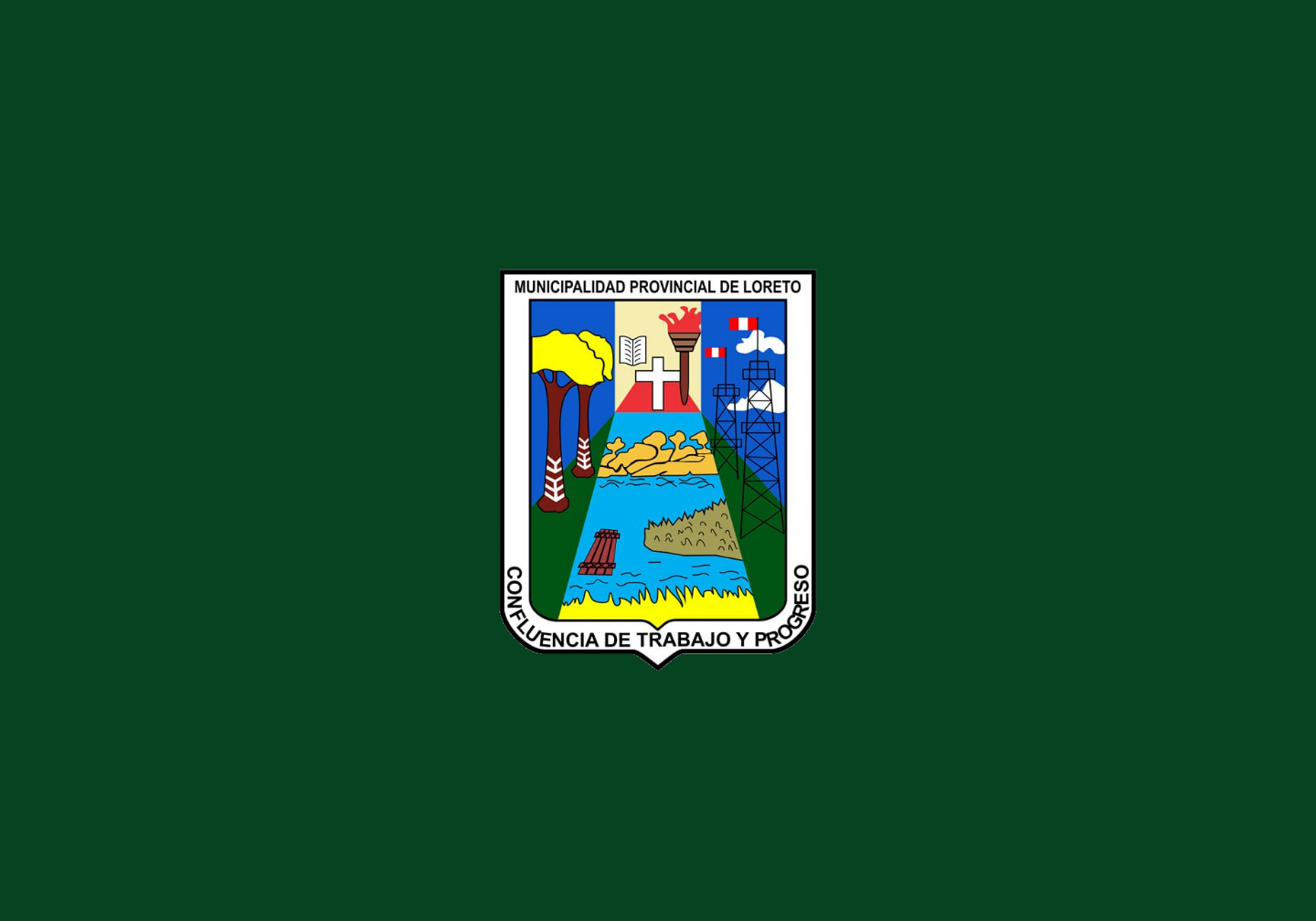
Loreto
Mariscal Ramón Castilla
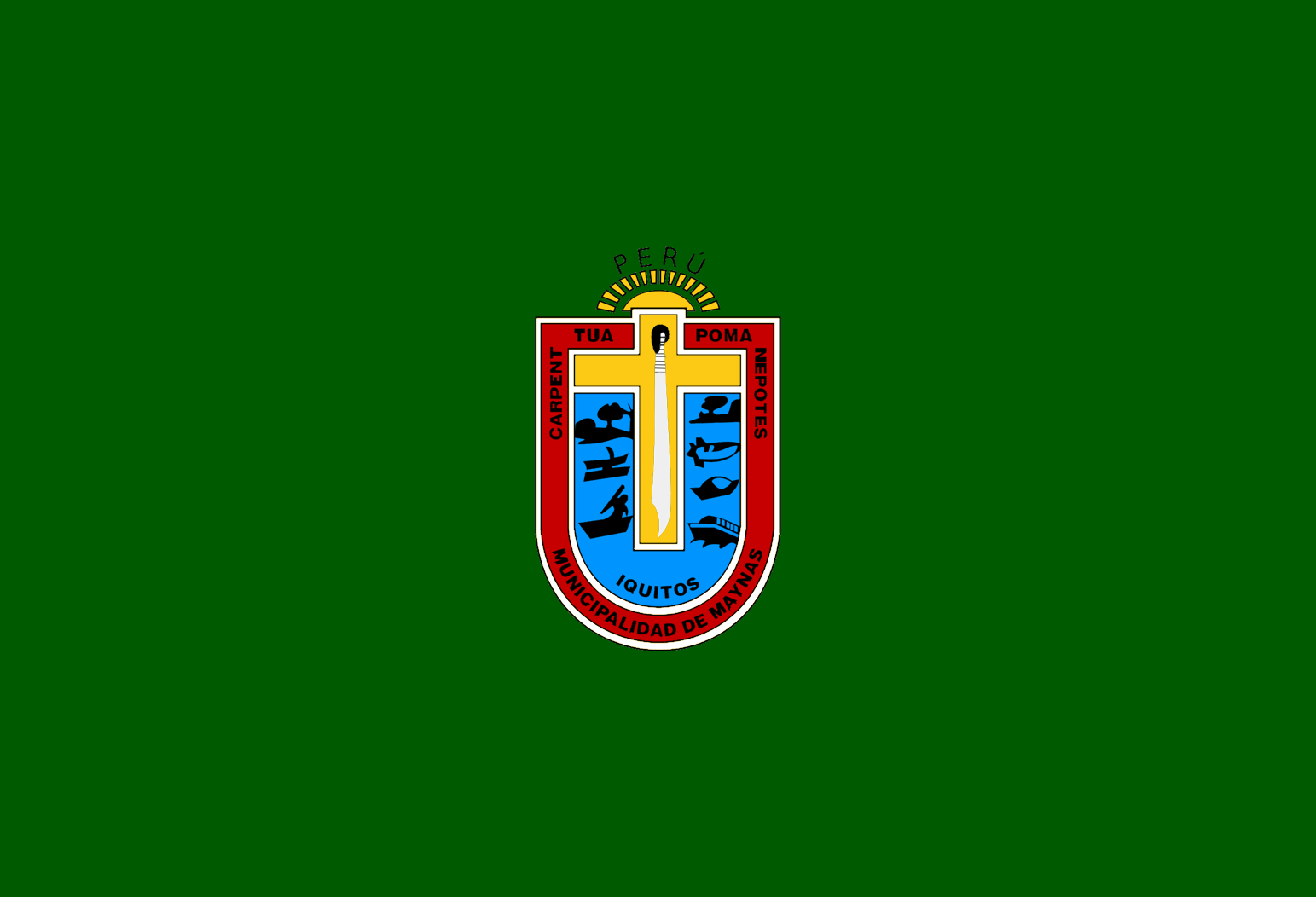
Maynas
Putumayo
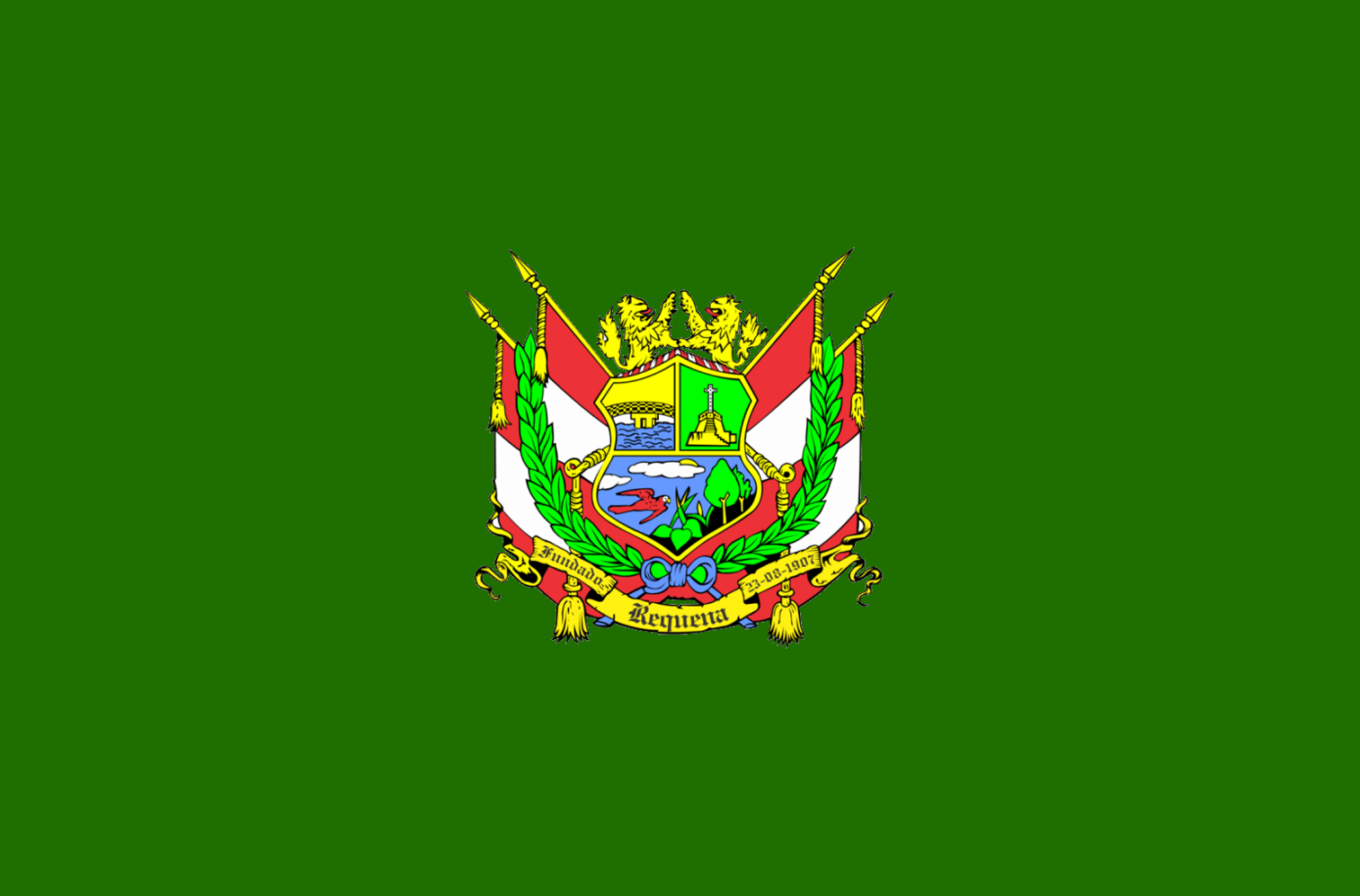
Requena
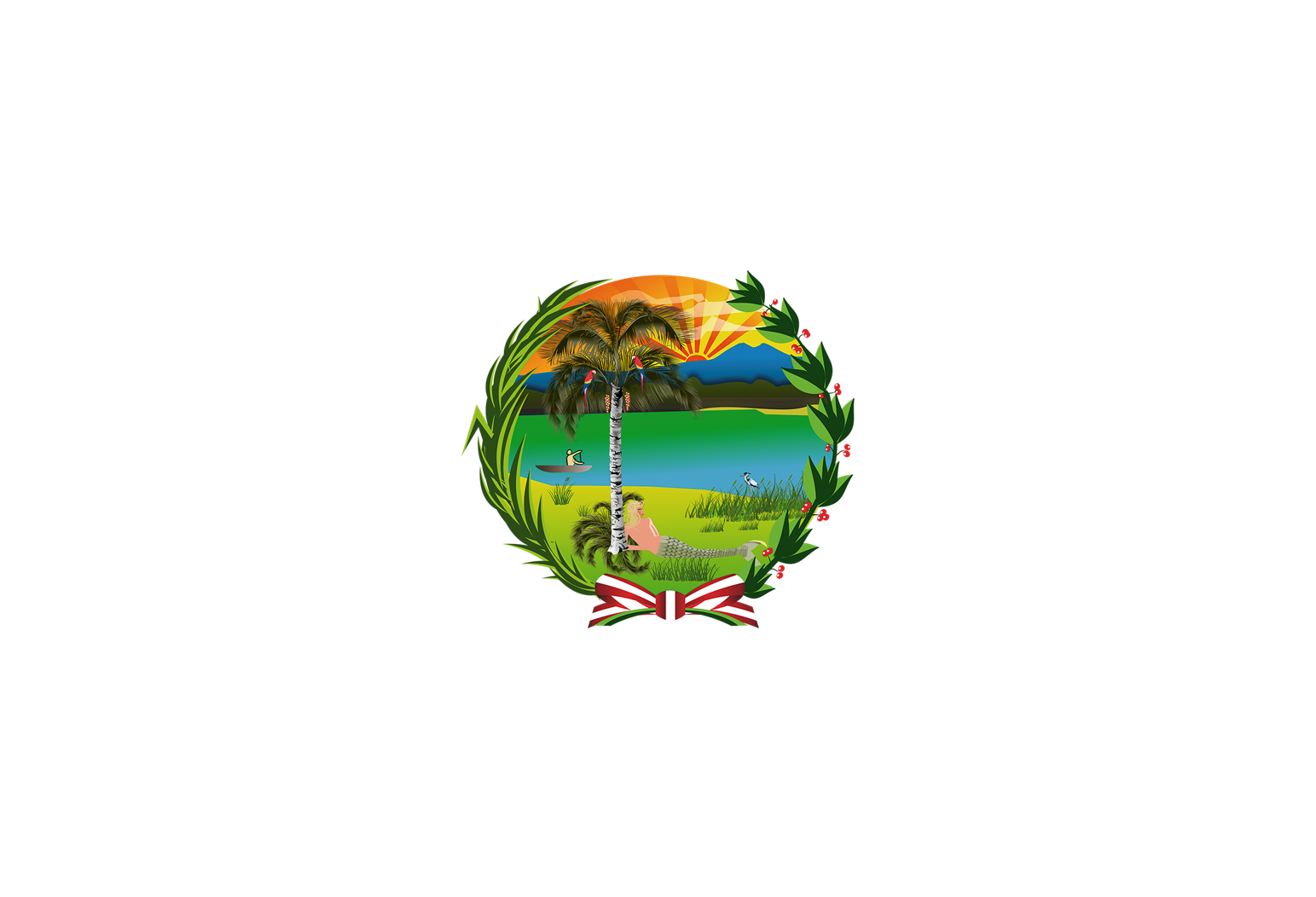
Ucayali

### Provincies in Madre de Dios

Manu
Tahuamanu
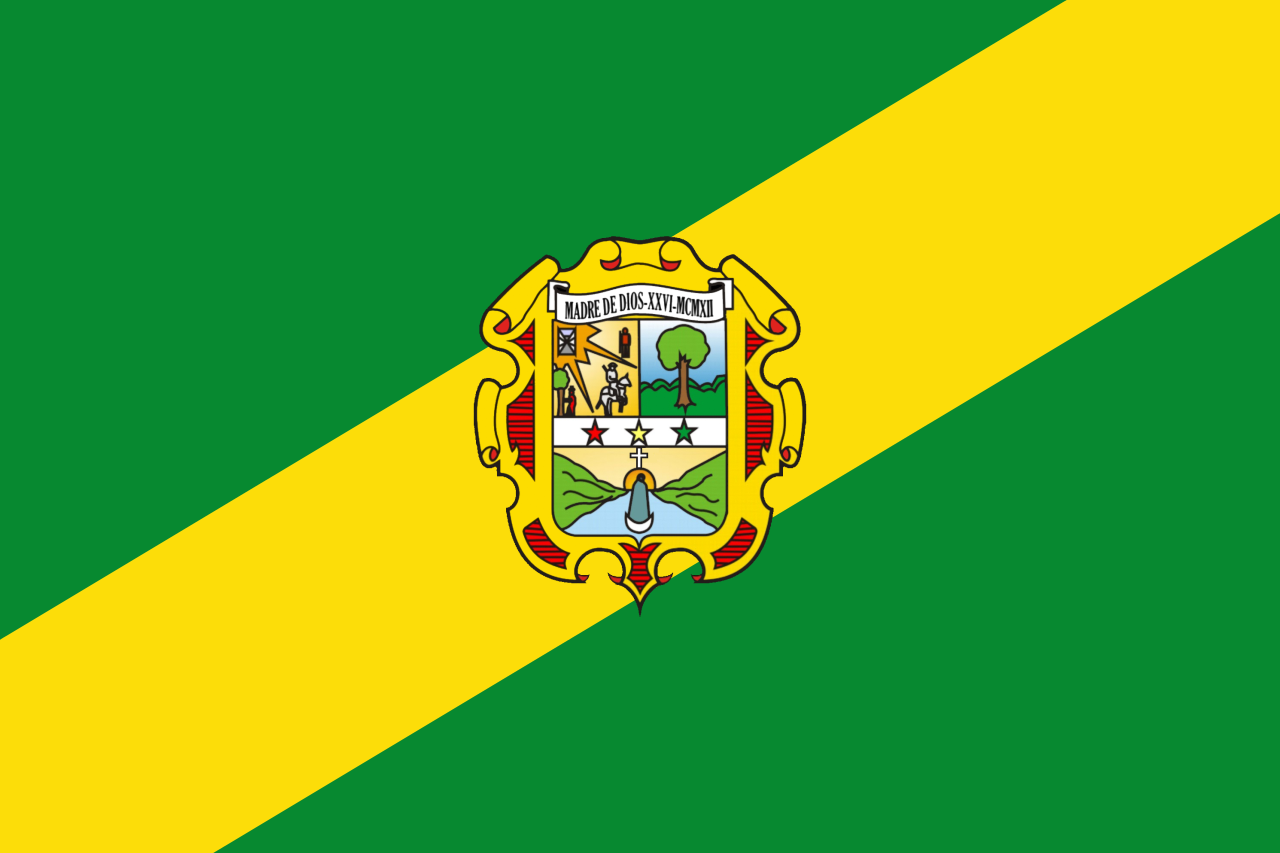
Tambopata

### Provincies in Moquegua

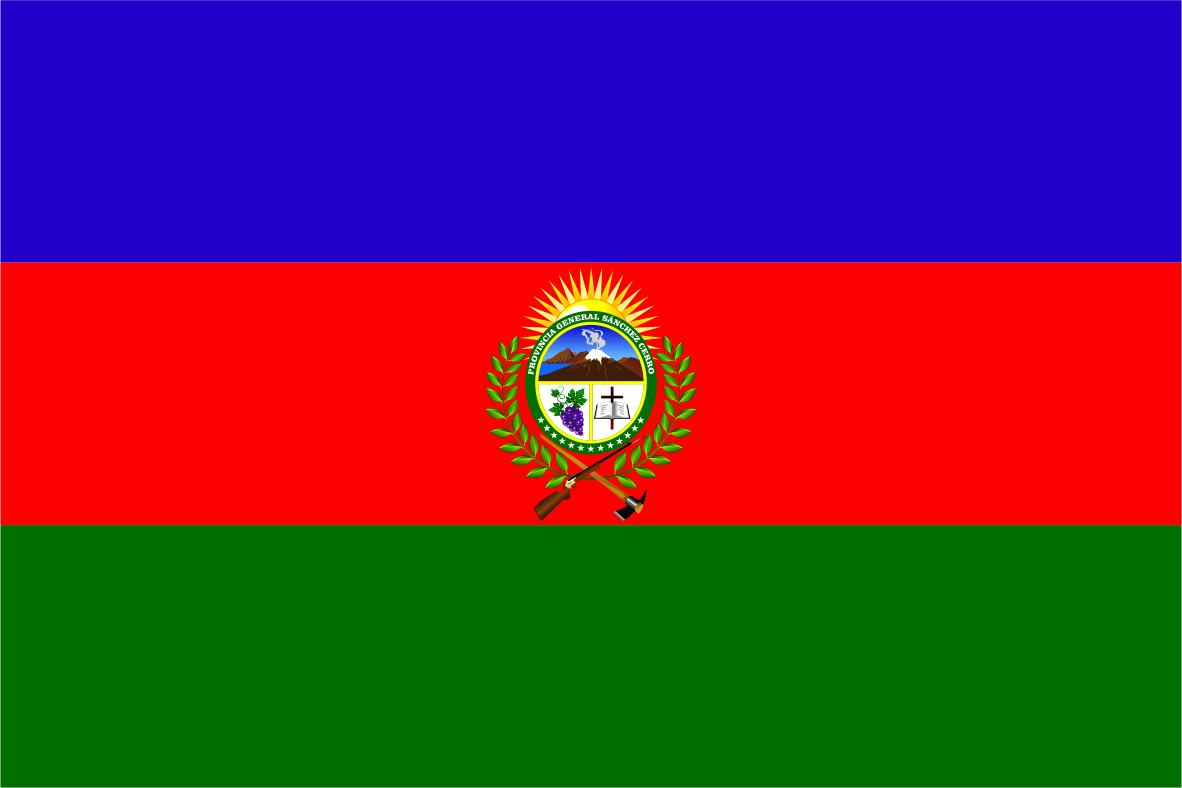
General Sánchez Cerro
Ilo
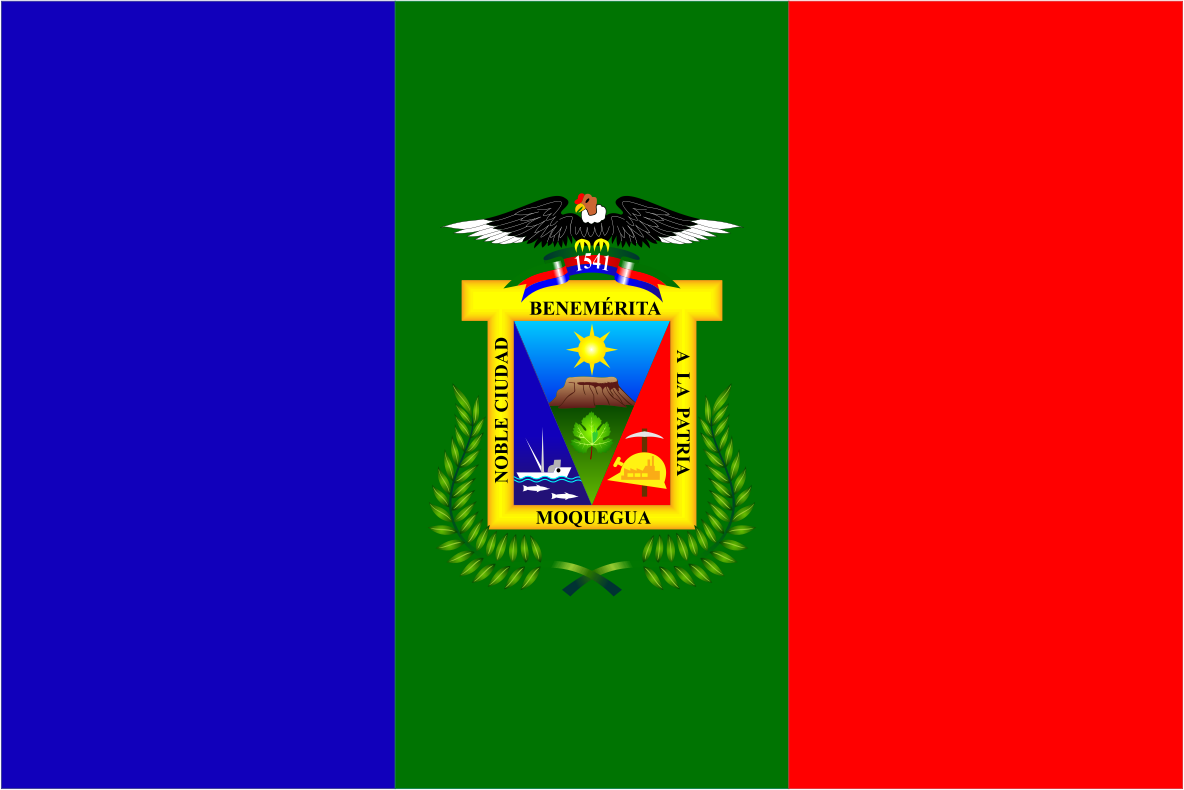
Mariscal Nieto

### Provincies in Pasco

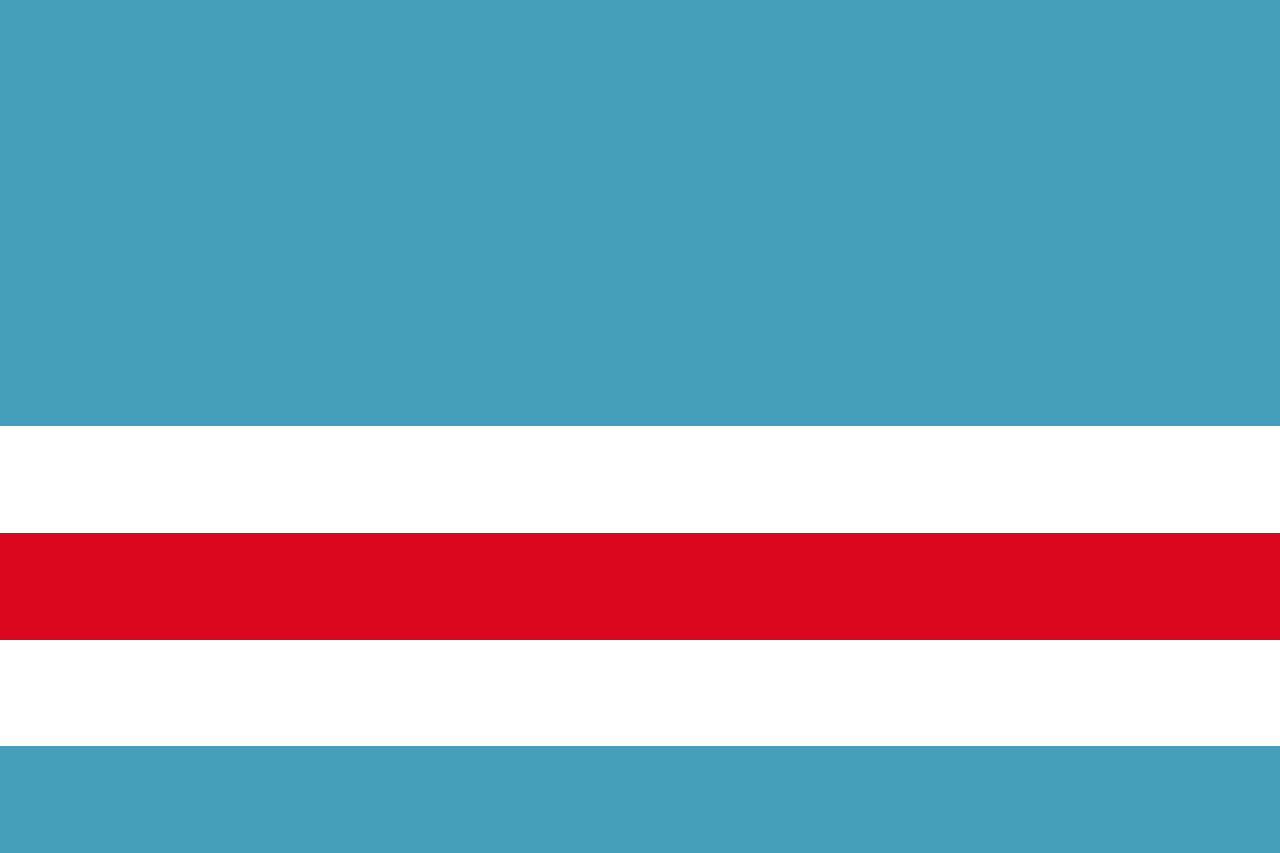
Daniel Alcides Carrión
Oxapampa
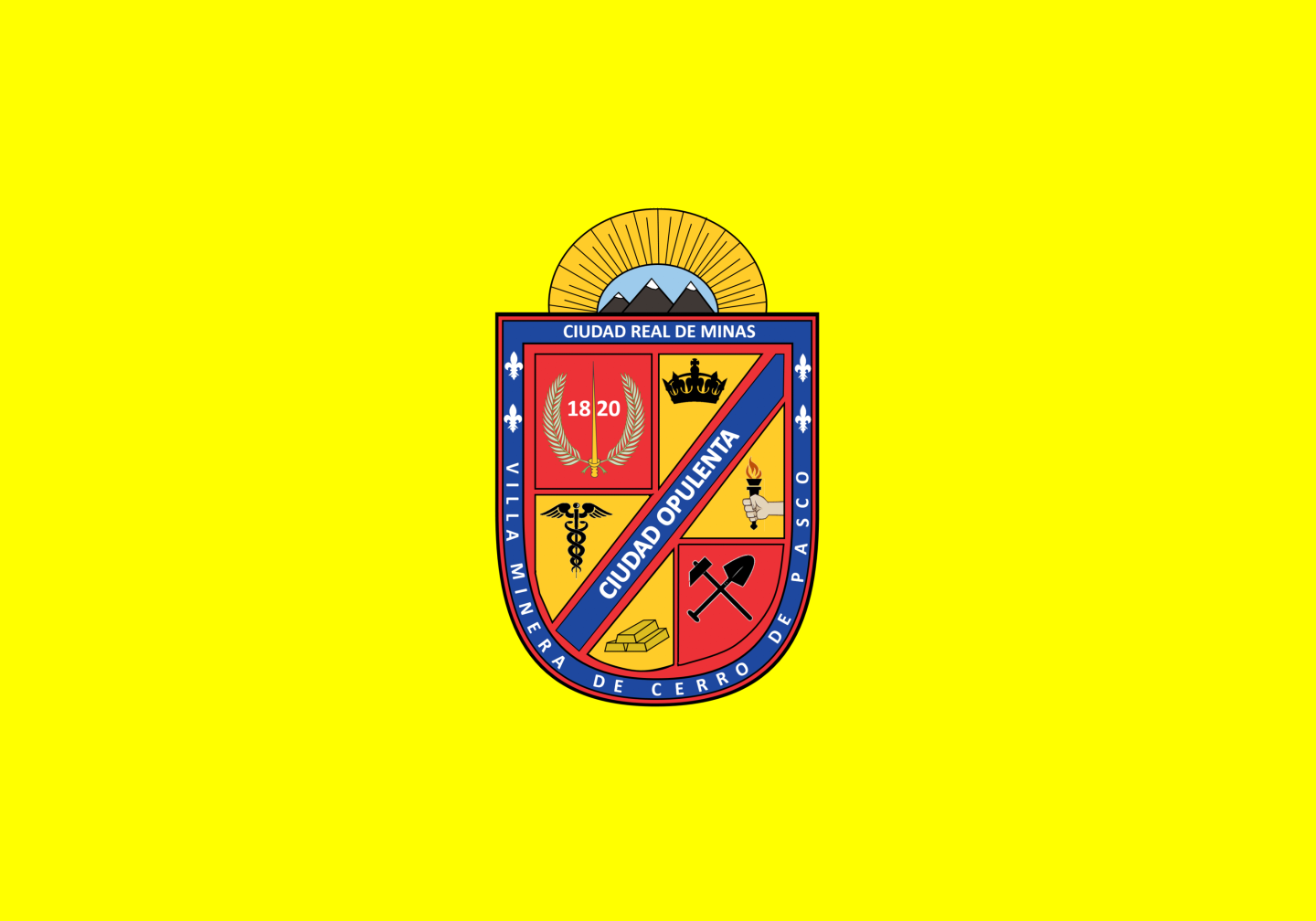
Pasco

### Provincies in Piura

Ayabaca
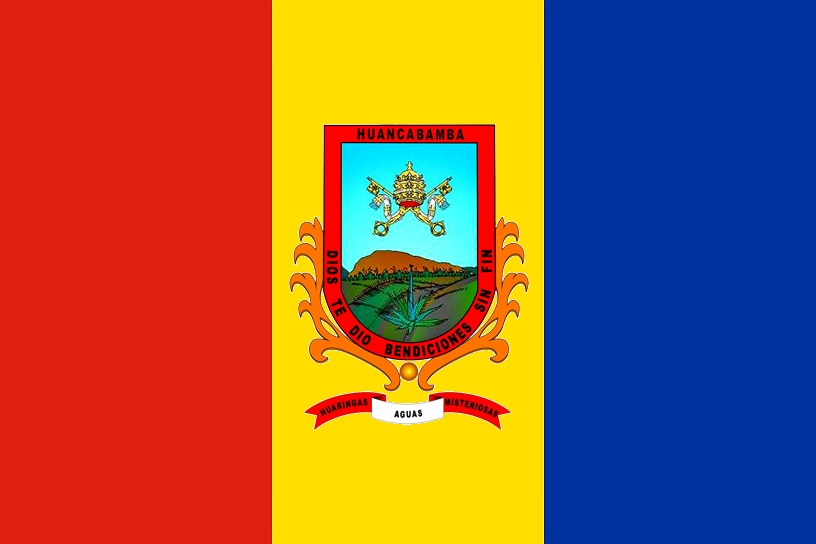
Huancabamba
Morropón
Paita
Piura
Sechura
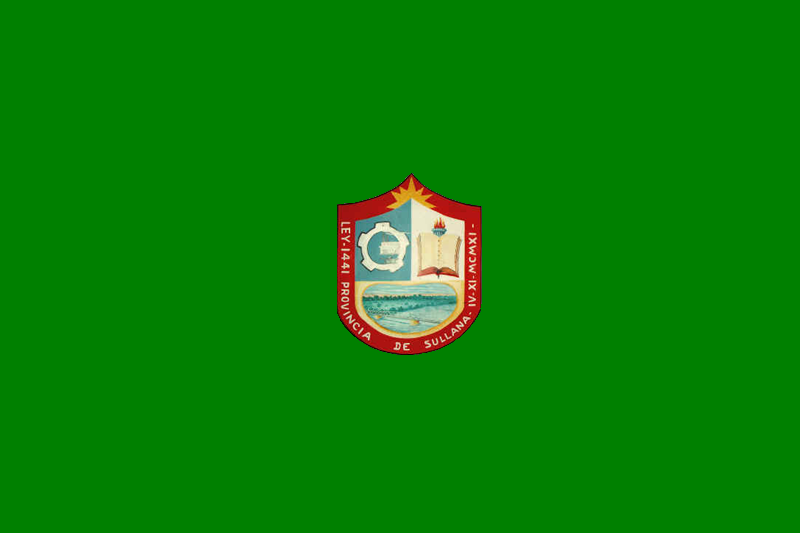
Sullana
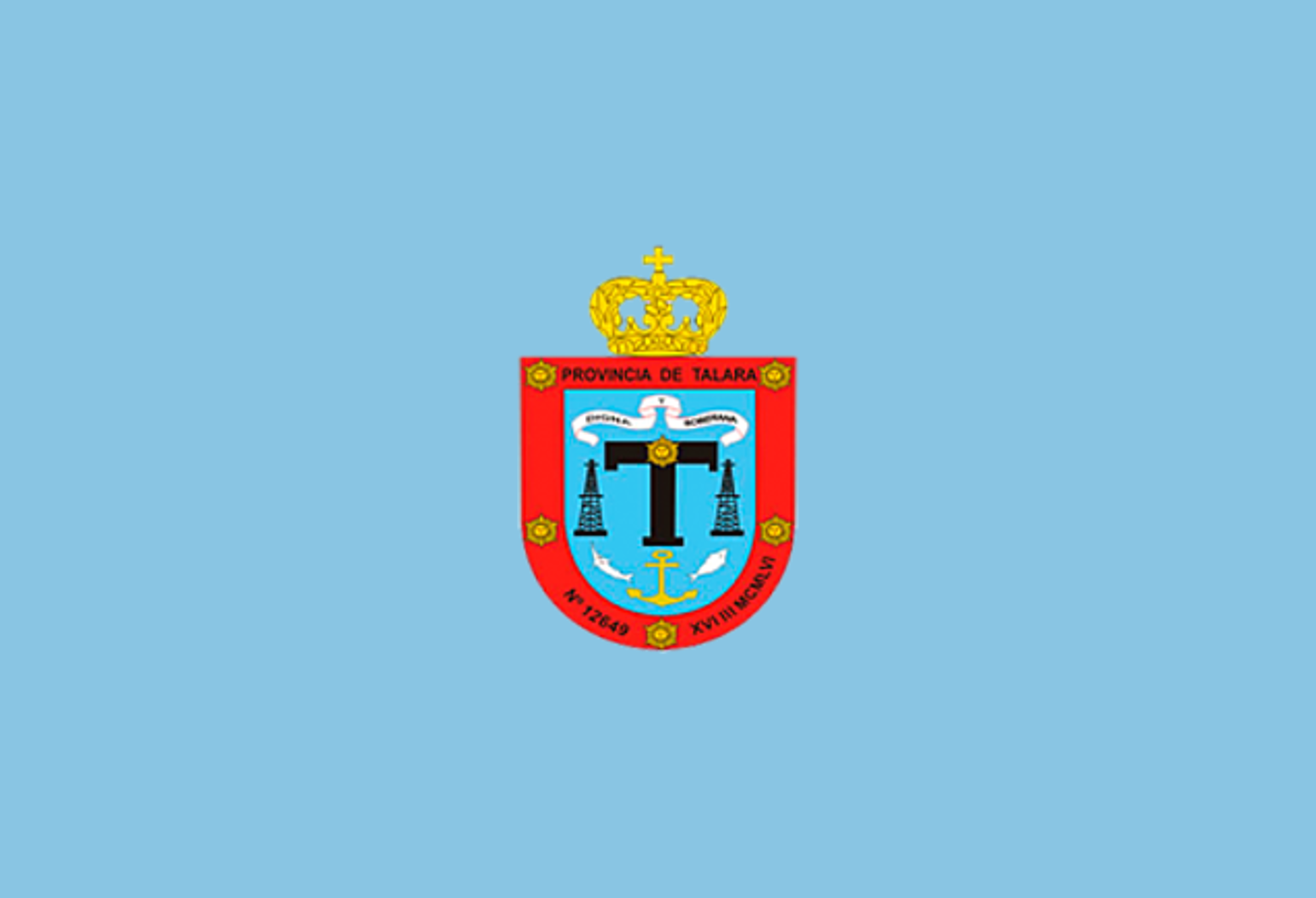
Talara

### Provincies in Puno

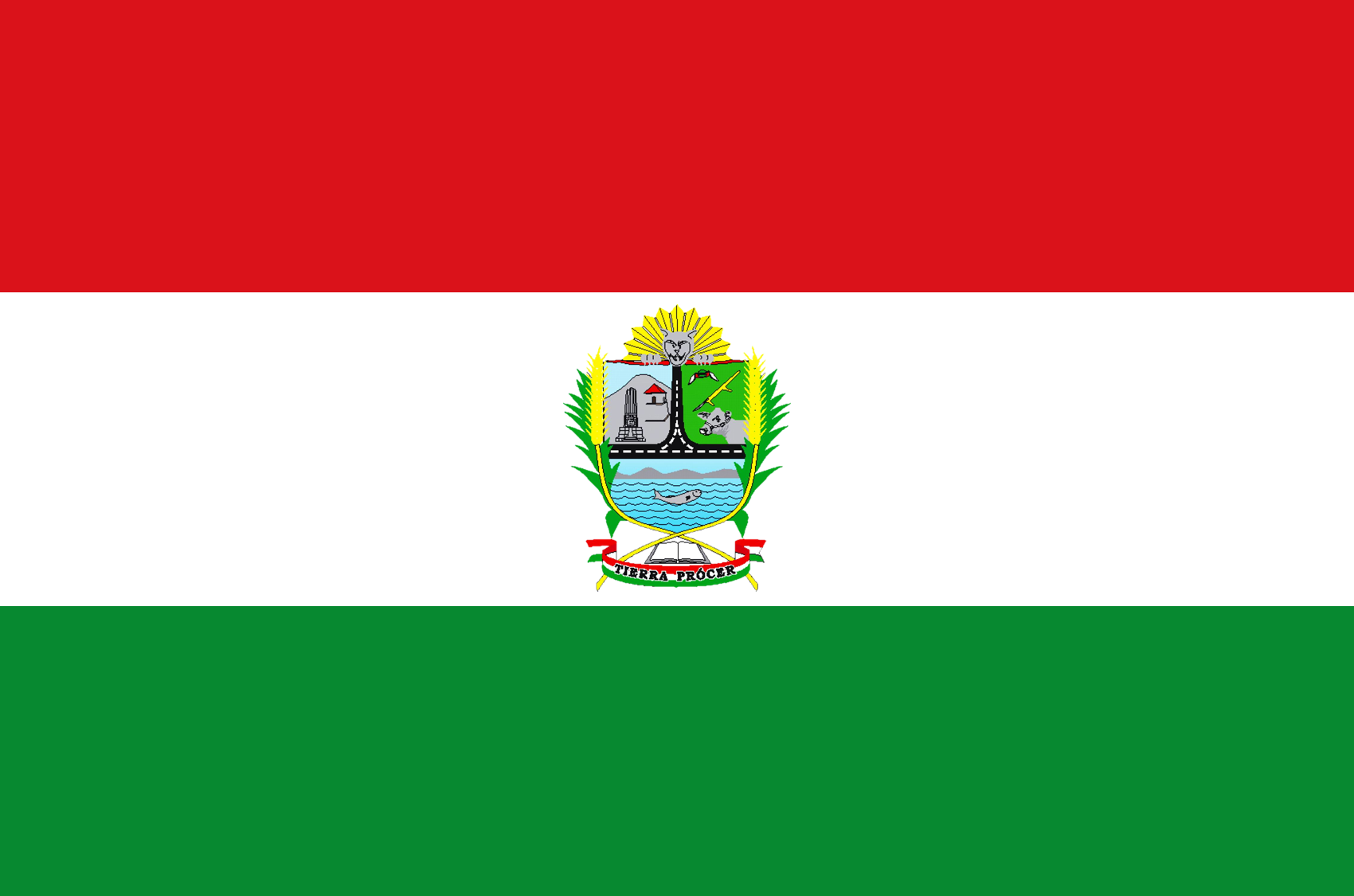
Azángaro
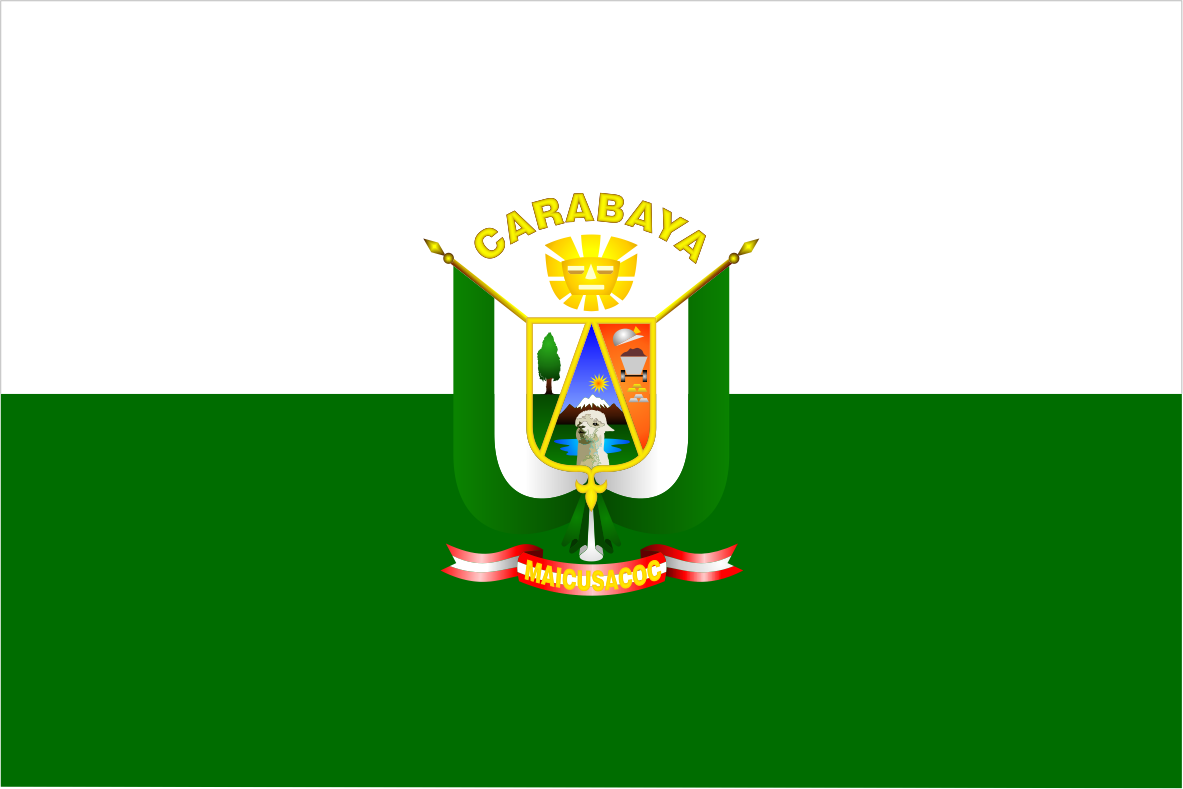
Carabaya
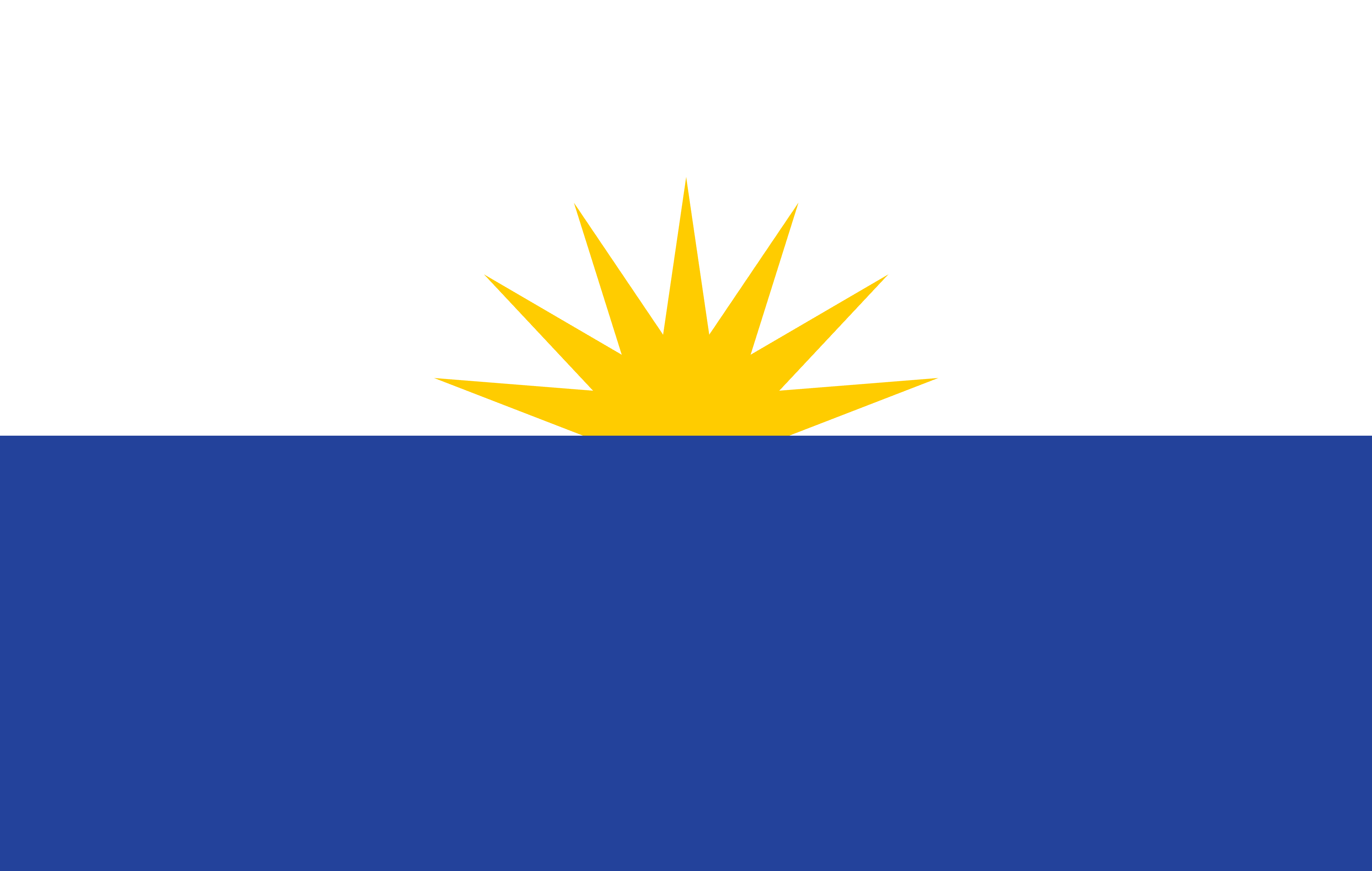
Chucuito
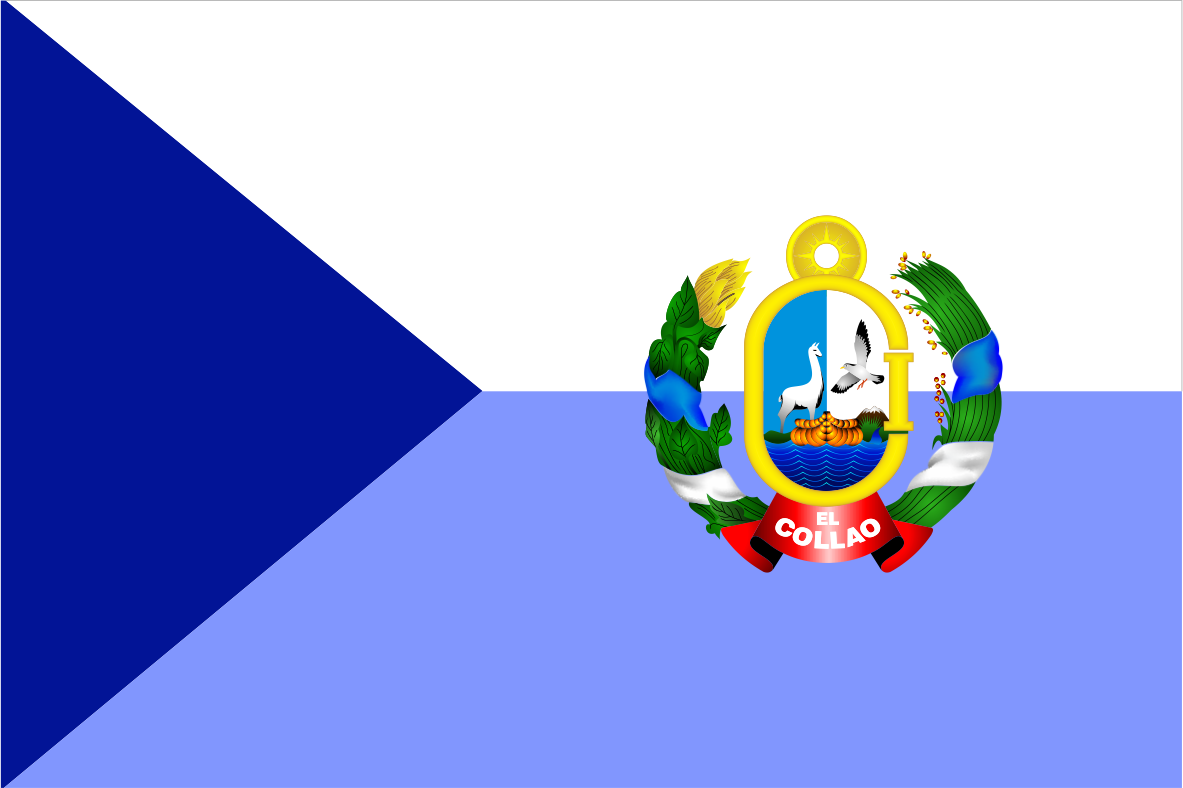
El Collao
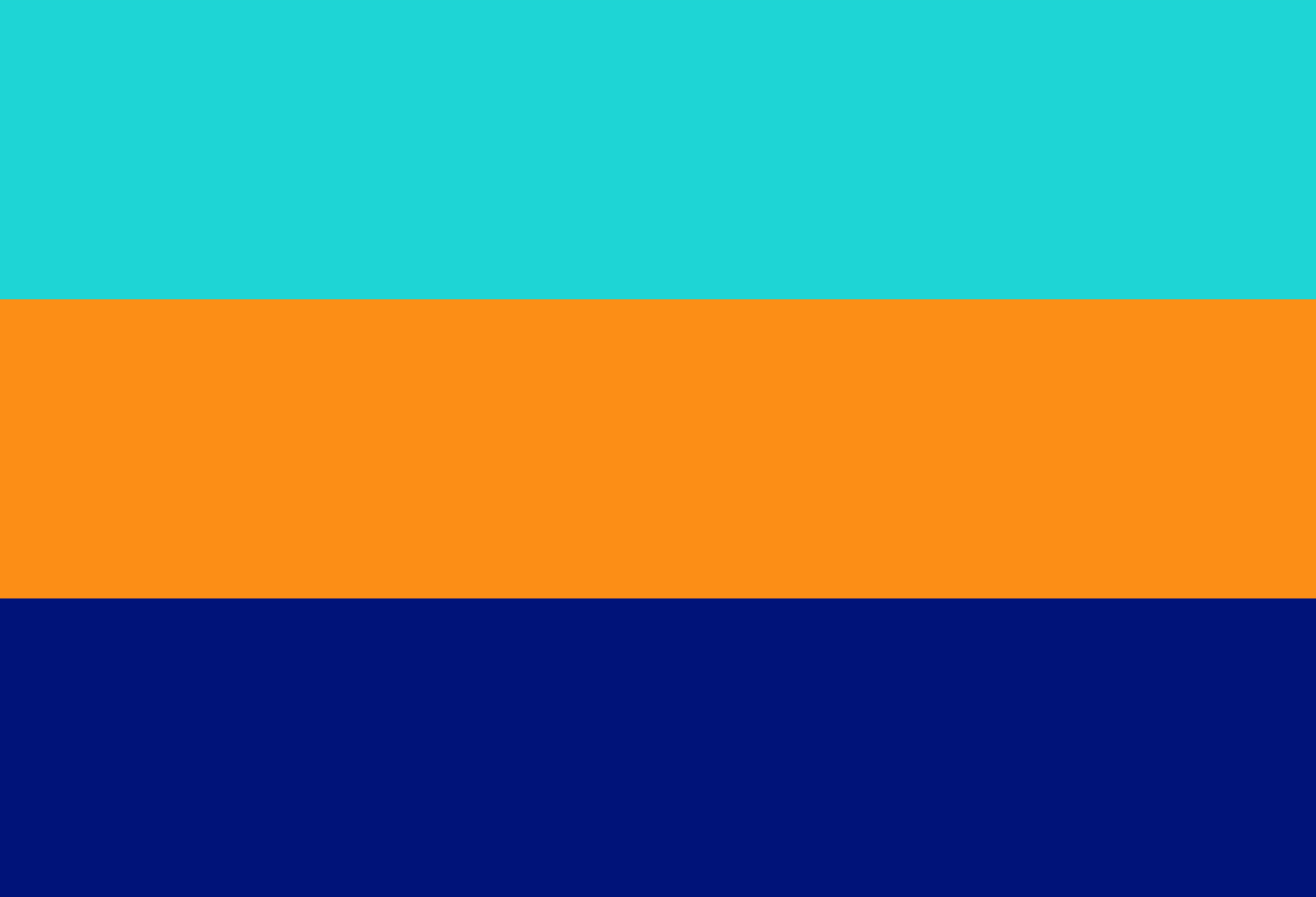
Huancané
Lampa
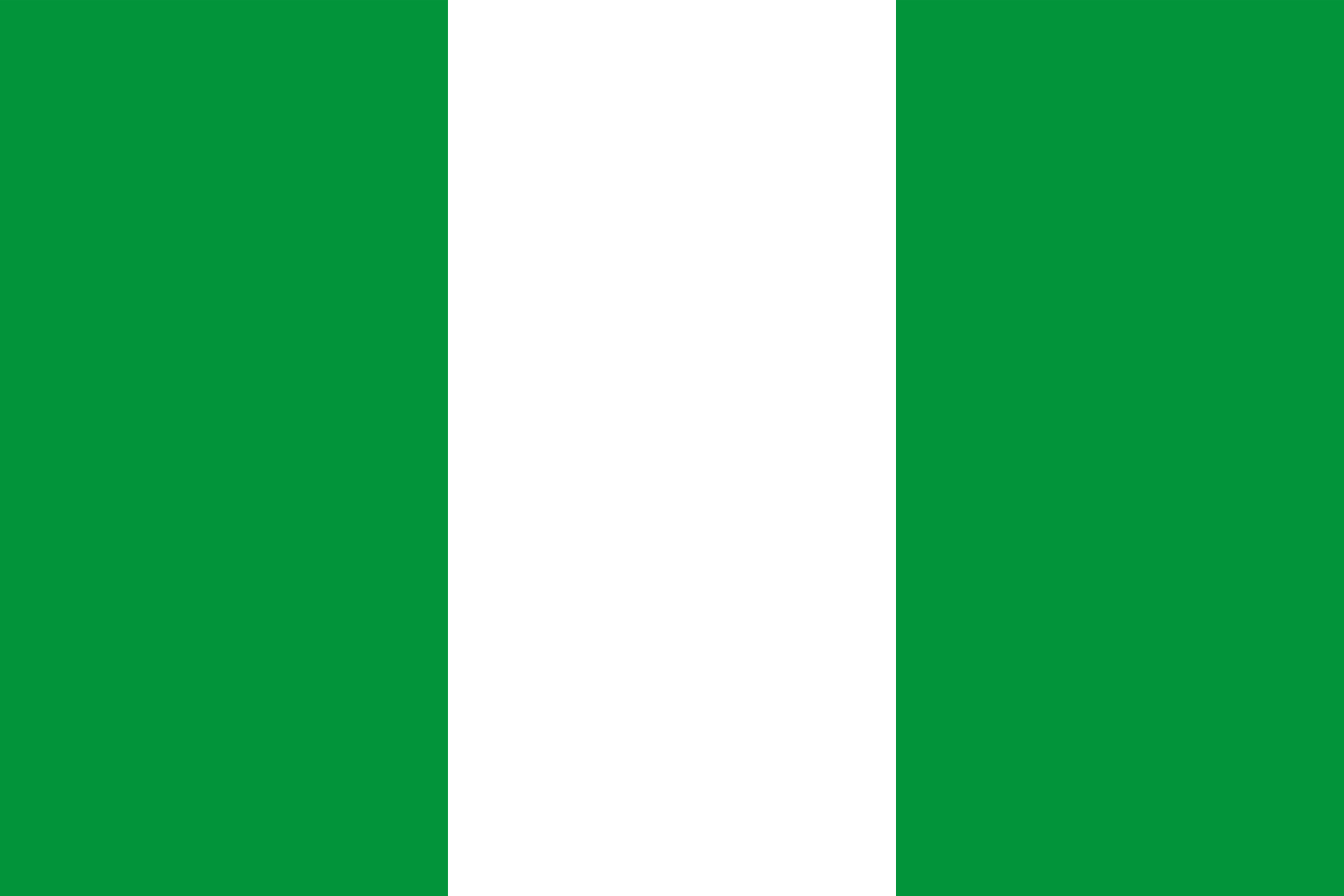
Melgar
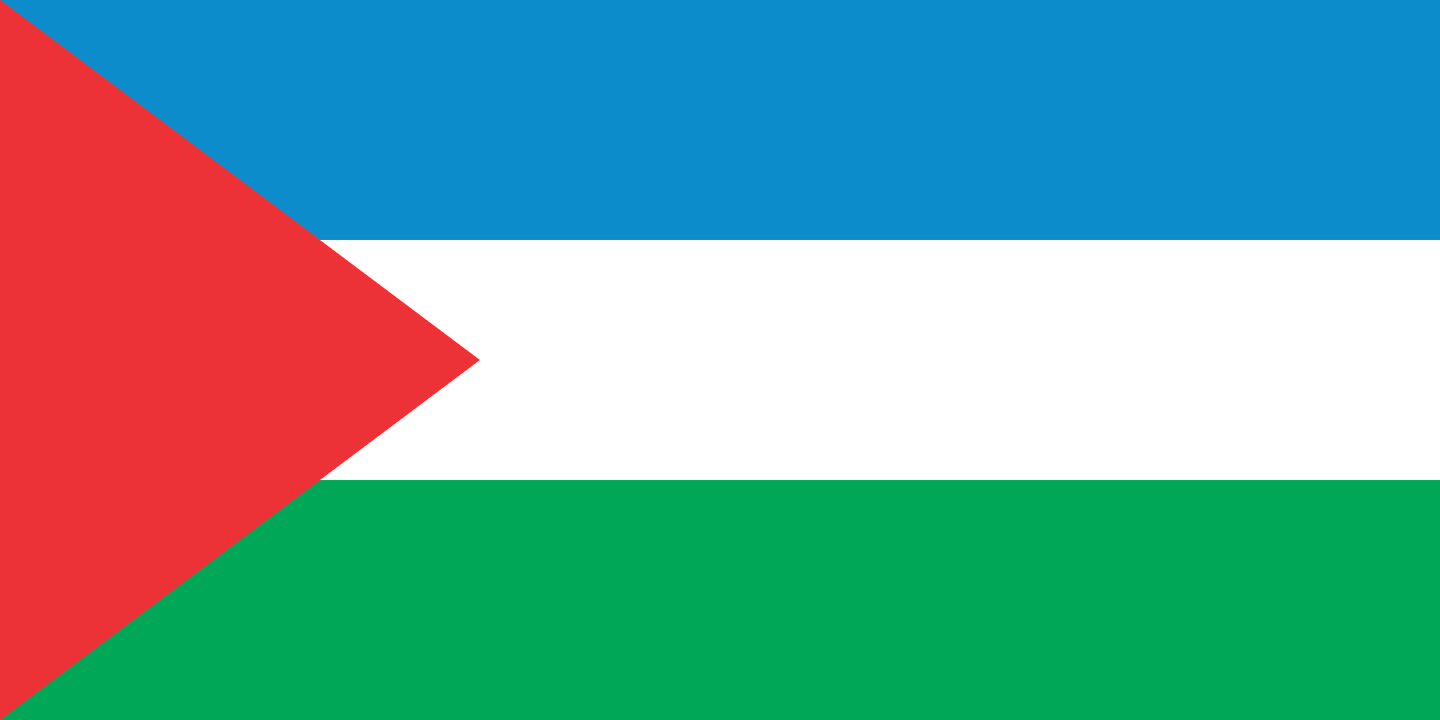
Moho
Puno
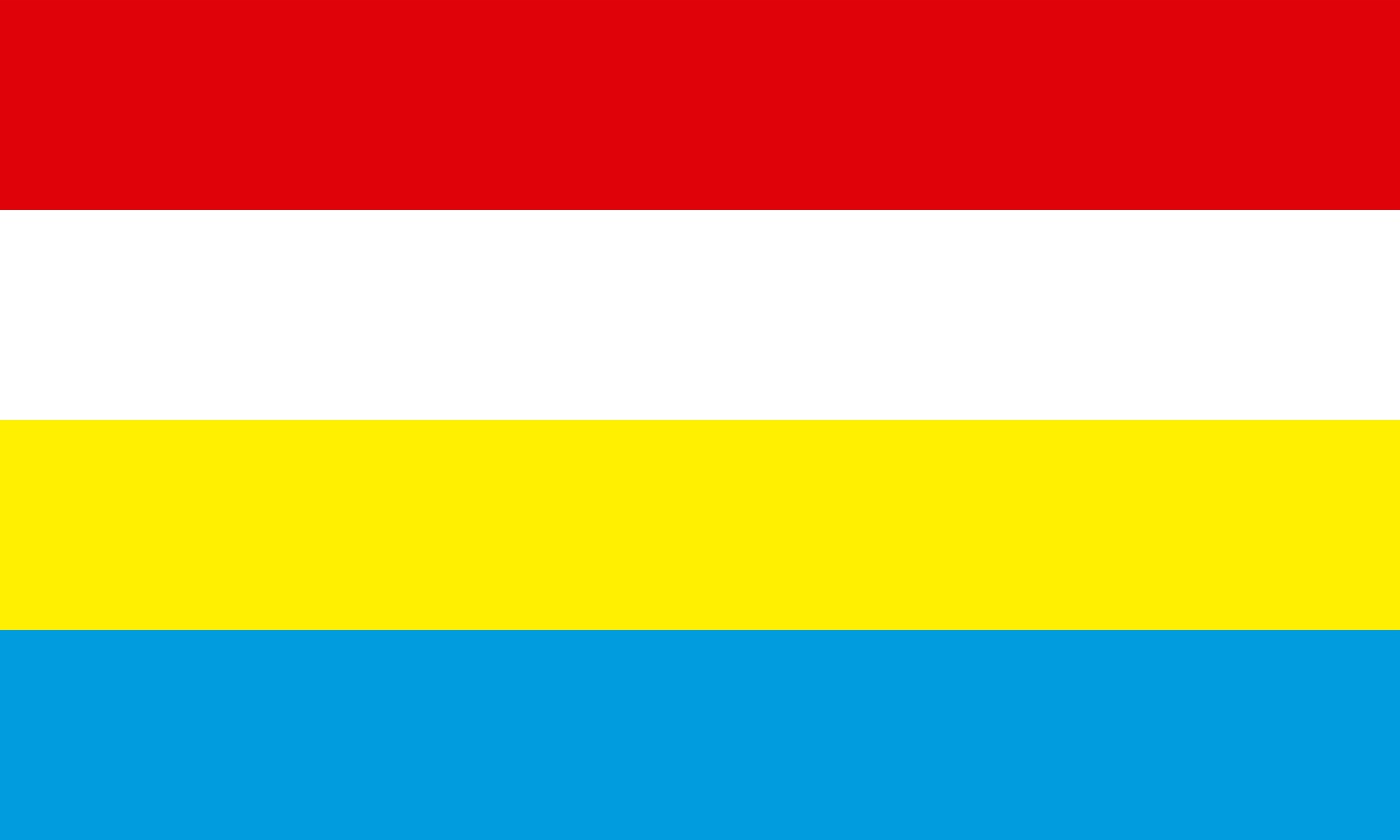
San Antonio de Putina
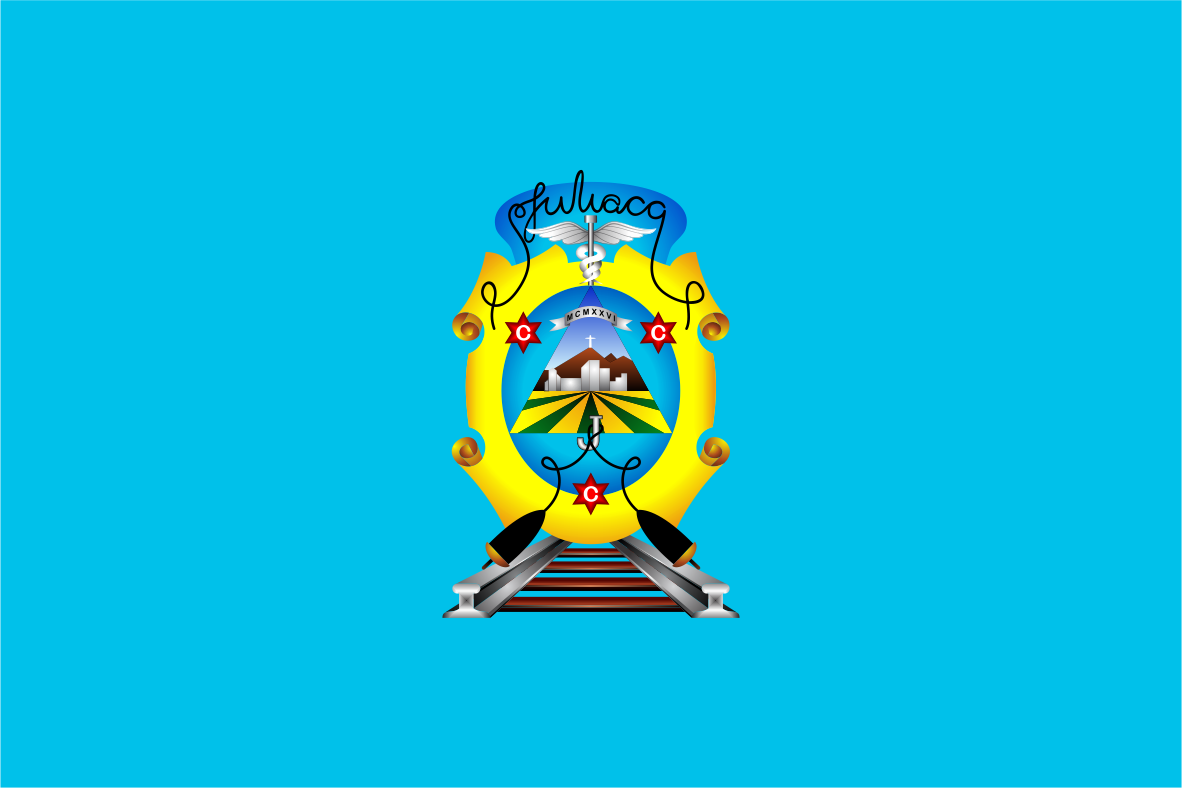
San Román
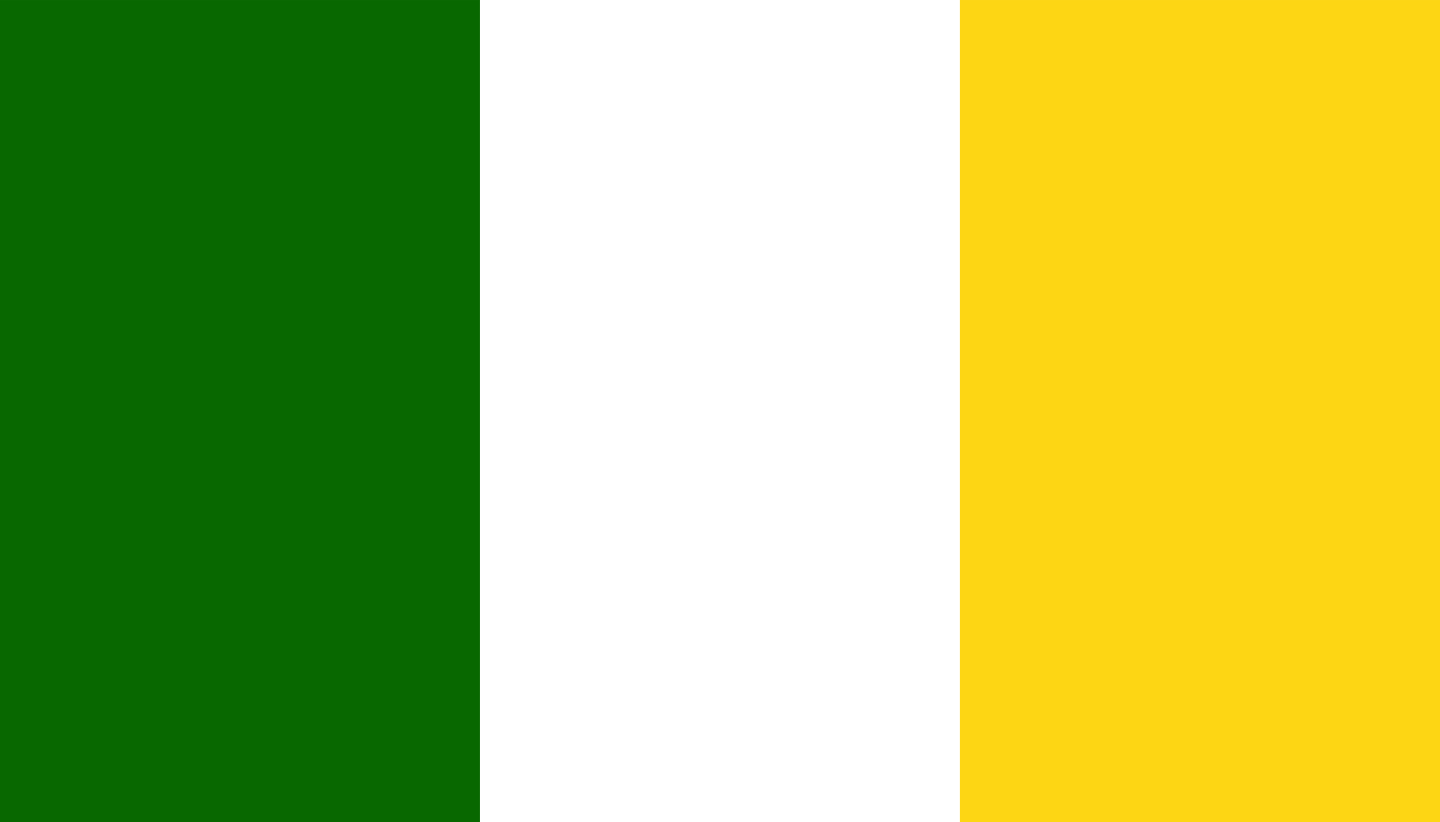
Sandia
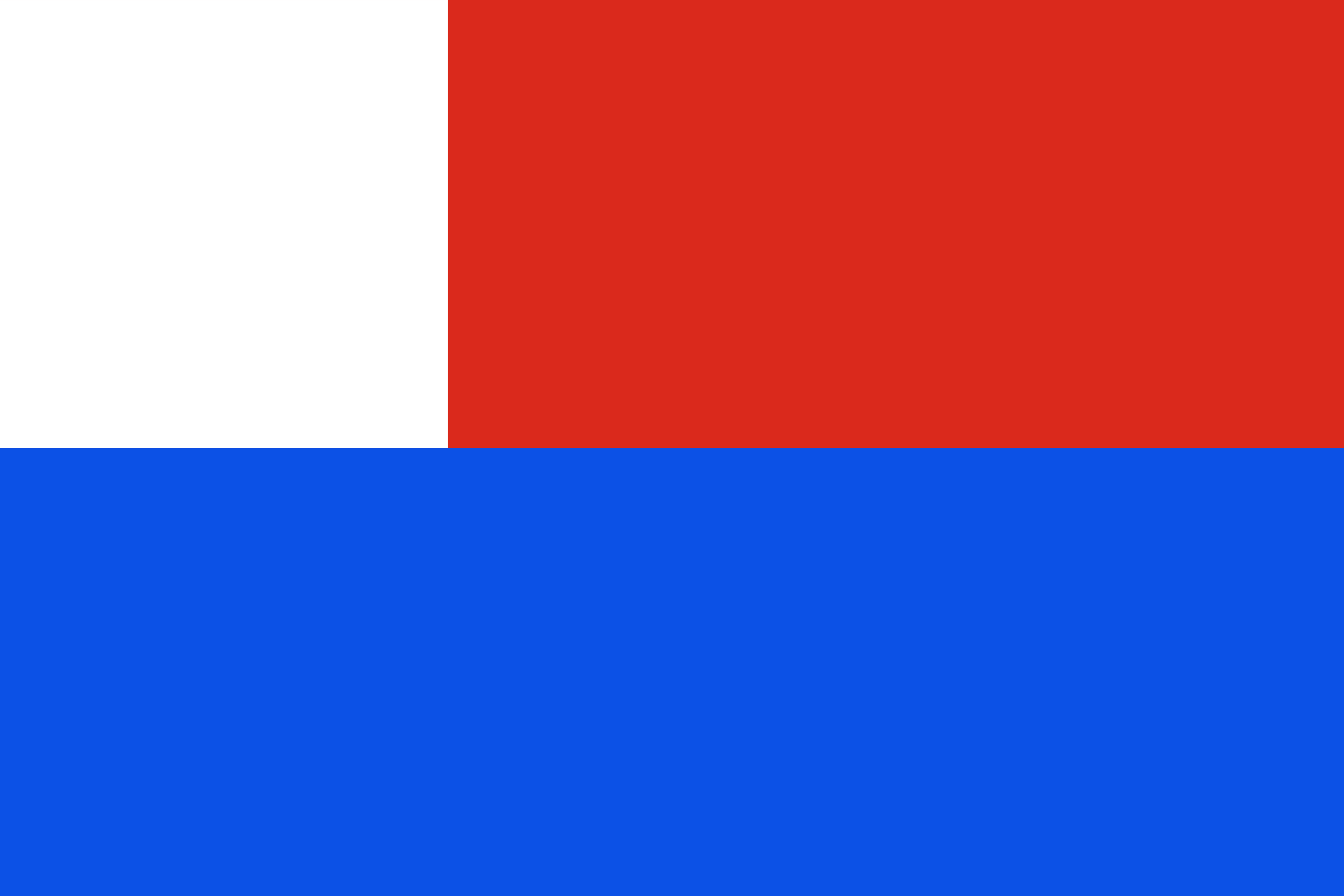
Yunguyo

### Provincies in San Martín

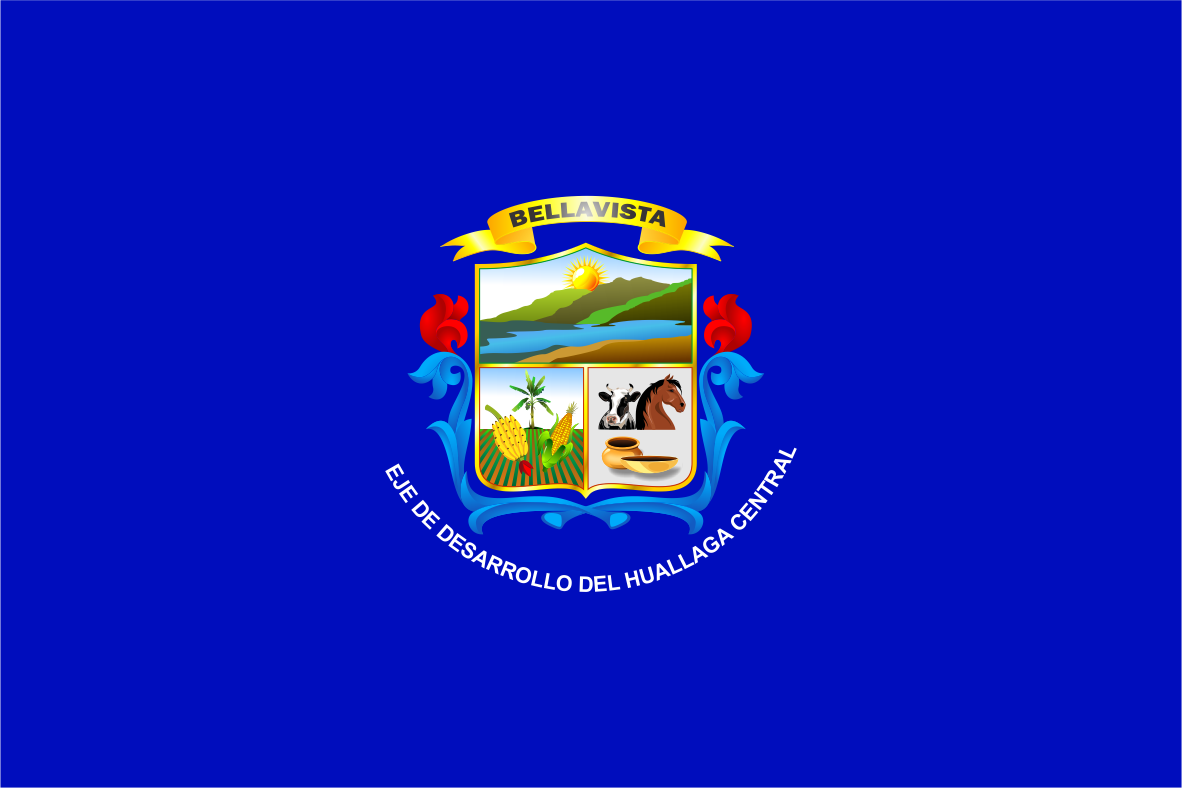
Bellavista
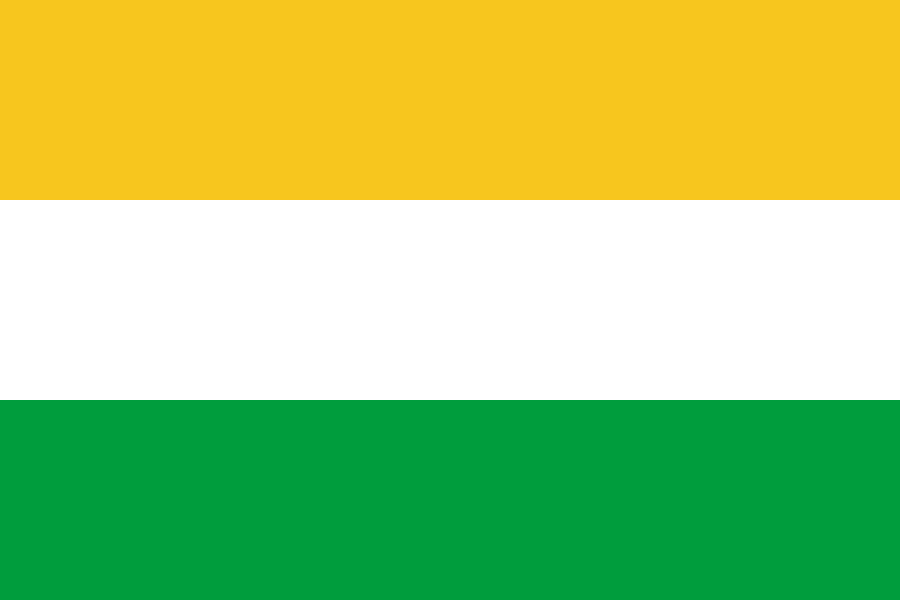
El Dorado
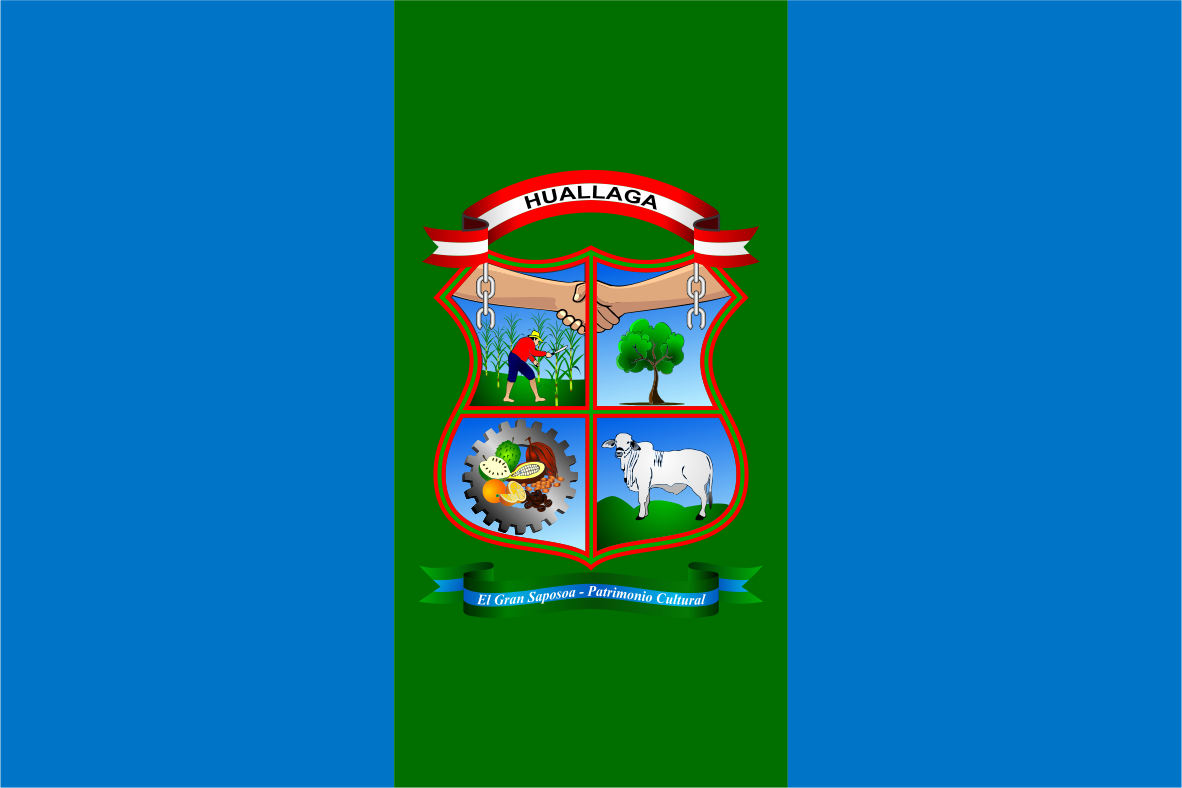
Huallaga
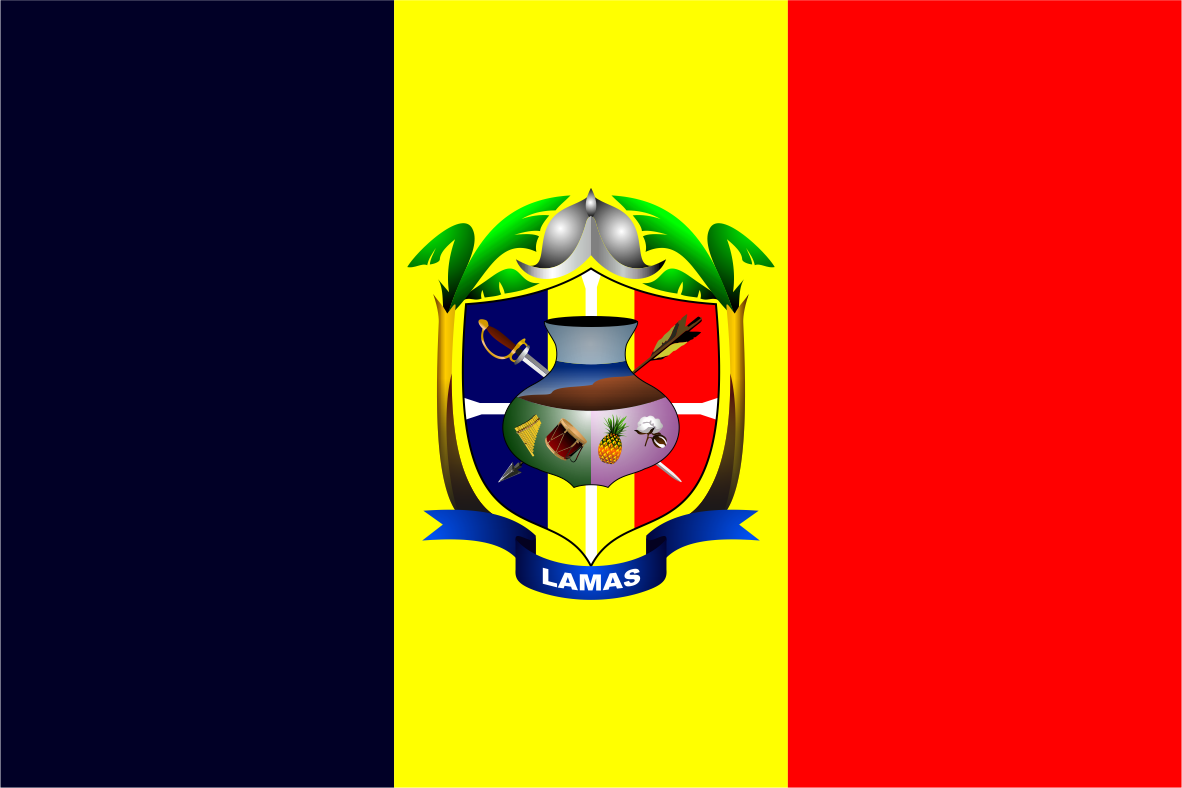
Lamas
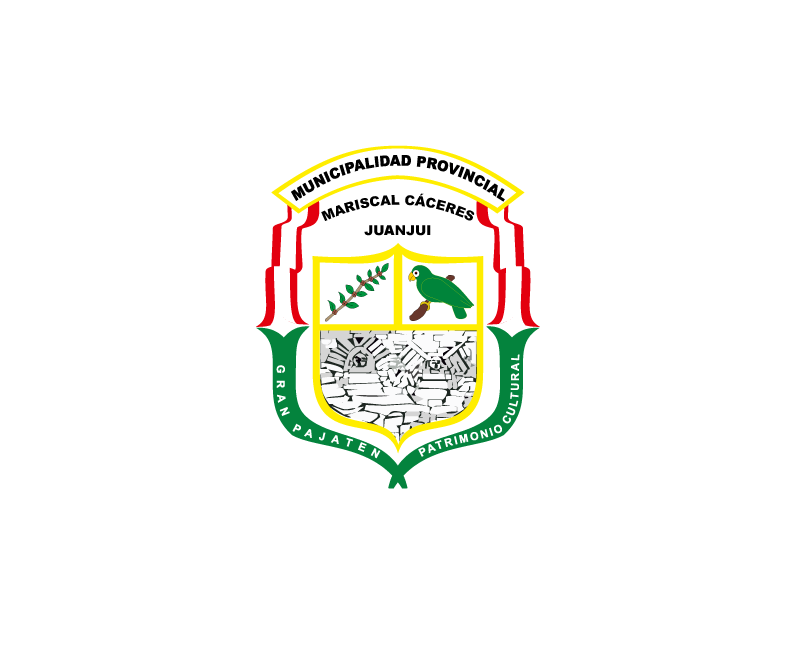
Mariscal Cáceres
Moyobamba
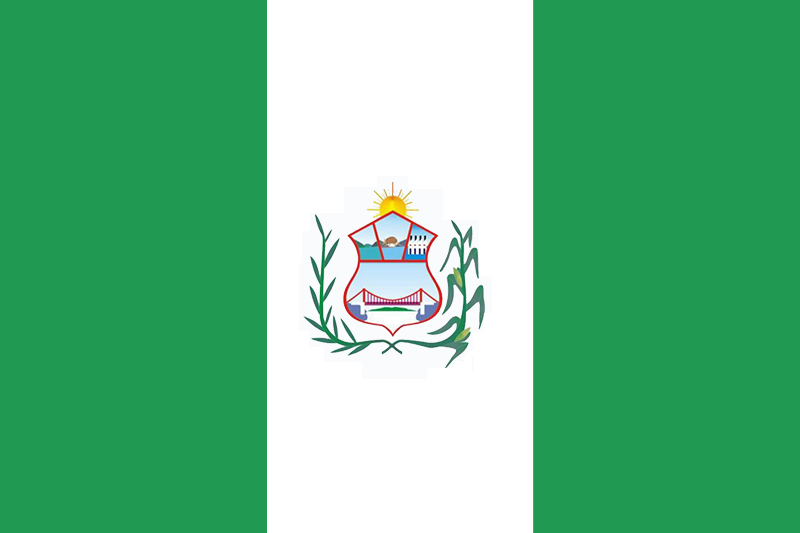
Picota
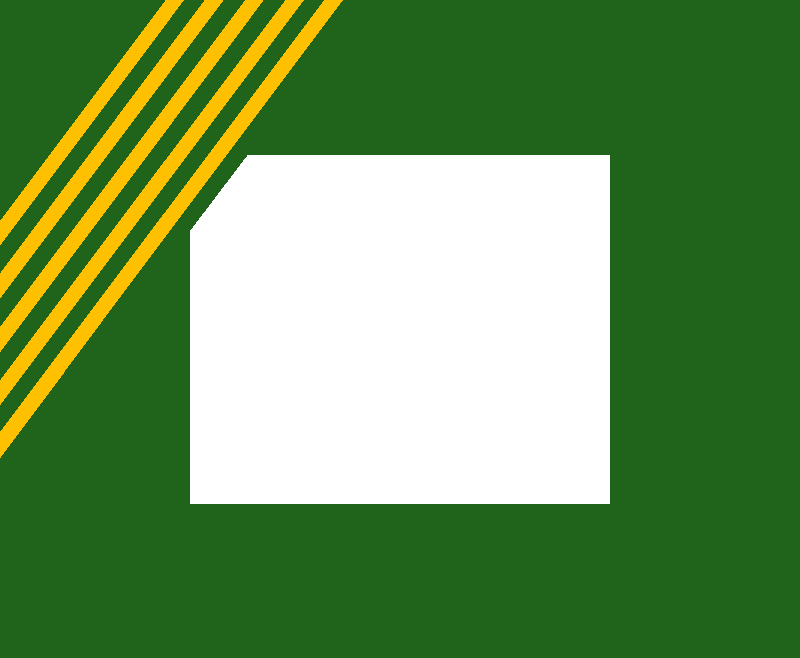
Rioja
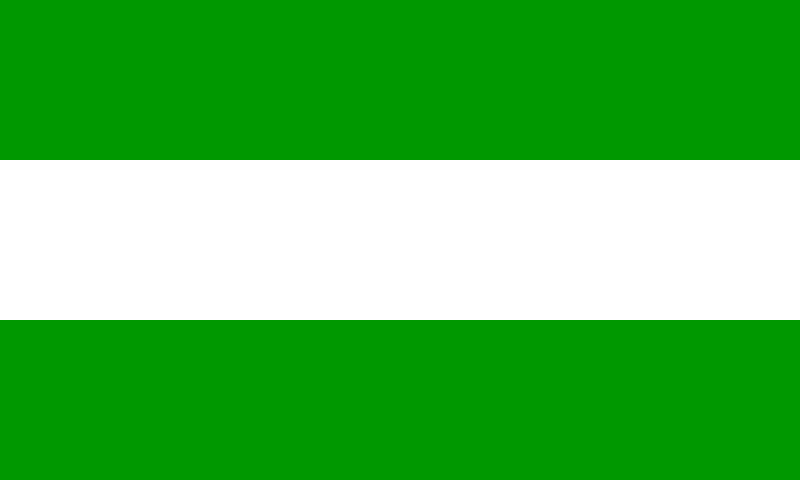
San Martín
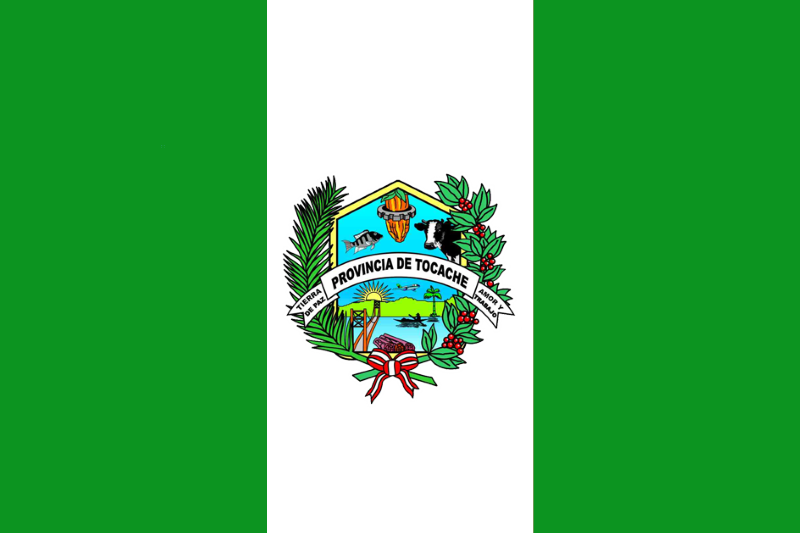
Tocache

### Provincies in Tacna

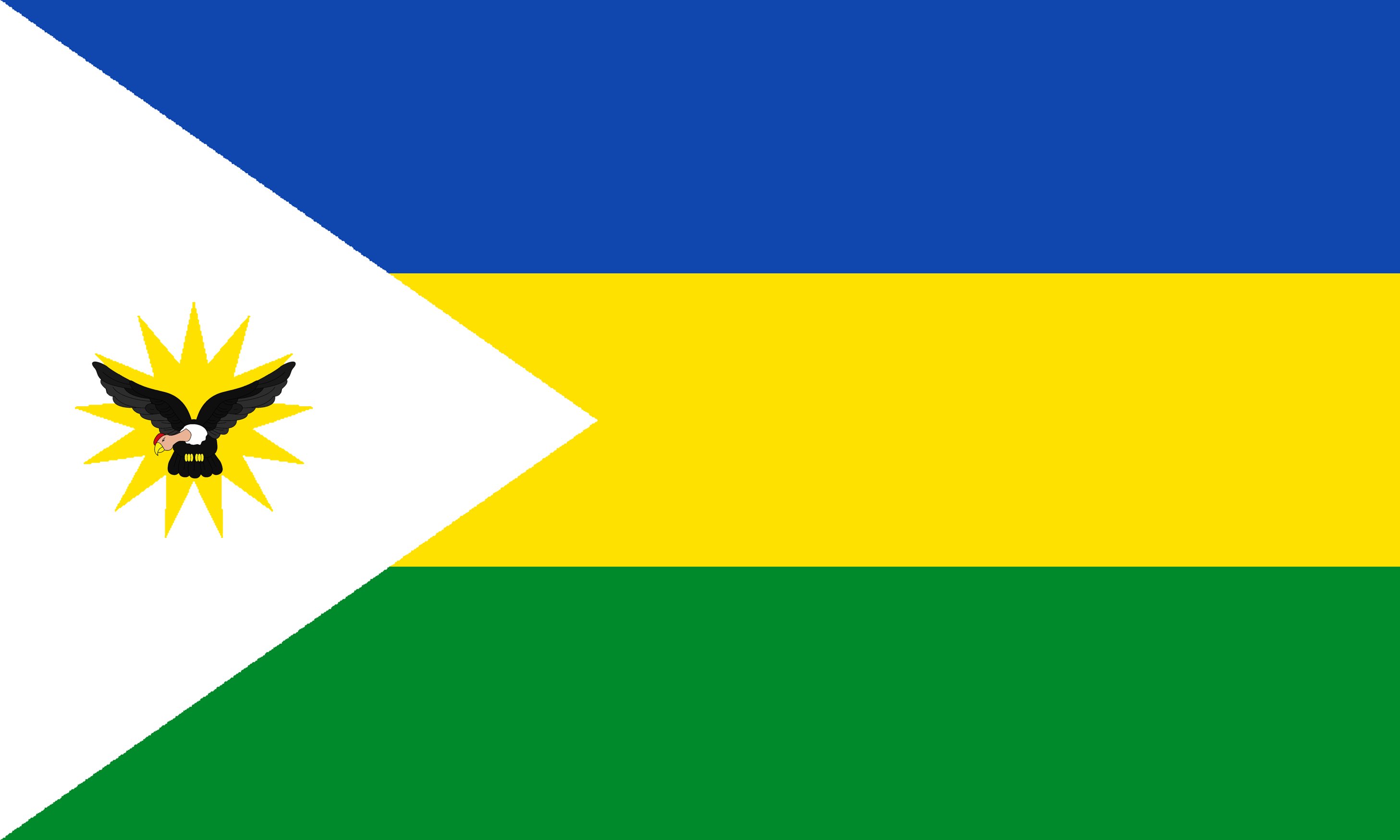
Candarave
Jorge Basadre
Tacna
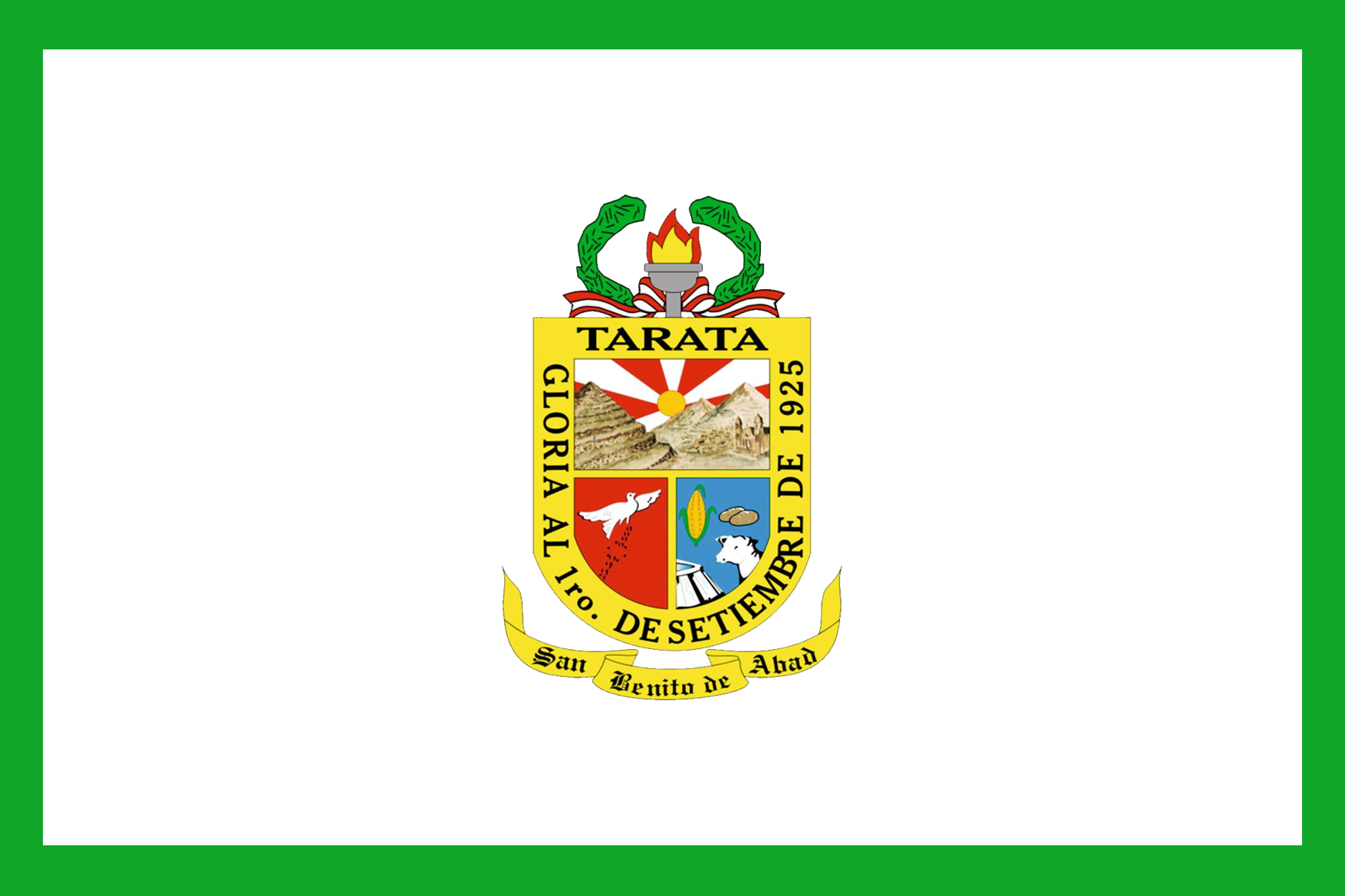
Tarata

### Provincies in Tumbes

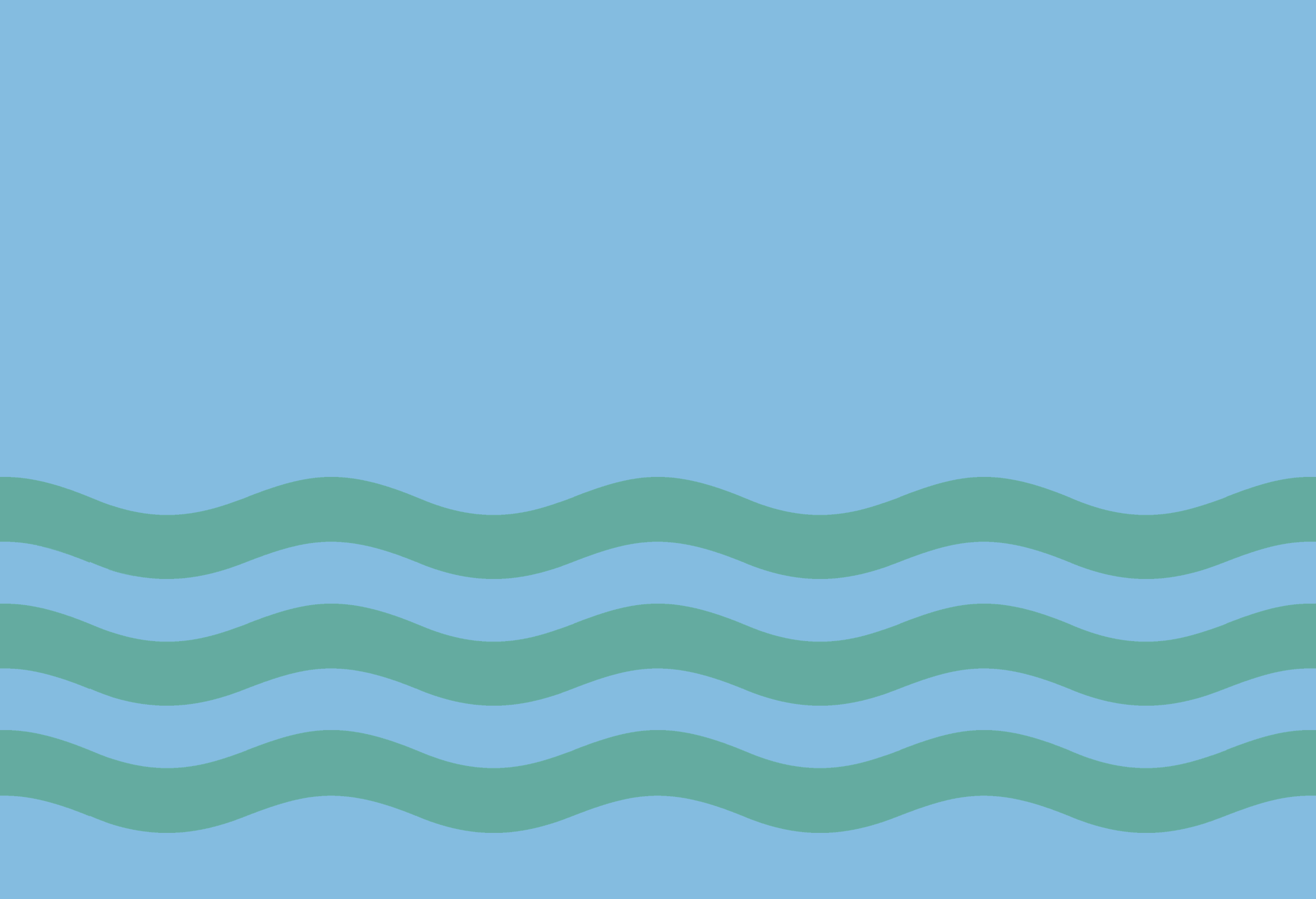
Contralmirante Villar
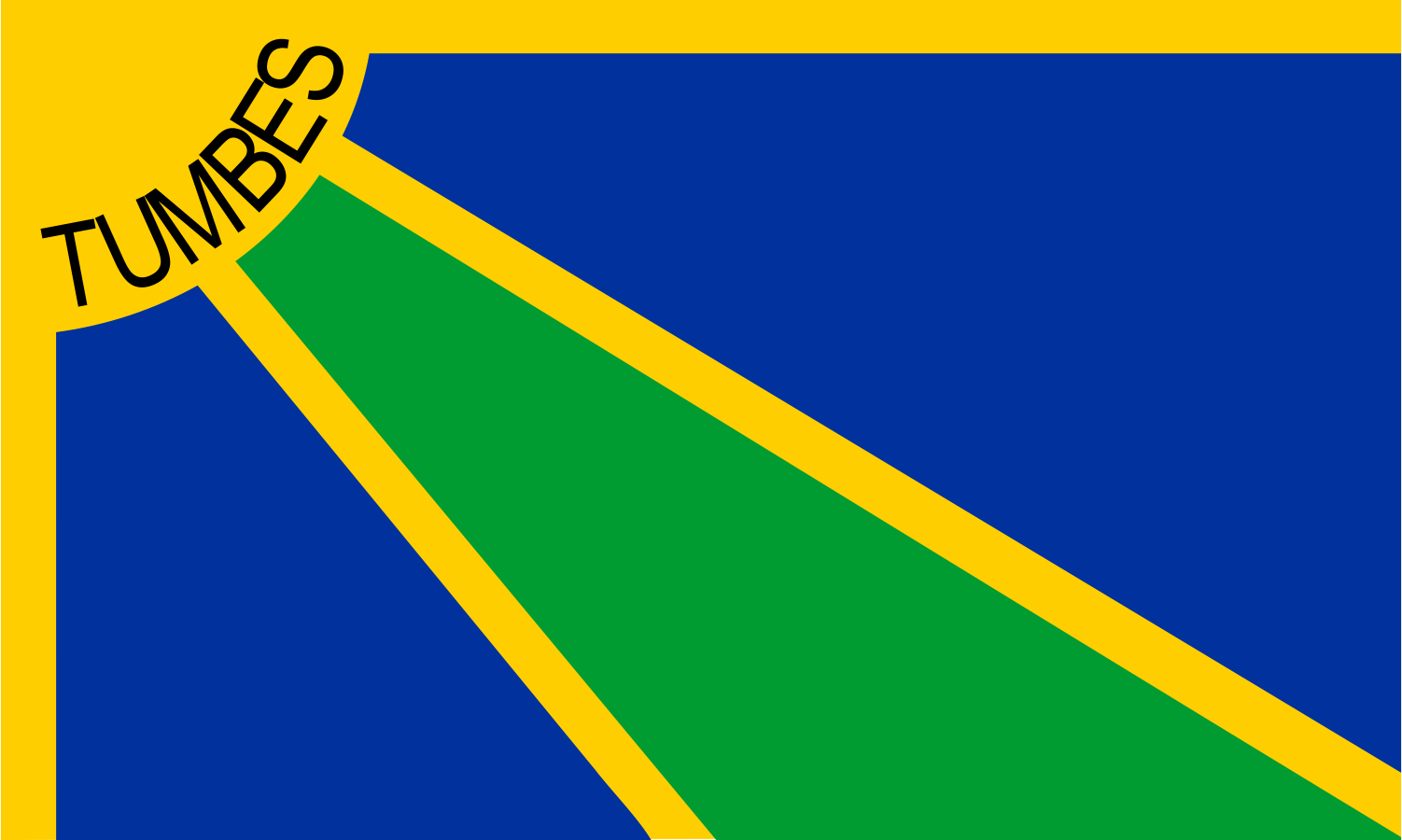
Tumbes
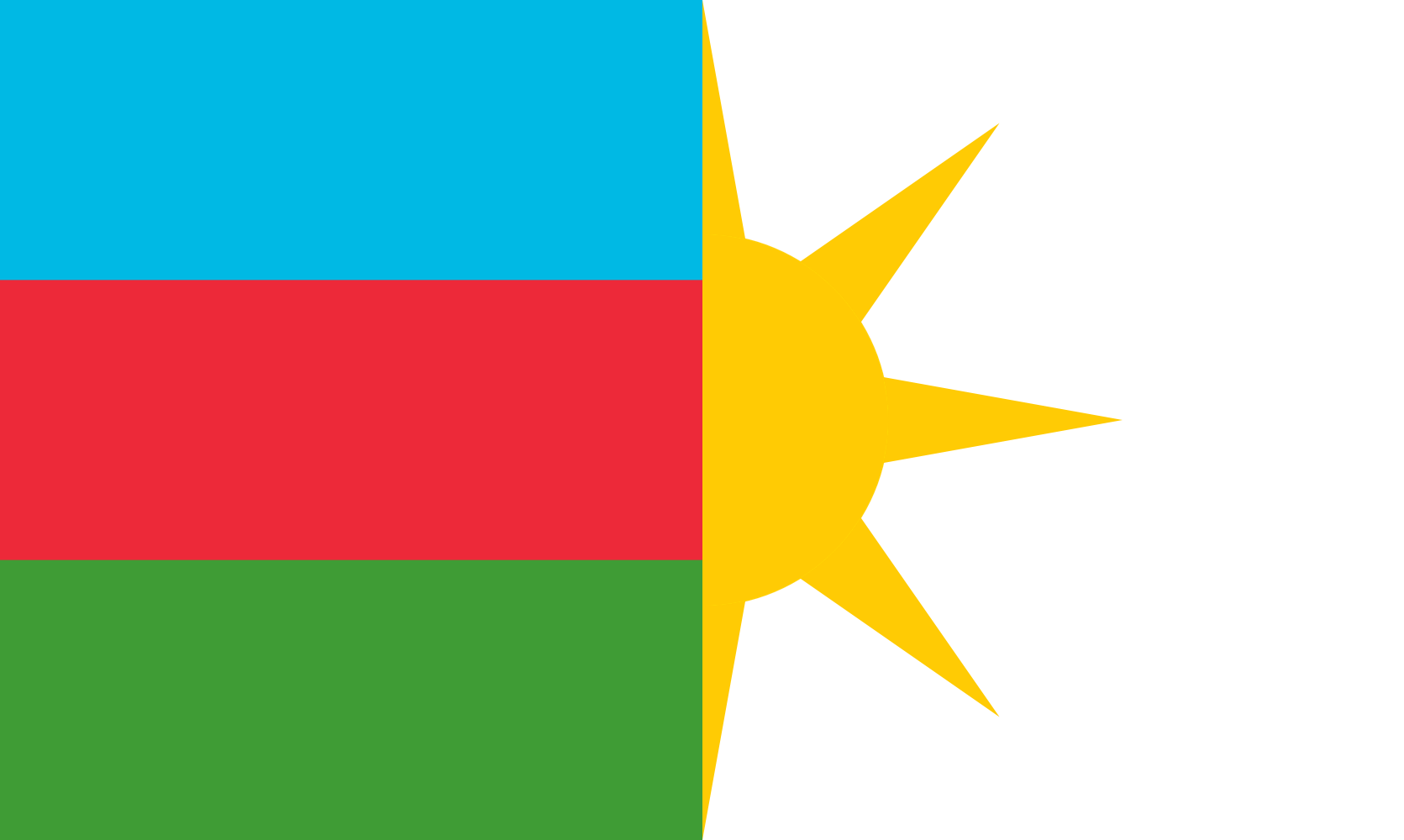
Zarumilla

### Provincies in Ucayali

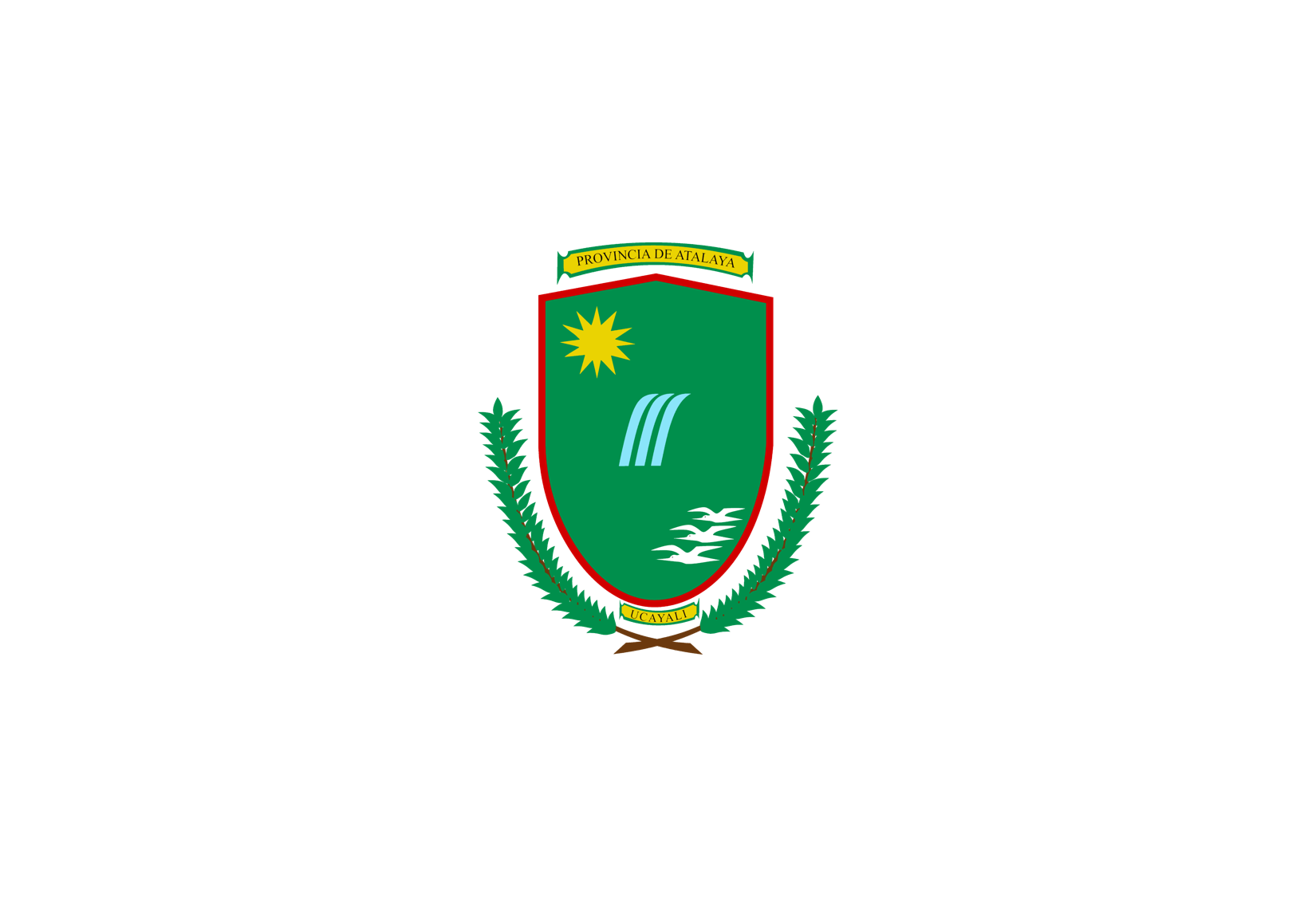
Atalaya
Coronel Portillo
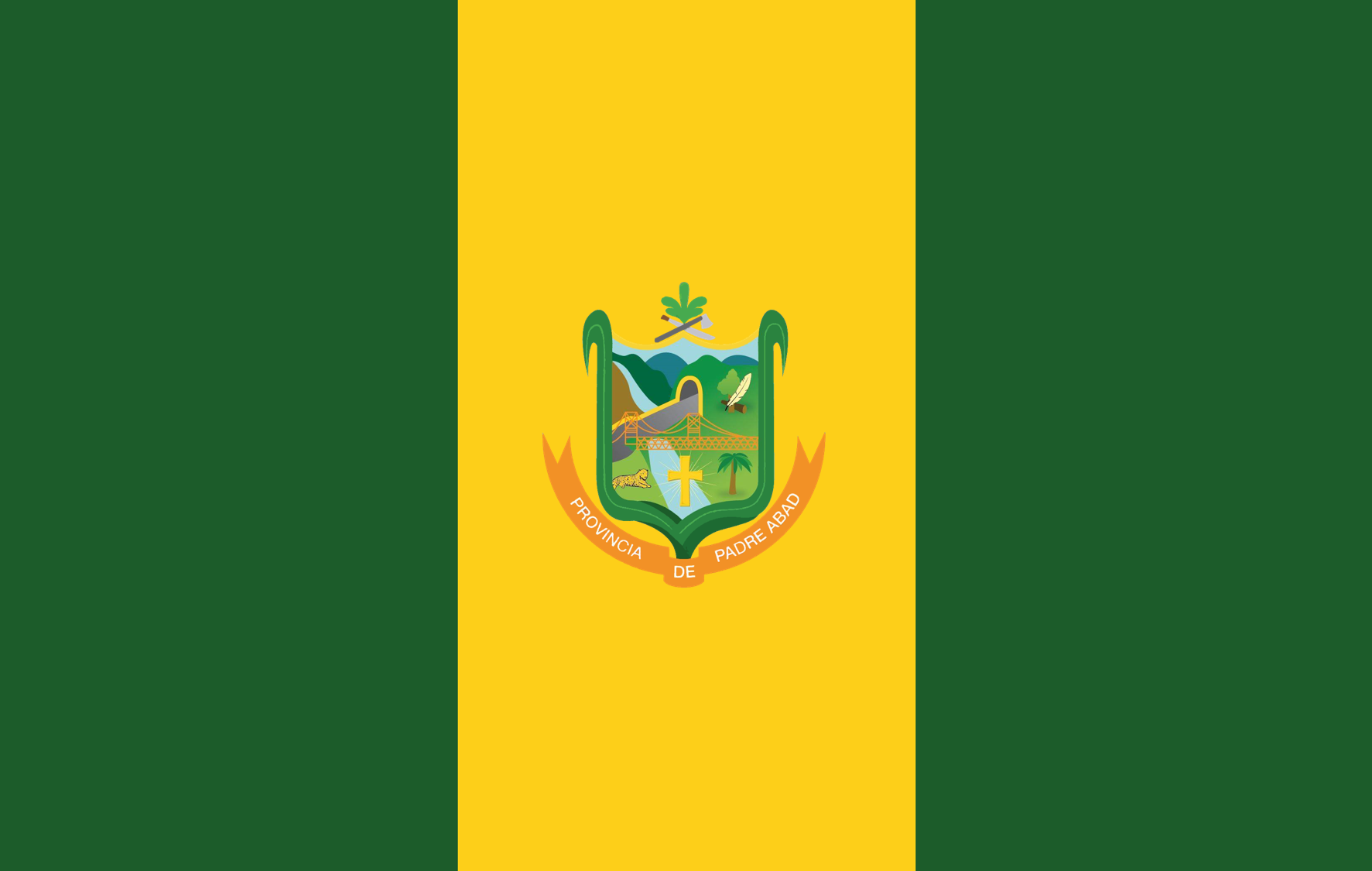
Padre Abad
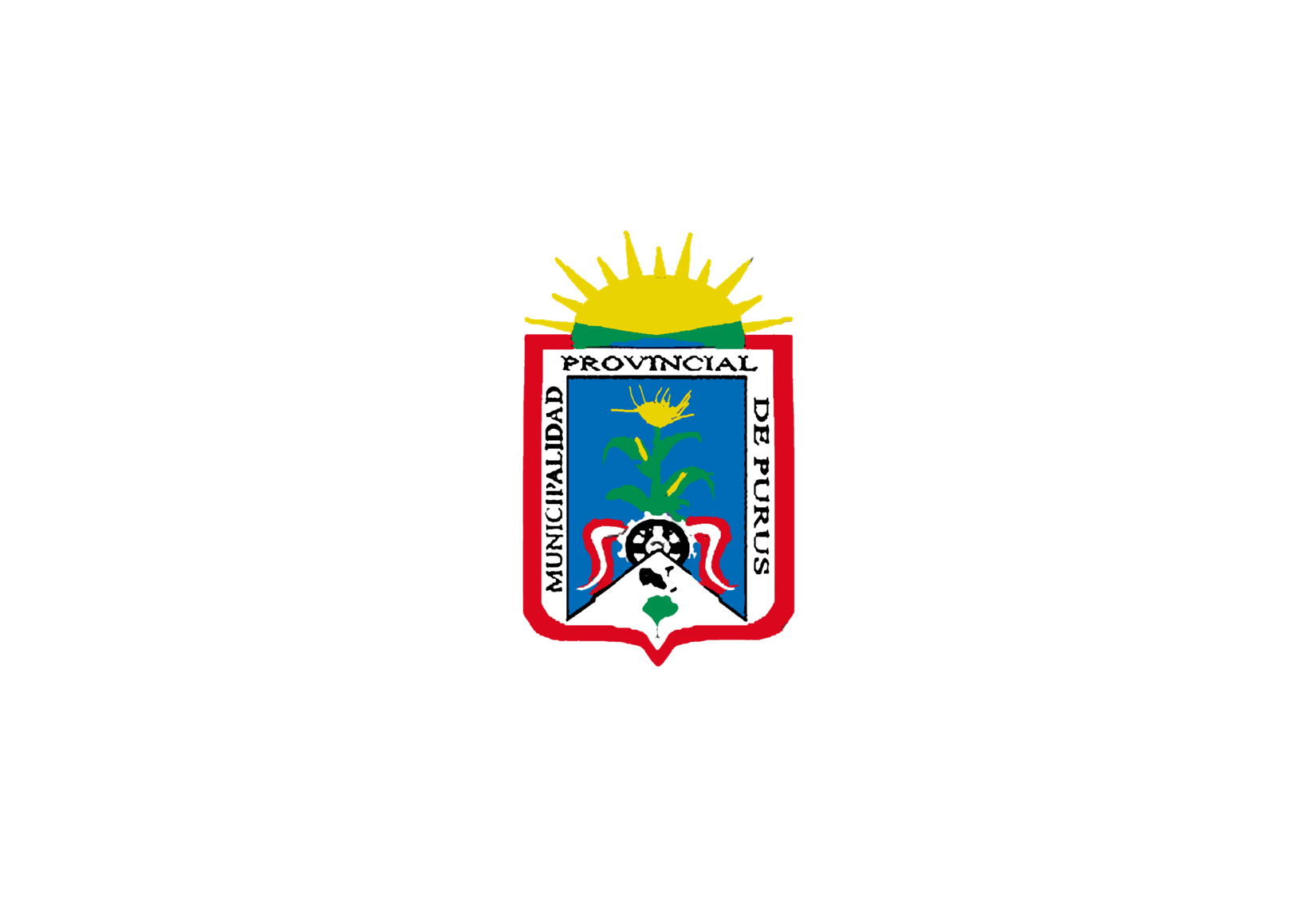
Purús

### Provincies in Lima (valt buiten de regionale indeling)

Lima